# Västergötlands historia

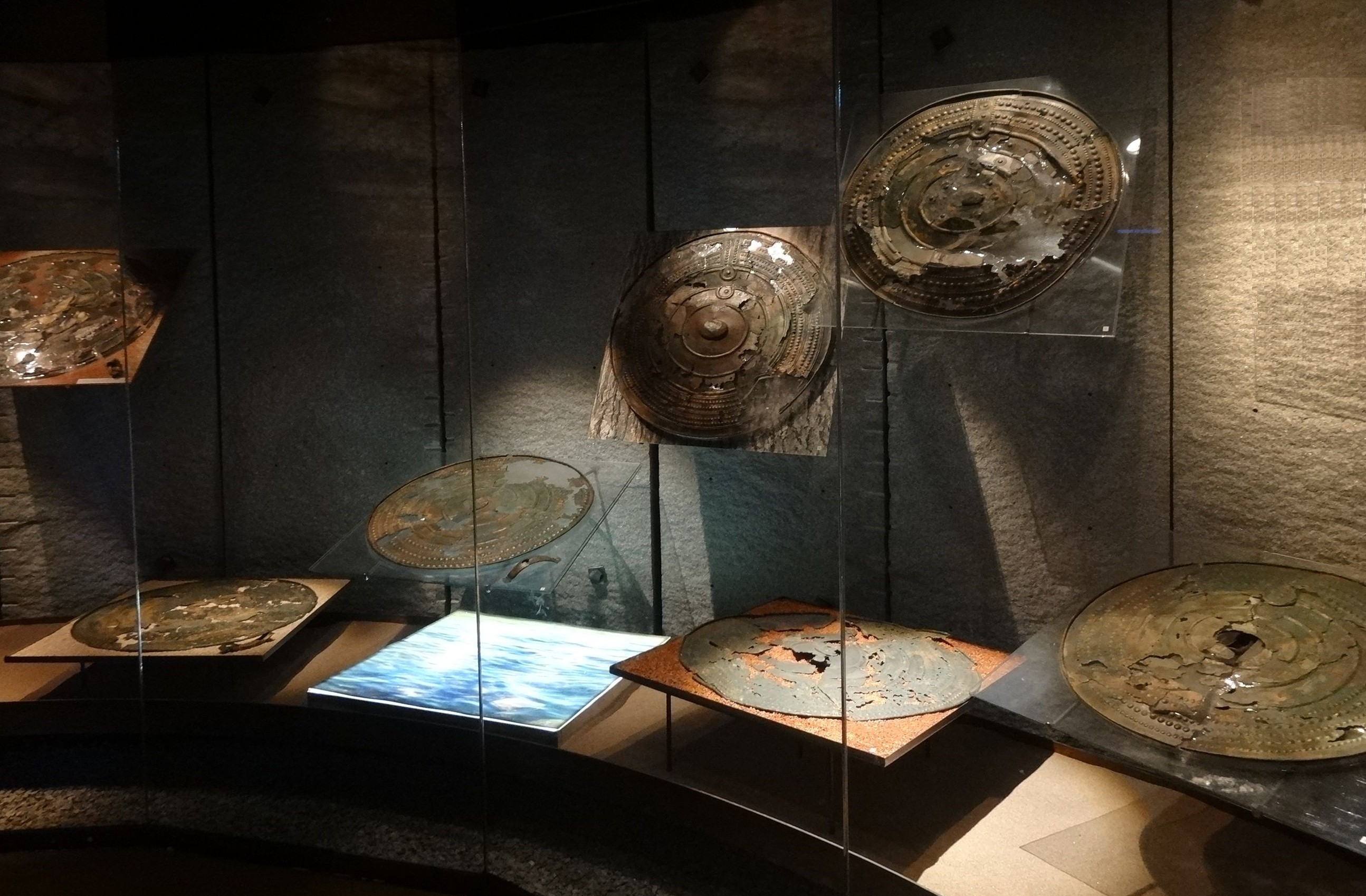
Några av Fröslundasköldarna, utställda på Västergötlands museum i Skara.

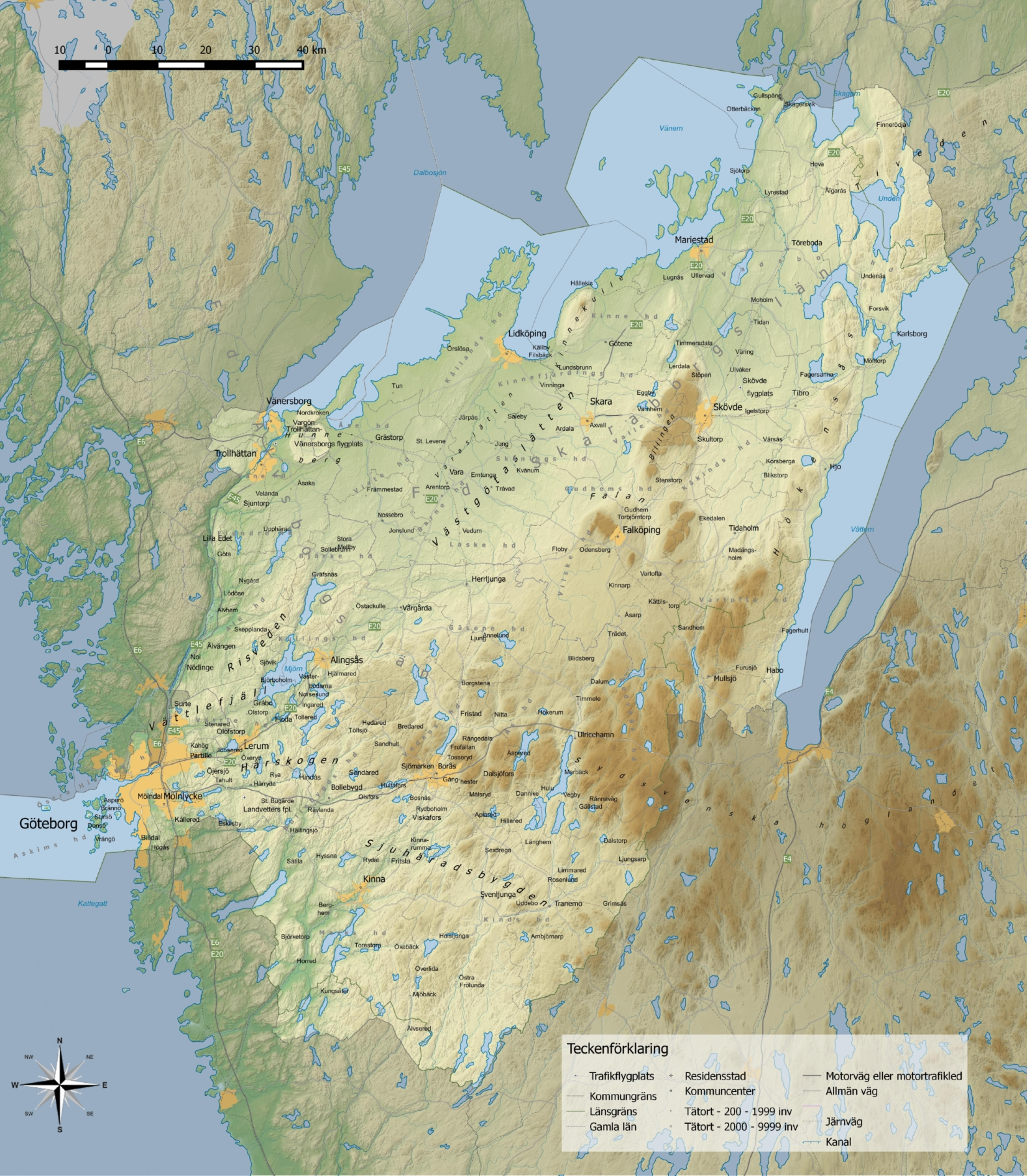
Karta över Västergötland.

Västergötlands historia präglas av de naturliga kommunikationsmöjligheterna, där skogarna i söder och nordost varit hindrande, medan de stora sjöarna Vänern och Vättern, och vattendragen Viskan, Ätran och Göta älv tidigt möjliggjorde import av föremål och nya idéer. Landskapets gräns verkar först på 1200-talet ha nått fram till Kattegatt vid Göta älvs mynning. Befolkningen i Västergötland tog tidigt emot kristendomen, och har den äldsta landskapslagen på svenska. Landskapet verkar också ha haft en relativt självständig ställning inom politik och kultur i början av medeltiden. I historisk tid har Västergötlands läge som gränslandskap till det danska Halland och norska Bohuslän spelat stor roll, för både fredlig handel och krig. Industrialismens genombrott innebar förbättrad infrastruktur i landskapet och nya möjligheter, bland annat för södra Västergötlands textilindustri, och för export och import av varor via Göteborg.

## Förhistoria

### Landskapets geologiska bildande

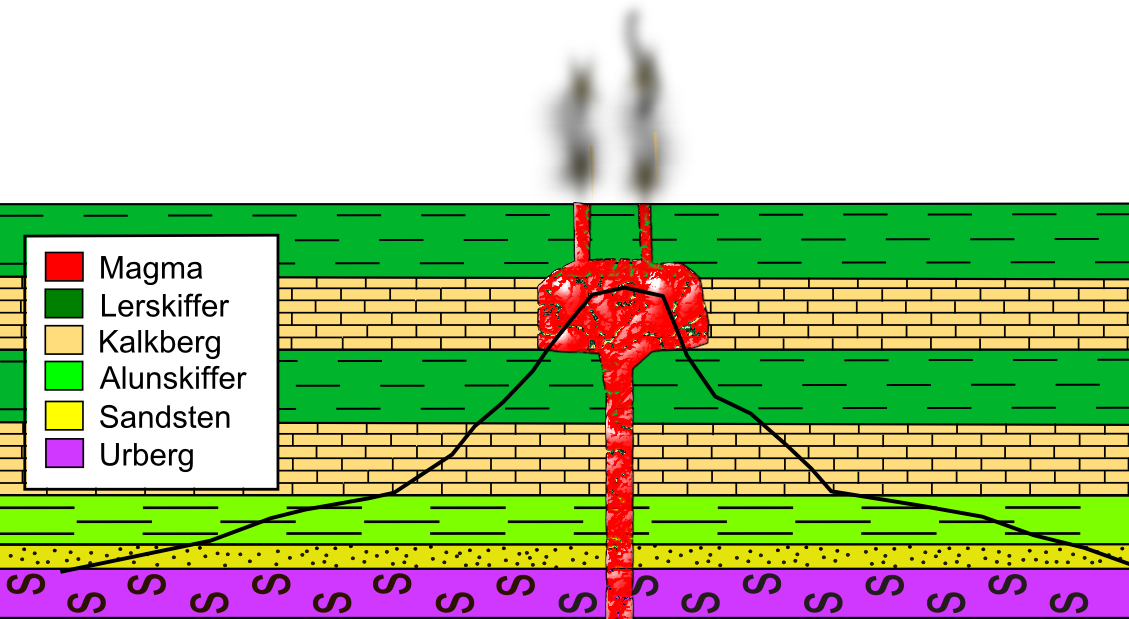
Lagerföljden hos ett av Västergötlands platåberg vid ett vulkanutbrott under geologiska perioden Perm.

För mellan 540 och 420 miljoner år sedan, under de geologiska perioderna Kambrium, Ordovicium och Silur var stora delar av Västergötland under havsytan. Sediment av sand, kalk och lera hamnade på havsbotten, och bildade med tiden sedimentära (lagrade) bergarter. För cirka 200 miljoner år sedan vällde lava ut på vissa platser i Västergötland, i samband med vulkanutbrott under perioden Perm, och bildade den hårda bergarten diabas eller trapp.

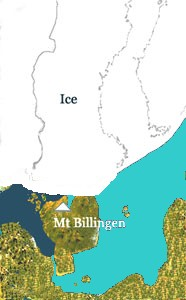
Baltiska issjön cirka 9 600 f.Kr.

I samband med att inlandsisen smälte undan bildades en stor färskvattensjö, Baltiska issjön, som föregångare till Östersjön. Denna sjö beräknas ha fått sitt utlopp mellan den smältande isranden, och berget Billingens nordspets, med ett stort vattenfall cirka 9 600 f.Kr. De väldiga vattenmassorna var fyllda av lerslam från isälvarna, vilket fälldes ut och sjönk till botten när söt- och saltvatten blandades i det område som idag är Västgötaslätten. Resultatet blev mäktiga lerlager, på vissa ställen över 40 meter tjocka. Vid vissa tillfällen har isavsmältningen stannat upp och åsformade randmoräner bildats. Ett exempel är Hindens rev i södra delen av Vänern.
I södra delen av landskapet har en stor ishavsfjord, Viskafjorden, trängt in i landet till trakterna av Hyssna, Seglora och Kinnarumma.
Skelettfynd av en cirka 11 500 år gammal vitval har gjorts vid Viskan, strax söder om Skene.

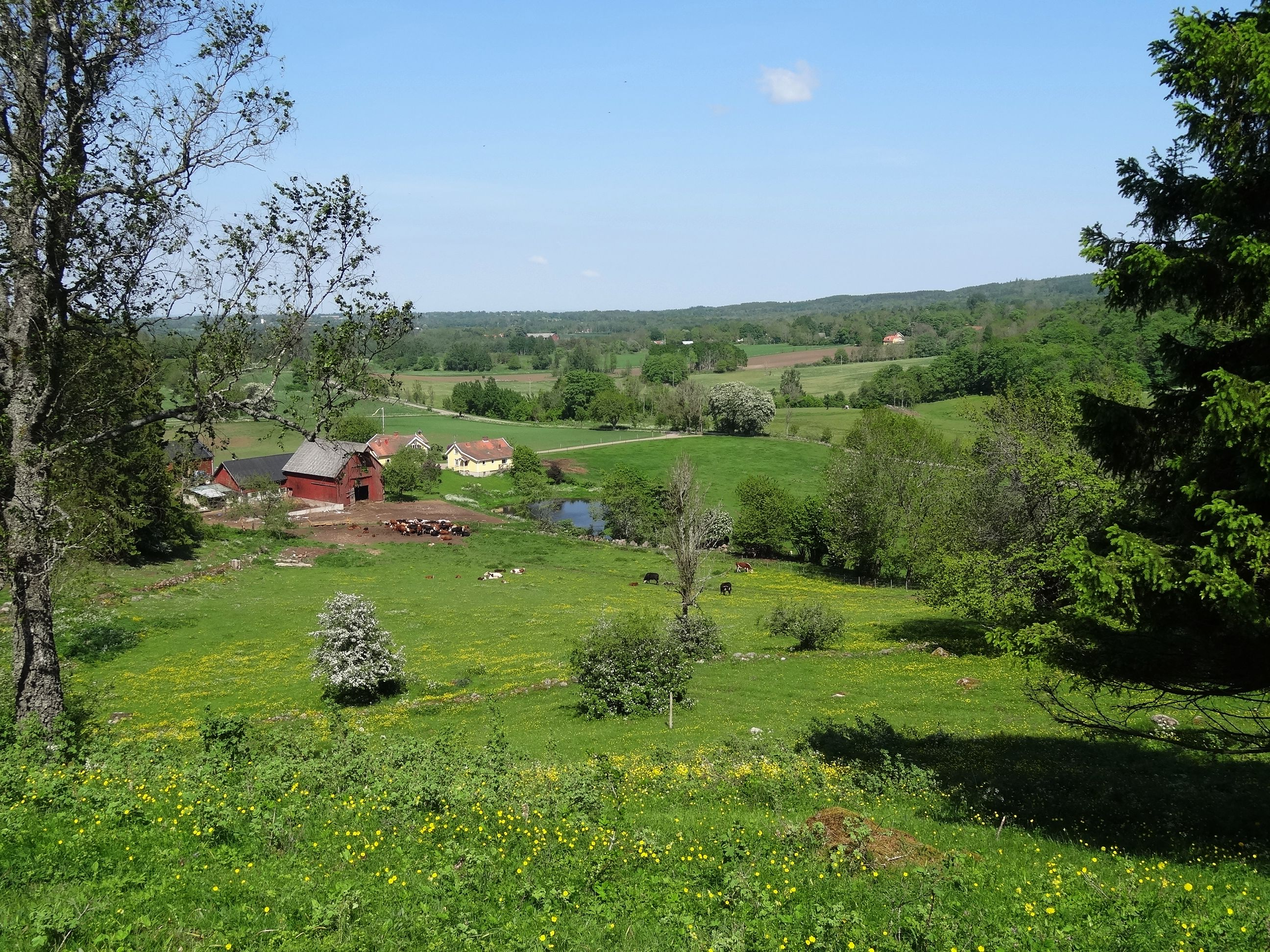
Utsikt från naturreservatet Lycke-Lilla Höjen i Vallebygden väster om Billingen. Den smältande inlandsisen har format det sjörika och mjukt kuperade landskapet till ett så kallat kamelandskap.
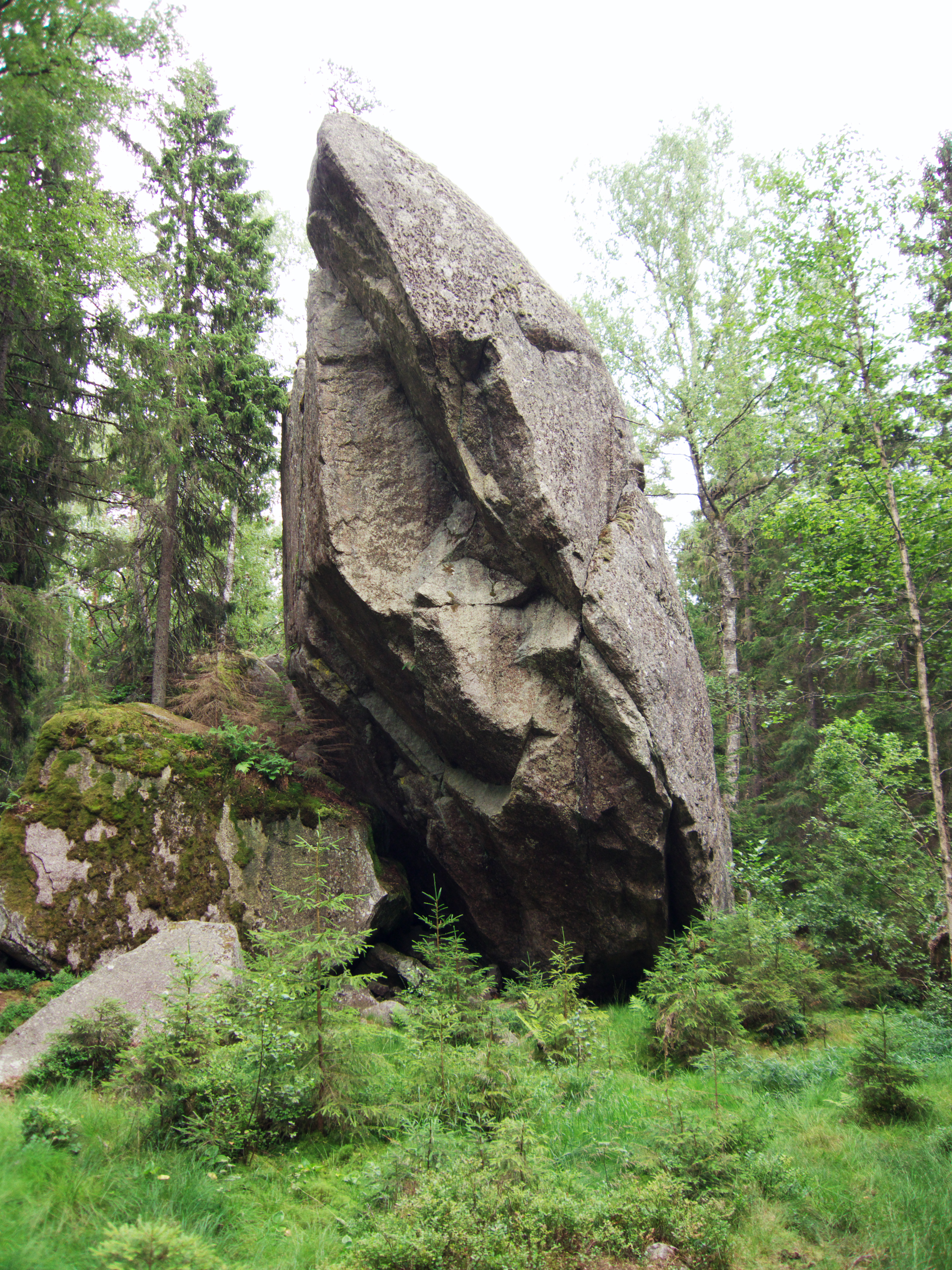
Junker jägares sten, är ett 15 meter högt flyttblock i Tivedens nationalpark.
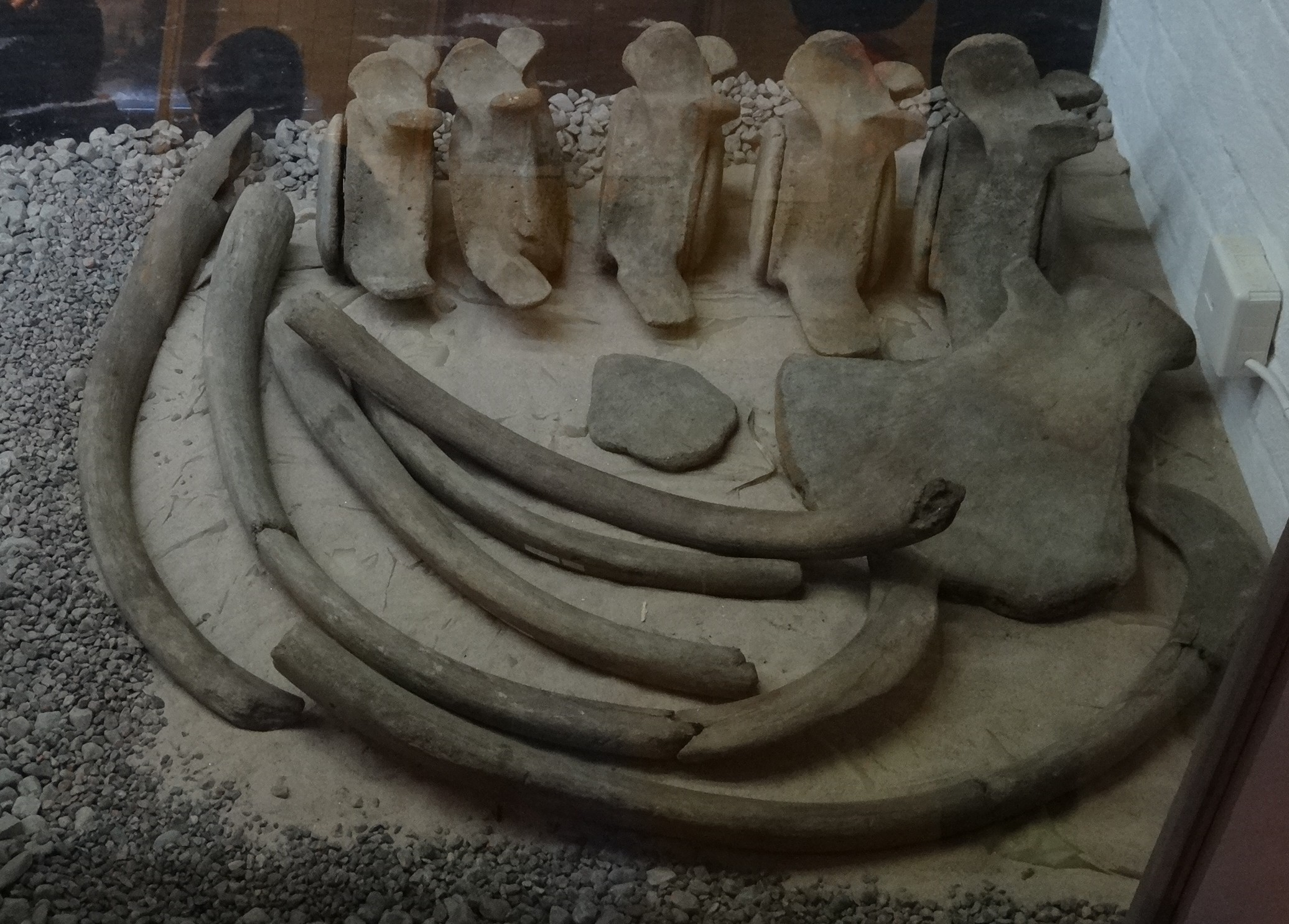
Skelettdelar som hittades 1705 i Norra Vånga socken i Vara kommun, och först ansågs ha tillhört en jätte. Senare bedömning var att skelettdelarna tillhört en mindre Grönlandsval.
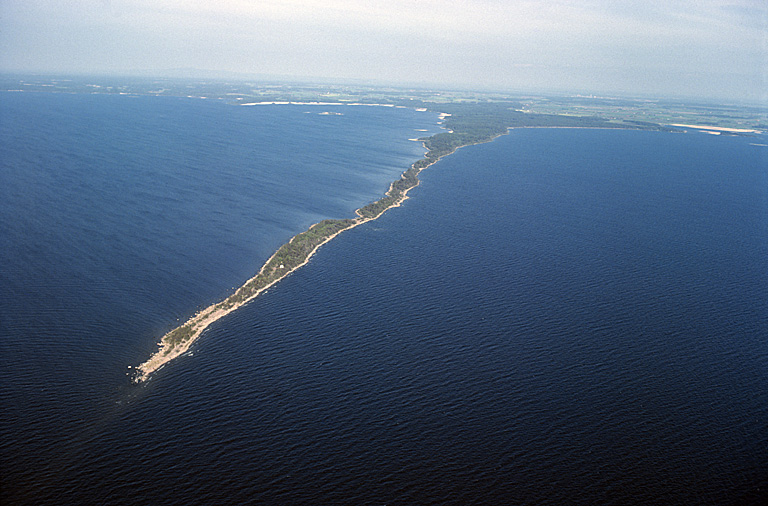
Hindens rev i Vänern är en cirka fem kilometer lång randmorän, som bildades när Inlandsisen under sin tillbakagång tillfälligt ökade igen.
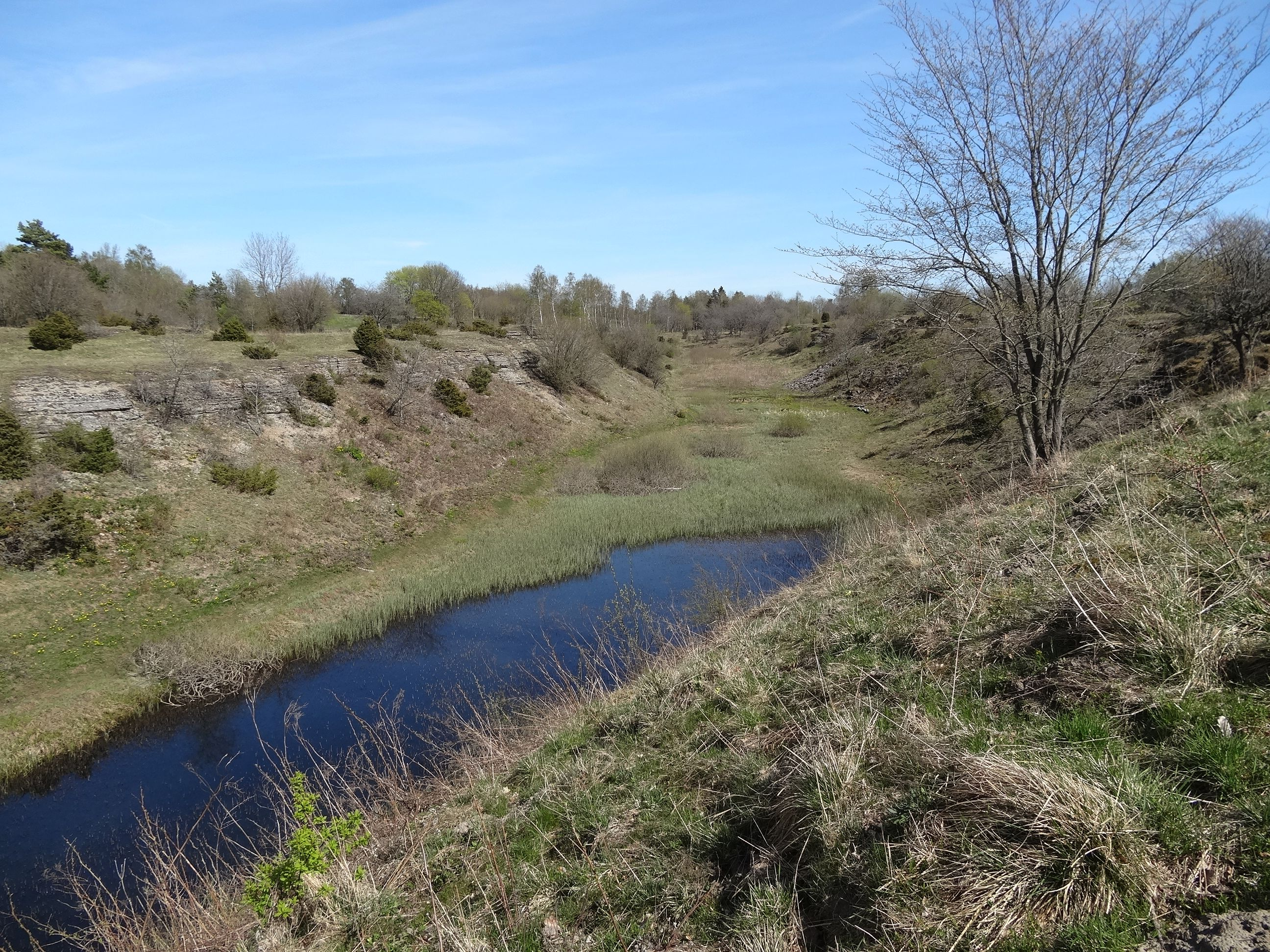
Stora vattenmassor har skurit ut en 14 meter djup kanjon i kalkstenen vid naturreservatet Djupadalen norr om Plantaberget, nordost om Falköping.
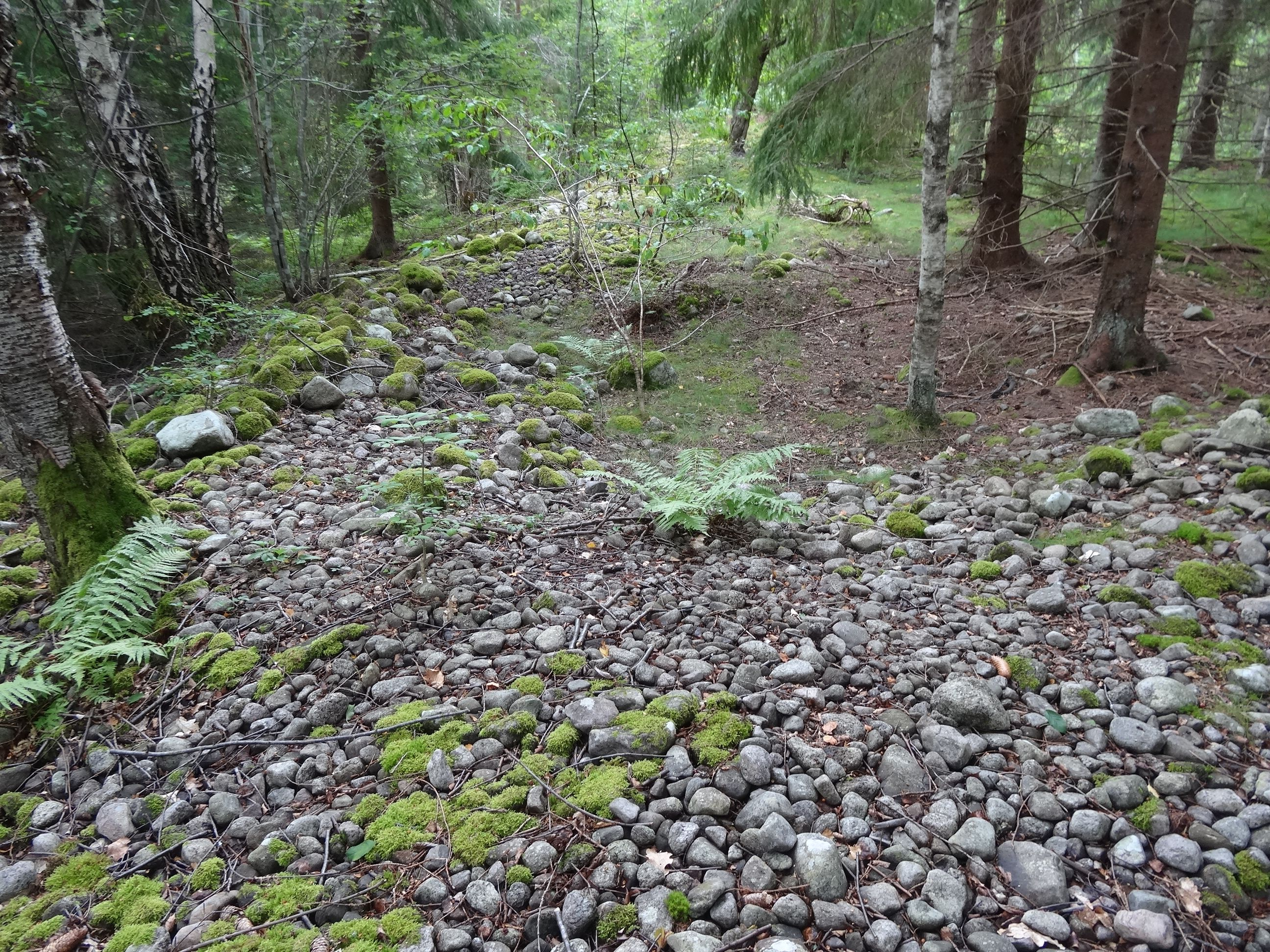
Lämningar av en strandlinje från Baltiska issjön på Vaberget väster om Karlsborg, 148 meter över nuvarande, och 26 meter över dåvarande (9 600 f.Kr.) havsytan.

### Sten- och bronsålder

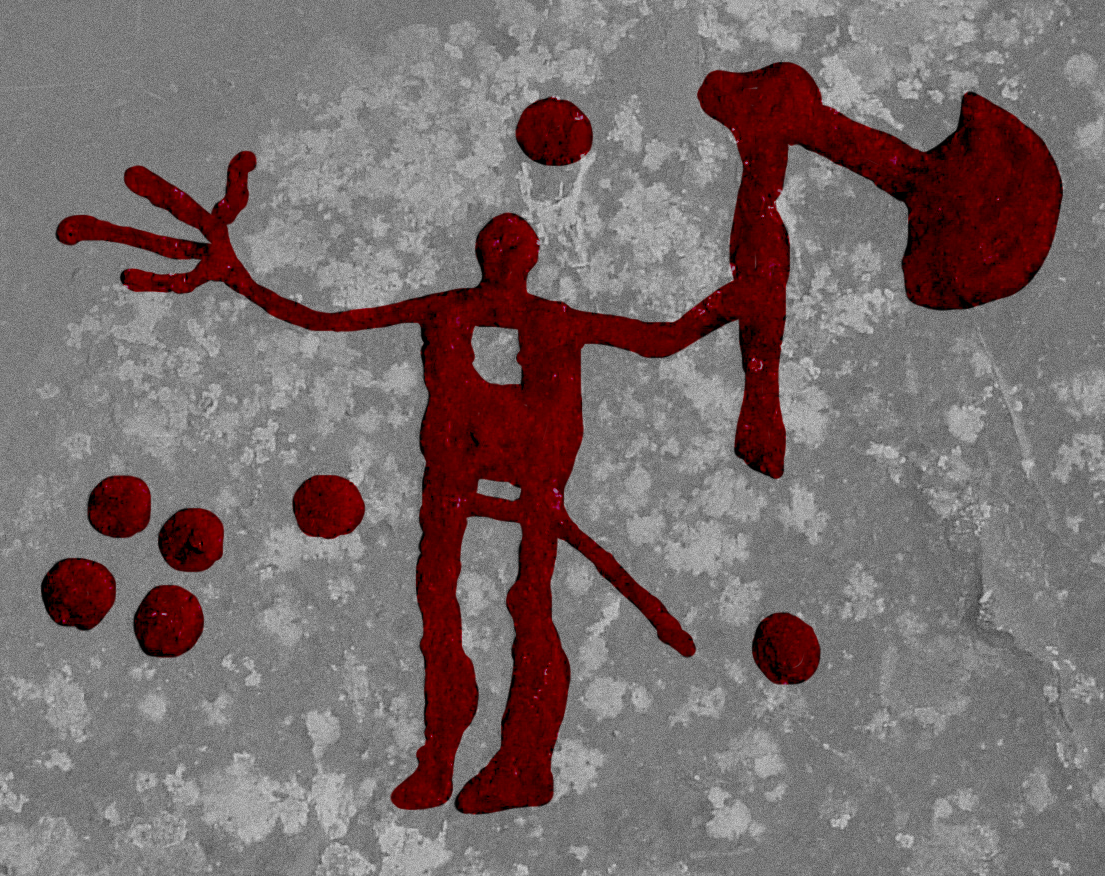
"Yxguden" är en av hällristningsfigurerna på Flyhov, Västergötlands största hällristningsområde, på Kinnekulle i Götene kommun.

Västergötland är en av Sveriges äldsta kulturbygder. Efter cirka 10 000 f.Kr. i Göteborgsområdet och 8 300 f.Kr. i norra delen av Västergötland, har människor kunnat vistas i landskapet. I Göteborgstrakten är ett antal boplatser av Hensbackatyp kända. Andra boplatsfynd från denna tid finns vid sjöarna Anten och Mjörn samt vid Hornborgasjön. Organiskt material som kol och pollen ger en datering på de sistnämnda boplatserna till cirka 7 000 f.Kr. Högre vattennivåer gjorde att det fram till 7 500 f.Kr. fanns ett brett sund mellan nuvarande Uddevalla och Vänersborg. Det existerade dessutom flera liknande sund, bland annat vid Munkedal och Göta älvs dalgång. Eftersom vattnet underlättade transporter utgjorde västkusten och Vänerområdet ett gemensamt kulturområde.
Under 6 000-talet f.Kr. drog sig strandlinjen tillbaka, och sunden till västerhavet stängdes. Men via Göta älv och de halländska floderna kunde man fortfarande nå de inre delarna av Västergötland. De västsvenska boplatserna med Sandarnakultur runt 6 000 f.Kr. återfinns mest i Göteborgsområdet och Götaälvdalen, men fynd av sex boplatser från denna tid har också gjorts vid Hornborgasjön.
I samband med övergång till primitivt jordbruk under den så kallade bondestenåldern, uppfördes under århundradena före år 3000 f.Kr en stor mängd gånggrifter i Falbygden-Valleområdet. Av Sveriges 375 gånggrifter finns 260 i detta område, de flesta uppe på Falan. Förutom de unikt koncentrerade gånggrifterna finns också hällkistor som gravmonument. Dessa finns i större delen av Sydskandinavien men i Västergötland i relativt stort antal. Landets största hällkista, Jättakullen, finns i Södra Härene norr om Vårgårda, i ett område där hällkistorna är förhållandevis många. Megalitgravarna från bondestenålderns tid vittnar om en relativt stor befolkning redan under den yngre stenåldern. På fornlämningsområdet Ekornavallen i Hornborga socken mellan Falköping och Varnhem finns flera megalitgravar från stenåldern, gravrösen från bronsåldern, och stensättningar med mera från järnåldern placerade nära varandra.
Lösfynd av föremål från skilda tider av bondestenålder och bronsålder, samt äldre bronsålderns rösen, visar en spridning som täcker samtliga bygder i landskapet. Fynden, till exempel Fröslundasköldarna, visar också på ett ökat välstånd i form av dyrbara föremål av importerad metall.

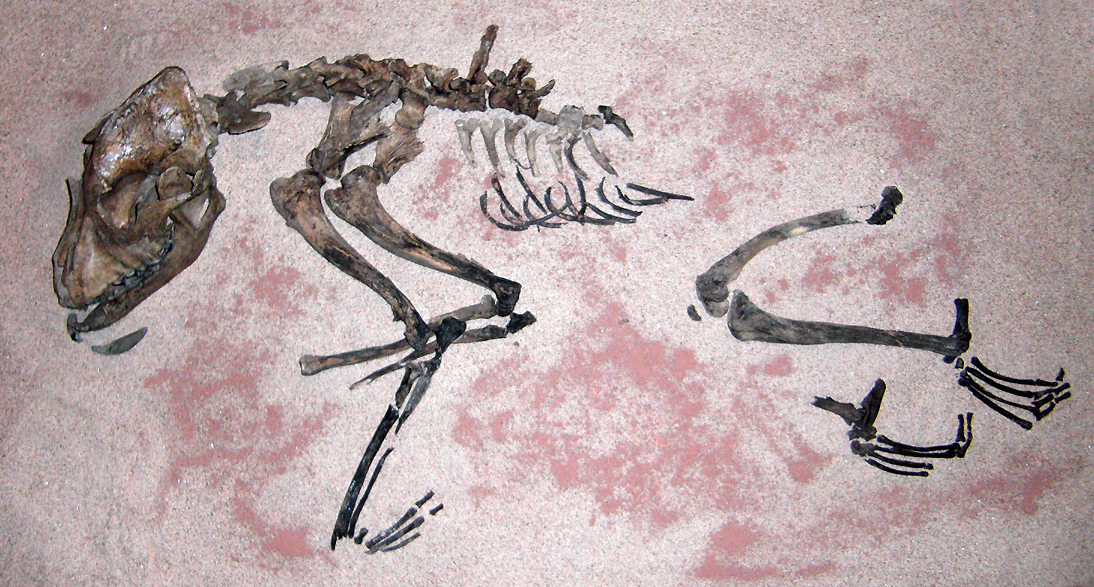
Almeöhunden, ett hundskelett från 7 300 f.Kr funnet på en boplats vid Hornborgasjön. Rasen var spets med grova varglika drag, och hunden var beströdd med rödockra som en enkel begravningsritual.
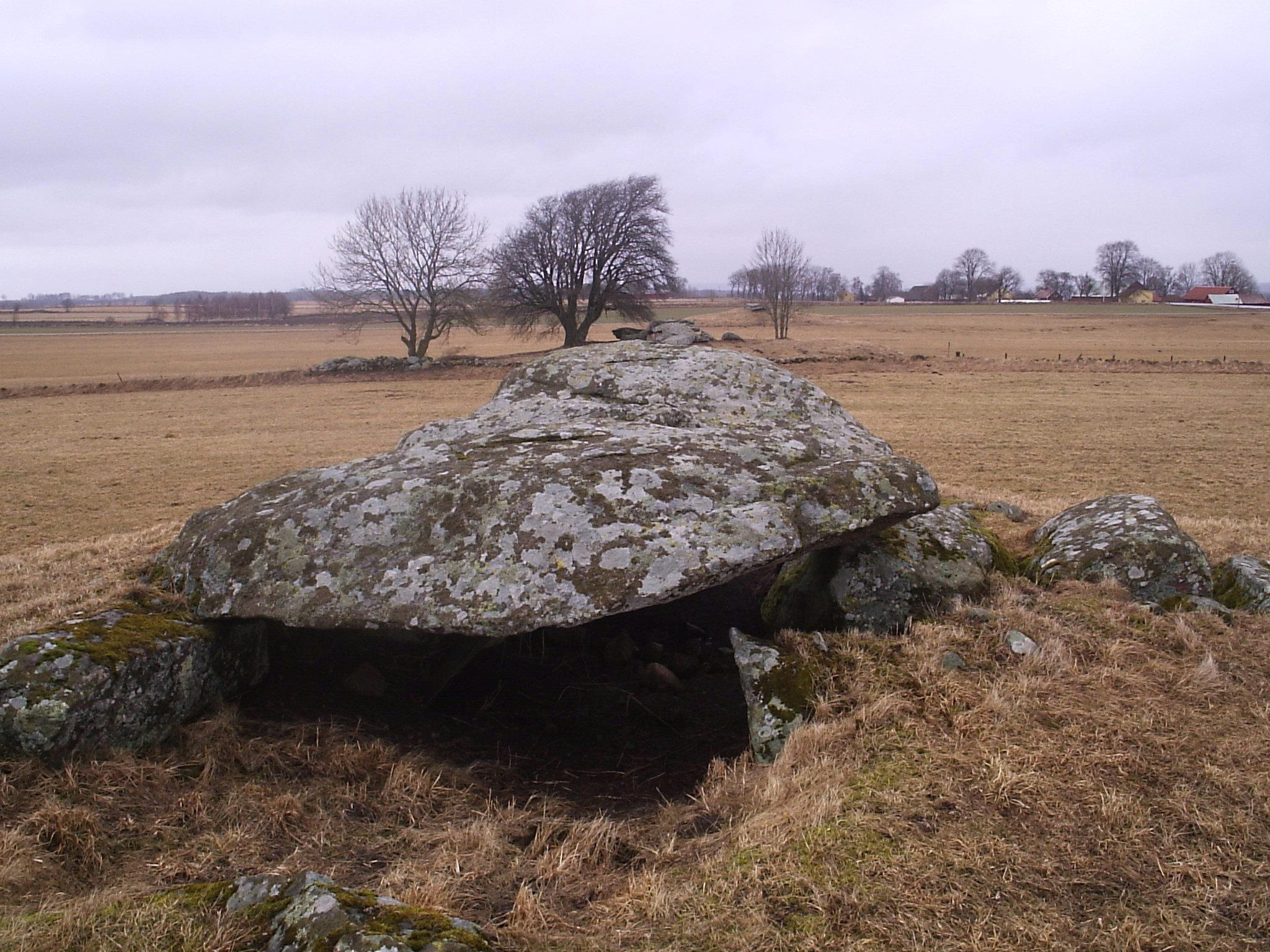
Gånggrifter vid Karleby nära Falköping.
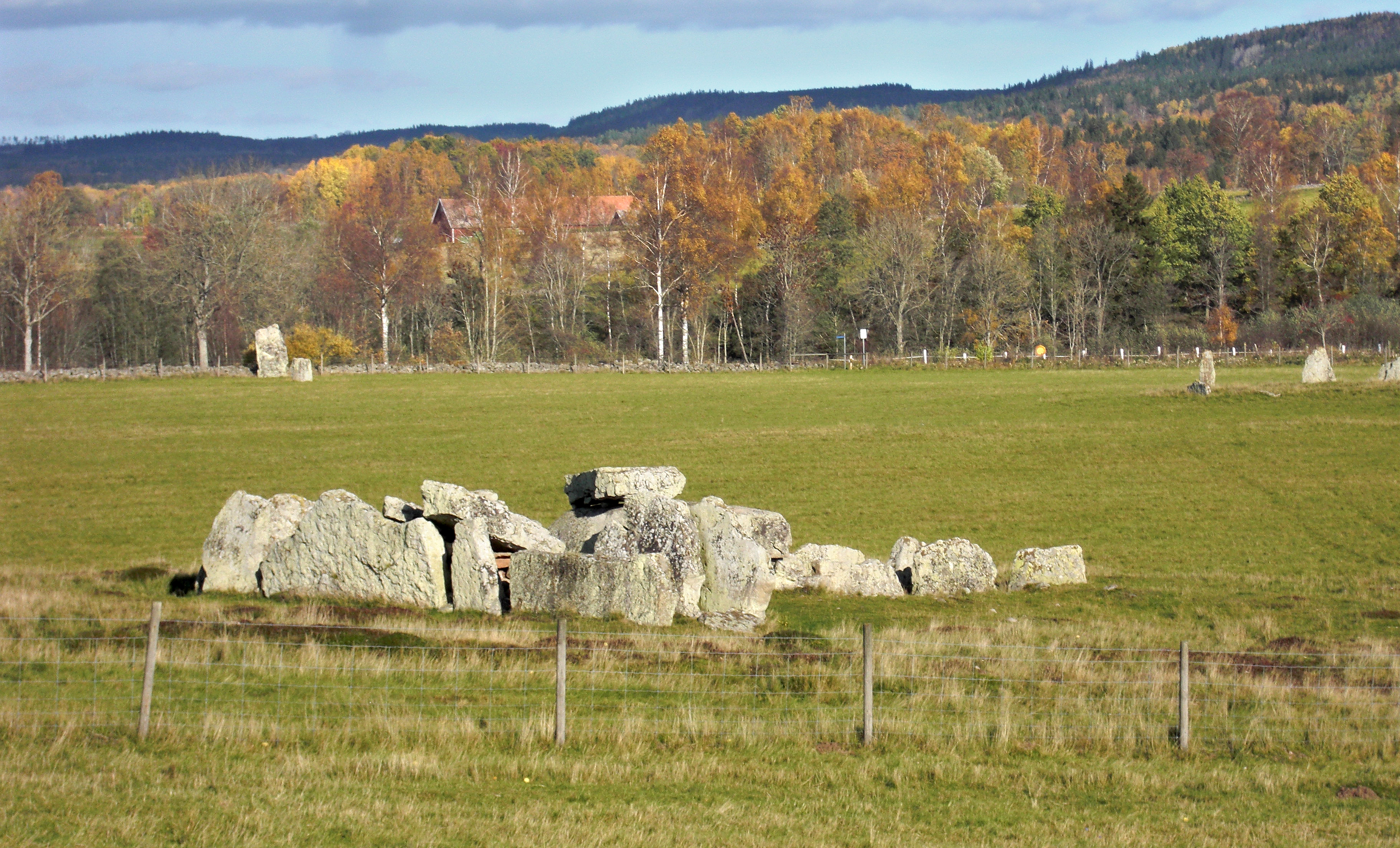
Ekornavallen med gånggriften Girommen (jätteugnen)[11] från stenåldern, tillsammans med en näraliggande domarring och resta stenar från järnåldern.
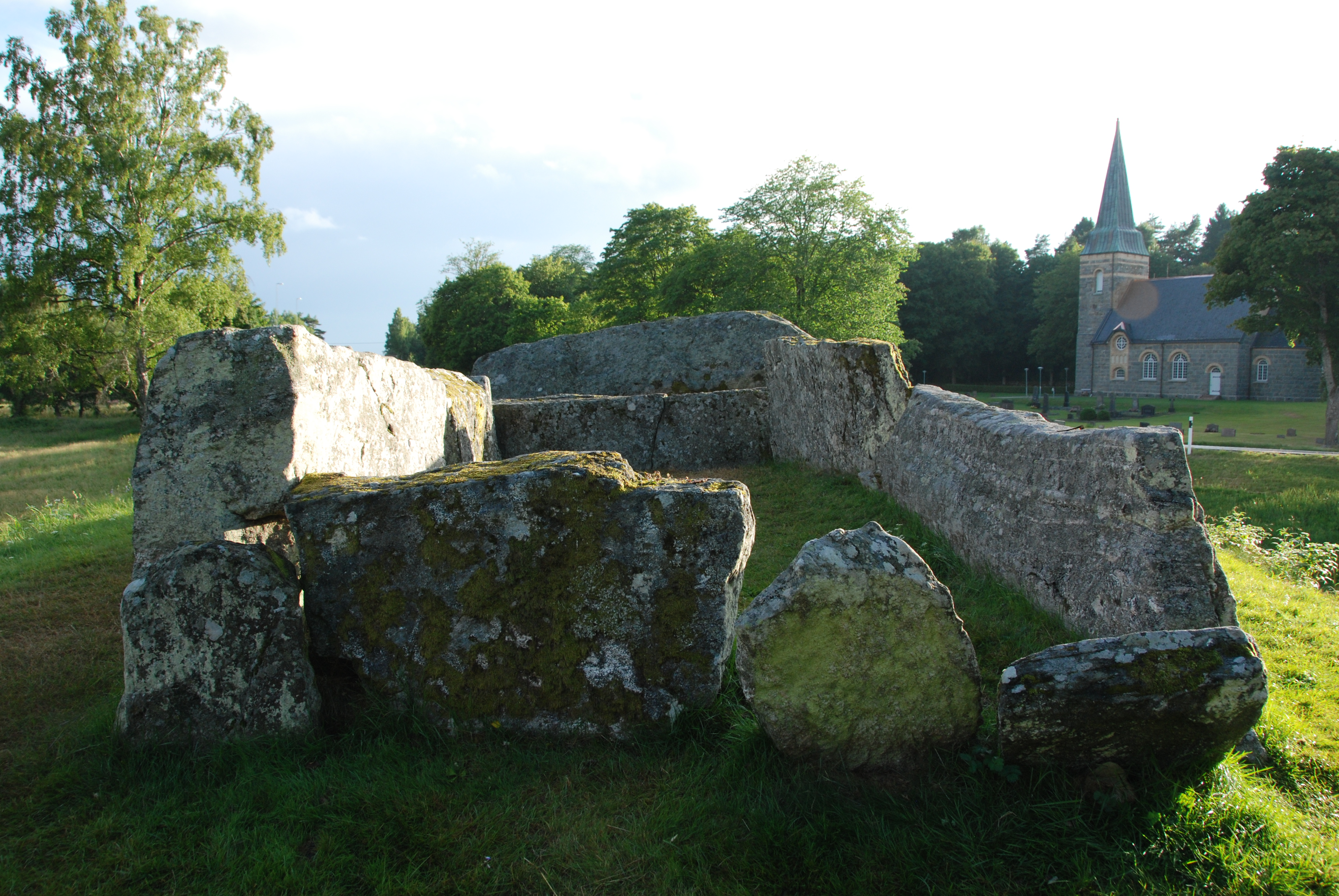
Hällkistan Jättakullen vid Södra Härene kyrka i Vårgårda kommun.
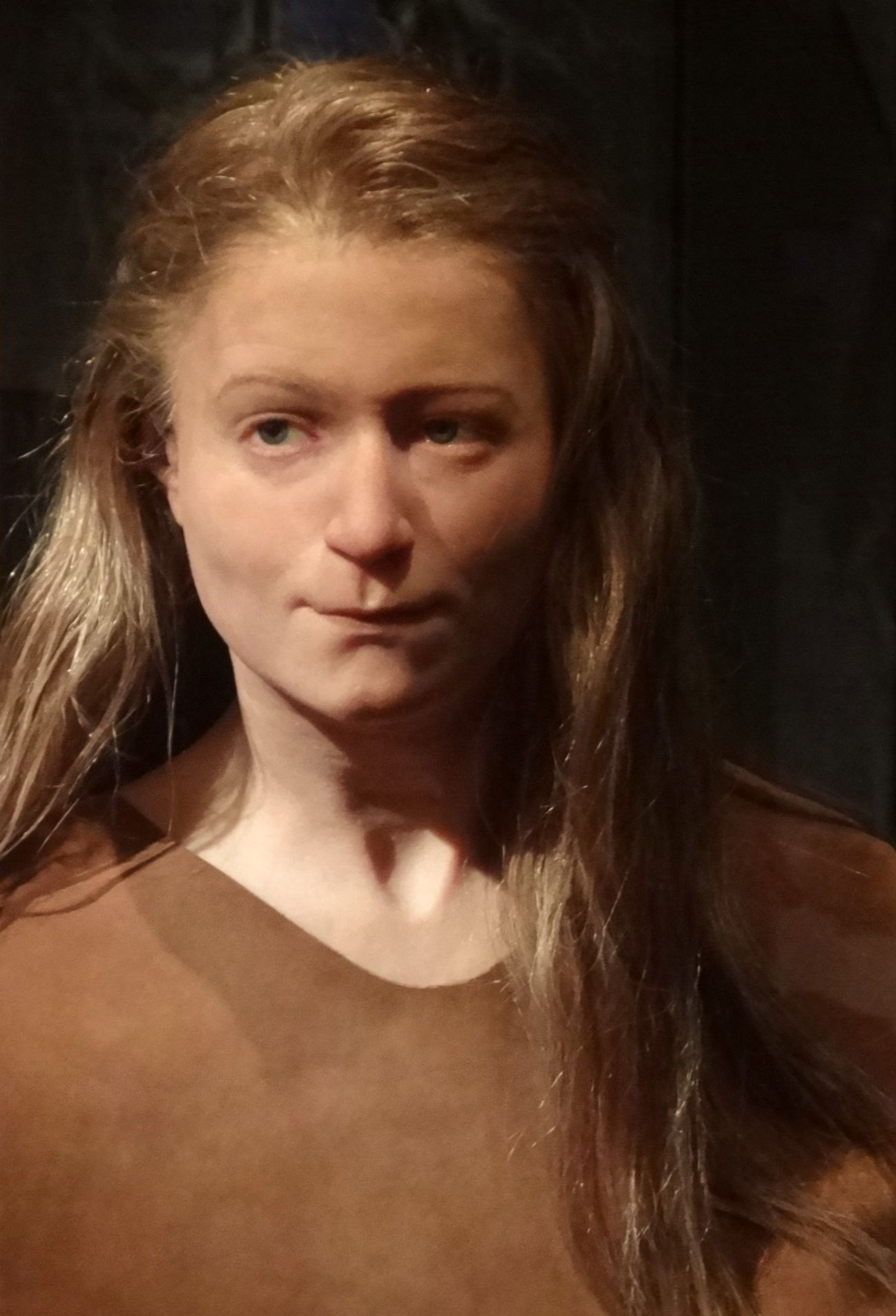
Rekonstruktion av Hallonflickan, med hjälp av modern teknik, efter ett mossfynd söder om Falköping av ett cirka 5 000 år gammalt skelett av en flicka, som varit cirka 19 år gammal vid sin död.

### Järnålder

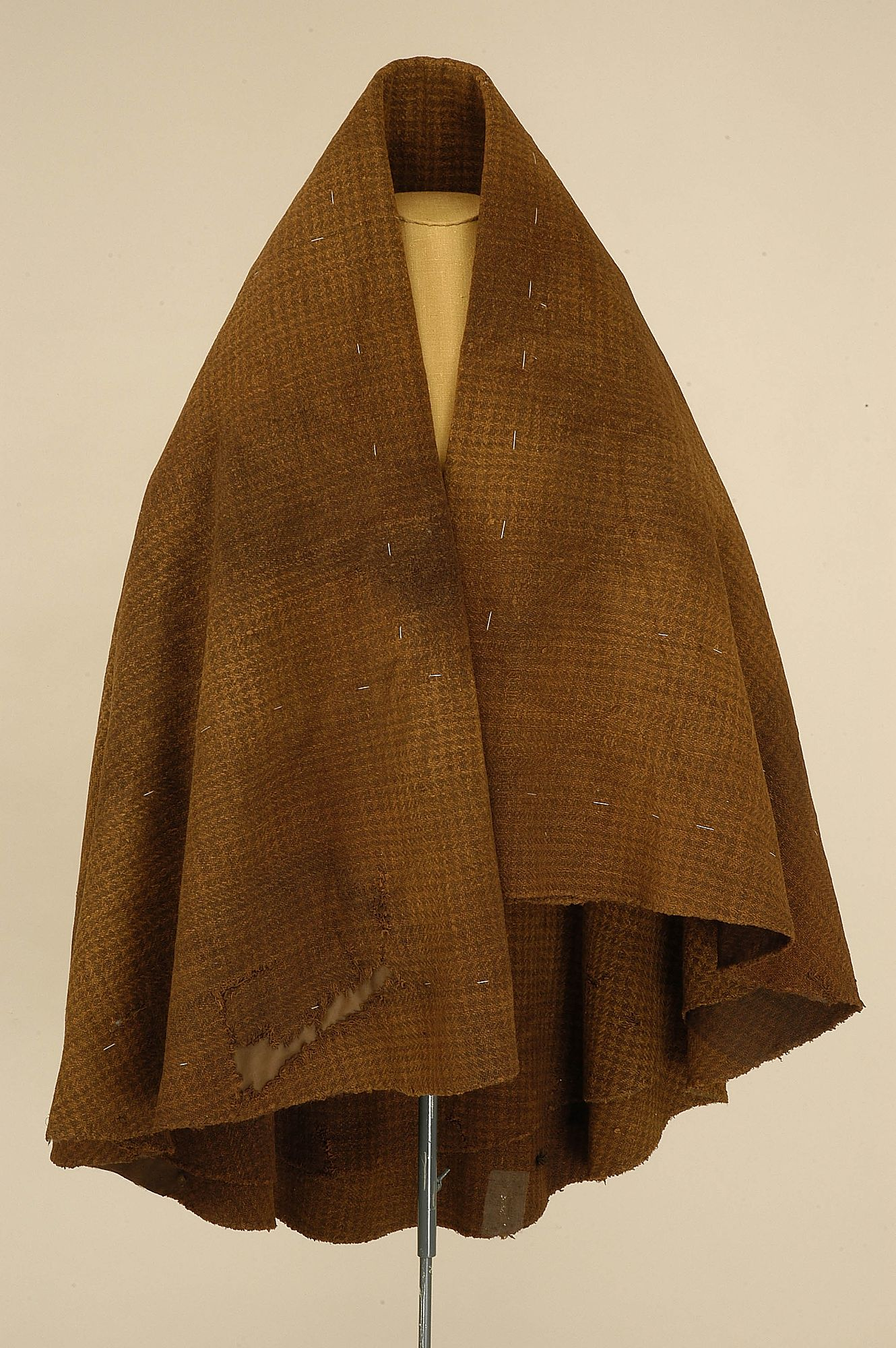
Gerumsmanteln, Sveriges äldsta bevarade klädesplagg, utställd på SHM i Stockholm. Flera stickskador på den vävda yllemanteln antyder att bäraren troligen blev mördad, cirka 360–100 f.Kr.

Under järnåldern ökar importföremålen, och gjorda fynd visar på livliga kontakter med romarna under århundradena efter Kristi födelse. Till denna tid, och till tiden efter romarrikets fall under folkvandringstiden 400–550 e.Kr., dateras landskapets cirka 130 fyndplatser av guldföremål. Detta gör Västergötland till Sveriges mest guldfyndsrika landskap. Några uppmärksammade guldfynd, förutom guldhalskragarna från Möne och Ålleberg,  är Timboholmsskatten upphittad nära Skövde, och Vitteneskatten påträffad öster om Trollhättan. Olika gravtyper från järnåldern, till exempel flatmarksgravar, runda stensättningar och högar, är utspridda i stora delar av landskapet. I dessa ingår några tiotal storhögar eller kungshögar, ibland med näraliggande kyrkor, till exempel Kung Ranes hög i Flistad mellan Skövde och Töreboda. Järnåldersgravfältet i Dimbo nära Tidaholm är landskapets största, med cirka 300 gravar varav närmare 240 gravhögar.
Öster om Göta älv visar tre områden tecken på ökad verksamhet under järnåldern. Det är Tunhemsslätten väster om Hunneberg, Slumpån med biflöden norr om Lilla Edet i socknarna Åsbräcka och Fors, samt området runt Grönåns dalgång vid Skepplanda. I dessa områden förekommer järnåldersgravfält, spår av handelsverksamhet och har gjorts fynd av ädelmetall från samma tid, och utefter Göta älv finns flera fornborgar inom respektive område.
Under tiden fram till vikingatidens början finns bara ett fåtal skrivna källor, som nämner olika folkgrupper i Skandinavien. Historikern Jordanes, verksam i Bysans på 500-talet e.Kr. räknar upp 28 olika "folk" i Scandza, där några av folkgrupperna skulle kunna tolkas som götar. Beowulfkvädet nämner folkgrupperna dene, sweon och geatas, och vissa forskare har kopplat dessa till götarnas historia och deras strider med daner och svear. Detta är omstritt och man är i dag försiktig med att dra historiska slutsatser ur berättelsen, som har många mytologiska inslag och i första hand bör ses som ett litterärt och inte historiskt verk.
I utländska texter från 800-talet som berättar om Skandinavien nämns inte götarna, utan bara svearna. Detta har tidigare tolkats av svenska historieforskare som att svearna erövrade götarnas land någon gång efter år 500 e.Kr. och bildade Sveariket, vilket senare övergick till att bli Sverige. I nyare historieforskning har denna erövringsteori ifrågasatts,  bland annat på grund av att götarna nämns som särskild folkgrupp i norsk-isländska skaldedikter från 900-talet, som motståndare till norska kungar tillsammans med daner och svear.  Den nyare teorin ser bildandet av Sverige som en långsam process under tidig medeltid, med Danmark som en viktig deltagare.

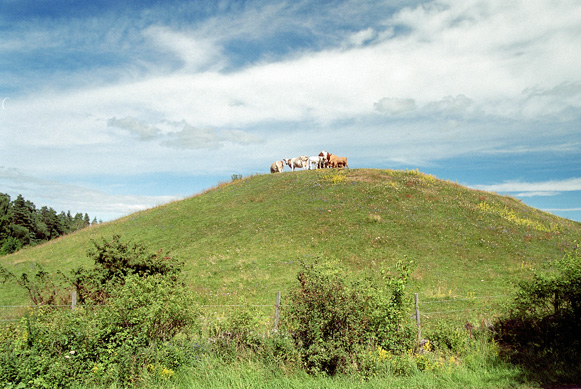
Skalundahögen på Kålland, Lidköpings kommun. Västsveriges största gravhög.
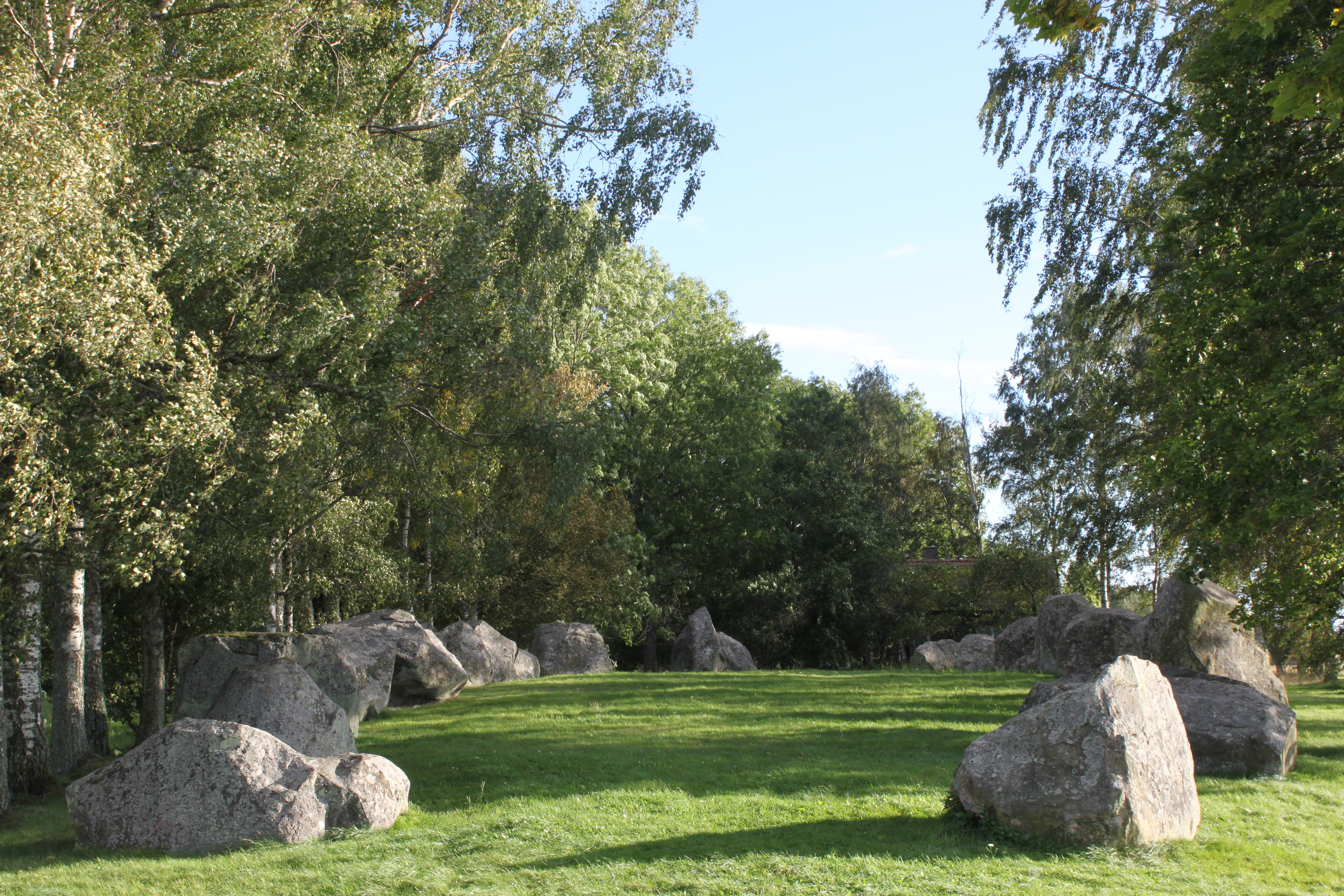
Askeberga skeppssättning, eller Ranes stenar i Skövde kommun, består av 24 stenblock med en vikt av cirka 20–30 ton vardera.
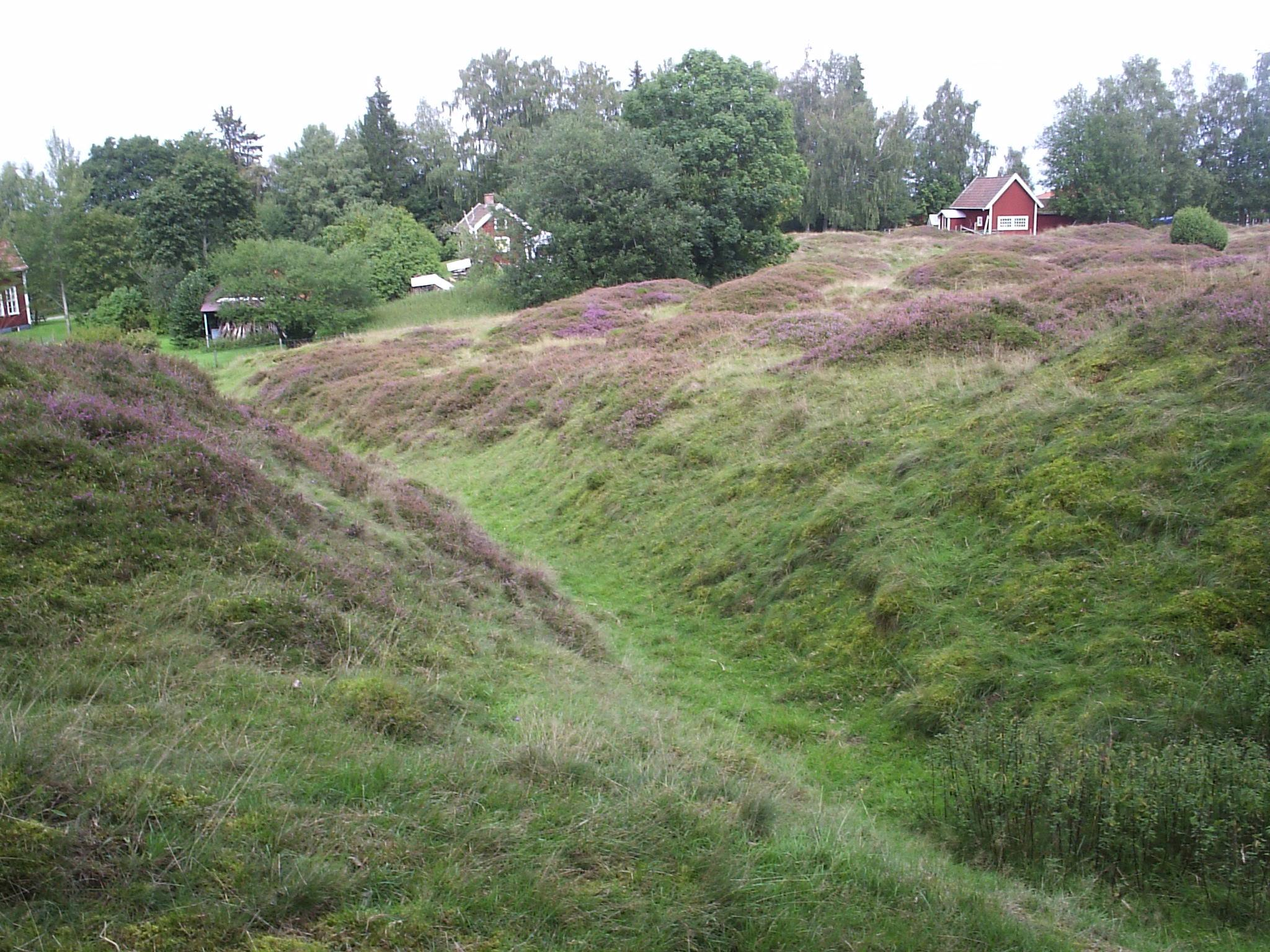
En hålväg genomkorsar höggravfältet i Dimbo.
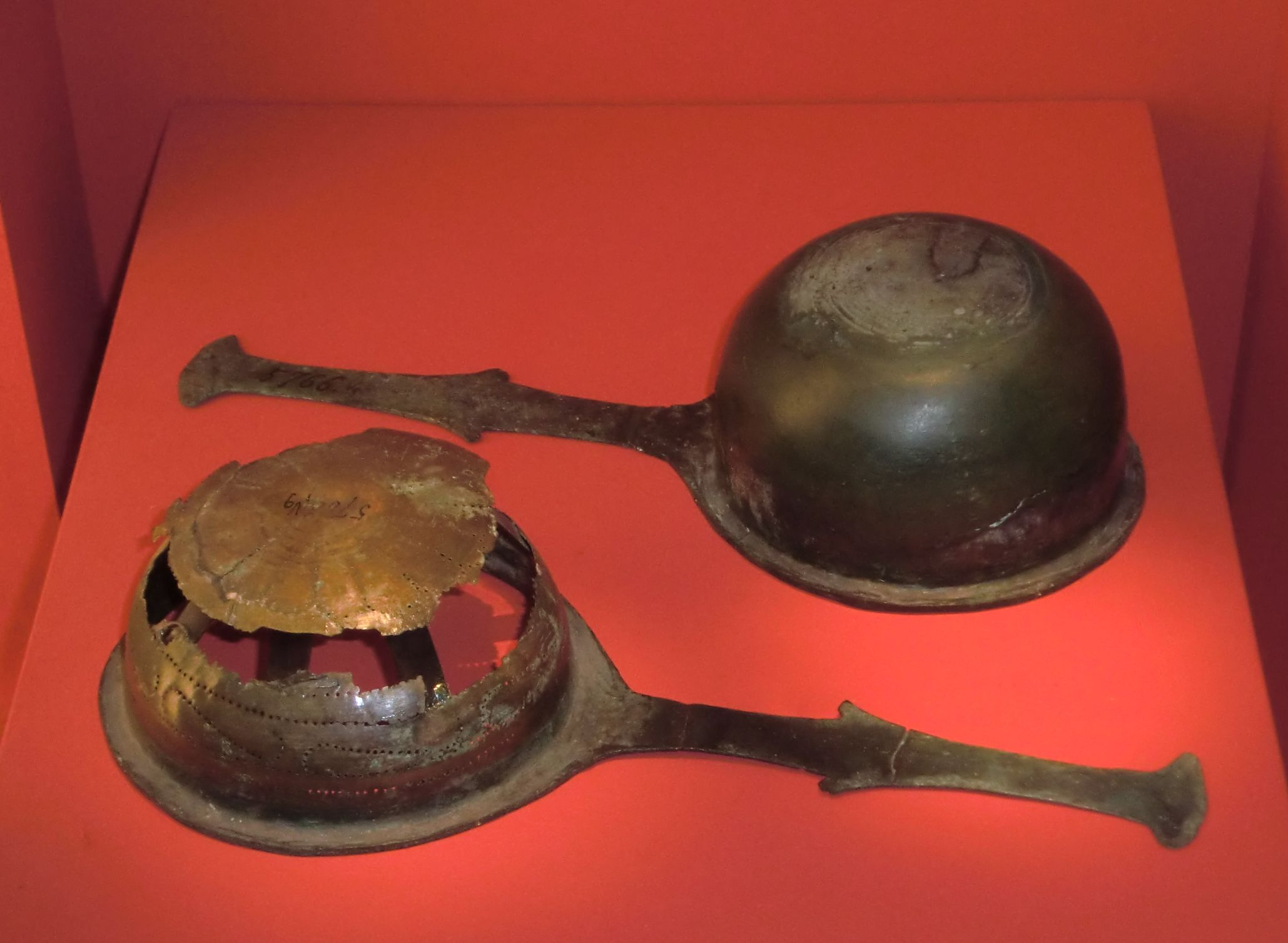
Romersk vinsil och skopa av brons, 100–400 e.Kr. Fynd från Varnhem. Utställda på SHM i Stockholm.
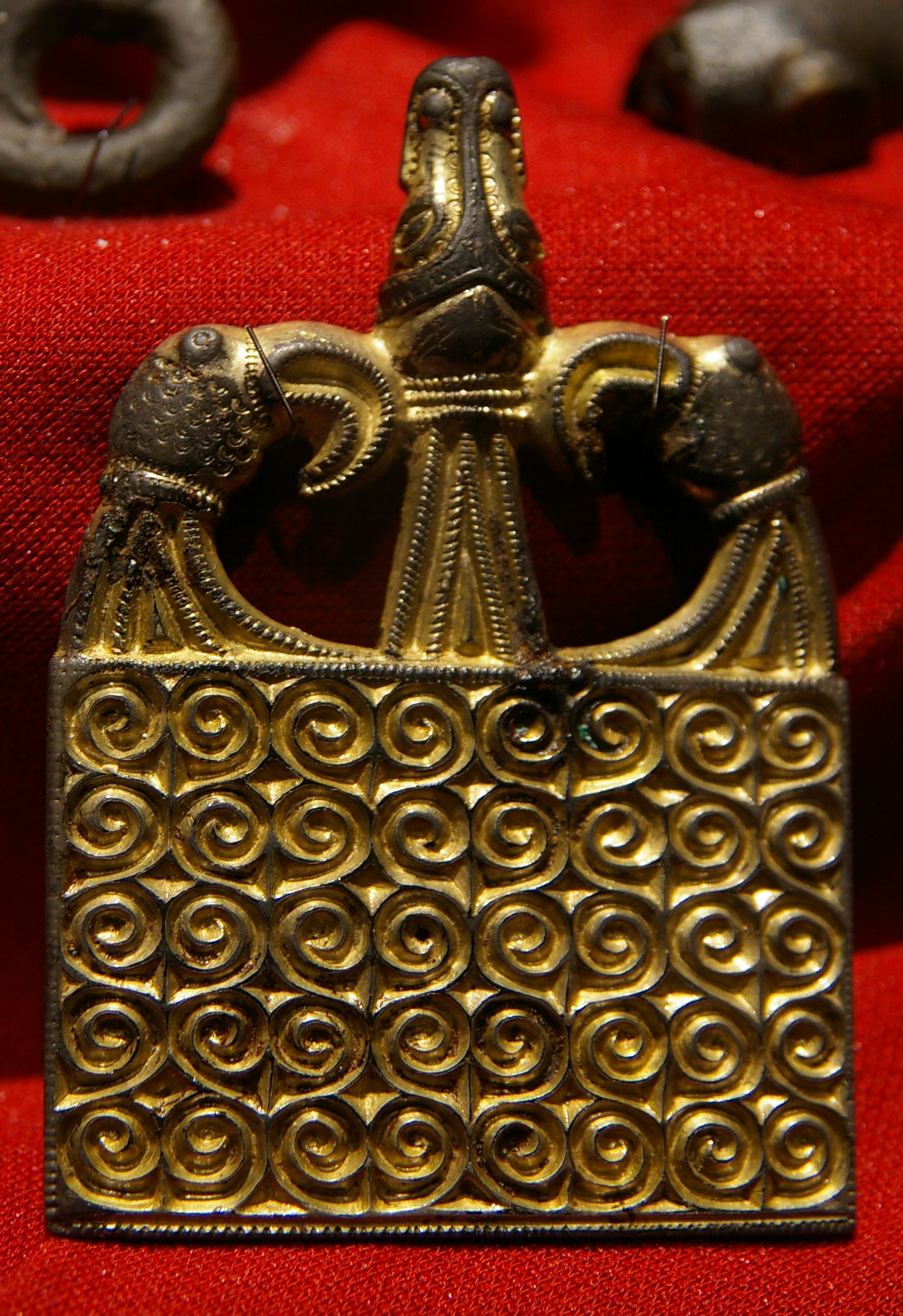
Munbläck till svärdsskida från ca 500 e.Kr. Funnet i offermossen i Finnestorp mellan Vara och Falköping.
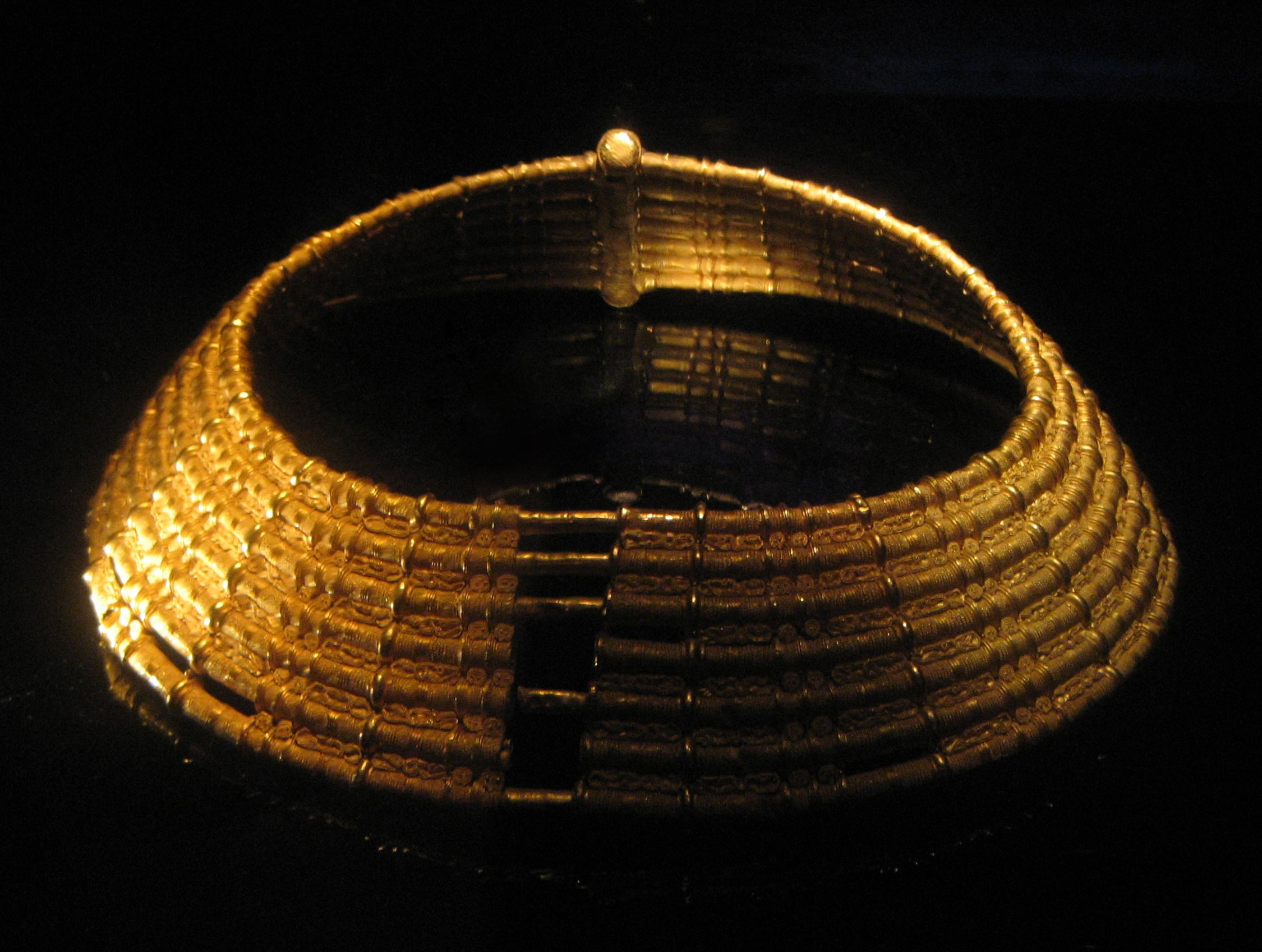
Guldhalskrage från Möne socken, Ulricehamn 400–550 e.Kr. Utställd i Guldrummet på SHM, Stockholm.
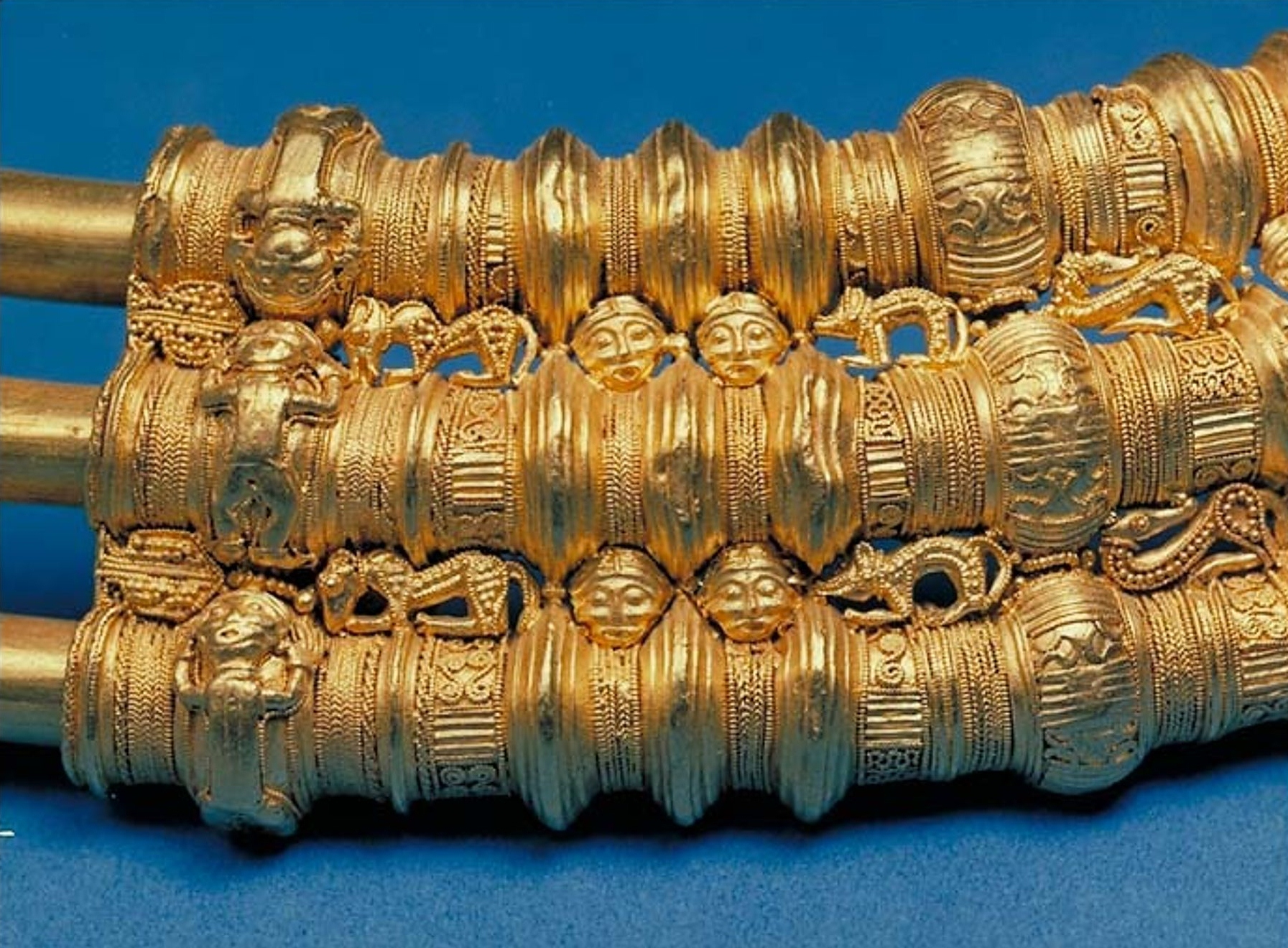
Närbild på Ållebergskragen, påträffad 1827 vid Ålleberg i Karleby socken.
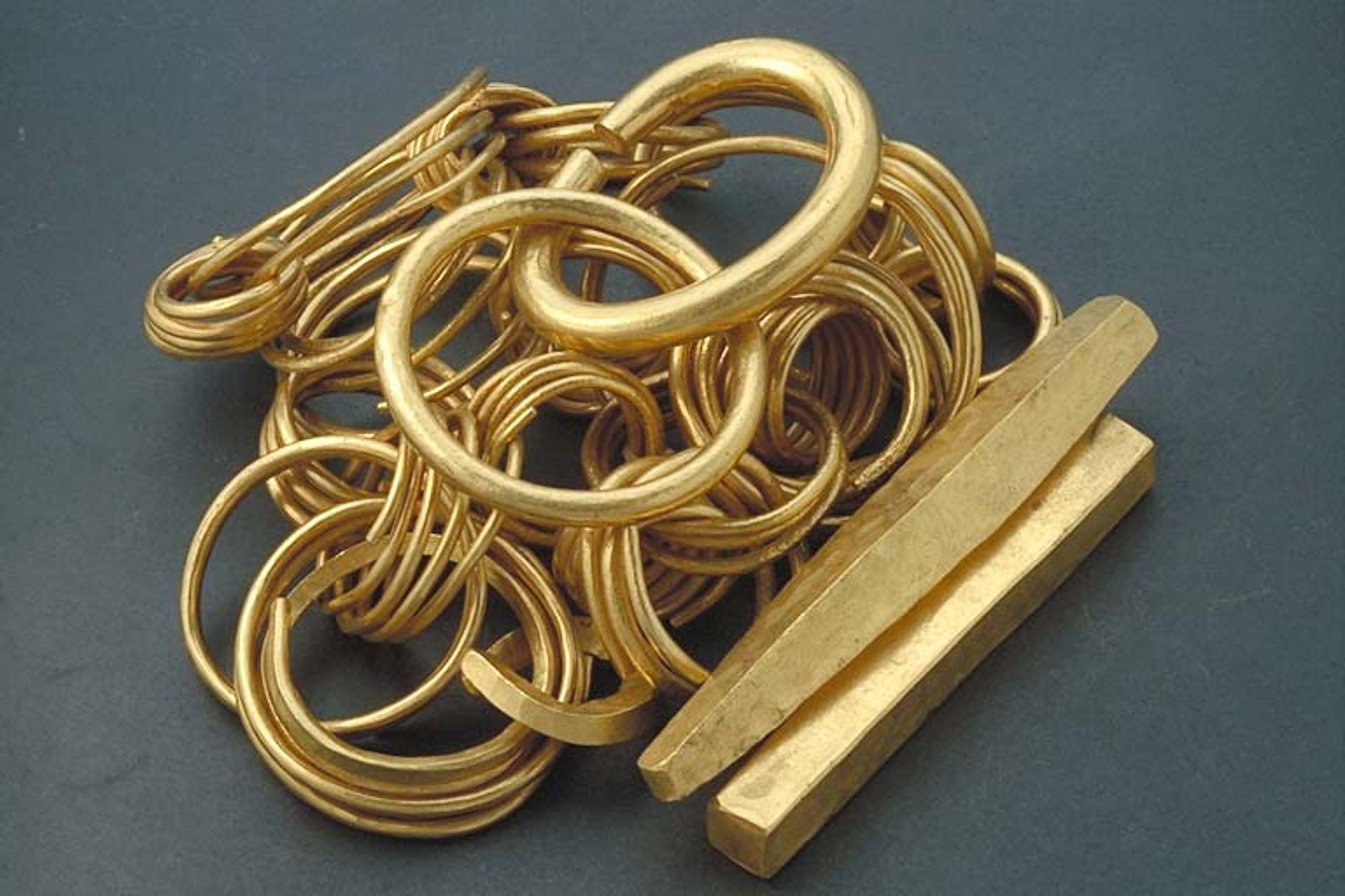
Timboholmsskatten, Sveriges näst största guldfynd, utställd på SHM. Fyndet från stadsdelen Timboholm i Skövde 1904 består av ringar, tenar och spiraler med sammanlagd vikt på cirka sju kilo.
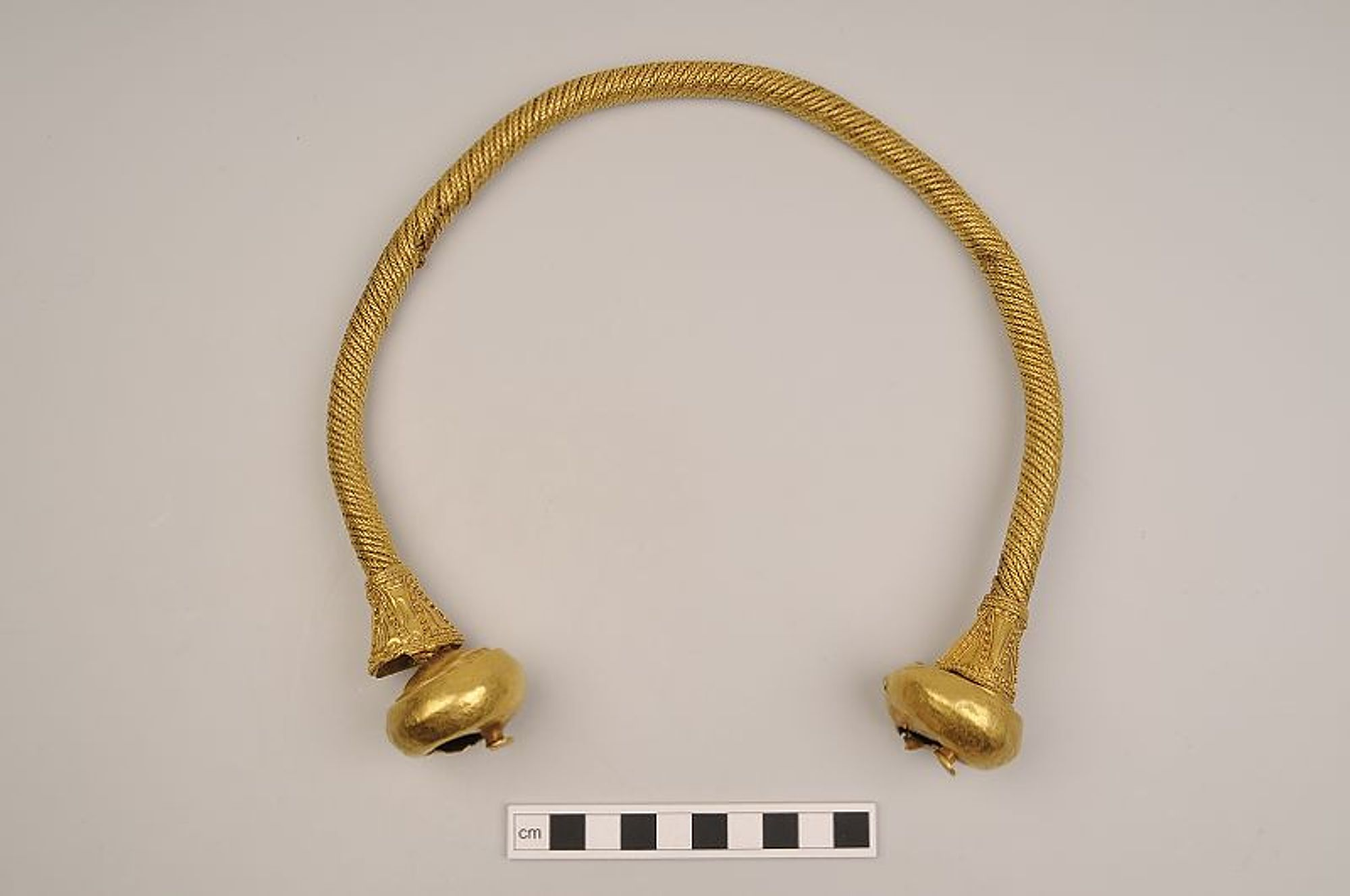
Denna guldhalsring, så kallad Torquesring, är en del av Vitteneskatten. Fyndet gjordes 1990 i samband med trädgårdsarbete i Vittene, Trollhättans kommun.

### Vikingatid

#### Heimskringla
Den isländske författaren Snorre Sturlasson nämner i Heimskringla, norska kungasagor nedskrivna cirka år 1230, om händelser runt Vänern och öster om Göta älv, i sagorna ofta kallad "Älven". Enligt Harald Hårfagers saga härjade den norske kung Harald Hårfager och hans män utefter båda sidor av Göta älv i slutet av 800-talet, och lade under sig allt land väster om Vänern och Värmland.

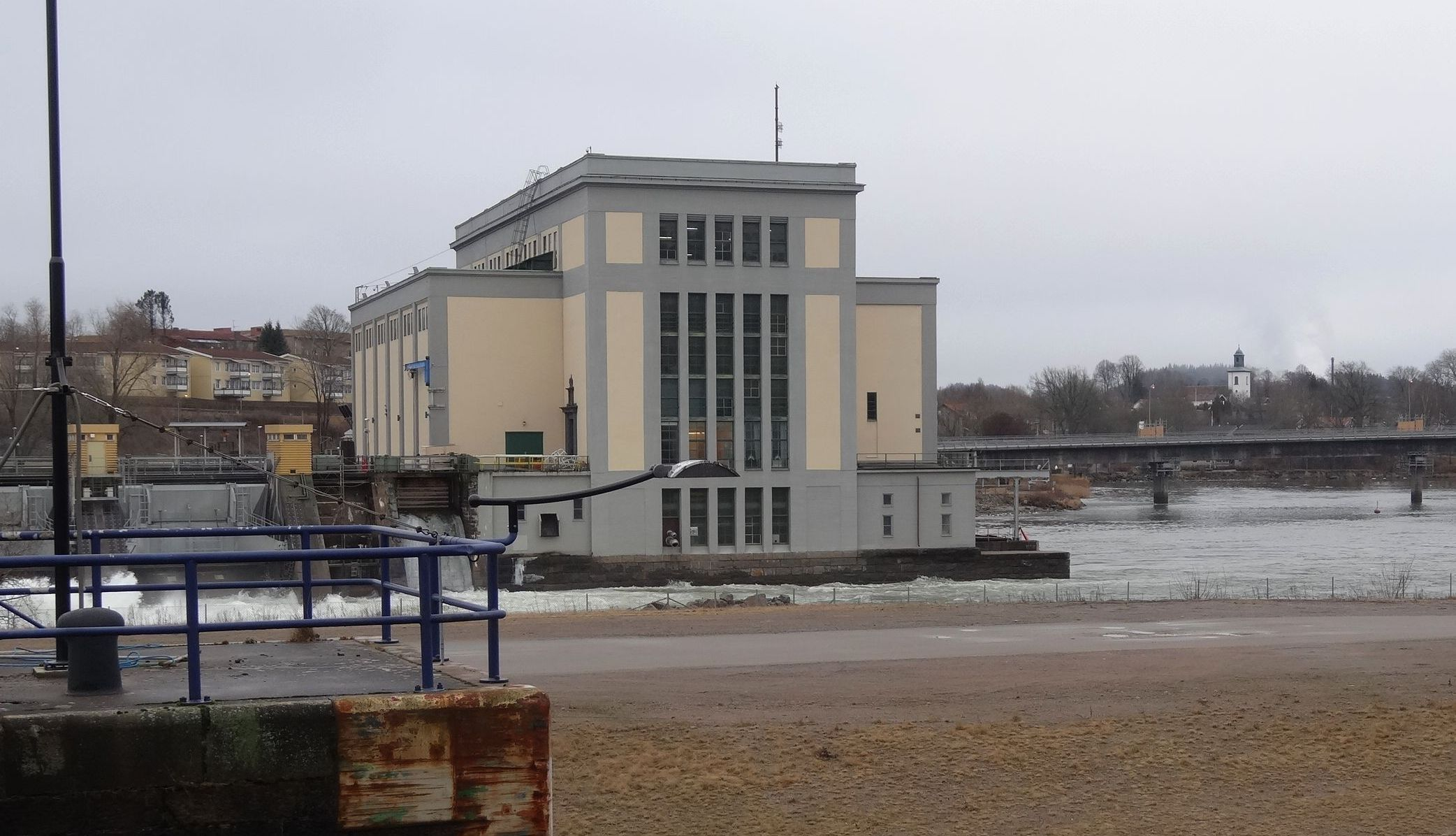
Den 4-5 meter höga forsen Bergaström i Göta älv, vilken tvingade Magnus Barfots manskap att fortsätta till fots, utnyttjas i nutid av Lilla Edets vattenkraftverk. Till höger syns Fuxerna kyrka.

I Harald Hårdrådes saga lät Harald släpa sin skepp på land förbi forsarna i Göta älv, och upp till Vänern cirka år 1063. Därefter rodde hans besättningar österut på sjön och besegrade slutligen den landsflyktige norske jarlen Håkons manskap, vilka bestod av götar som ställts till jarlens förfogande, i slaget vid Vänern.
Magnus Barfots saga berättar också om strider runt Vänern och öster om Göta älv cirka år 1100. 
| ”                        | Genast om våren när isarna bröt, drog kung Magnus med en stark här östpå till Älven, styrde upp längs dennas östra arm och härjade hela sveakungens välde. När han kom upp till Foxerne gick alla iland från skeppen. Men när de gått över en å där rinner, kom götarnas här emot dem, och då vart det strid. | „ |
| – Ur Magnus Barfots saga | |   |

Kriget avslutades med  Trekungamötet vid Göta älvs mynning år 1101. Snorres sagor brukar inte räknas som tillförlitliga för enskilda händelser och fakta, men Trekungamötet vid Göta älv nämns även i tidigmedeltida Knytlingasagan.

#### Runstenar

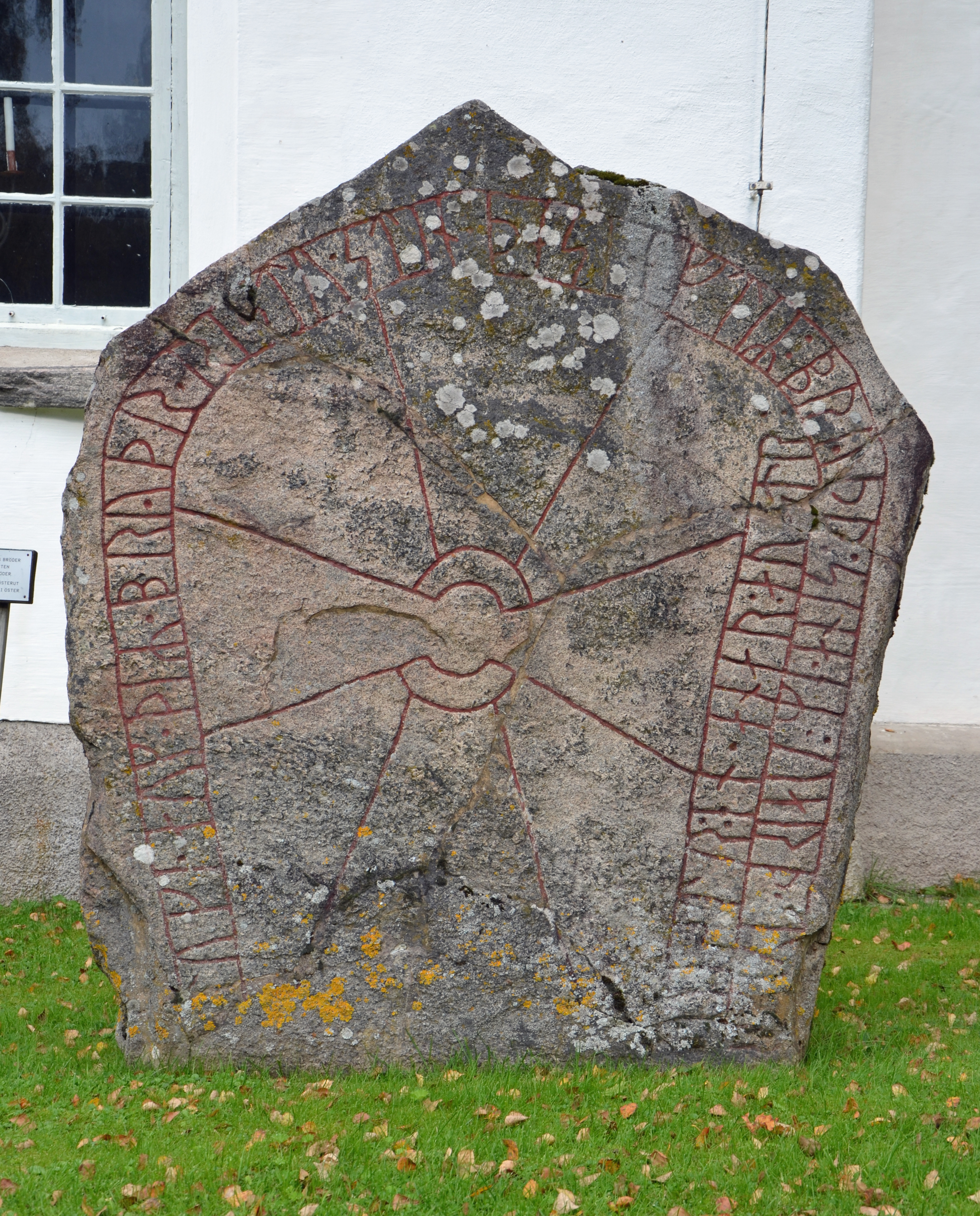
Dalumstenen (Vg 197), en kristen runsten från Dalum norr om Ulricehamn med inskriften: Bröderna Toke och Tyr reste denna sten efter sina bröder. Den ene vart död i väster och den andre i öster.

I de östra och centrala delarna av Västergötland finns ett 60-tal runstenar med texter som innehåller titeln tegn, eller dräng. Benämningar som forskare menar kan ha hört samman med personer som på olika sätt samverkat med den danska kungamakten. Liknande runstenstexter återfinns främst i de sydvästra delarna av Skåne och inom ett begränsat område på mellersta Jylland i Danmark. Hedersbeteckningen "harða goþr" (mycket god) om tegnar, förekommer bara på stenar i Västergötland och i Danmark. Runinskrifterna kan inte dateras närmare, men det antas allmänt att de flesta runstenar i Västsverige tillhör "den danska perioden", före Knut den stores död år 1035.
| ”                                                  | Torkel satte denna sten efter Gunne, sin son. Han stupade i striden, då konungarna kämpade. | „ |
| – Runsten (Vg 40), inmurad i Råda kyrka, Lidköping |                                                                                             |   |

Även ortnamnet Tegneby, som återfinns både i Danmark och på några platser i Västergötland och Bohuslän, brukar förknippas med den danska kungamaktens administration under tidig medeltid. Från vikingatidens slut och seklet därefter finns ett drygt hundratal runstenar vars texter ibland antyder förbindelser med England (Vg 20 och Vg 187), Estland (Olsbrostenen) och Grekland (Vg 178). Även i äldre västgötalagen från 1200-talets början nämns Greklandsfarare.

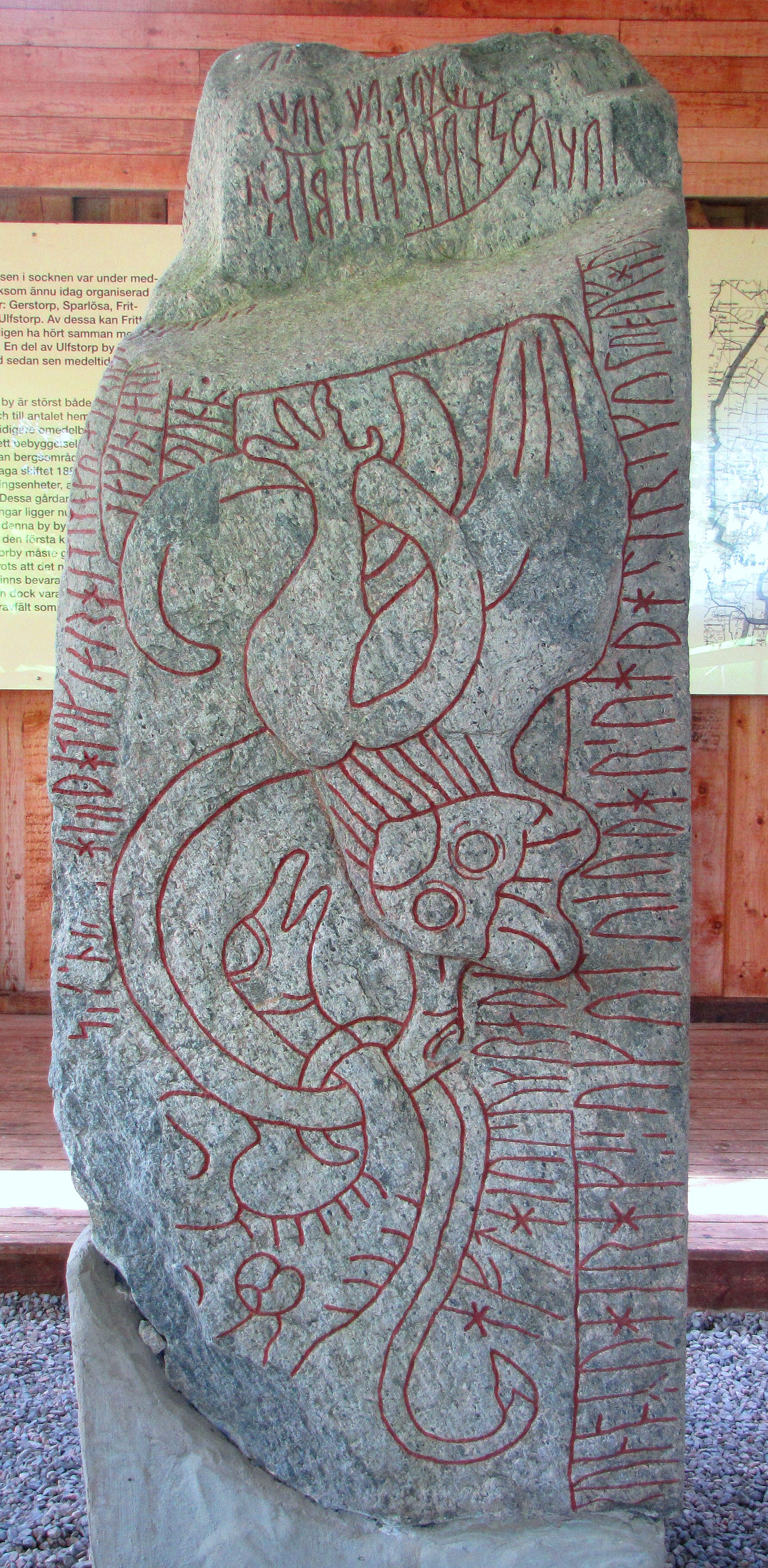
En av de fyra sidorna på Sparlösastenen i Vara kommun, troligen ristad på 800-talet.
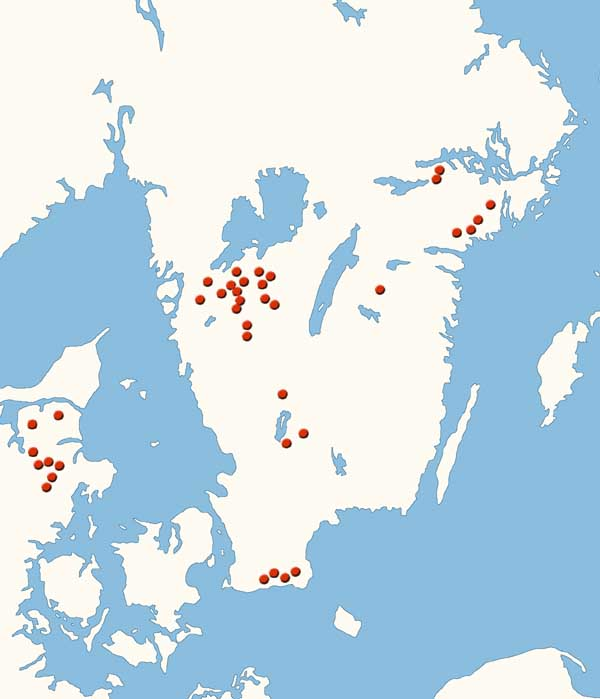
Runstenar med titeln "tegn" i texten.
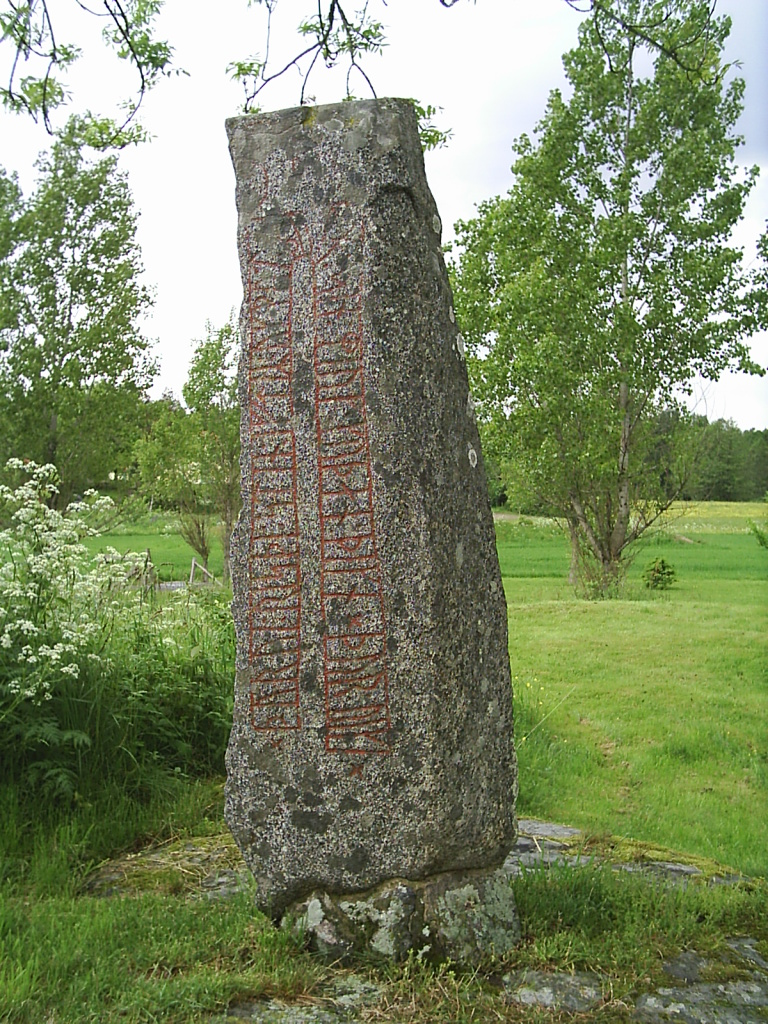
Velandastenen öster om Trollhättan är den enda i landskapet som nämner guden Tor: Tyrvi reste stenen efter Ogmund, sin make, en mycket god tegn. Tor vige.
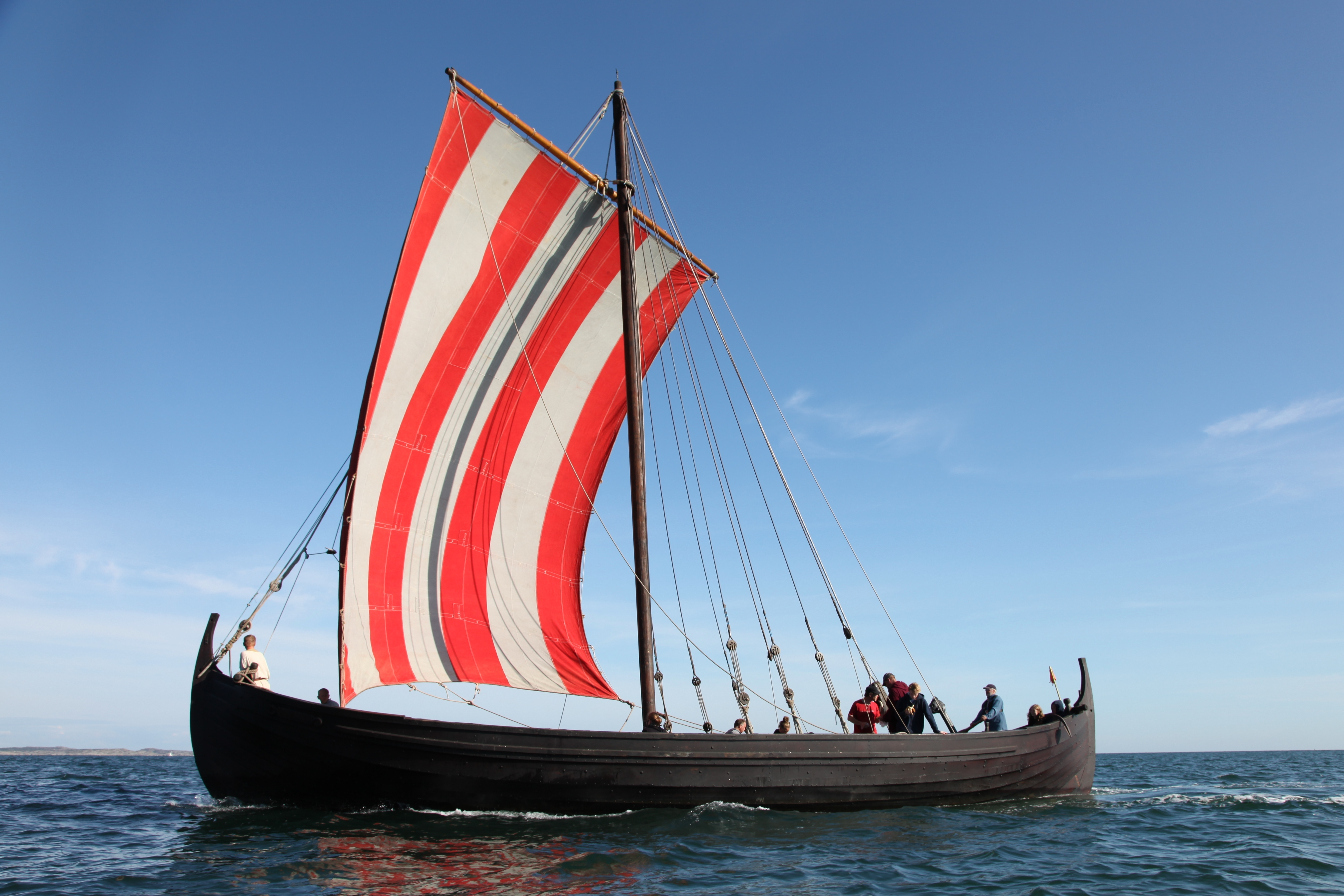
Vidfamne, en nutida tolkning av Äskekärrsskeppet. Originalet var ett vikingatida handelsfartyg, en knarr, byggt cirka år 930 och återfunnet vid Göta älv 1933.
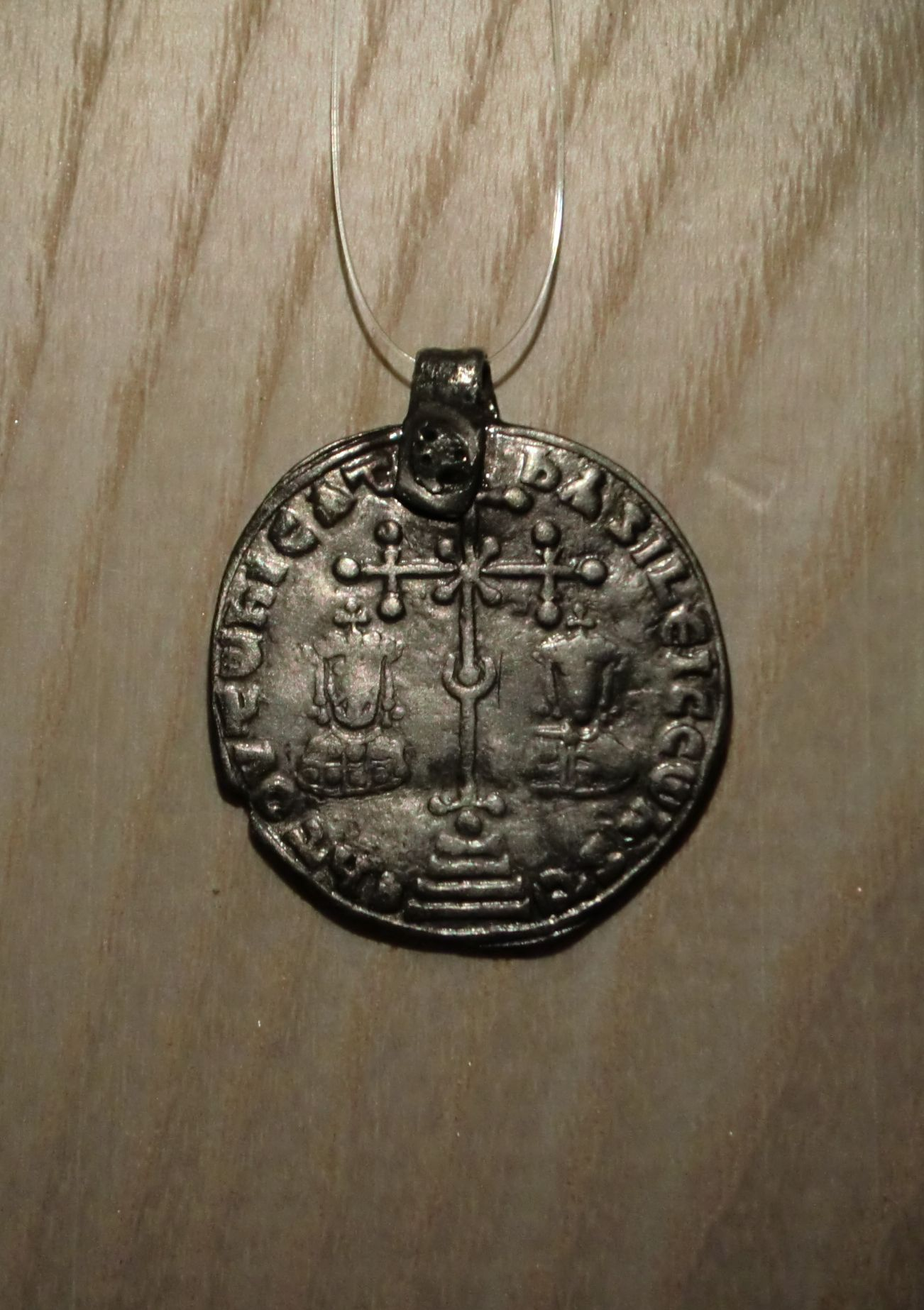
Bysantinskt silvermynt från år 977–989, omgjort till smycke. Fynd från en kristen grav vid Såntorp, några kilometer norr om Varnhem.
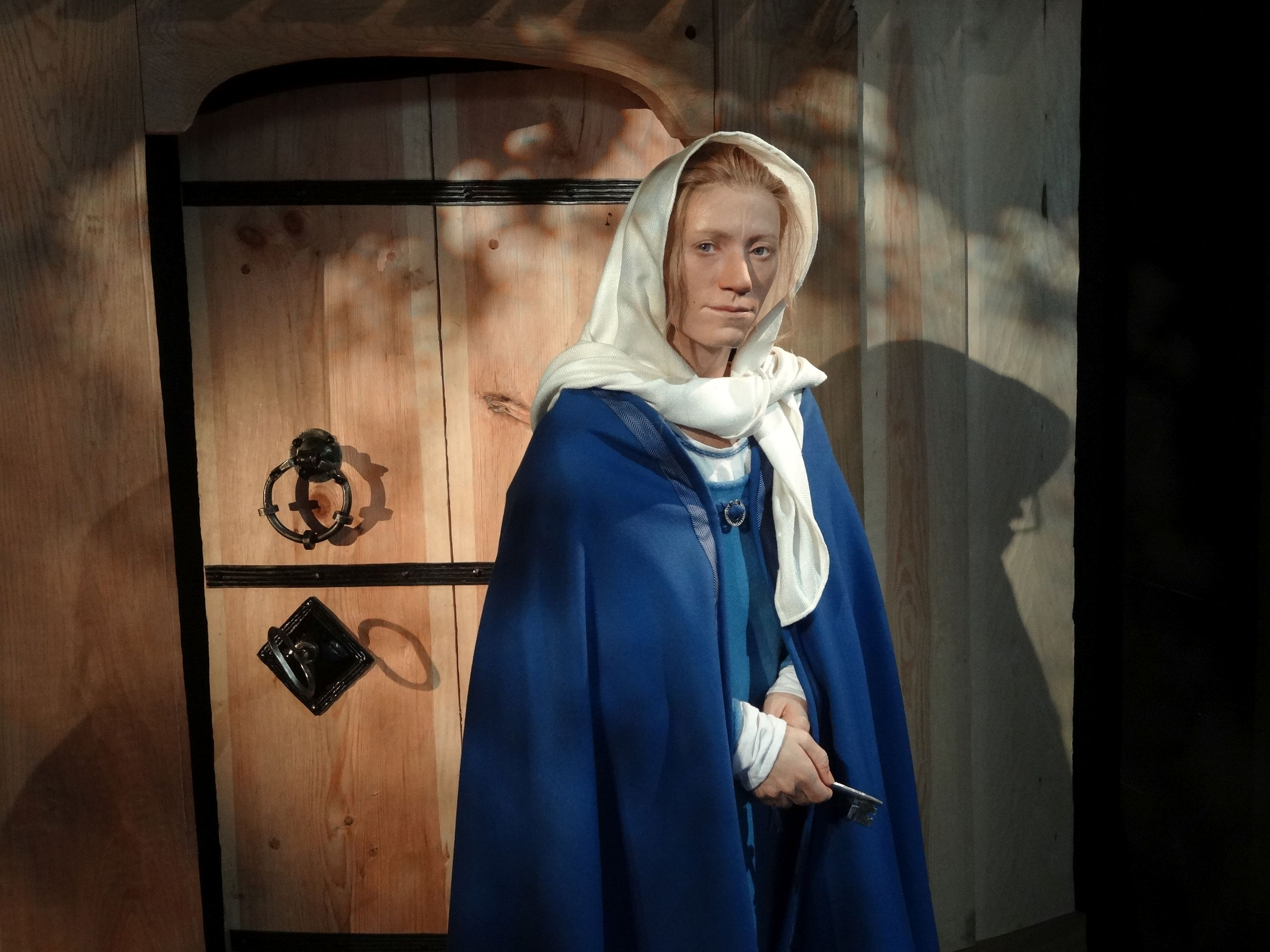
Storgården Varnhems förestånderska Kata, återskapad med modern teknik, efter kristet gravfynd. Hon dog 30-35 år gammal, cirka år 1040.
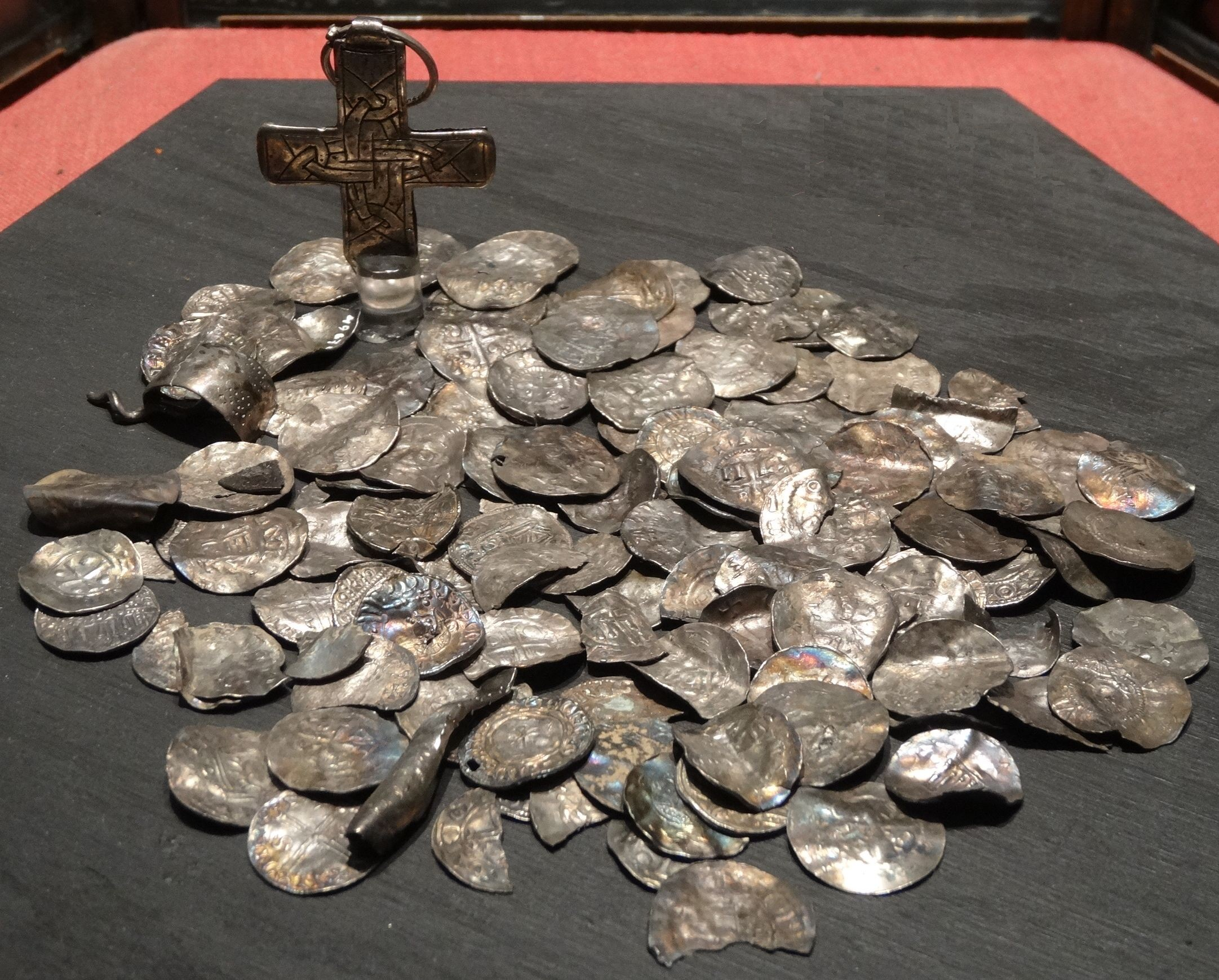
Silverskatt från Fyrunga i Vara kommun, daterad till cirka år 1050. Skatten består av hela och sönderklippta danska, engelska, frisiska och tyska mynt, ett kors och bitar av silversmycken.
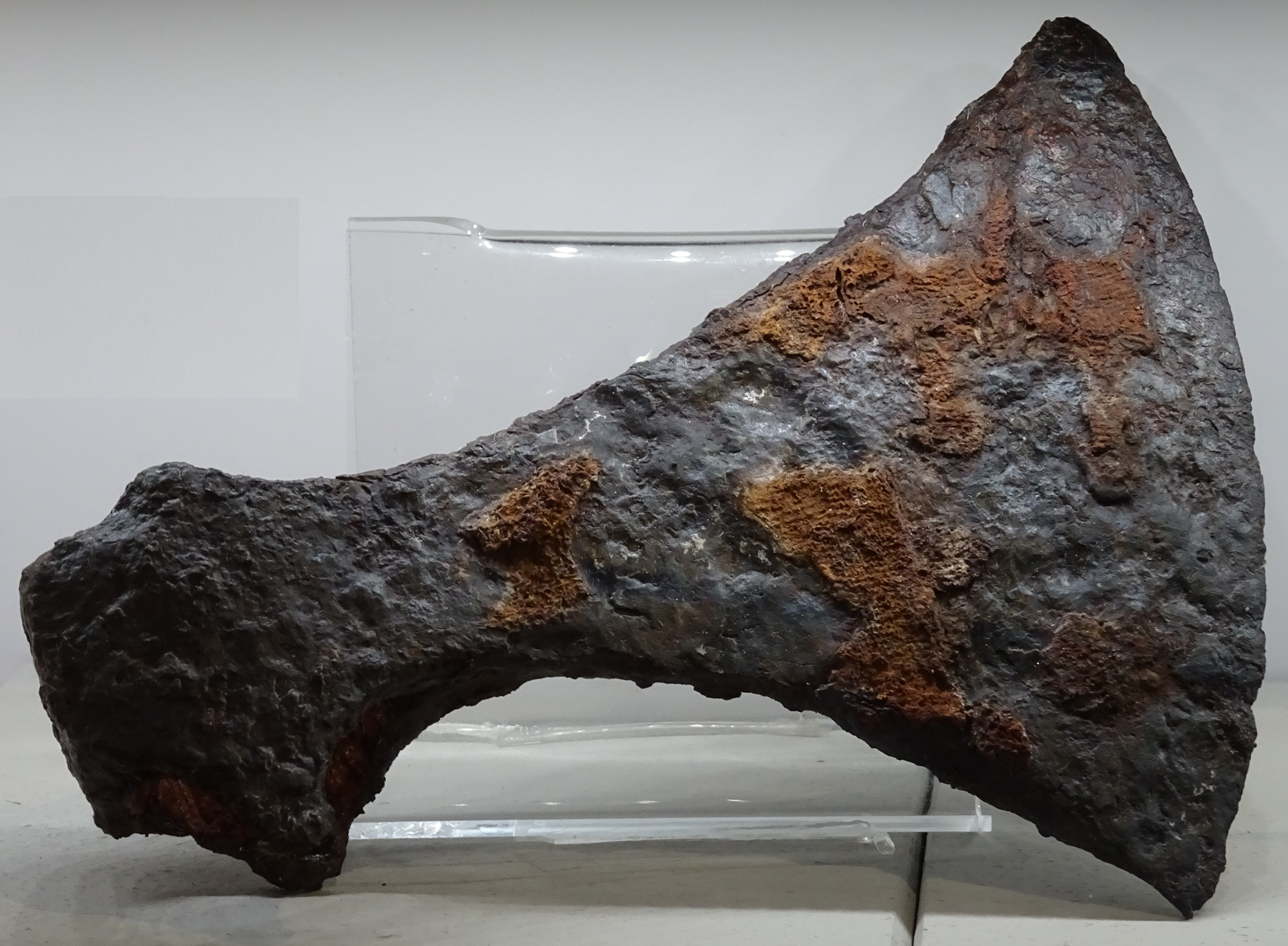
Stridsyxa med fastrostade textilfragment från tidigt 1000-tal, fynd från kristen mansgrav i Varnhem.
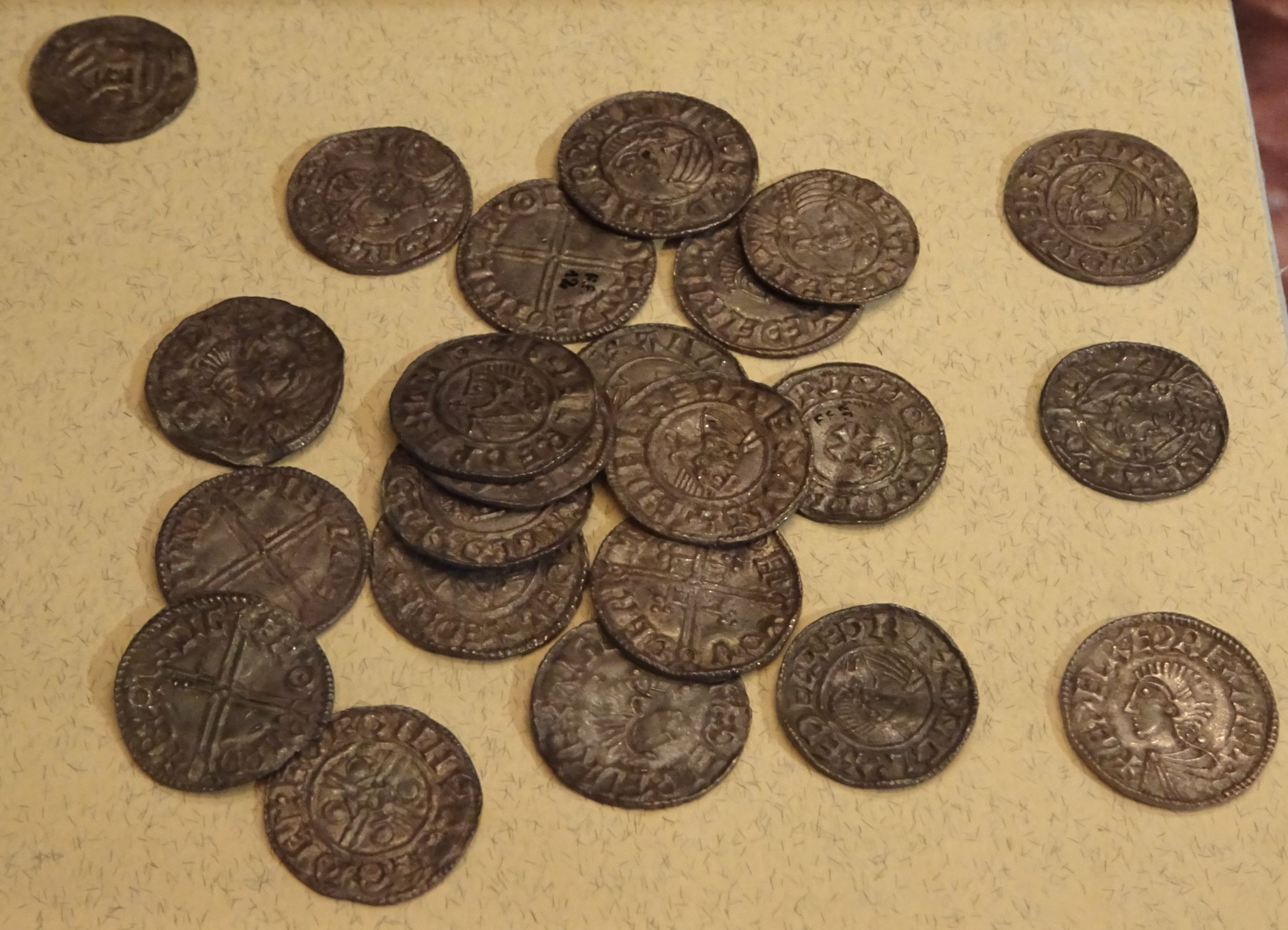
En liten del av Västsveriges största silverskatt, upphittad 1873 i Varnhem, som framförallt bestod av engelska Ethelred-mynt från tidigt 1000-tal.

## Tidig medeltid

### Kristendomens intåg

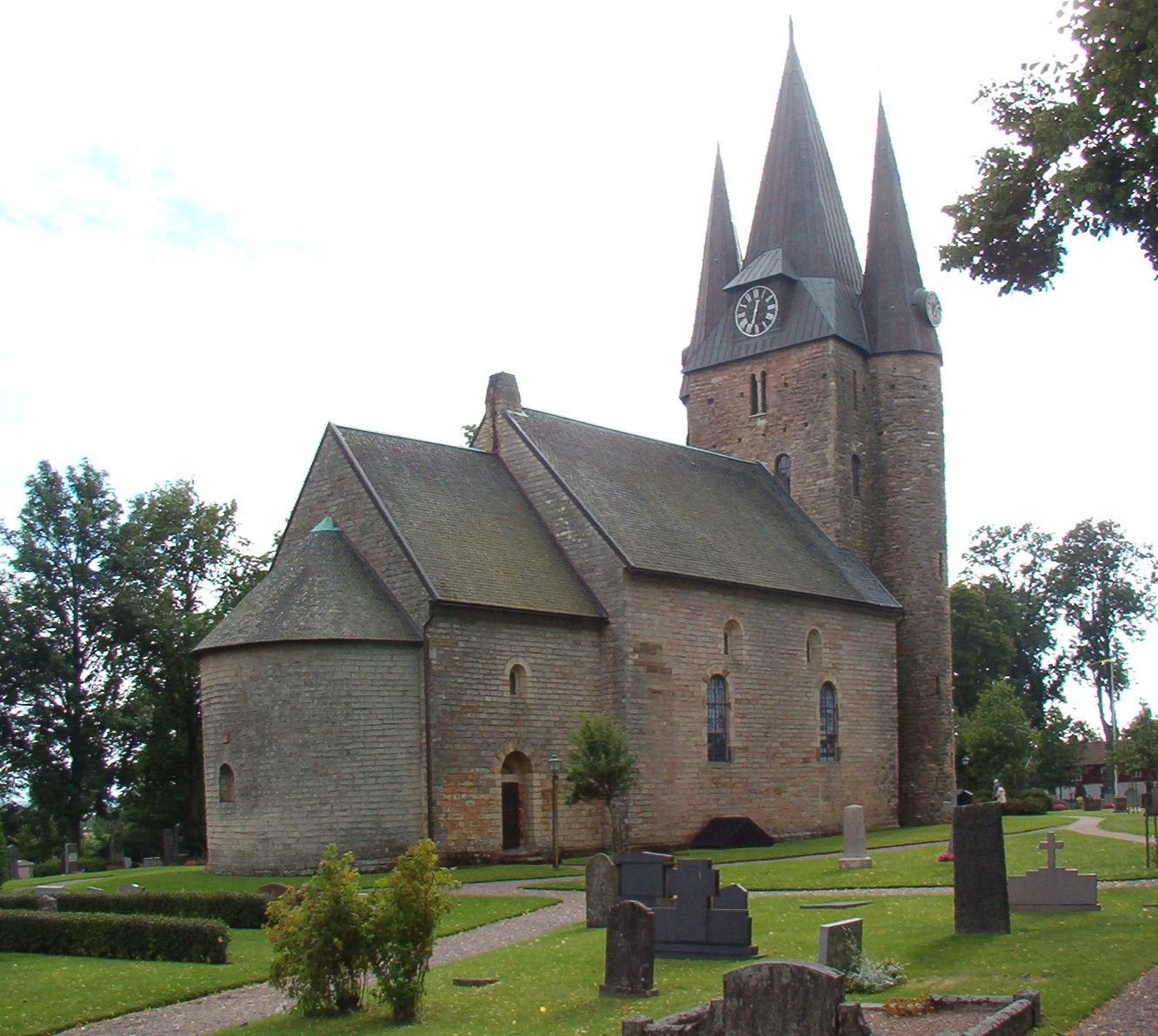
Husaby kyrka på Kinnekulle. Tornet, som också hade försvarsfunktion, är daterat till sent 1000-tal.

De bevarade resterna av kyrkor från Västergötland visar på en mycket tidig, och ganska omfattande kyrklig etablering med början redan under 900-talet, och kraftfullt förstärkt under 1000-talet och det tidiga 1100-talet. Enligt arkeolog Claes Theliander talar gravskickets förändring under 900-talet sitt tydliga språk, de flesta västgötar definierade sig själva som kristna vid 900-talets mitt. De tidiga kristna församlingarna tycks växa fram spontant, och inte som resultat av en målmedveten mission. I Varnhem har arkeologer funnit rester av en stenkrypta som troligen byggts under en gårdskyrka uppförd senast under 1040-talet, och en kristen begravningsplats i Såntorp inte långt därifrån, som togs i bruk under 900-talet. 

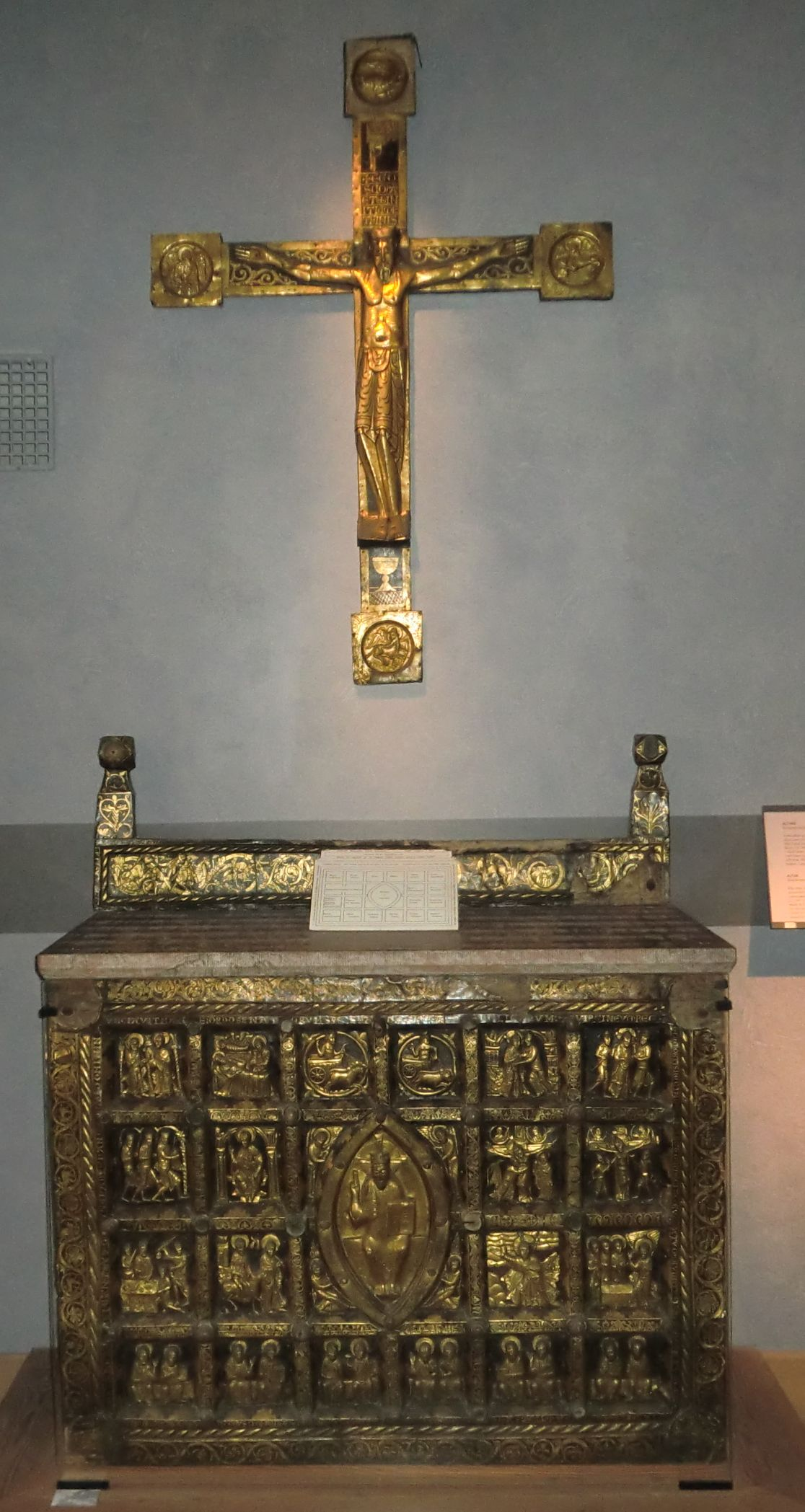
Altarförhänge (antemensale) i förgylld koppar på ekpanel, och krucifix från Broddetorps gamla kyrka, 1100-talet. SHM Stockholm.

Under åren efter år 1000 skall Olof Skötkonung ha mottagit dopet vid Brigida källa strax väster om Husaby kyrka, enligt en tradition återgiven i de isländska sagorna, bilagorna till äldre Västgötalagen och sigfridslegenden, av den engelske missionären Sigfrid, Kungen lär då ha skänkt Husaby till "stav och stol", det vill säga till biskopssäte. 
Enligt den tyske historieskrivaren Adam av Bremen, erbjöds den tyske ärkebiskopen att bilda ett biskopssäte i Skara omkring år 1015.. Det var då det enda stiftet i nuvarande Sverige, och är av den anledningen också det äldsta stiftet. Stiftet omfattade från början förutom Västergötland också Östergötland, Värmland och Dalsland. Vid 1100-talets början blev Östergötland ett eget stift med Linköping som centrum. Flera av de tidiga kristna kungarna, till exempel Olof Skötkonung och Inge den äldre, tvingades enligt medeltida källor fly från Mälardalen till Västergötland. Detta på grund av motståndet från svearna att låta sig kristnas.
| ”                | Kungen [...] grundade en kyrka åt Gud samt inrättade ett biskopssäte i Västra götalandet, som ligger närmast danerna och nordmännen. Det är det stora samhället Skara, för vilken, på den mycket fromme kung Olofs begäran, biskop Unwan vigde Turgot som den förste biskopen. Denne man skötte energiskt sin mission bland hedningarna. Genom sin verksamhet vann han de två namnkunniga götiska folkstammarna för Kristus. | „ |
| – Adam av Bremen | |   |

Det intensiva kyrkobyggandet har inte inneburit en allmän övergång till kristendomen, utan först under 1200-talets slut tycks Västergötland och Värmland ha antagit den kristna läran fullt ut. Flera biskopar ordinerades från ärkebiskopssätet Hamburg-Bremen till Skara under 1100-talet, men alla vågade sig helt enkelt inte dit.
Den tidiga kyrkliga utvecklingen skedde i de centrala delarna av Götalandskapen, östra delarna av Västergötland och västra delarna av Östergötland, med Vättern som kommunikationsmöjlighet och medelpunkt.
Under 1100-talet började Cistercienserorden att bygga munkklostret i Varnhem mellan Skara och Skövde, och senare också nunneklostret i Gudhem några kilometer norr om Falköping. Vid Gudhem låg sedan tidigare en av de kungsgårdar som var huvudgård i Gudhems bo, ett av Västergötlands administrativa områden. I Varnhem användes klosterkyrkan som gravkyrka för den erikska kungaätten.
I Västergötlands östra delar har ett antal gravvårdar från äldre medeltid påträffats, till exempel Eskilstunakistor, och andra former av flerdelade kistor med gavelkors och lockhällar. Dessutom romanska gravvårdar som stavkorshällar och liljestenar. De senare är sandstenshällar med slingrande växtmotiv och kristna symboler huggna i relief, med koncentration kring Kinnekulle och södra Vänerbygden. Av 402 registrerade liljestenar finns 387 i Västergötland, varav över 100 på eller i närheten av Kinnekulle. Enstaka liljestenar finns också i Bohuslän, Dalsland och Värmland.

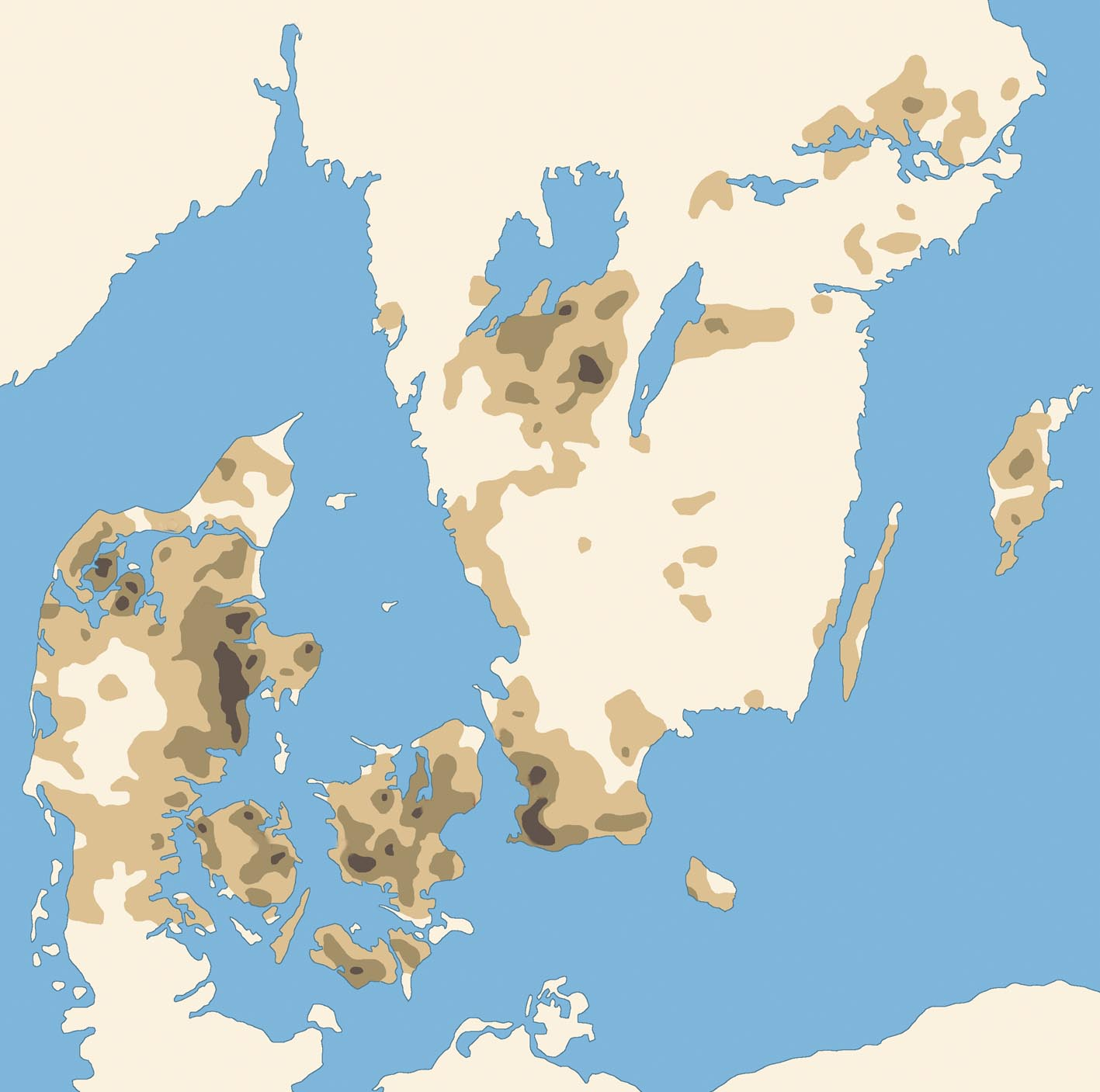
Karta över kyrkotätheten under äldre medeltid i Sydsverige och Danmark.
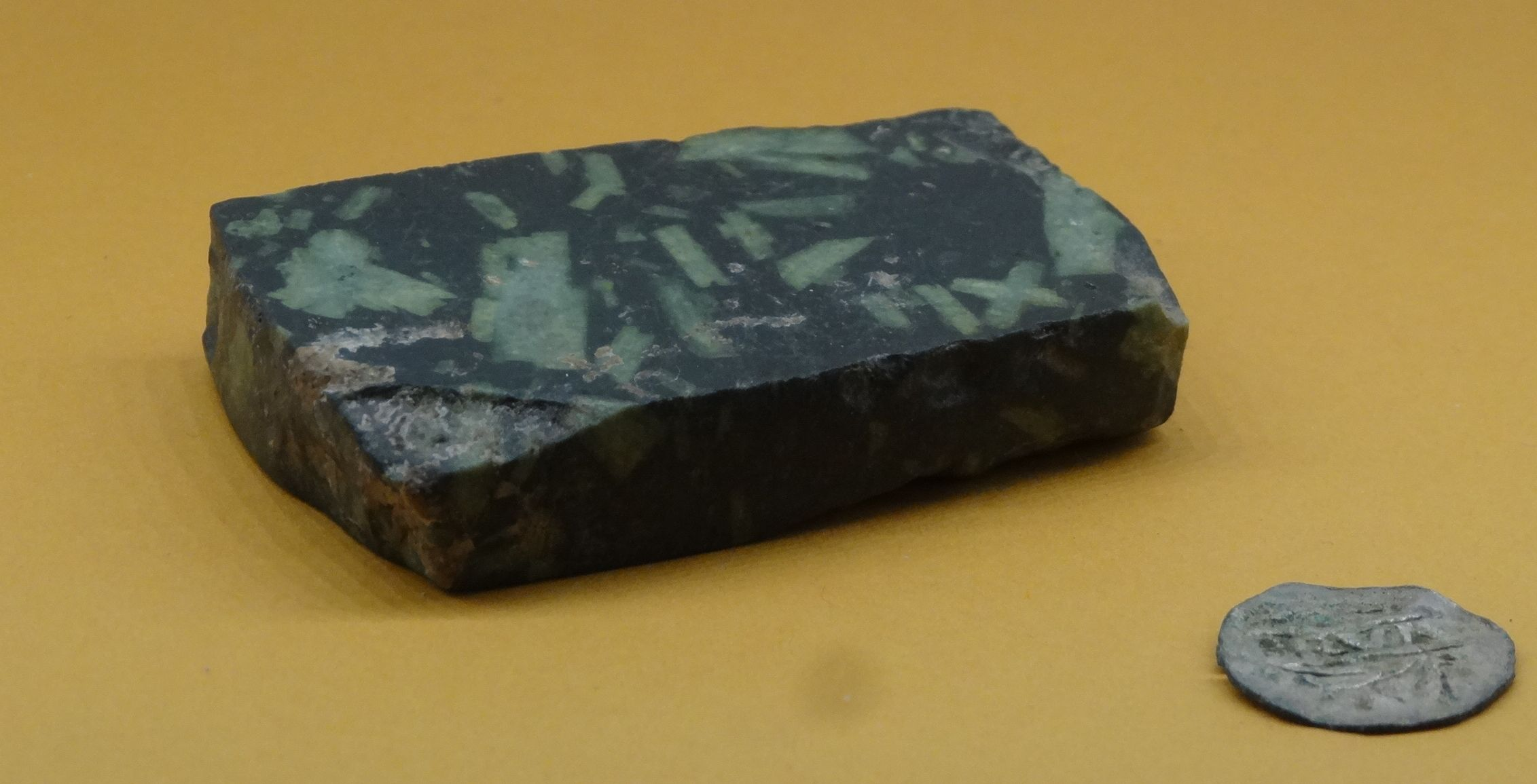
Resealtare av grekisk porfyrit, från 1000-talets första hälft, fynd från Varnhem. Stenen gör det möjligt för en  präst eller missionär att hålla mässa utan tillgång till kyrkobyggnad.
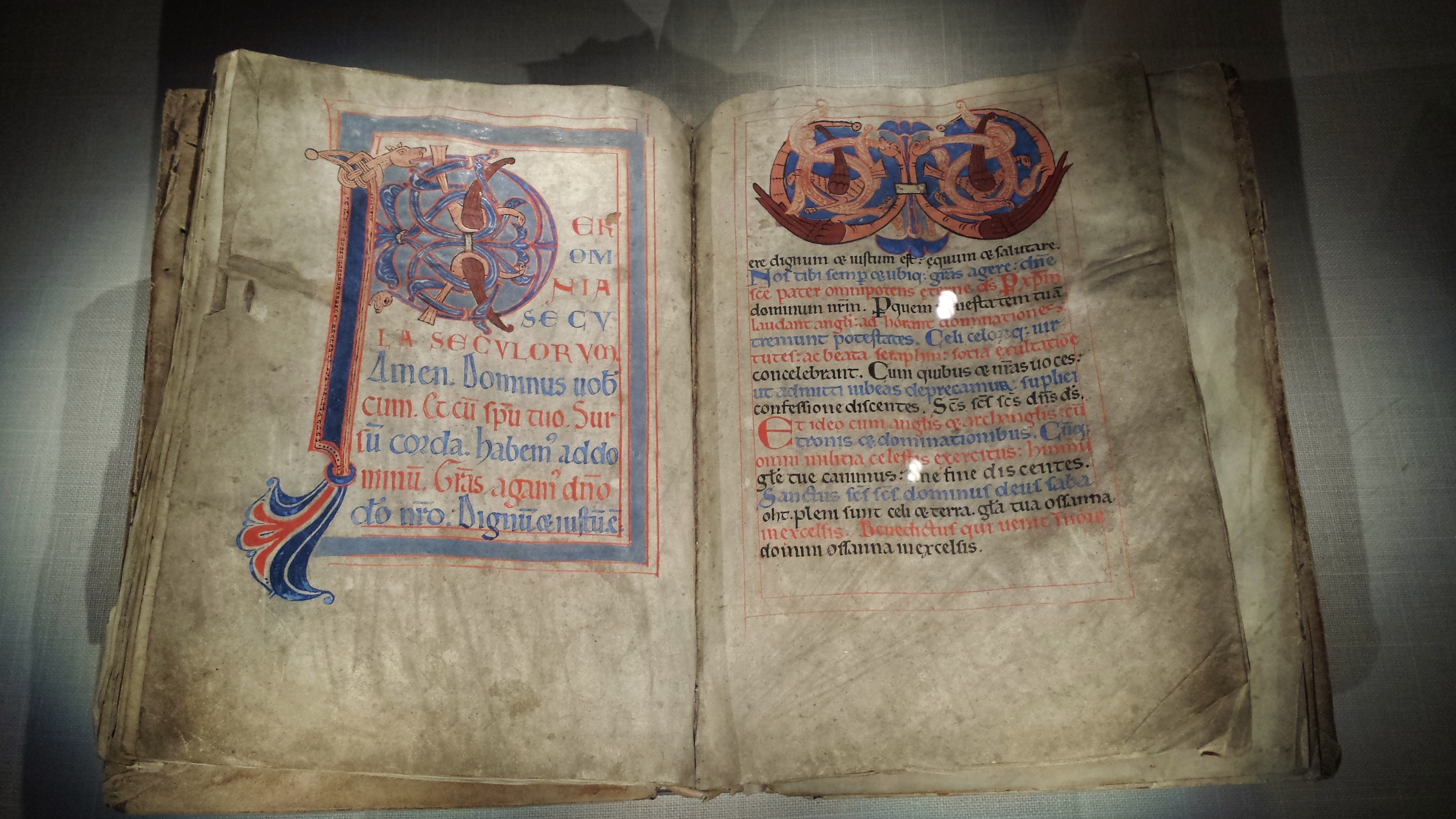
Skaramissalet, Sveriges äldsta bevarade bok, en mässbok från 1100-talets mitt.
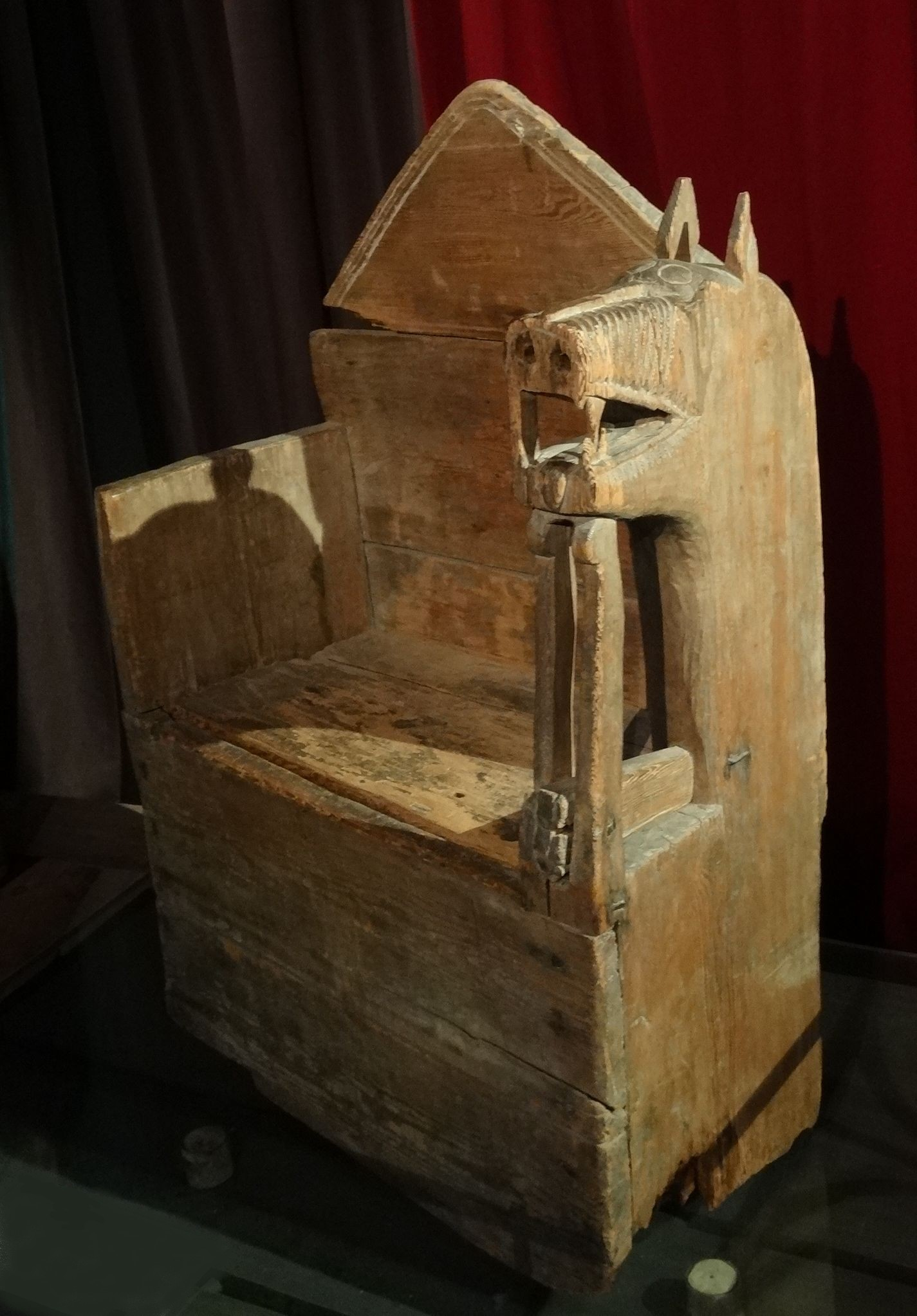
Biskopsstolen från Suntaks gamla kyrka, daterad till 1100-talet, visar på mötet mellan hedendom och kristendom.
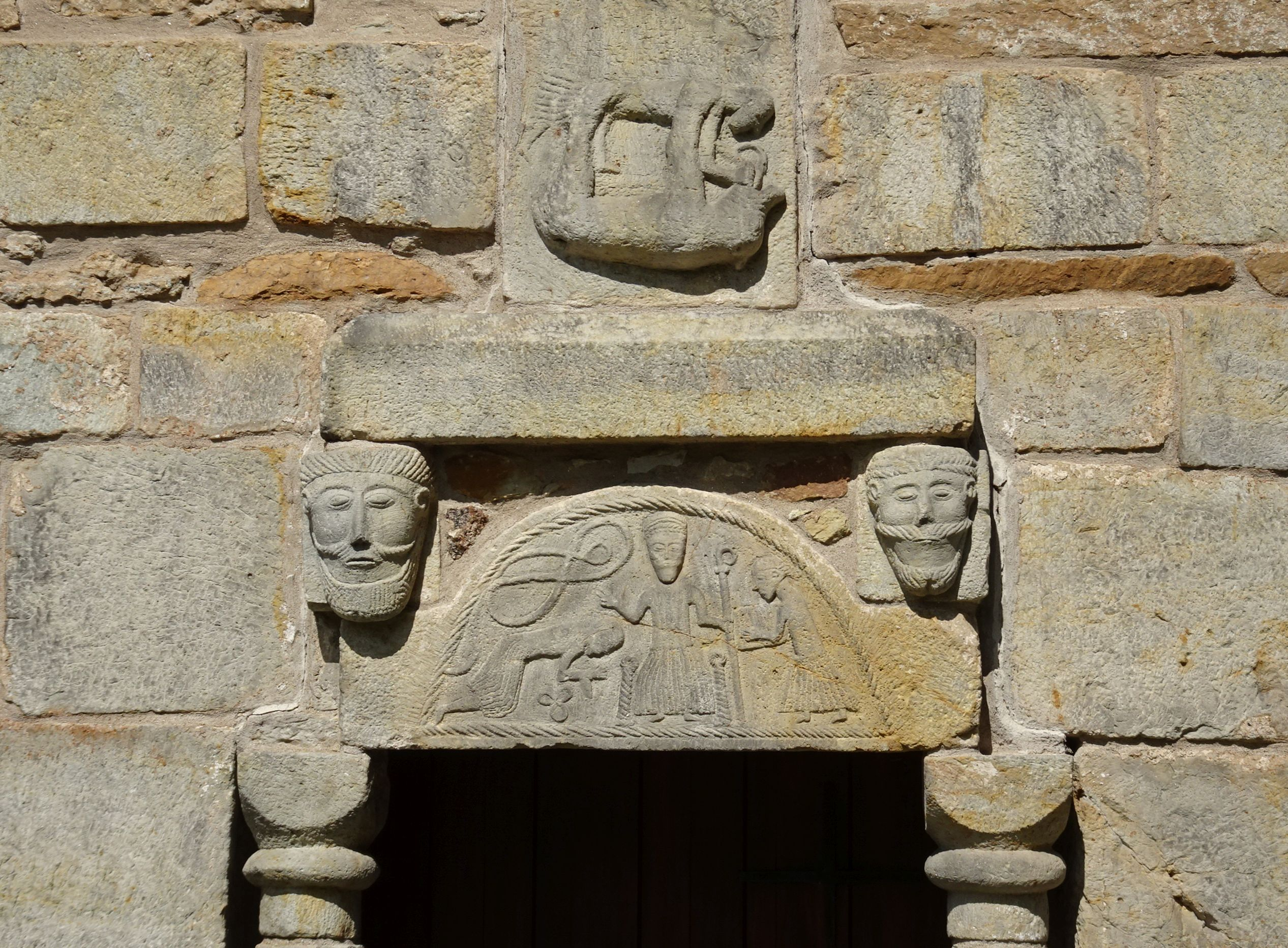
De märkliga tidigmedeltida relieferna på Härja kyrka nära Tidaholm, bland annat med gycklarmotiv, kommer eventuellt från den gamla kyrkan vid näraliggande kungsgården i Ettak.
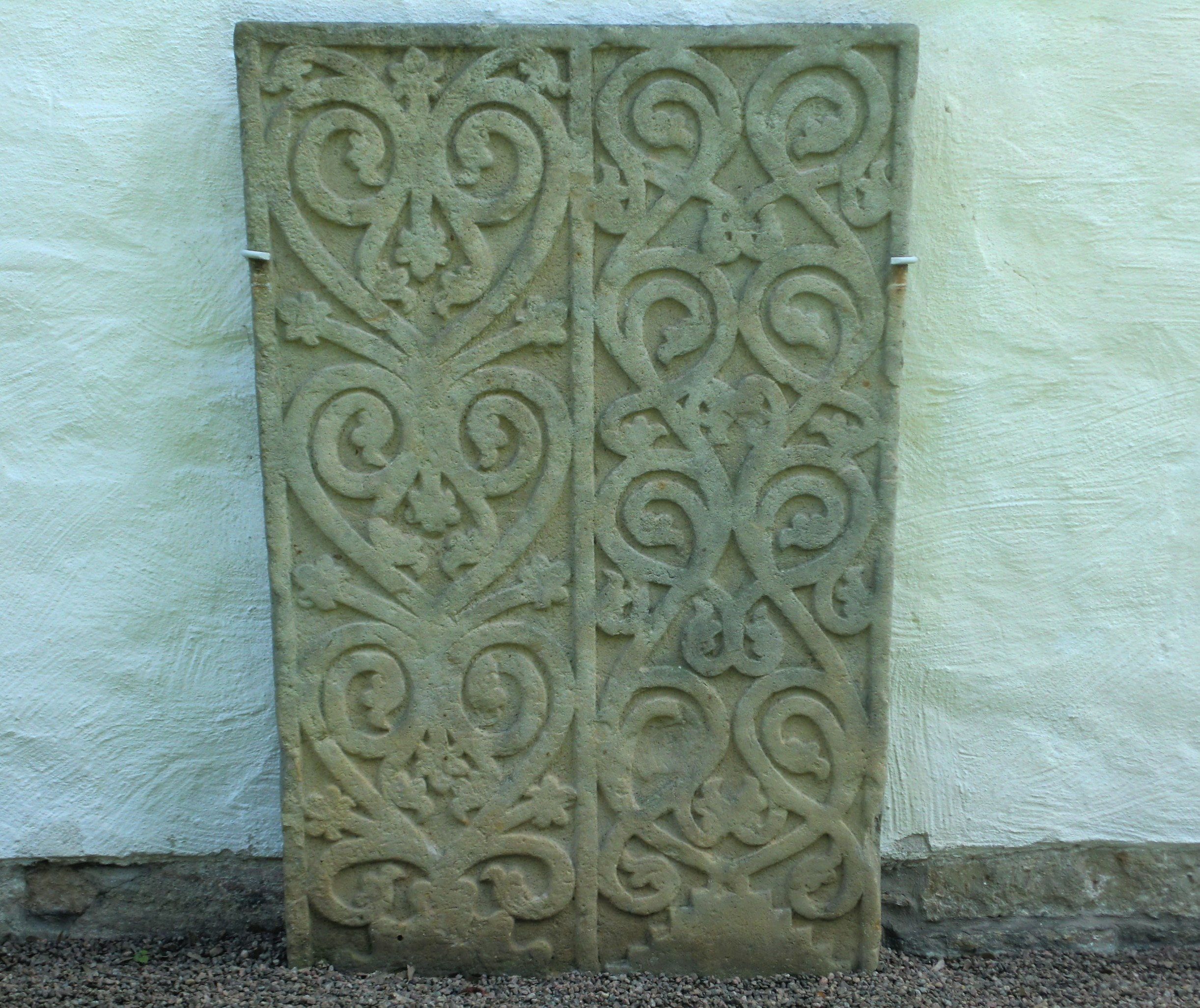
En liljesten med dubbla motivfält från Götene kyrka nära Kinnekulle.
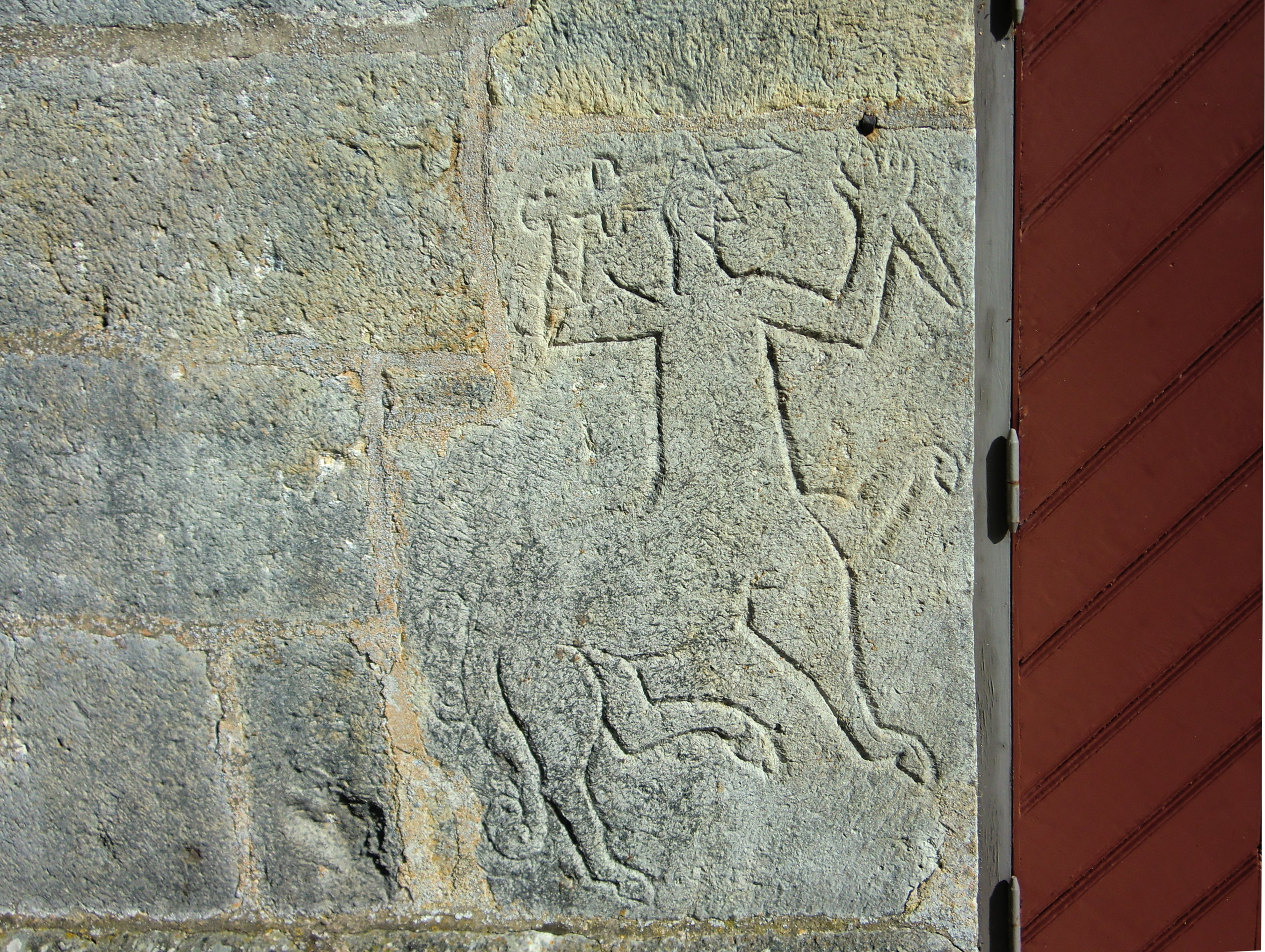
En kentaur med draget svärd vid porten till Gösslunda kyrka på Kålland från tidigt 1100-tal. Syftet med den icke-kristna reliefen har tolkats som ett försök att skydda kyrkan mot ondska.
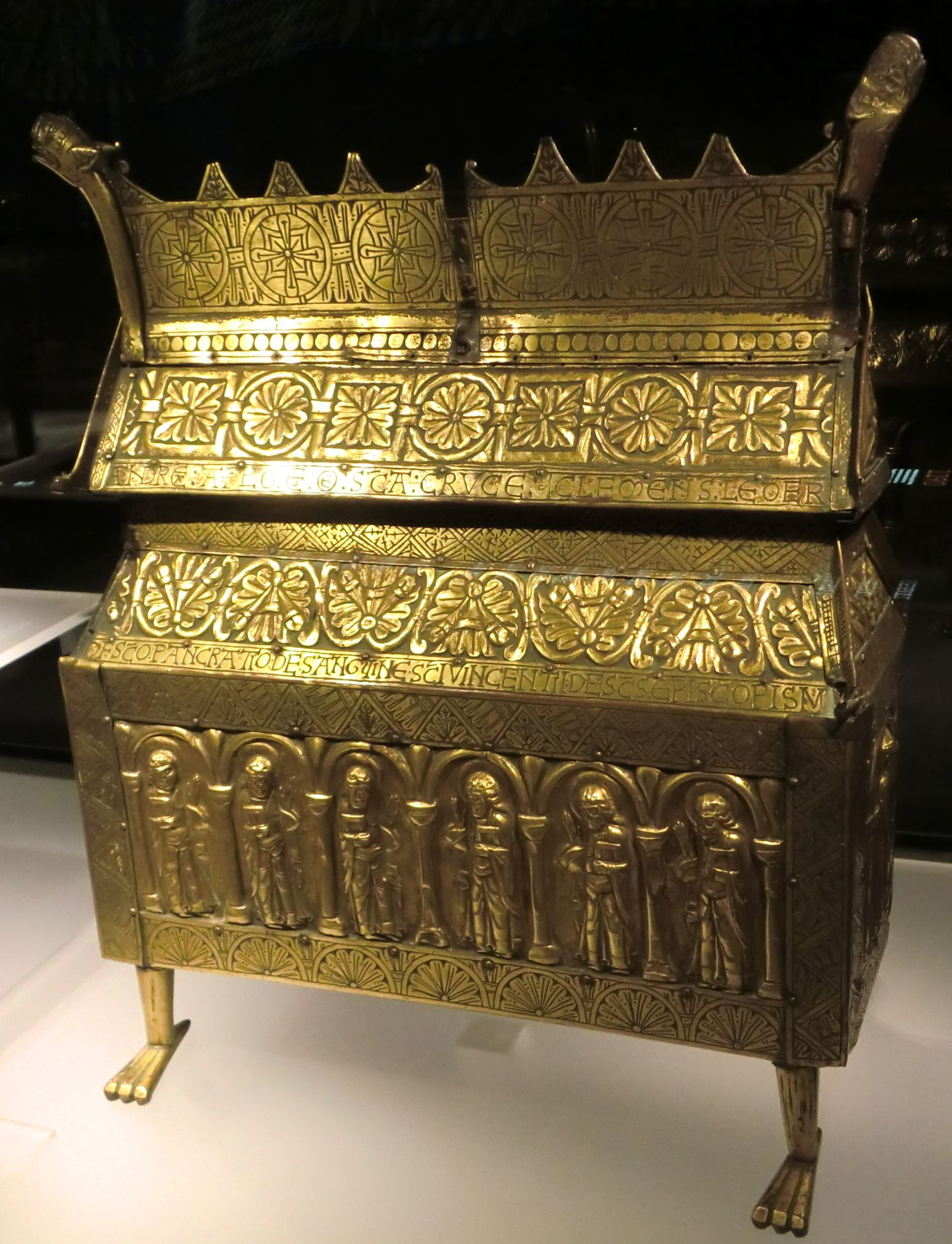
Eriksbergsskrinet, ett relikskrin från sent 1100-tal i förgylld koppar från Eriksbergs gamla kyrka i Herrljunga kommun. Denna kyrka har av tradition knutits till den Erikska kungaätten.
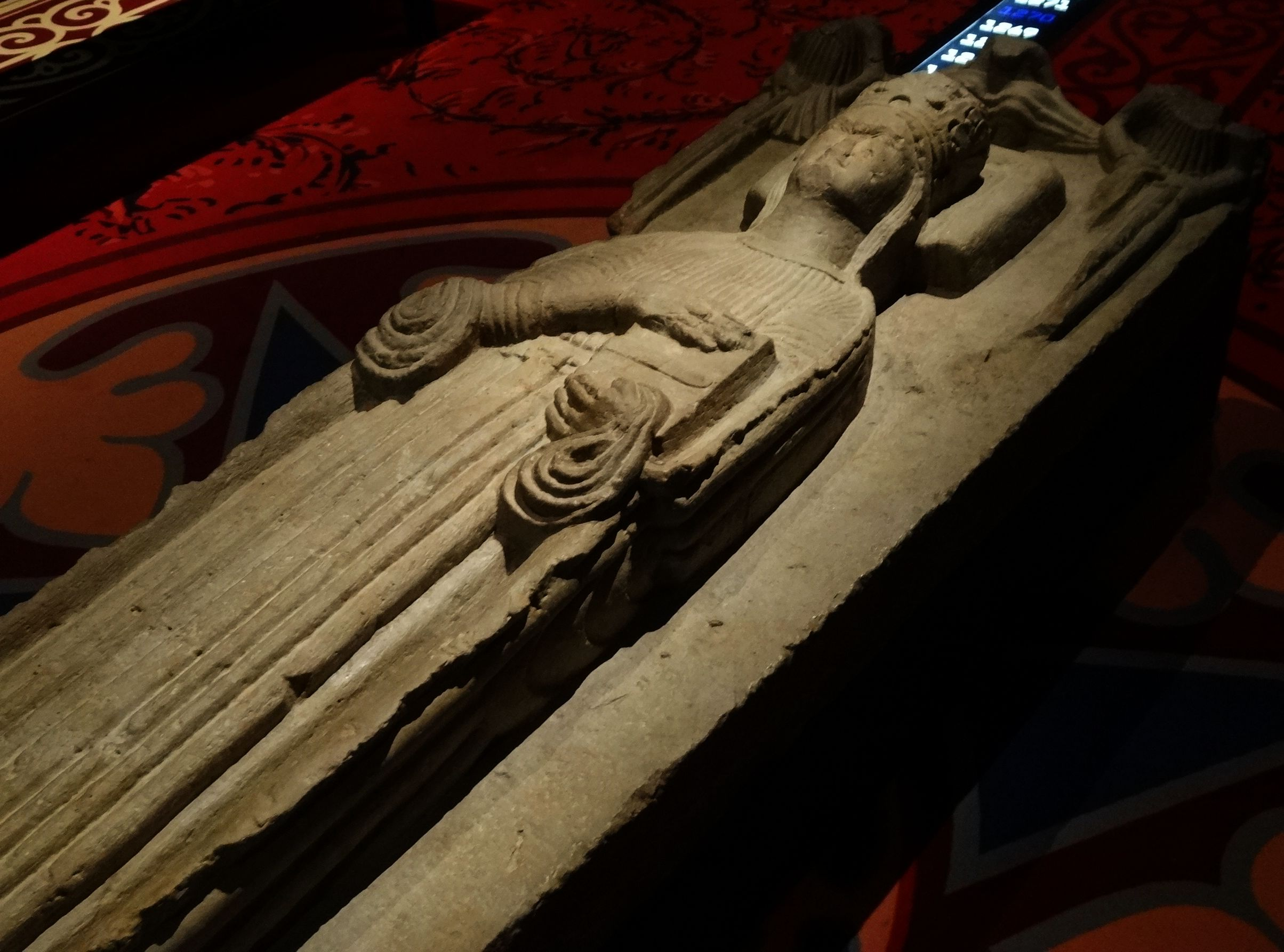
Detalj av gravtumba från drottning Katarina Sunesdotters grav i Gudhems kloster. Drottningen var maka till kung Erik Eriksson (läspe och halte) och dog cirka 1252. Utställd på SHM, Stockholm.
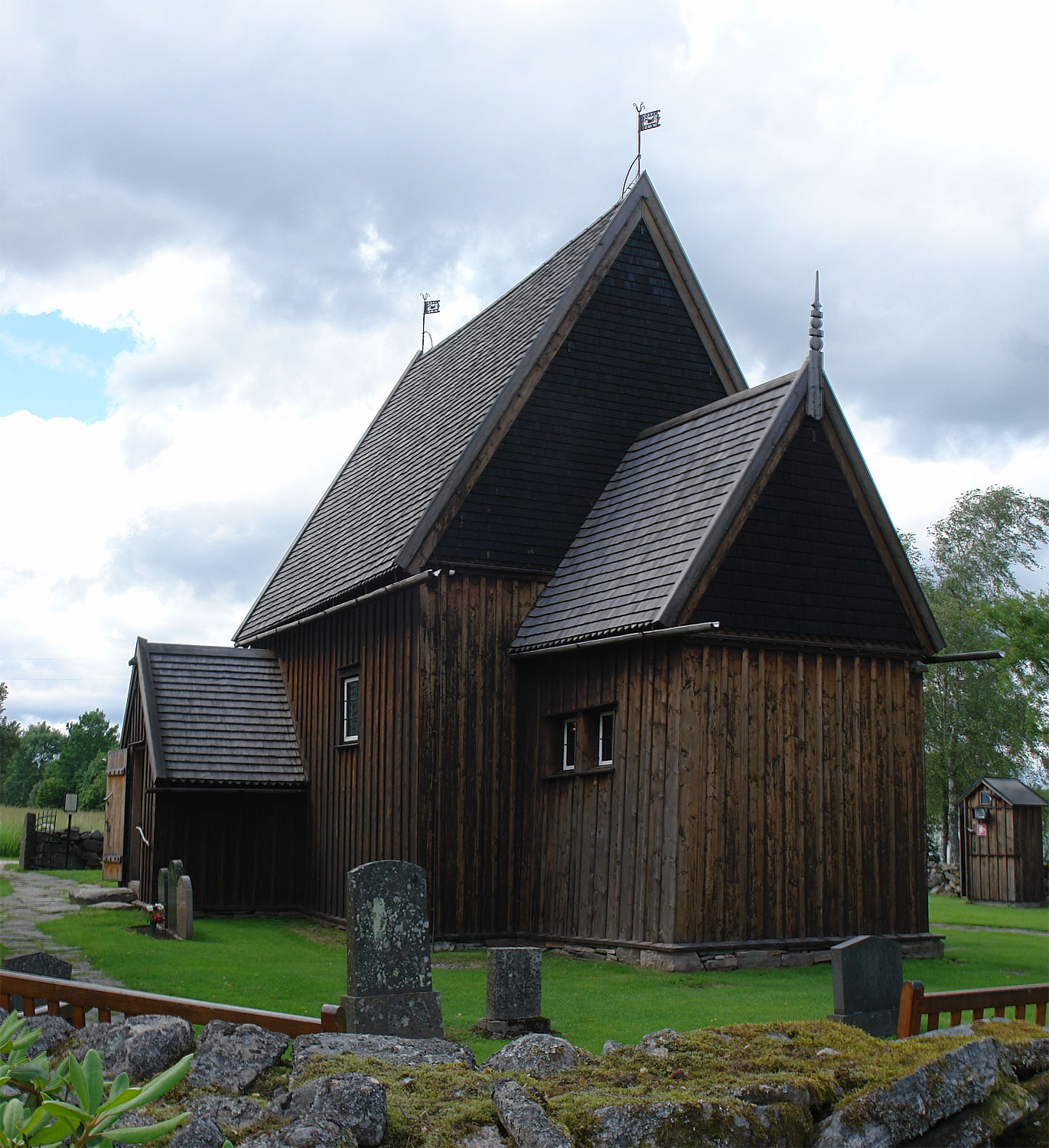
Hedareds stavkyrka, belägen mellan Borås och Alingsås, är Sveriges enda bevarade medeltida stavkyrka.

### Västgötalagen

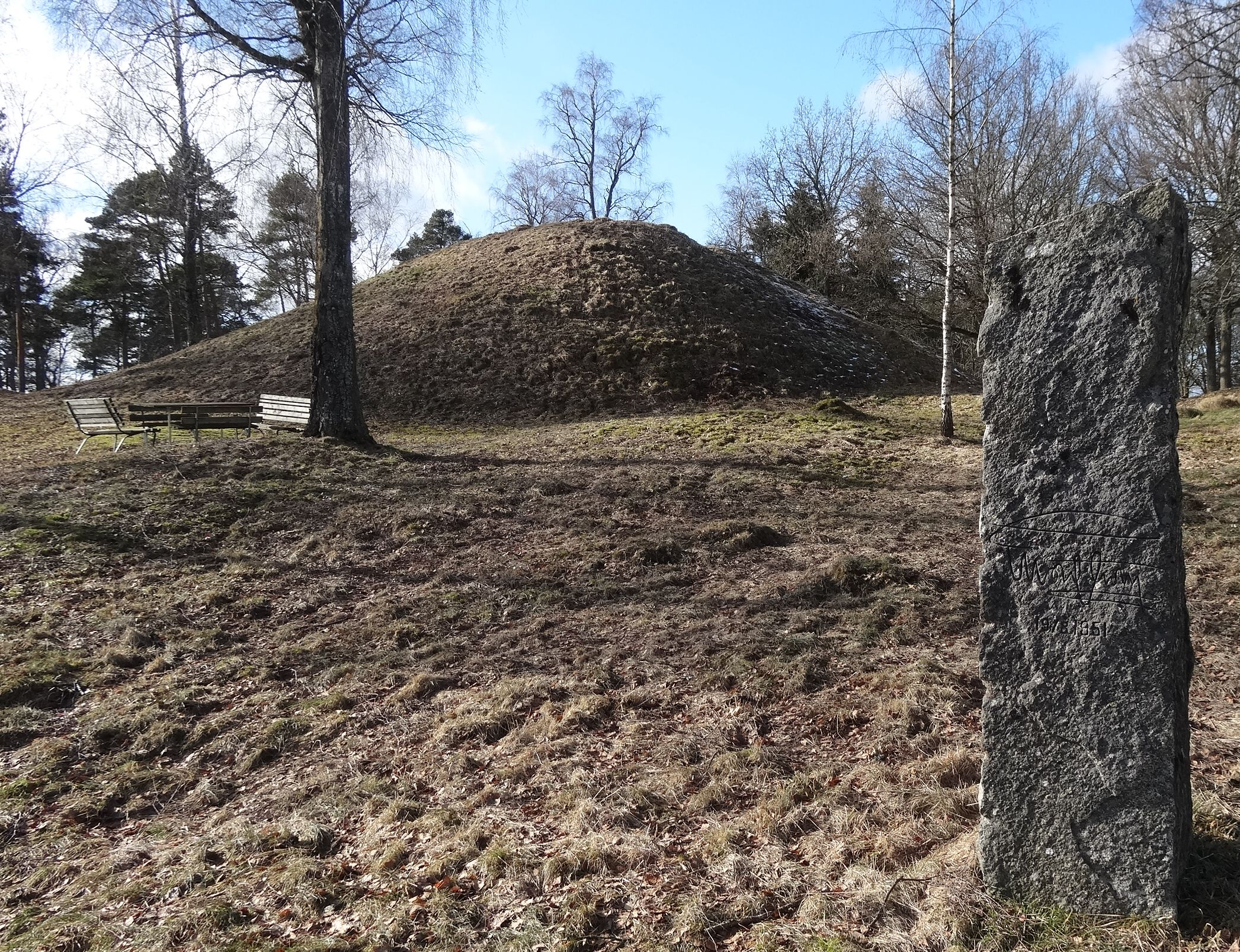
Storhögen Larva bäsing i Larv, Vara kommun. En bäsing nämns i Västgötalagen som en plats från vars topp man kunde låta en lekare, det vill säga musikant, försöka få rättvisa genom att med insmorda skor försöka hålla fast en otämjd piskad kviga i hennes insmorda och rakade svans.

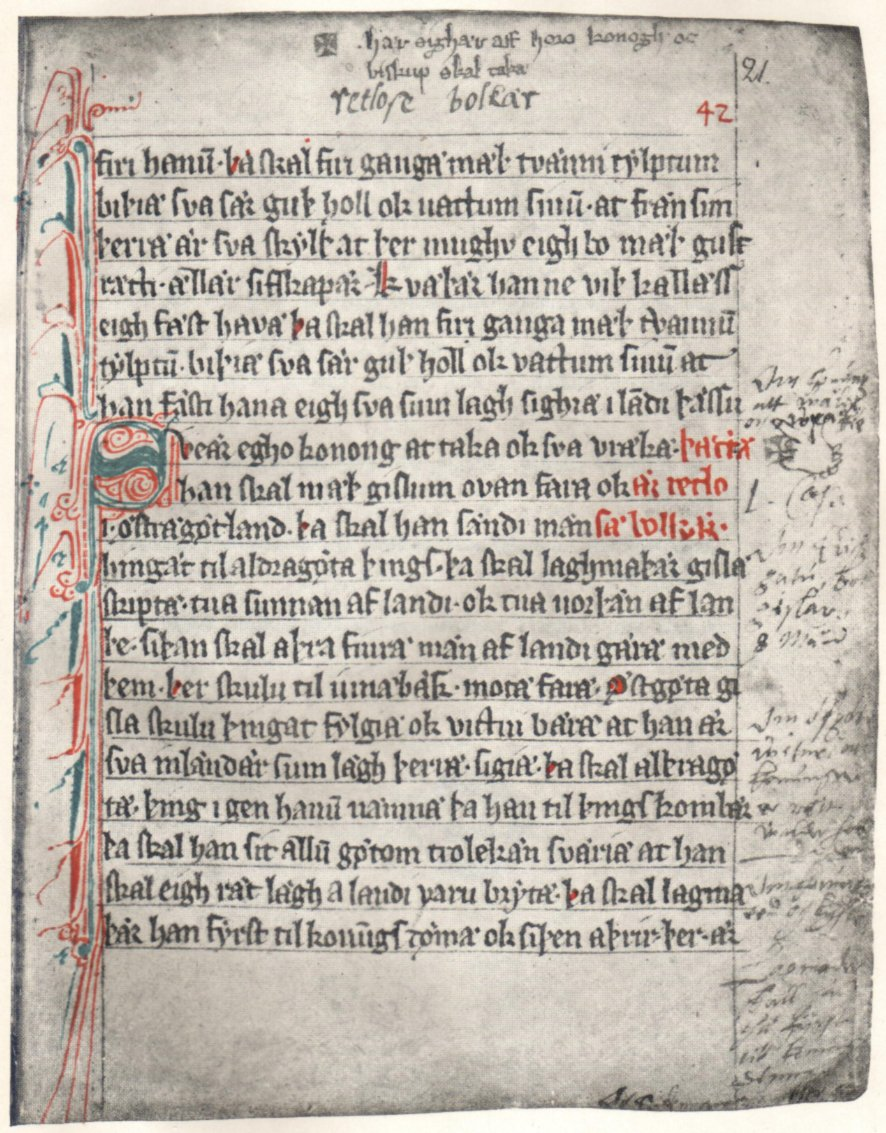
Äldre västgötalagen är förutom en viktig källa även den äldsta bevarade skriften på svenska.

Den äldsta av de nedskrivna rättssamlingar, landskapslagar, som gällde för svenskt område var Västgötalagen som eventuellt sammanställdes av lagmannen Eskil under 1220-talet. Senare under 1200-talet skrevs en ny version av lagen, och dessa båda lagtexter, äldre och yngre Västgötalagen, finns bevarade i handskrifter som är delvis ofullständiga och kompletterade med tillägg. Bland dessa tillägg finns en kungalängd, en lagmanslängd för landskapet, en gränslista och en biskopslängd över biskopar i Skara stift.
| ”                                    | Här börjar västgötars lagbok Kristus är först i vår lag. Därnäst är vår kristna tro och alla kristna, konung, bönder och alla bofasta män, biskop och boklärda män. | „ |
| – Inledningen av Äldre Västgötalagen | |   |

Vid Götala kungsgård nära Skara hölls enligt traditionen "alla götars ting", det vill säga västgötarnas och dalslänningarnas gemensamma sammankomst landstinget för Västergötlands lagsaga, under ledning av lagmannen. Han hade ingen verklig makt, men kunde agera som ett slags myndighetsperson, och till exempel leda förlikning mellan parter som hamnat i svårlösta tvister. Lagmannen kunde också verkställa ceremonin där friköpta slavar upptogs  som fria människor.

#### Bo, slottslän, härad och socken
Äldre Västgötalagens gränslista definierar för första gången Dalslands och Västergötlands yttre gränser, som senast i början av 1200-talet verkar ha nått fram till Göta älvs mynning. Unikt för landskapet är också indelningen i åtta bon, som finns uppräknade i den äldre Västgötalagen, och inom varje bo fanns en huvudgård - ett uppsala öd-gods. 
Varje bo bestod av flera härader, undantaget Vadsbo i nordost, som både var ett bo och ett eget härad.
Vid slutet av 1200-talet ersattes den tidigare bo-indelningen av slottslän, eller borgfögderier, vilka bestod av en eller flera härader. Inom detta förvaltningsområde måste innevånarna betala skatt i natura till fogdar på statligt byggda så kallade riksborgar. Förutom att vara förvaltningscentra och magasin för skatt, var borgarna också tillfälliga uppehållsplatser för den kringresande kungen, och i södra och västra Västergötland dessutom gränsfästningar. Efter Engelbrektsupproret på 1430-talet återstod bara två slottslän i Västergötland, Älvsborgs och Axvalls län. Slutligen fanns bara Älvsborgs slott kvar av de gamla riksborgarna i Västergötland, fram till slottets avveckling 1660. 
De 35 västgötska häradena, inklusive tre i Dalsland och ett i Mo i nuvarande Småland, delades dessutom in i socknar, området runt sockenkyrkan. I de centrala delarna av Västergötland bestod häraden av upp till ett femtiotal kyrkor, medan det var betydligt färre i häradena i utkanterna av landskapet. Den juridiske ledaren för häradet var en lokal storman som kallades häradshövding, och som bland annat hade till uppgift att döma på häradstinget, vilket hölls flera gånger per år. Härader kunde också vara indelade i kvoter som hälfter, fjärdingar med mera.  Troligen har både bo-, härad- och sockenindelning dansk förebild.
Enligt nutida historieforskning fanns inte Sverige som en enhetsstat, utan landskapen hade stor frihet, och samverkade eventuellt i en lös federation. Bland de namn som nämns på personer i den tidiga medeltidens maktspel kopplas flera till Västergötland. Här finns till exempel Algotssönerna och den Stenkilska och Erikska ätten. En uppmärksammad händelse inträffade cirka år 1125 när Ragnvald Knaphövde, som valts till kung av svearna, inte följde Västgötalagens krav under sin Eriksgata. När han red in i Västergötland blev han därför ihjälslagen av "allmogen  på tinget". År 1389 upphörde Västgötalagen att gälla till förmån för Magnus Erikssons landslag. Häradstinget i Gudhem dömde ännu 1425 efter Västgötalagen, och det gamla landstinget, som under senare medeltiden hölls två gånger om året (januari och juli), omtalas ännu 1613. 

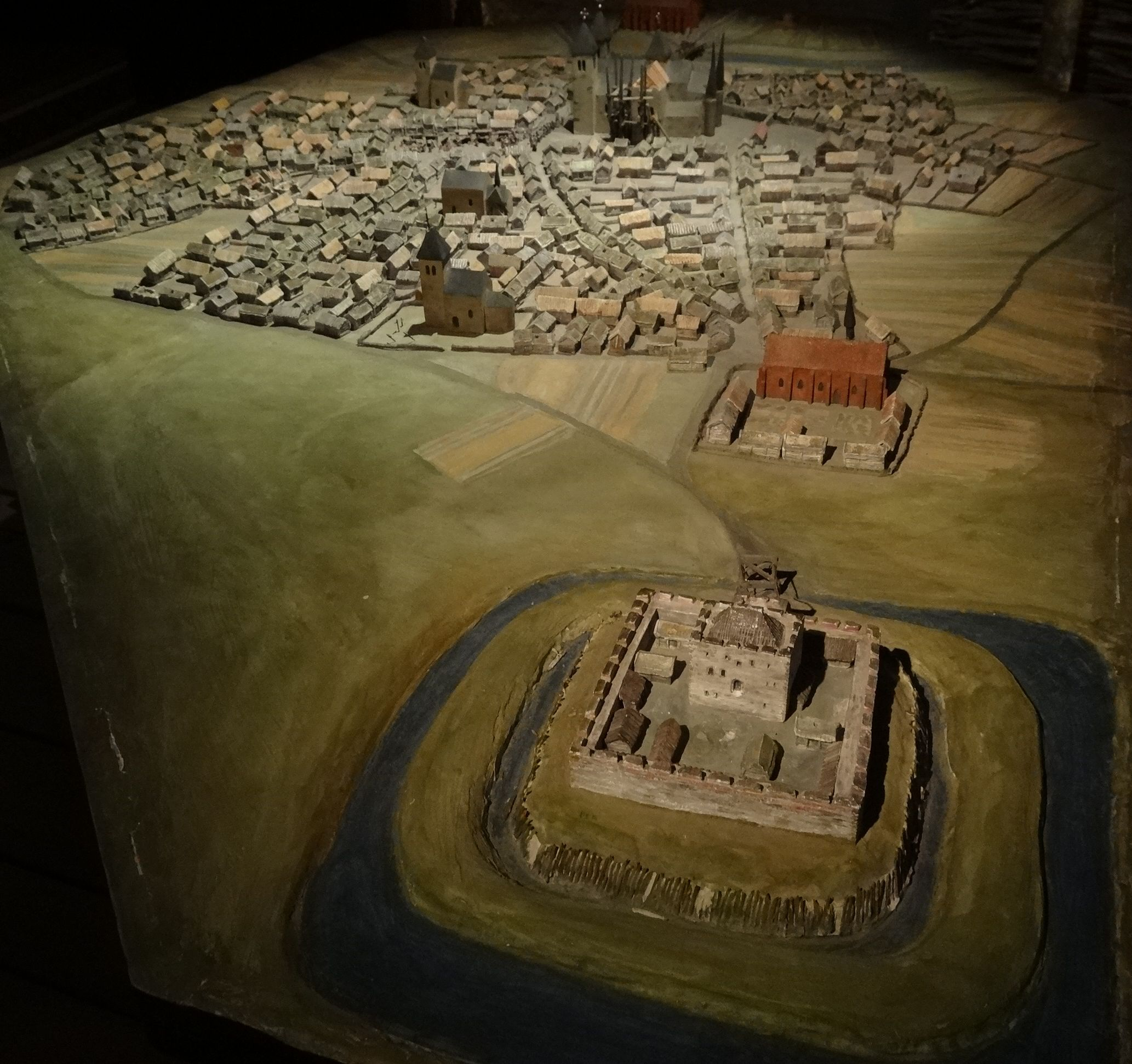
Modell av 1200-talets Skara. I förgrunden ligger borgen Gälakvist. Västergötlands museum.

### De äldsta städerna
De tidigaste arkeologiska fynden av Skaras stadsbebyggelse dateras till tiohundratalets mitt, och är samtida med de äldsta kyrkliga aktiviteterna i staden. Skara blev redan från början Västergötlands kyrkliga centrum, och utgjorde en naturlig knutpunkt där flera landsvägar strålade samman.
De mest framkomliga vägarna söderifrån in i Västergötland under tidig medeltid var längs Viskans dalgång från hallandskusten in till de centrala delarna av landskapet. På motsvarande sätt utnyttjades Ätrans dalgång från kusten in till trakten av Falköping. Via Göta älv kunde sjöfarande färdas med båt fram till forsarna vid Lilla Edet.
Något nedströms i älven kunde resande följa Ljudaån österut mot Skara, och där uppstod omlastningsplatsen Lödöse. De äldsta spåren av bebyggelse från staden vid Göta älv dateras till sent 1000-tal, och har då karaktär av kungsgård. Spår av myntning finns från mitten av 1100-talet.  Under senare delen av 1200-talet hade både Skara och Lödöse flera kyrkor och minst ett kloster, hospital och kunglig borganläggning. Lödöse började nu bli en internationell handelsplats och "porten mot väster" för stora delar av Västergötland.

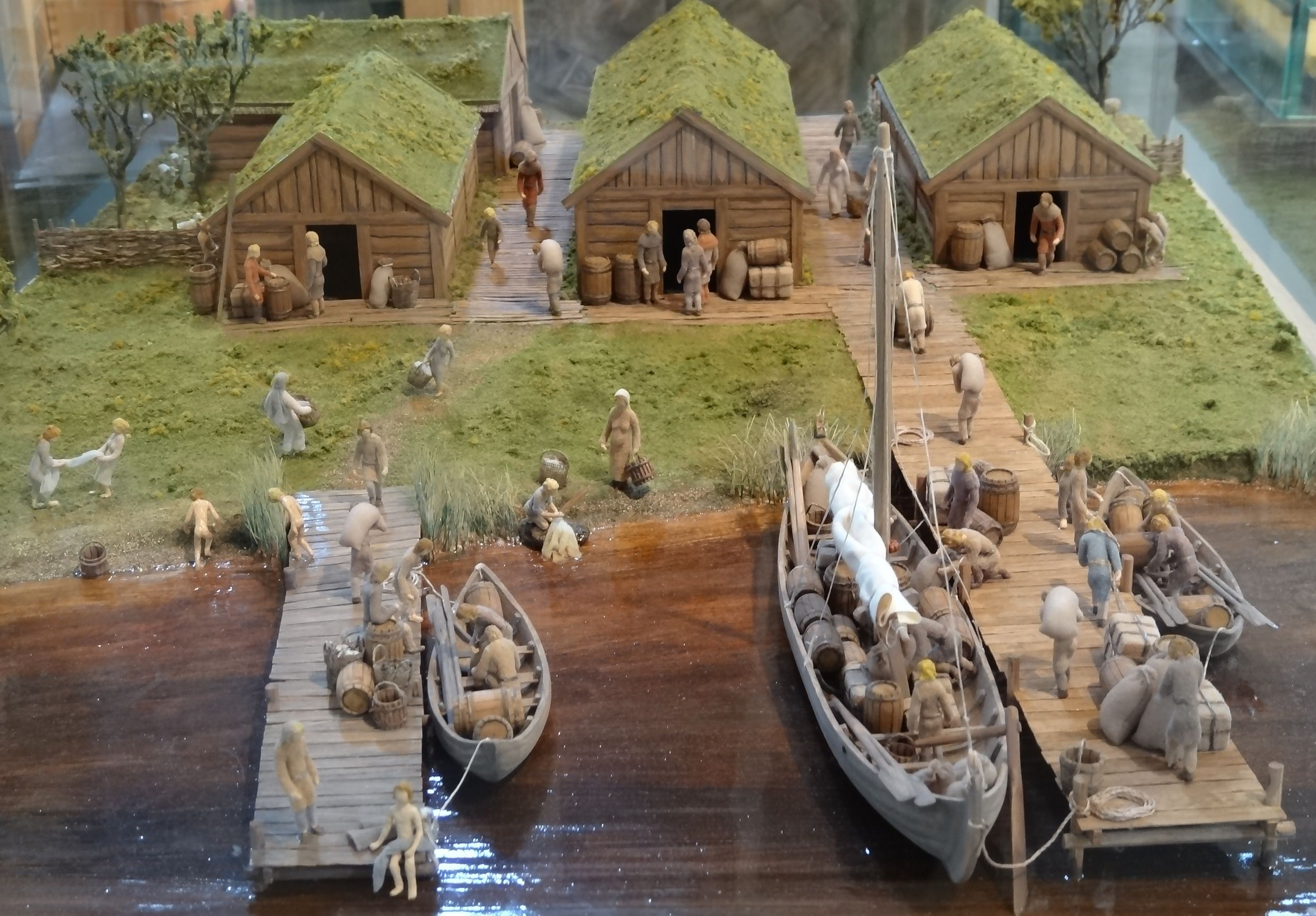
Modell av omlastningsplatsen Lödöse cirka år 1100.
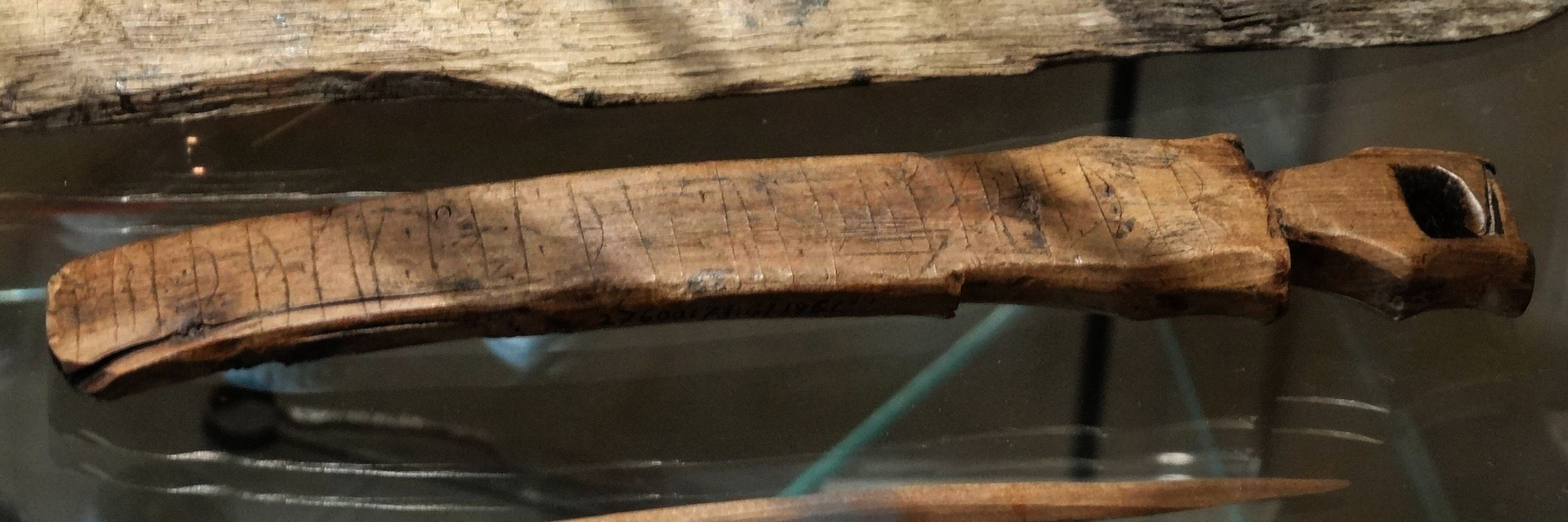
Ett av de äldsta upphittade träföremålen i Lödöse är denna skälkniv till en bandvävstol från 1000-talets slut. En kärlekshälsning är inristad med runor: Tänk du på mig, jag tänker på dig. Älska du mig, jag älskar dig.

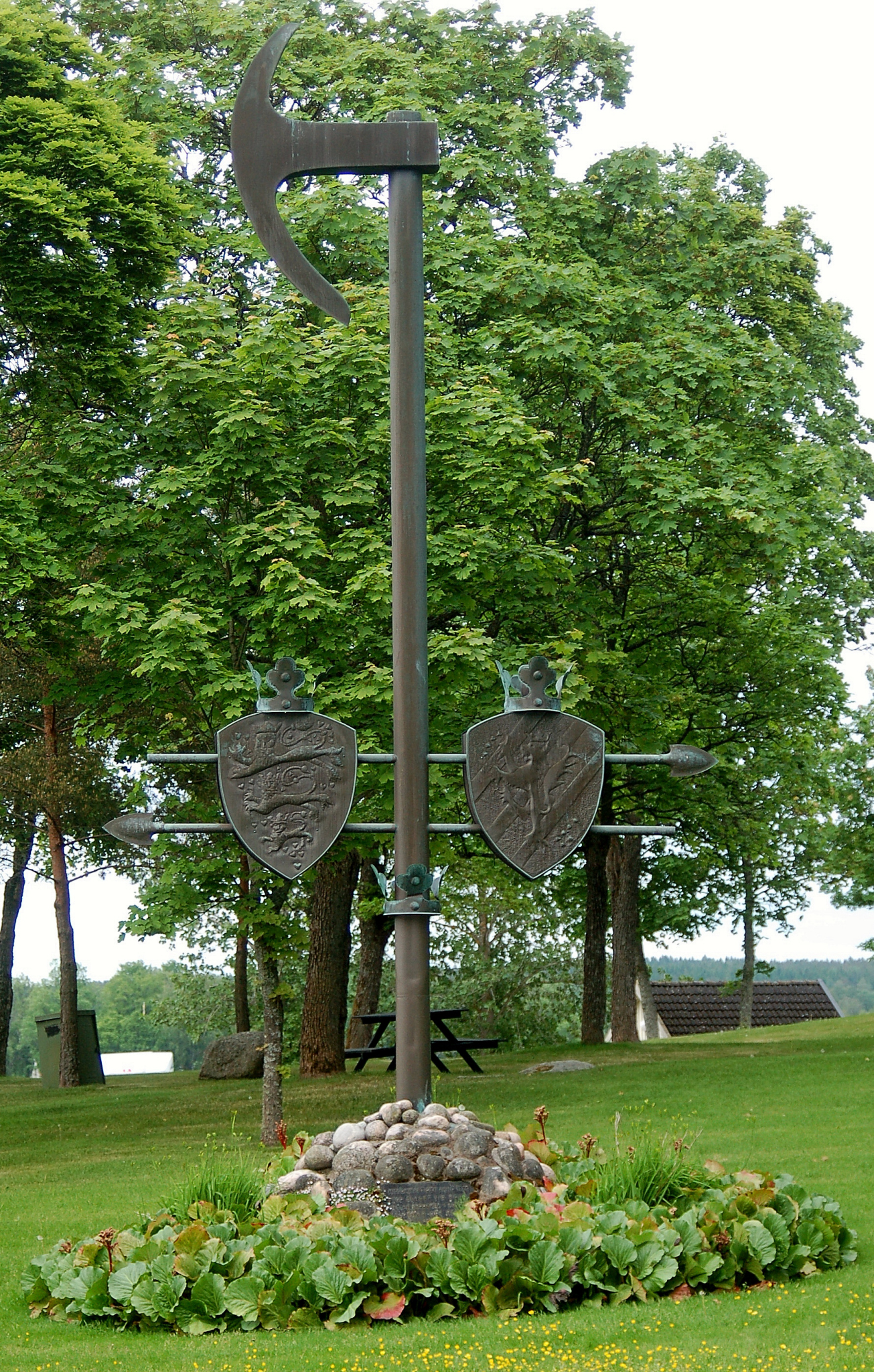
Minnesmärke över slaget vid Hova år 1275.

### Inbördeskrig
I inbördeskriget mellan de Sverkerska och Erikska ätterna utkämpades strider vid Älgarås nära gränsen mot Närke år 1205, vid Lena år 1208 och den omdebatterade platsen Gestilren år 1210. Vid inbördeskriget mellan Birger jarls söner, kung Valdemar och dennes yngre bröder Magnus och Erik, stod ett slag vid Hova år 1275. Valdemars bondearmé besegrades där av Magnus och Eriks värvade danska och tyska ryttare. På grund av oenighet om betalningen för den tidigare hjälpen till Magnus genomförde den danske kungen Erik Klipping ett fälttåg genom Småland och Västergötland år 1277, men danskarna besegrades av svenska ryttare i slaget vid Ettak nära nuvarande Tidaholm.
I samband med striderna efter Håtunaleken i inbördeskriget mellan kung Birger och hans bröder hertigarna Erik och Valdemar, drabbades Västergötland upprepade gånger under åren 1304–1310 av plundrande arméer. Hertigarnas trupper brände Lödöse 1304, och vintern 1307 möttes de stridande arméerna vid Bogesund. Vid upproret efter Nyköpings gästabud besegrade kung Birger en hertigtrogen armé vid Karlebylånga i mars 1318. Senare under 1300-talet stod ett avgörande slag mellan drottning Margareta och kung Albrekt av Mecklenburg vid Åsle, öster om Falköping den 24 februari 1389.

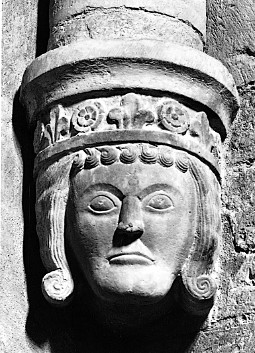
Konsolhuvud, identifierat som Birger jarl, i Varnhems klosterkyrka där han också är begravd.
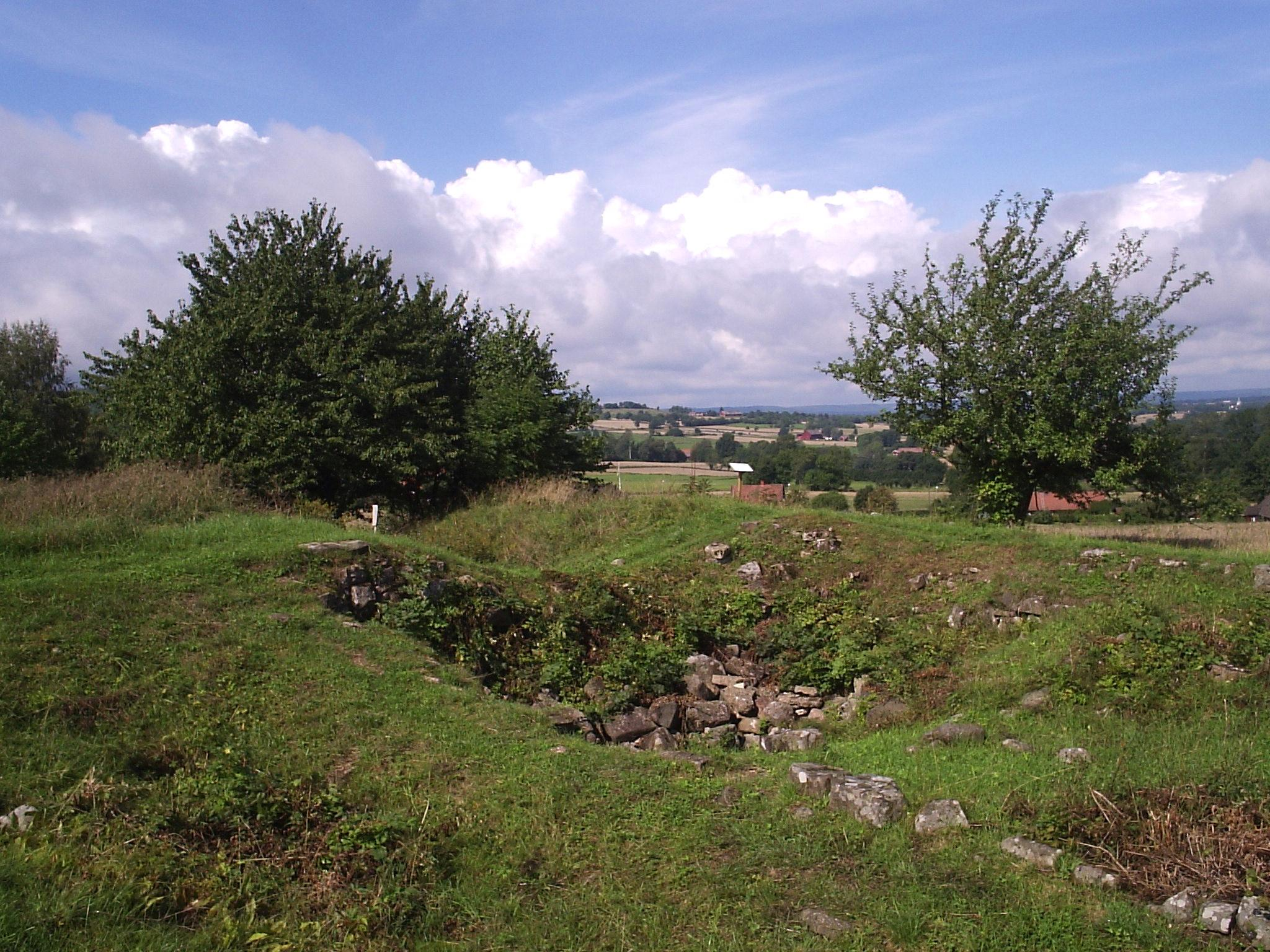
Utsikt från ruinerna av Lenaborg i Tidaholms kommun, byggd som kunglig bostad i mitten av 1200-talet.
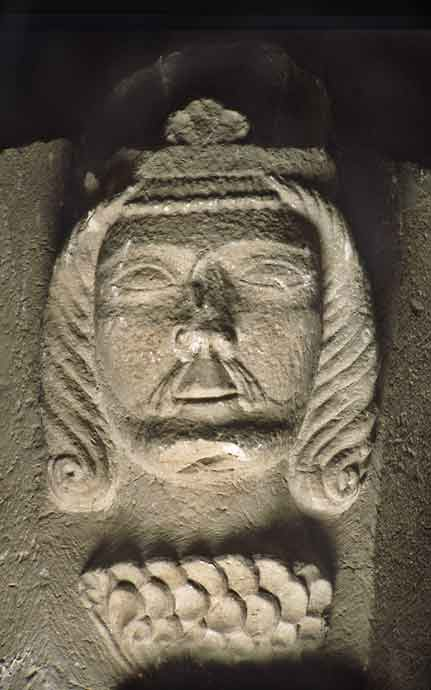
Konsolhuvud i Skara domkyrka identifierat som hertig Magnus Birgersson, senare mera känd som kung Magnus Ladulås.
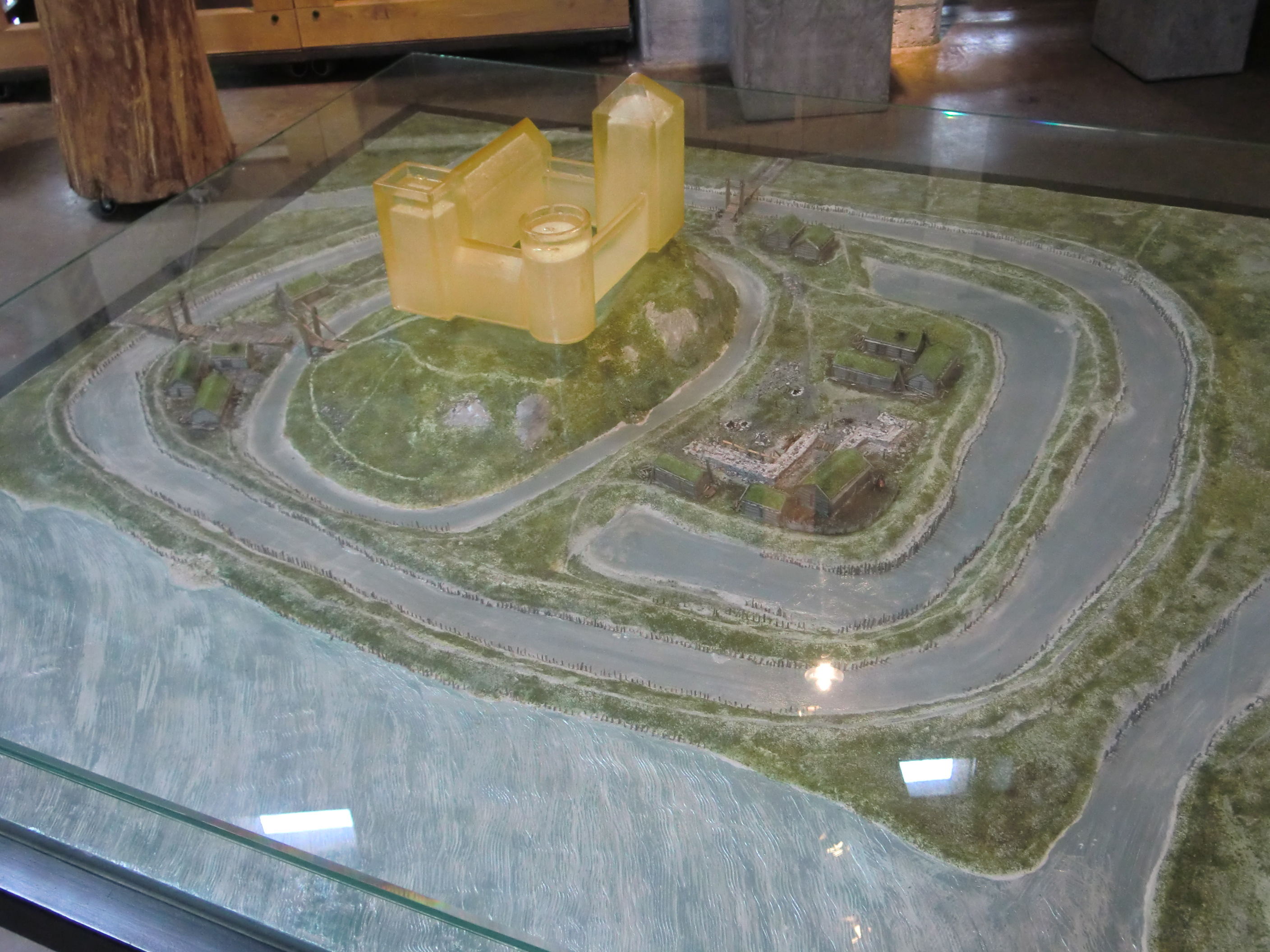
Riksborgen Lödösehus vid Göta älv, med sitt delvis tredubbla vallgravsystem. Modell på Lödöse museum.
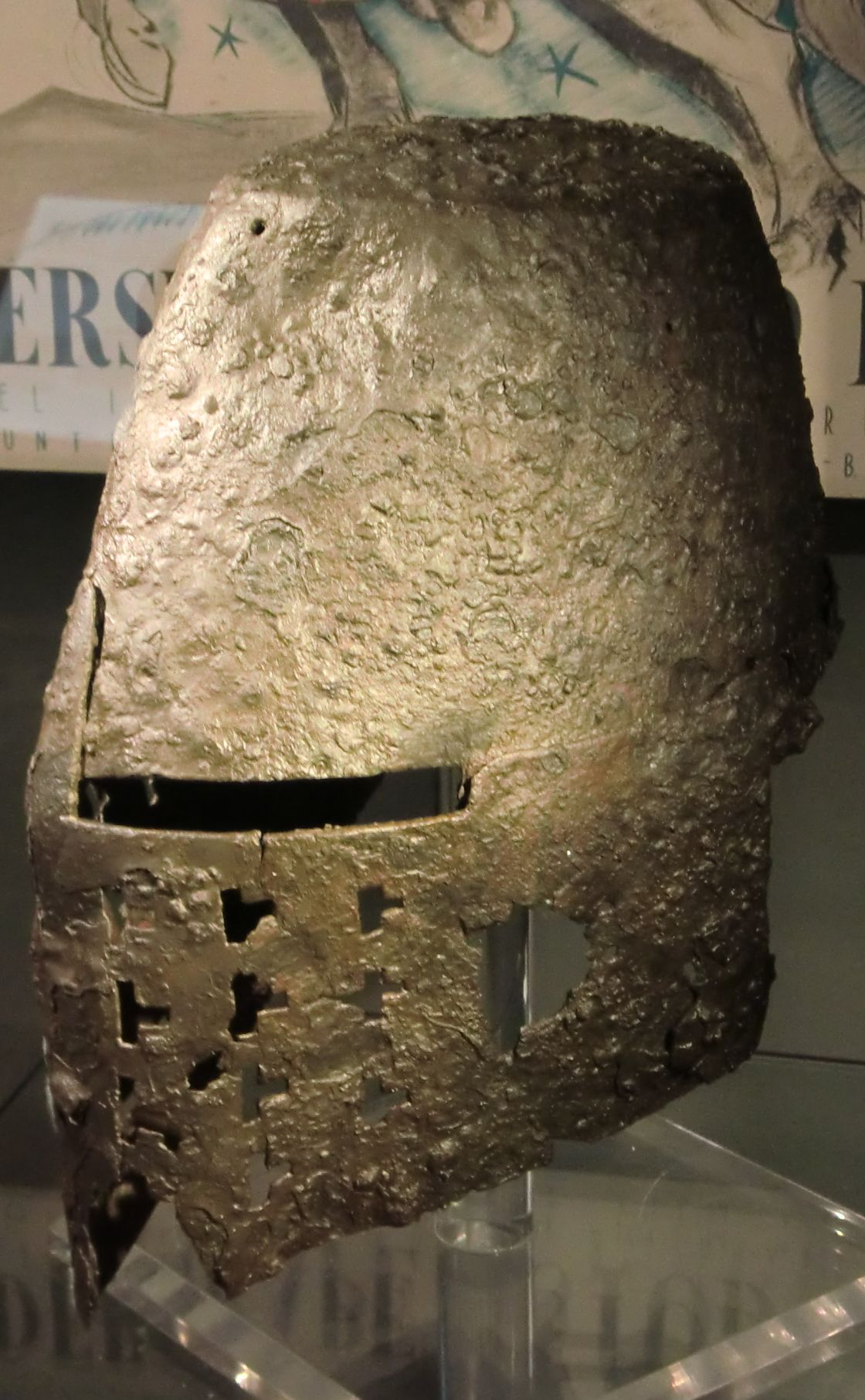
Aranäshjälmen, en tunnhjälm från cirka år 1300, funnen vid borgen Aranäs i Götene kommun. Utställd på SHM i Stockholm.
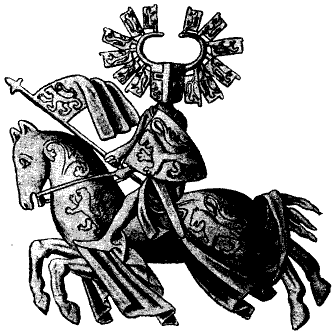
Med folkungalejonet på skölden rider hertig Erik Magnusson på sitt sigill. Hertigen styrde över ett eget västsvenskt rike, med bland annat Västergötland, Dalsland och Värmland mellan år 1310-1317.
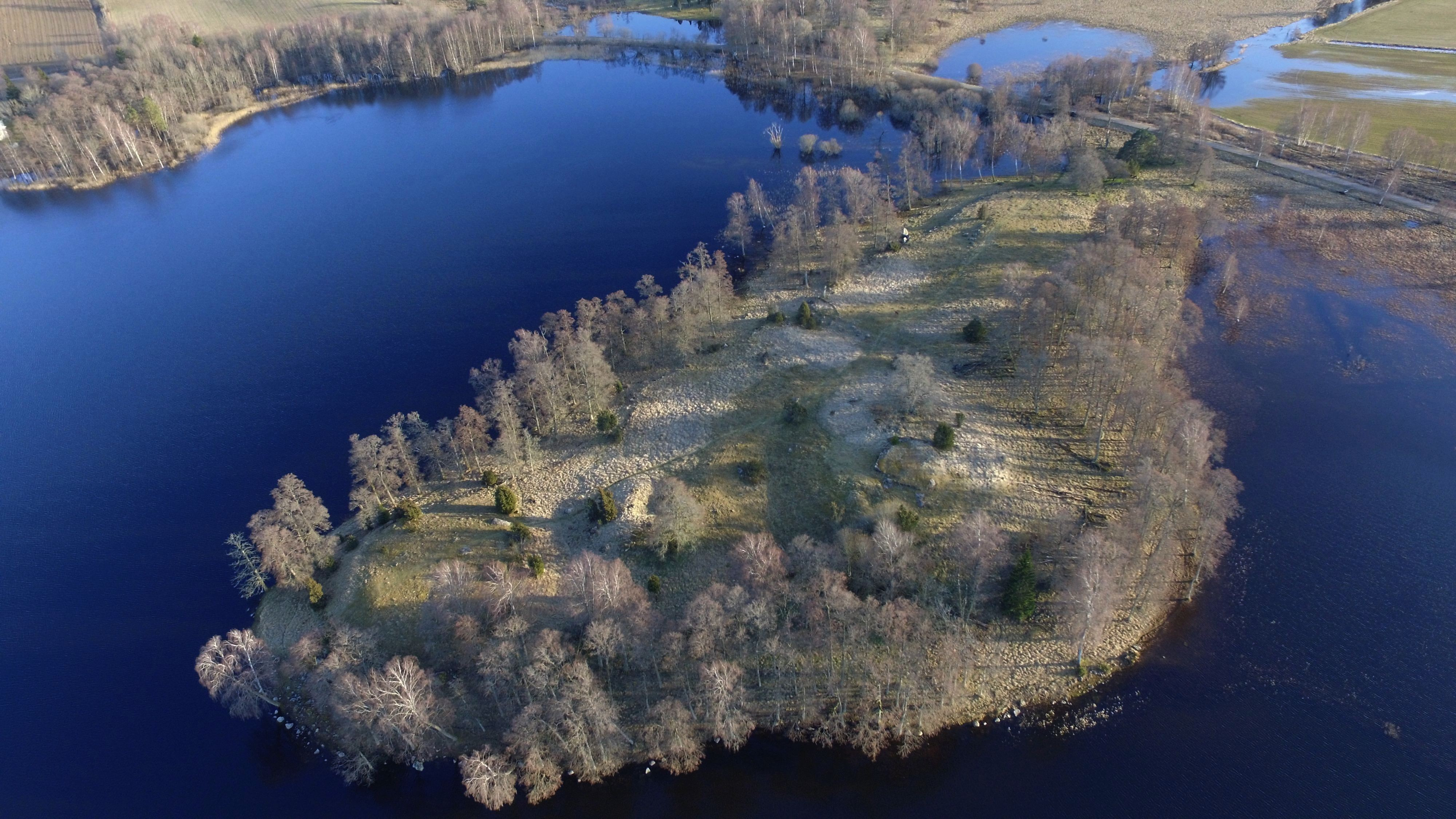
Ruinerna av Vädersholm i sjön Mogden väster om Ulricehamn. Borgen belägrades av drottning Margaretas trupper 1388-1389 i samband med kriget mot Albrekt av Mecklenburg.

## Sen medeltid

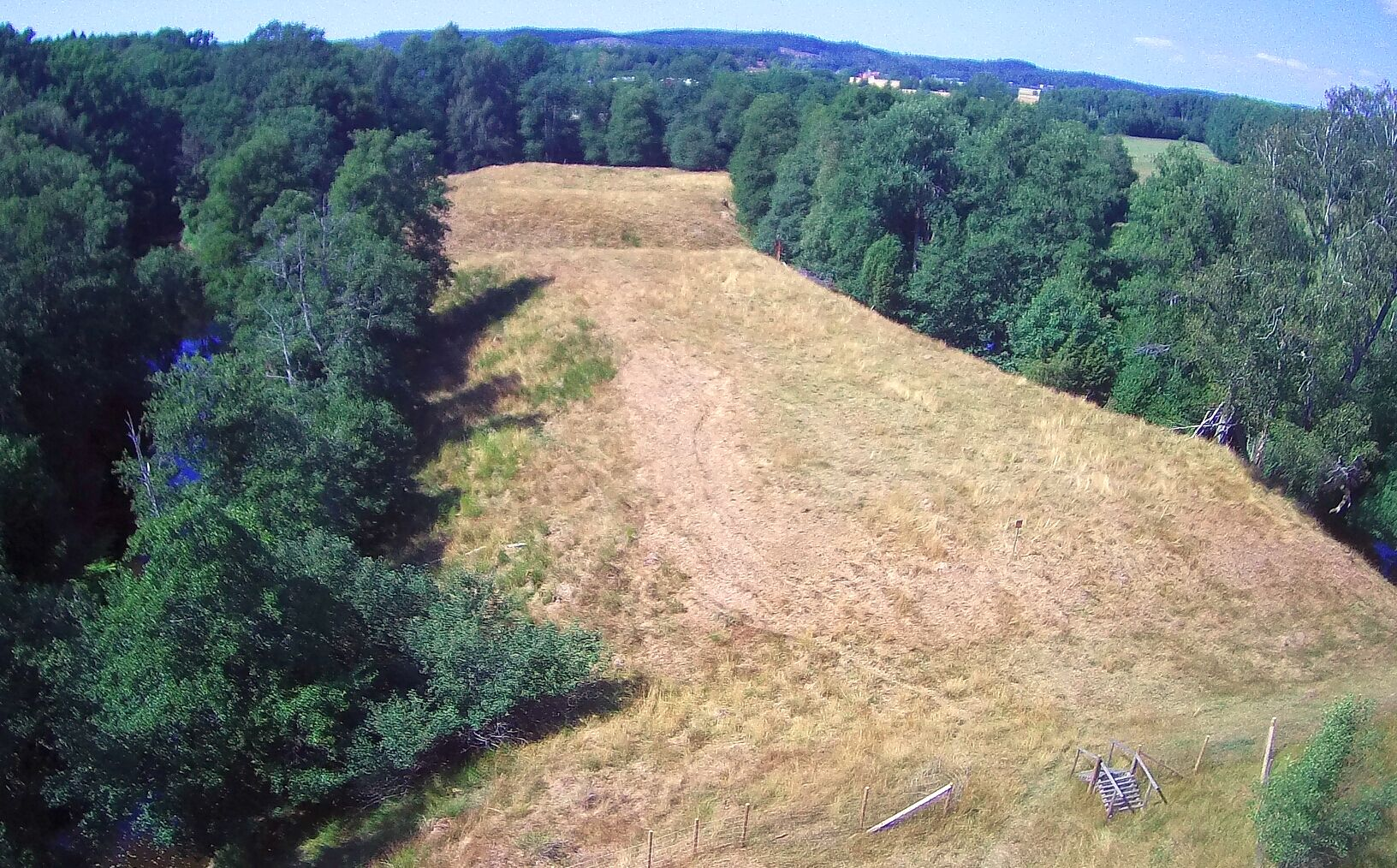
Stynaborg vid Säveån i utkanten av Alingsås nämns sista gången 1423. Utgrävningsfynd visar att borgen varit byggd av trä och brunnit. En tolkning är att borgen bränts ner under Engelbrektsupproret.

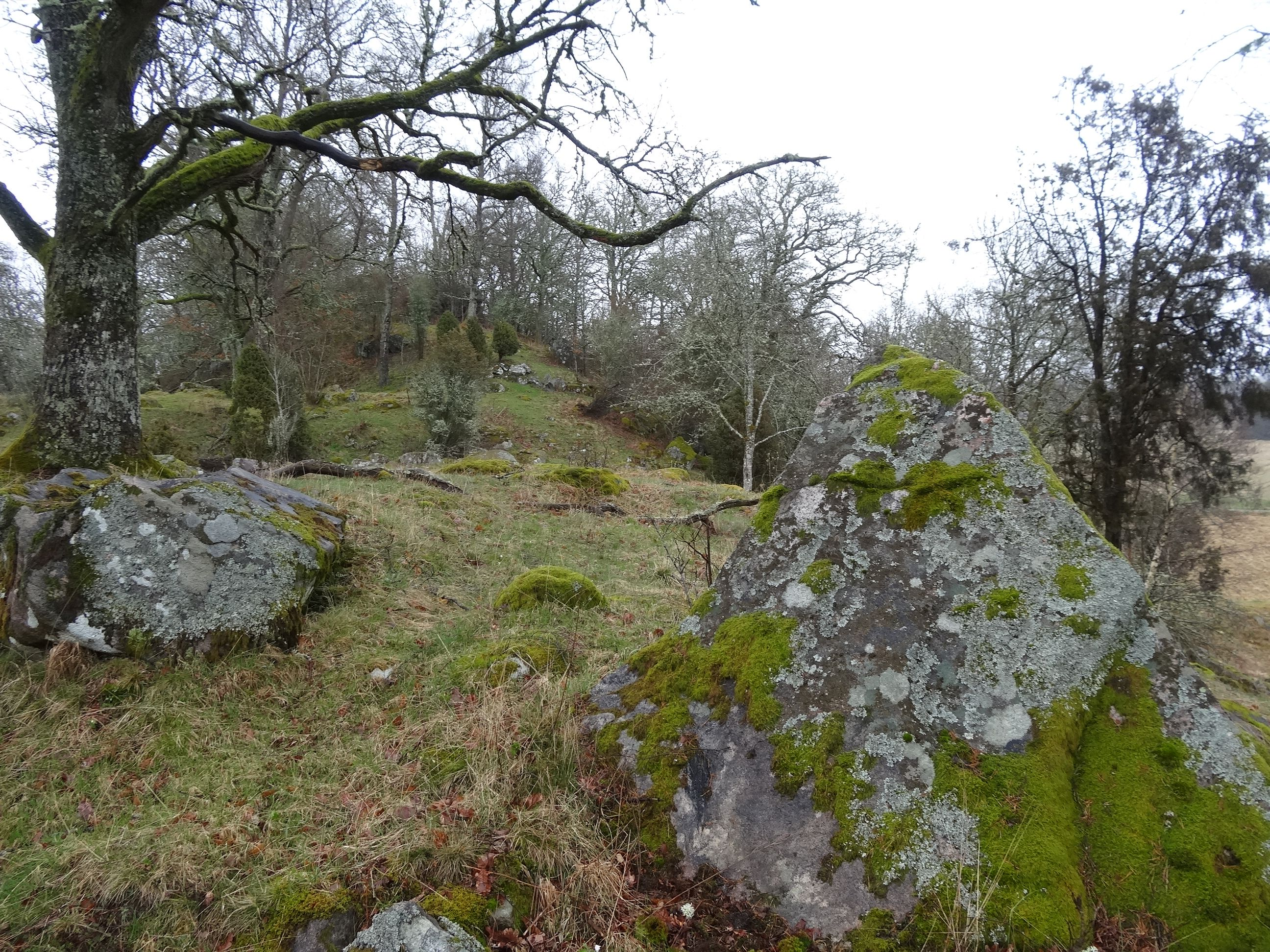
På det 30 meter höga och branta Husberget norr om Limmared ligger resterna av borgen Opensten. Fogden, som hade Kinds och Mo härad som slottslän, fick hastigt lämna borgen innan den förstördes av Engelbrekts bönder år 1434.

### Bondeuppbåd och unionsstrider
Under Engelbrektsupproret 1434–1436 erövrades och förstördes flertalet fogdeborgar i Västergötland av bondeuppbåd under ledning av Engelbrekt Engelbrektsson. Under det första upproret år 1434 intogs och brändes bland annat Opensten och Öresten i södra delen av landskapet, Amneholm norr om Gullspång, och troligen också Ekholm i Trollhättans kommun och Stynaborg vid Alingsås. Ytterligare ett uppror lett av Engelbrekt bröt ut 1436, och ledde till att Älvsborg och Axevalla hus överlämnades till upprorsmännen utan att förstöras. I samband med kriget mellan danske kungen Kristian I, som ville återupprätta Kalmarunionen, och svenske Karl Knutsson Bonde utkämpades strider upprepade gånger i Västergötland mellan åren 1452 och 1470.

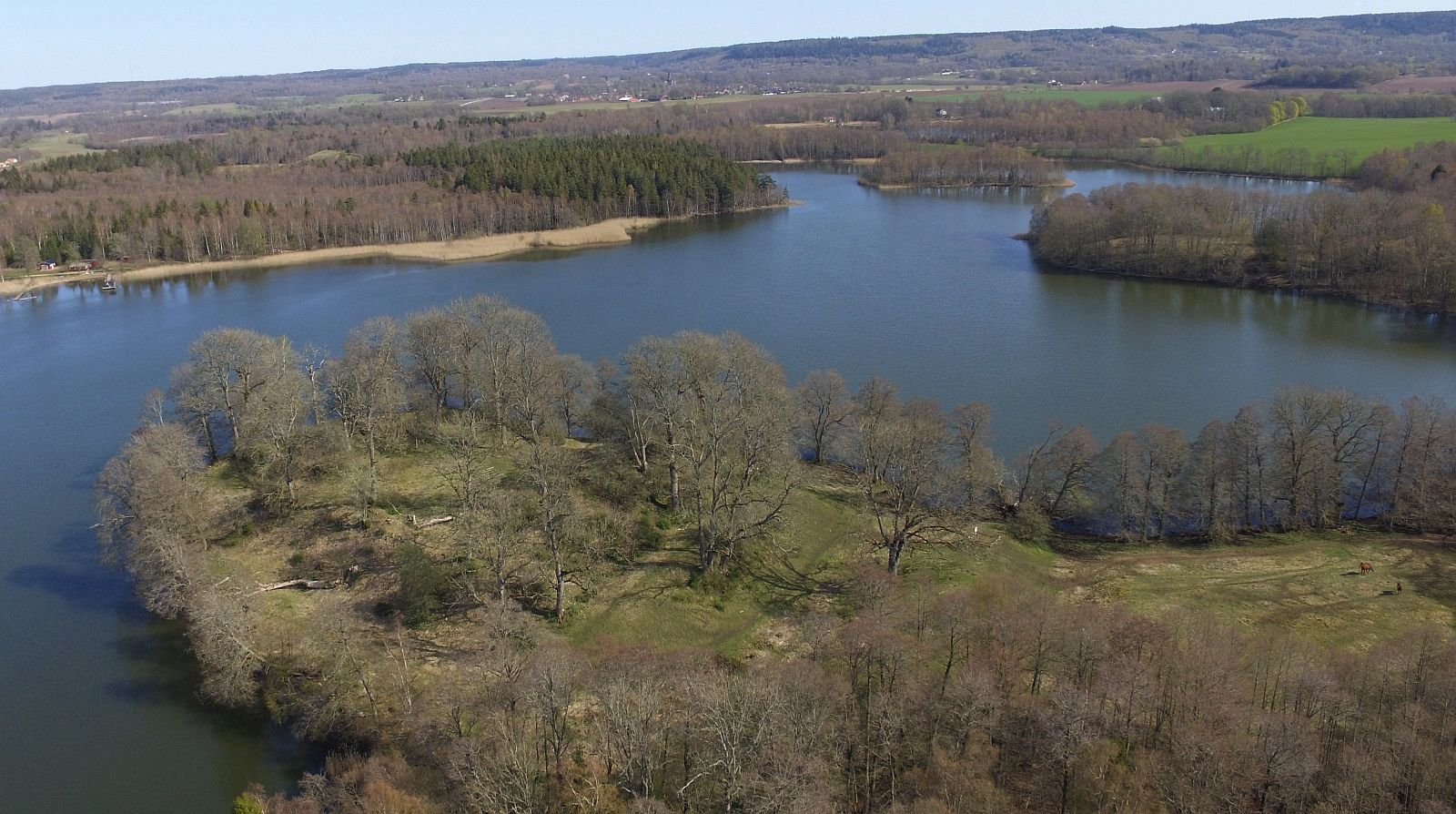
Flera numera torra vallgravar utgjorde en del av försvaret till borgen Axevalla hus, på en udde av Husgärdessjön cirka en mil öster om Skara. Vid foten av Billingen tre kilometer bort skymtar Varnhems klosterkyrka.

#### Tord Bonde och Karlskrönikan
Lödöse erövrades av danskarna 1452, och enligt Karlskrönikan fortsatte Kristian därefter in i Västergötland. 
Under ledning av riddaren Tord Bonde återtog en grupp svenska soldater Lödöse från de kvarvarande danskarna genom en överraskningsmanöver. Bland krigsbytet hittades brev från svenska överlöpare, bland annat från hövitsman Ture Turesson (Bielke) på Axevalla, som enligt breven ville överlämna sin borg till Danmark. Tord red snabbt tillsammans med 30 av sina män till Axevalla, och man tog sig in i borgen i smågrupper för att inte väcka misstankar. Vid en efterföljande gemensam måltid berättade Tord för middagsgästerna om händelserna i Lödöse, och konfronterade sin värd Ture angående de upphittade breven. Under det efterföljande tumultet övermannades Ture och borgens besättning av Tord och hans soldater. Som belöning för sina insatser blev Tord Bonde utnämnd av kungen till ny hövitsman på Axevalla hus och "över allt Västergötland" enligt Karlskrönikan, samt dessutom till marsk.
År 1469 stod ett slag mellan svenskar och danskar vid Bjerkelunda nära Herrljunga. En stark västgötsk bondehär intog den 30 juni samma år det vid den tiden av danskarna hållna Axevalla, och förstörde slottet för alltid.
| ”                    | Dagen efter apostlarna Petri och Pauli dag, samlades bönderna i Västergötland i stark skara vid Axevalla slott och stack det i brand och övervann det över huvudet på dem som var där och dödade nästan alla, och slottet förstörde de i grunden. | „ |
| – Ur Vadstenadiariet | |   |

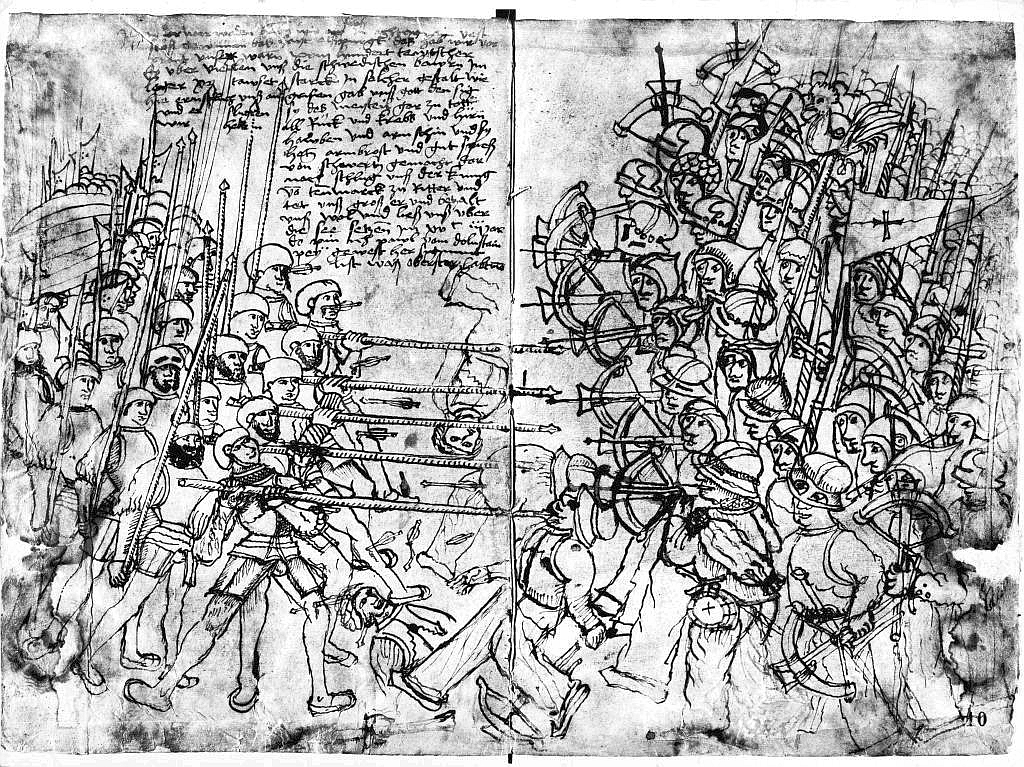
Strider utanför Älvsborgs slott 1502 mellan ett västsvenskt bondeuppbåd till höger, och tyska landsknektar till vänster. Teckningen är gjord av det tyska ögonvittnet Paul Dolnstein.

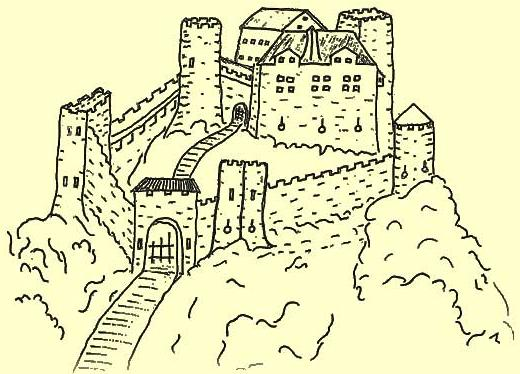
Örestens fästning nära Skene efter samtida teckning gjord i samband med belägring av fästningen 1502.

I slutet av februari 1470 stod ett slag vid Örestens fästning i Marks härad mellan Sten Sture den äldre och Kristian I. Danskarna besegrades och en tysk källa, lybska krönikan, anger de danska förlusterna till 500 man. Bland de stupade fanns Erik Nipertz, danskarnas hövitsman på Älvsborgs slott.
På grund av högt skattetryck och missnöje med överheten, bland annat gällande ett förbud att handla över gränsen till Danmark, utbröt bondeuppror i Marks härad år 1483; ett uppror som slutligen slogs ner av riksföreståndaren Sten Sture tre år senare. De inblandade ledarna för bönderna avrättades.
I samband med avsättningskriget mot kung Hans 1502 intogs och brändes Nya Lödöse, Älvsborg och Öresten av en dansk armé bestående av många tyska legosoldater. År 1511 anföll danske kungen Hans in i Västergötland, belägrade Läckö slott och krävde Skara på brandskatt.   År 1519 härjade danska trupper under befäl av Kristian II återigen i Västergötland i samband med Sten Sture den yngres krig mot Danmark. I januari 1520 kom ett nytt danskt angrepp från Halland via Ätrastigen, och i ett försök att hindra danskarna stod ett slag på sjön Åsunden vid Bogesund, nuvarande Ulricehamn, där Sten Sture blev dödligt sårad.

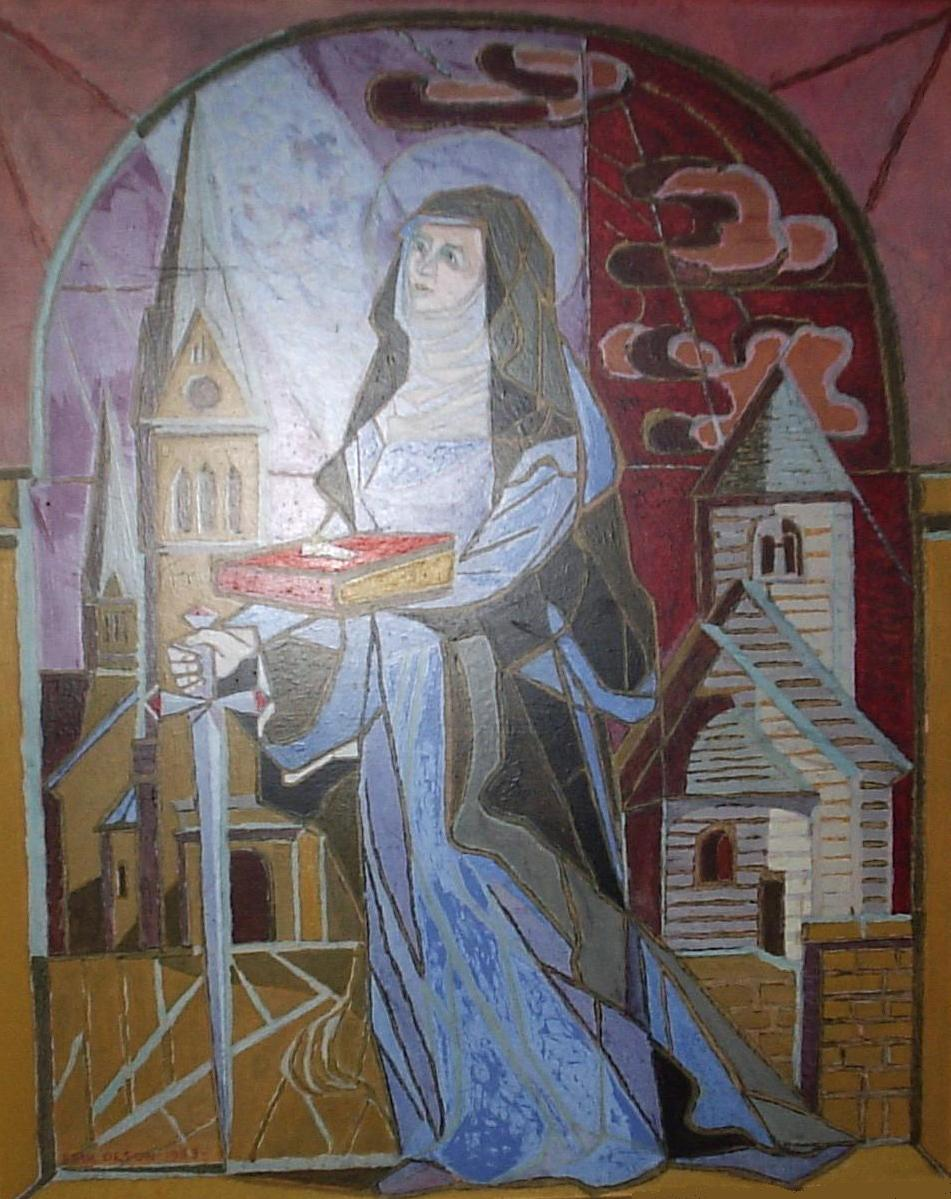
Västergötlands skyddshelgon S:a Elin i Skövde kyrka.

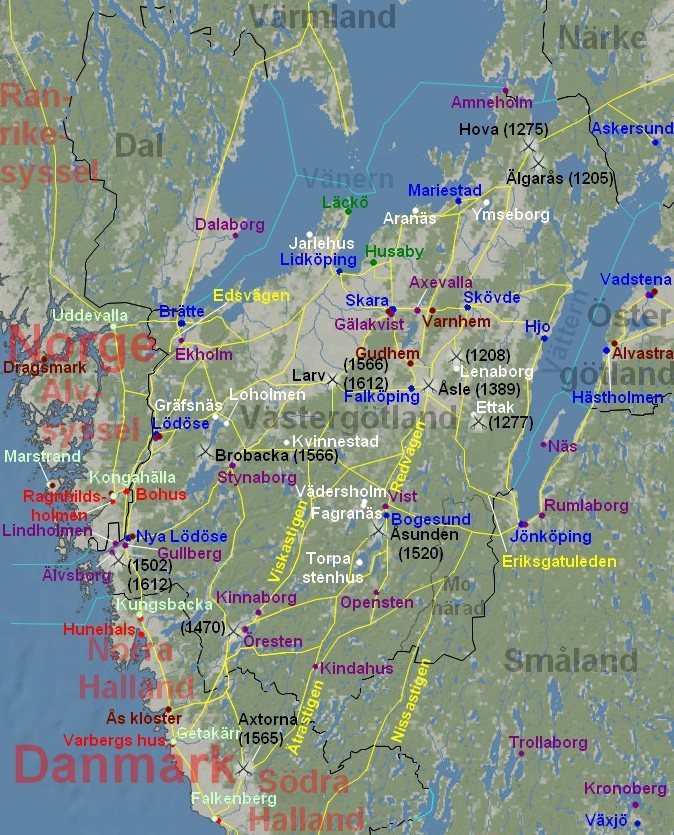
Karta över medeltida Västergötland (1200–1612). Alla borgar och städer på kartan existerade inte samtidigt. Lila: Svenska riksborgar. Vitt: Svenska privatborgar (i urval) Blått: Svenska städer. Rött: Norska och danska borgar. Ljusgrönt: Norska och danska städer. Grönt: Biskopsborgar (i urval). Brunt: Kloster. Svart: Stridsplats (med årtal). Gult: Vägar

### Senmedeltida städer och verksamheter
Sedan danskarna bränt Lödöse 1455, och passagetull införts vid fästningen Bohus nedströms i Göta älv, flyttades staden närmare älvens mynning år 1471, och blev Nya Lödöse beläget i nuvarande Gamlestaden i Göteborg. Falköping och Skövde var lokala centralorter som under medeltiden växte i samband med marknader och religiösa festligheter i anknytning till städernas helgon. I Falköping var det S:t Olof och i Skövde S:a Helena. Elin, eller Helena, levde i Västergötland på 1100-talet, och har rollen som landskapets skyddshelgon. Hon firas med Elinsmässan den 31 juli. Falköping nämns som stad första gången 1441, och Skövde har också vuxit fram som stad under 1400-talet. Både Falköping och Skövde nämns som kyrkliga orter redan i biskop Brynolfs stadga år 1281.
Lidköping och Hjo har vuxit fram som sjöstäder. Lidköping nämns första gången 1446 och var ännu vid mitten av 1500-talet den enda staden vid Vänern. Hjo nämns som stad 1413, men hade även tidigare spelat en roll för trafiken över Vättern, framför allt till Hästholmen och Alvastra kloster. År 1414 skänkte fru Cecilia Jonsdotter Roos "...en kvarn som kallas Forsvik.." till Vadstena kloster. Verksamheten i Forsvik utökades av klostret med Sveriges första i skrift belagda sågverk, och en hammarsmedja. 
År 1413 nämns Trollhetta Qvarn som en verksamhet på slottet Ekholms mark vid Trollhättefallen. Kvarnar nämns vid samma tid på flera platser i området, bland annat i Fors och Rommele socknar, och redan på 1300-talet i närliggande Sjuntorp.
Bogesund, från 1741 Ulricehamn, har ett bevarat stadssigill från 1471. Troligen har staden vuxit fram under medeltiden som en handelsplats vid handelsvägen utefter Ätran, den så kallade Redvägen. Gustav Vasa beordrade stadens borgare att flytta till andra städer 1535, för att hindra gränshandeln med Danmark.

## Vasatid

### Handel

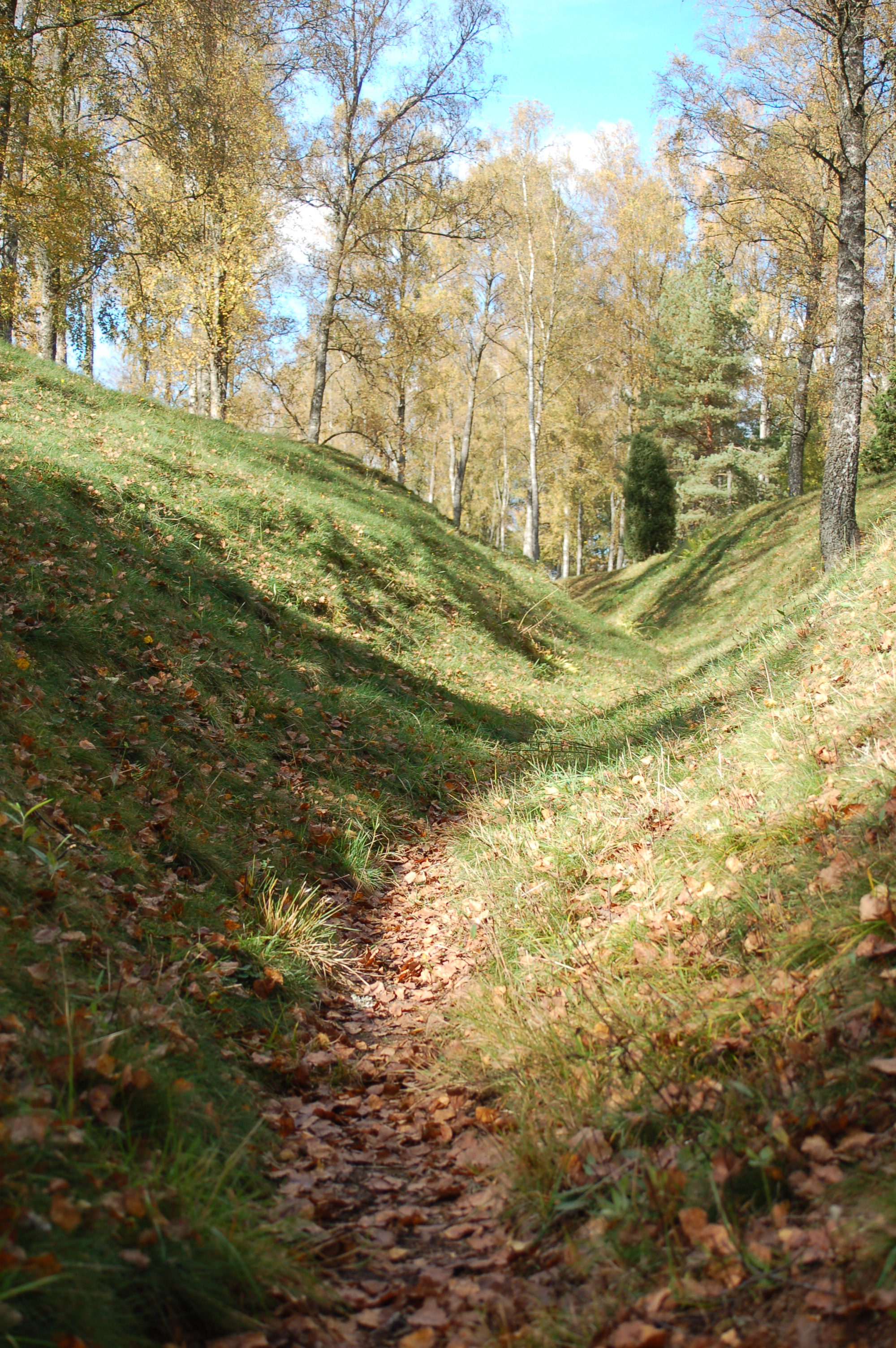
I sandbankarna vid ett tidigare vadställe över Ätran i Timmele norr om Ulricehamn, kan hålvägarna vara över 4 meter djupa.

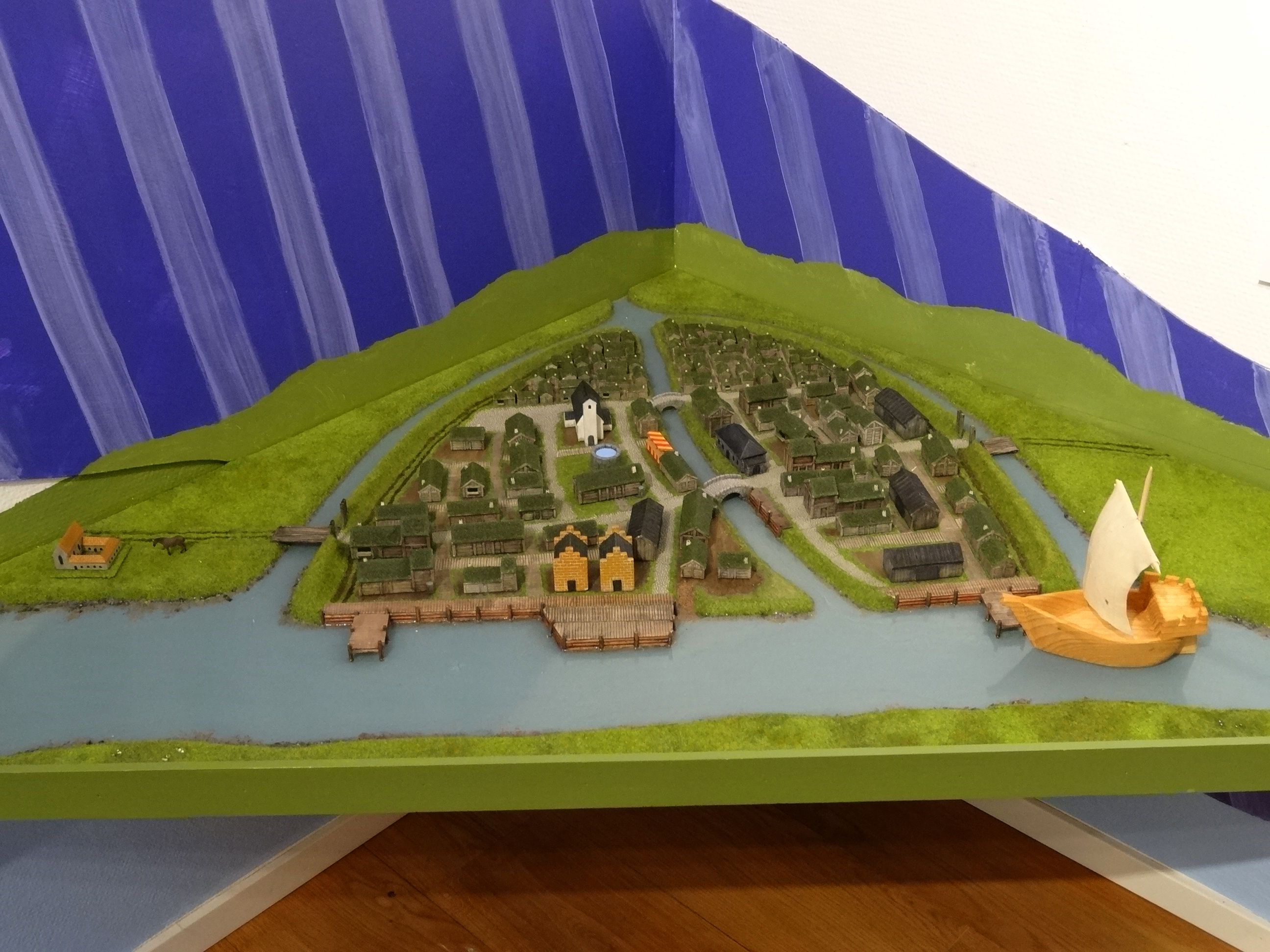
Lekmodell av Nya Lödöse vid Säveån, med sin låga stadsvall. Den flyttade staden låg bättre till för handel med större delen av Västergötland, men dåliga grundförhållanden gjorde den svår att försvara.

I slutet av medeltiden var handeln med oxar och hästar från södra Västergötland stor, främst till det danska Halland, men också till Bergslagen. När boskapshjordarna drevs fram behövde de medföljande bönderna betala för kost, logi och foder, och detta gjordes ofta med hemmatillverkade föremål som till exempel svarvade träföremål, ullsaxar och tyger. Dessa föremål kunde också säljas vid slutmålet i utbyte mot salt, spannmål och sill i Halland eller mot järn för hemmasmide i Bergslagen. Motsvarande handel pågick från Göta älvdal till Bohuslän. På ridstigarna längs Viskan och Ätran fraktades också timmer, smör, honung, vax, talg, hudar och skinn.
Sommaren 1524 utfärdade Gustav Vasa förbud för bönderna att sälja andra varor än de som kom från den egna gården. Att sälja andra produkter, så kallade "landsköp", fick bara ske i städerna. Orsaken till beslutet var att kungen ville ha kontroll över handeln, och kunna driva in tull och skatt på varorna. Dessutom ville kungen stärka handeln i svenska städer, och med hjälp av gränstullar hindra att varor fördes ur landet. Den ökande malmbrytningen i Bergslagen ledde till ett behov av oxar, både för reptillverkning av hudarna och som mat till gruvarbetarna. Gustav Vasa försökte därför tvinga bönderna i södra Västergötland att föra sina oxar norrut, bland annat till Askersund. Detta orsakade missnöje bland västgötabönderna, eftersom de ville ha möjlighet att sälja till närmaste marknad eller bästa pris, även utomlands.

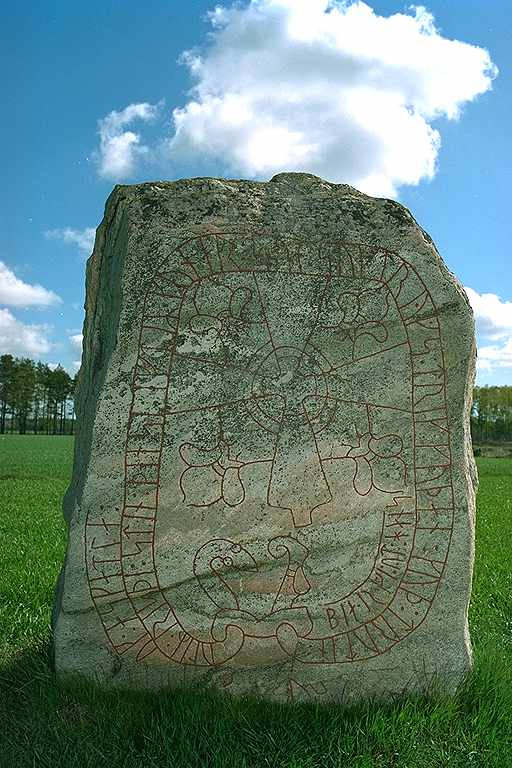
Enligt tradition användes denna runsten på Larvs hed, (Vg127), som talarstol av upproriska adelsmän under ett landsting i april 1529.

### Västgötaherrarnas uppror
På våren 1529 utbröt uppror mot Gustav Vasa i Västergötland och delar av Småland. Motivet var dels ett kyrkligt missnöje med övergången till den lutherska läran, dels de exportsvårigheter som uppstod i Västsverige, som en följd av att Gustav Vasa uppmuntrade handel med Nederländerna i stället för med den tyska Hansan, i synnerhet staden Lübeck. Bland ledarna för det västsvenska upproret fanns Västergötlands lagman Ture Jönsson (Tre Rosor), hövitsmannen på Älvsborg Måns Bryntesson (Lilliehöök) och skarabiskopen Magnus Haraldsson. Efter att Gustav Vasa ingått förlikning med Lübeck, och en överenskommelse i Broddetorp nära Falköping med bönderna, vilka fortfarande ville vara trogna kung Gustav, måste upprorsledarna fly. Måns Bryntesson avrättades, medan Ture Jönsson och Magnus Haraldsson lyckades fly till Danmark.

### Administration

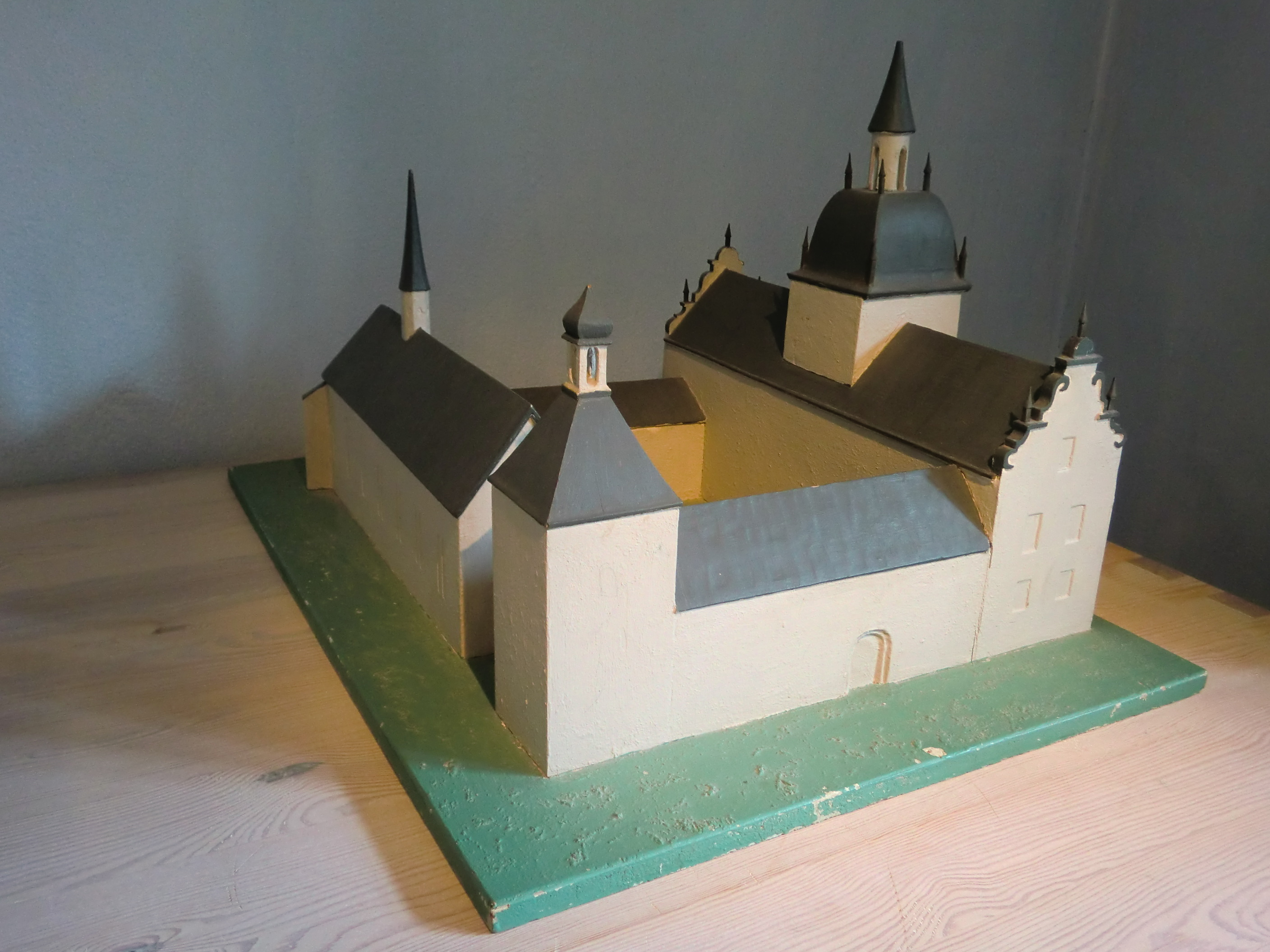
Modell av Skaraborgs slott på Västergötlands museum i Skara

Enligt Gustav Vasas stadga den 9 april 1540, blev Västergötland en militär, juridisk och kyrklig enhet som ståthållaredöme. Som ståthållare utsågs kungens svåger Gustaf Olofsson Stenbock. Från 1552 blev han kungens svärfar då Gustav Vasa utsåg hans 17-åriga dotter Katarina till sin tredje fru. Gustaf Olofsson Stenbock ägde bland annat Torpa stenhus, och utnämndes också till hövitsman på Älvsborgs slott. Ståthållaredömet varade bara några år, men återkom senare under olika perioder under 1500-talet och tidiga 1600-talet. Mellan åren 1573 och 1597 var Erik Gustafsson Stenbock, den tidigare ståthållarens son, också ståthållare i Västergötland innan han tvingades fly till Danmark för att undkomma hertig Karl. 
Som kungshus och förvaltningsbyggnad för den norra delen av landskapet användes efter ombyggnad det sedan reformationen övergivna dominikanerklostret Sankt Olof i Skara. Detta byggdes om till Skaraborgs slott, och var färdigbyggt 1585 men förstördes i samband med danskarnas anfall mot Västergötland redan 1612.

### Gräfsnäs slott och Torpa stenhus
Två sägenomspunna platser i Västergötland som har mycket starka kopplingar till 1500-talets högadel och kretsen kring Gustav Vasa, är Gräfsnäs slott och Torpa stenhus, även om båda platserna har en historia längre tillbaka i medeltiden.

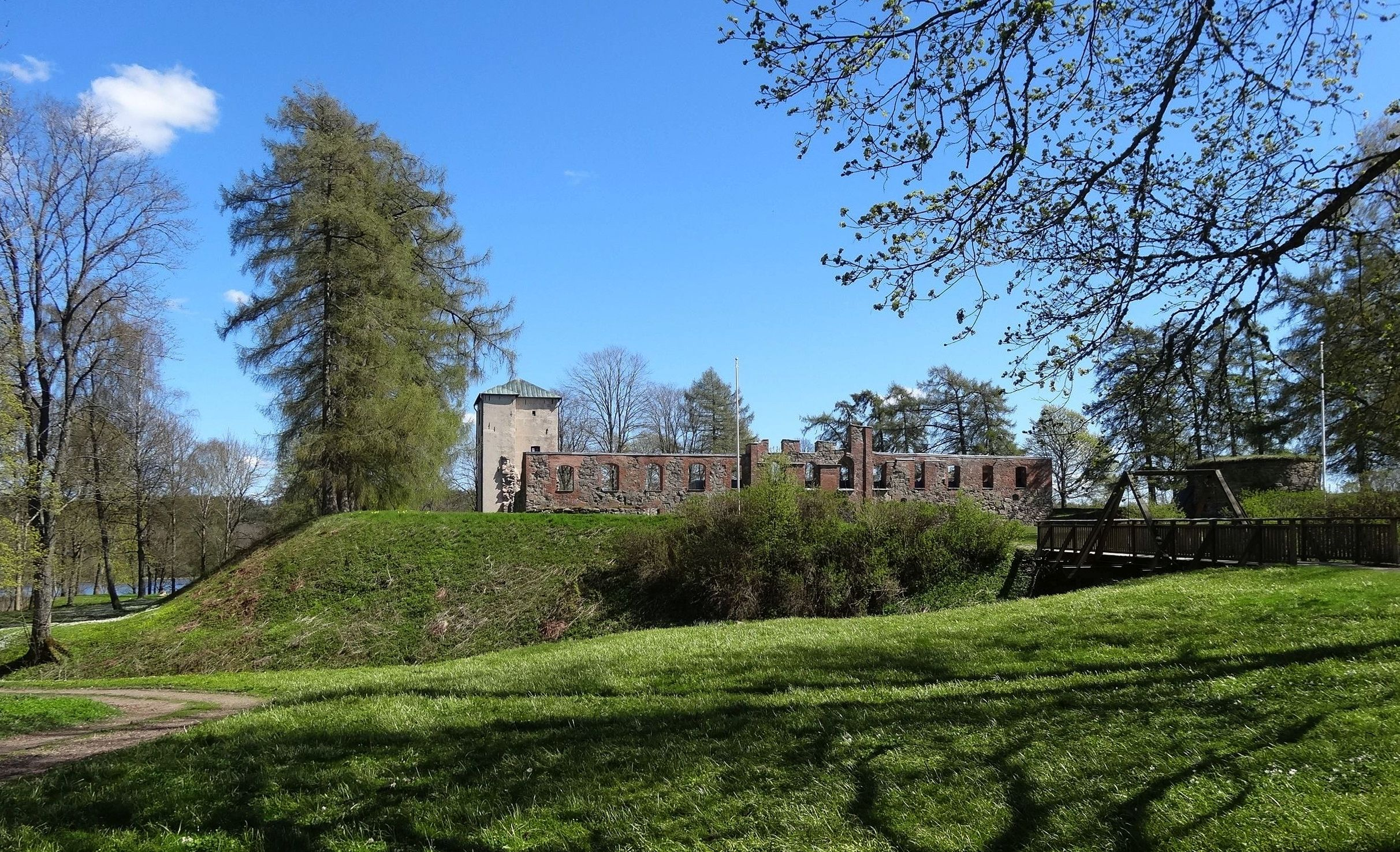
Gräfsnäs slottsruin omges bland annat av höga lärkträd.

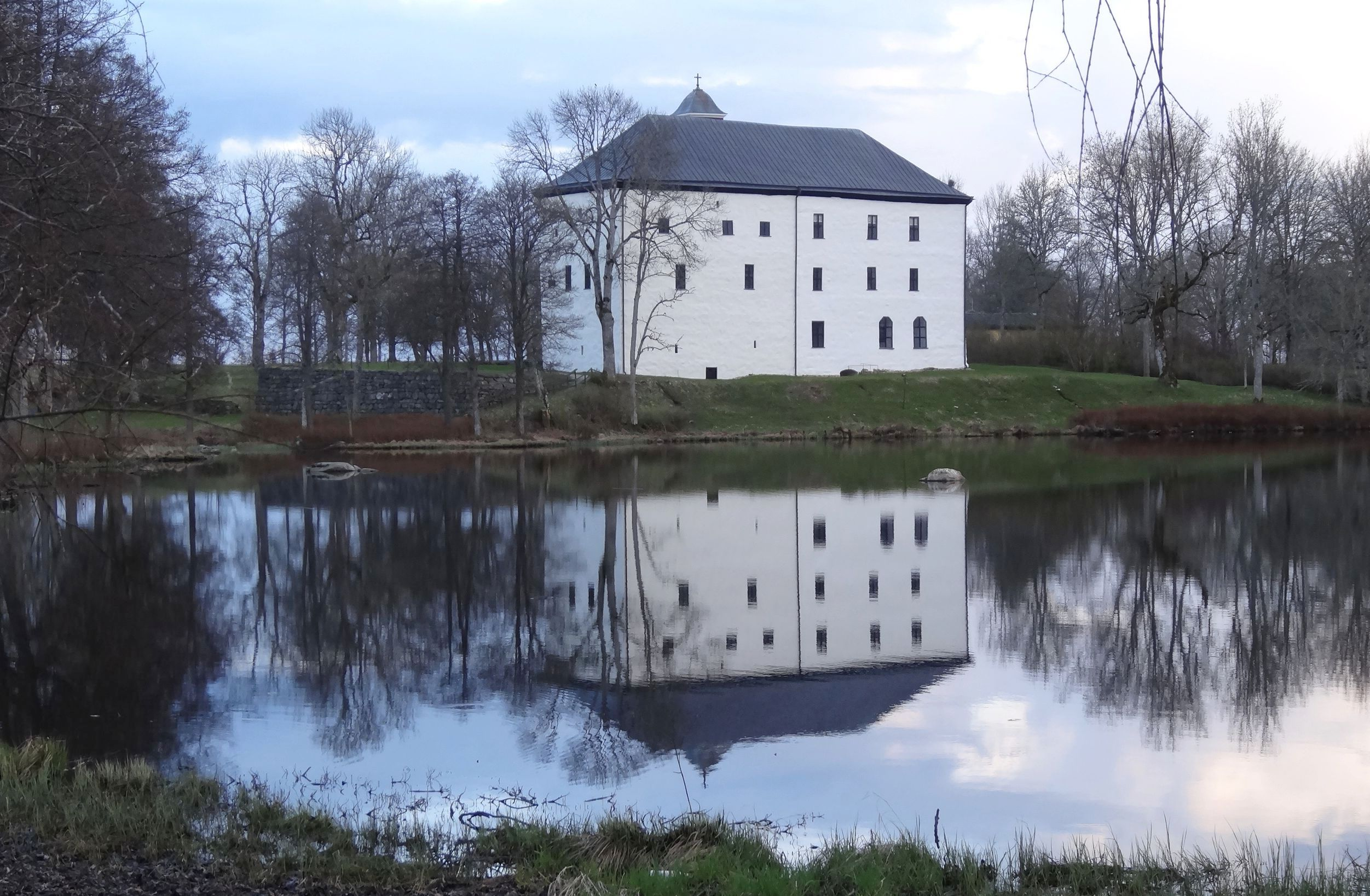
Stilla vårkväll vid Torpa stenhus. Byggnadens vänstra halva är till stora delar från sent 1400-tal, och den högra tillbyggd cirka 100 år senare.

Slottet, numera slottsruinen Gräfsnäs vid sjön Anten cirka två mil norr om Alingsås, började byggas i mitten av 1500-talet. Byggmaterial kom bland annat från den medeltida borgen Loholm cirka tre kilometer därifrån, och ägare till båda anläggningarna var vid denna tid Sten Eriksson Leijonhufvud. Stens syster Margareta, som vuxit upp på Loholm, utsågs av Gustav Vasa 1536 till att bli hans andra fru. Sedan Sten dödats i Stockholm i samband med gripandet av Erik XIV år 1568, fortsatte hans viljestarka änka Ebba Månsdotter Lilliehöök, "grev Ebba", byggandet av Gräfsnäs.
Torpa stenhus ligger vid Lillasjö, som ingår i Åsundens sjösystem, cirka två mil öster om Borås. 
Gården Torpa nämns första gången 1397, och en enkelhusborg byggdes på platsen i slutet av 1400-talet. Cirka 100 år senare byggdes borgen ut till det stenhus vi ser i dag. Torpa förknippas med den yngre adelsätten Stenbock. Bland Torpas ägare finns Västergötlands ståthållare Gustaf Olofsson Stenbock och hans son Erik Gustafsson Stenbock.
Kring båda platserna finns sägner om olycklig kärlek, och de båda blivande unga drottningarnas försök att undkomma Gustav Vasa genom att gömma sig. Dessutom delar de sägner om personer som murats in levande i murarna, strider med danskarna och lönngångar. För Gräfnäs tillkommer sägner om ond bråd död, och en förbannelse om att det skall drabbas av brand tre gånger med hundra års mellanrum. Torpa har dessutom en sägen om slottsspöket "Den grå frun".

### Nordiska sjuårskriget

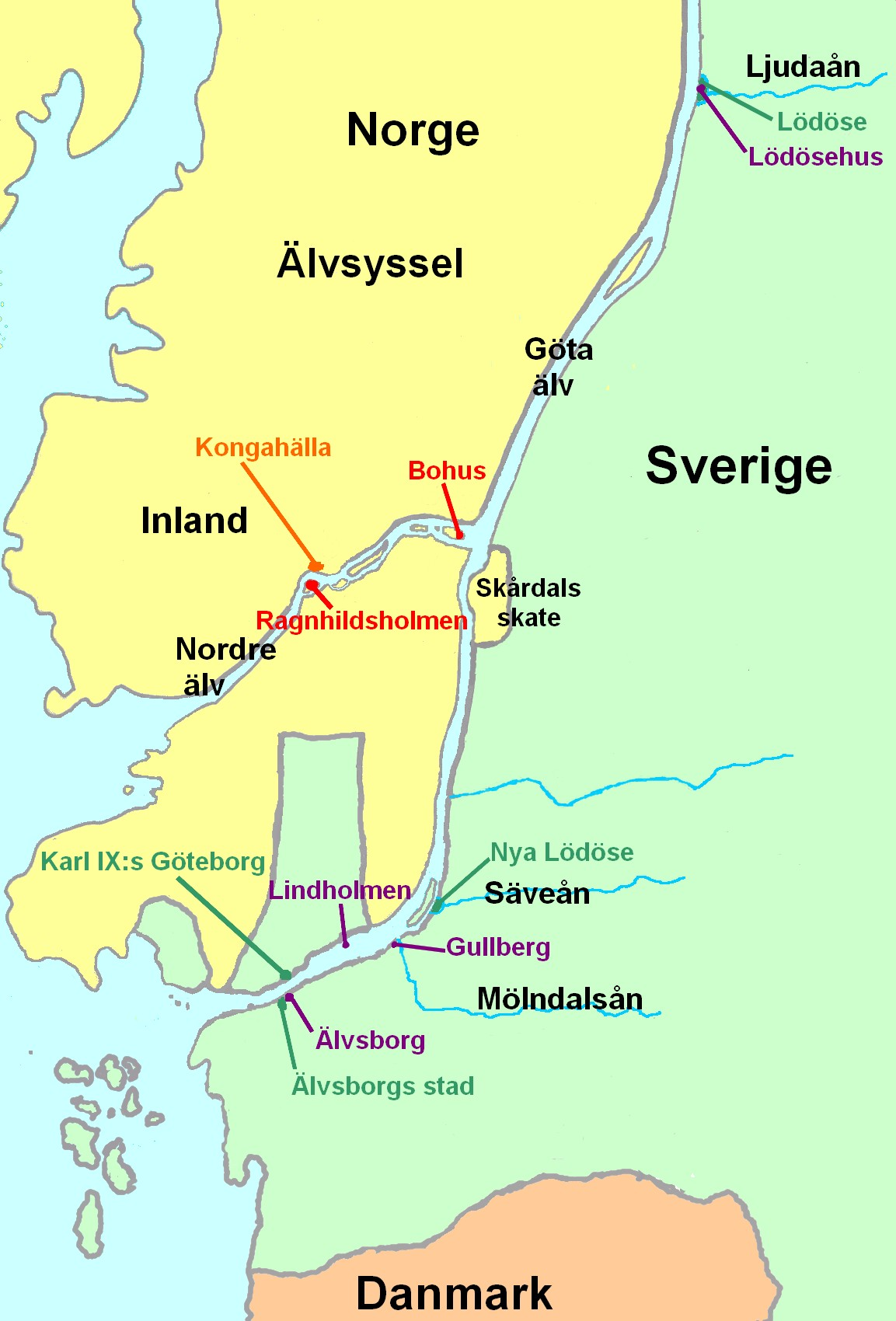
Karta över gränslinjer, medeltida borgar och städer i Göta älvs mynning fram till 1620 Rött: Norska borgar, Orange: Norska städer, Lila: Svenska borgar, Grönt: Svenska städer

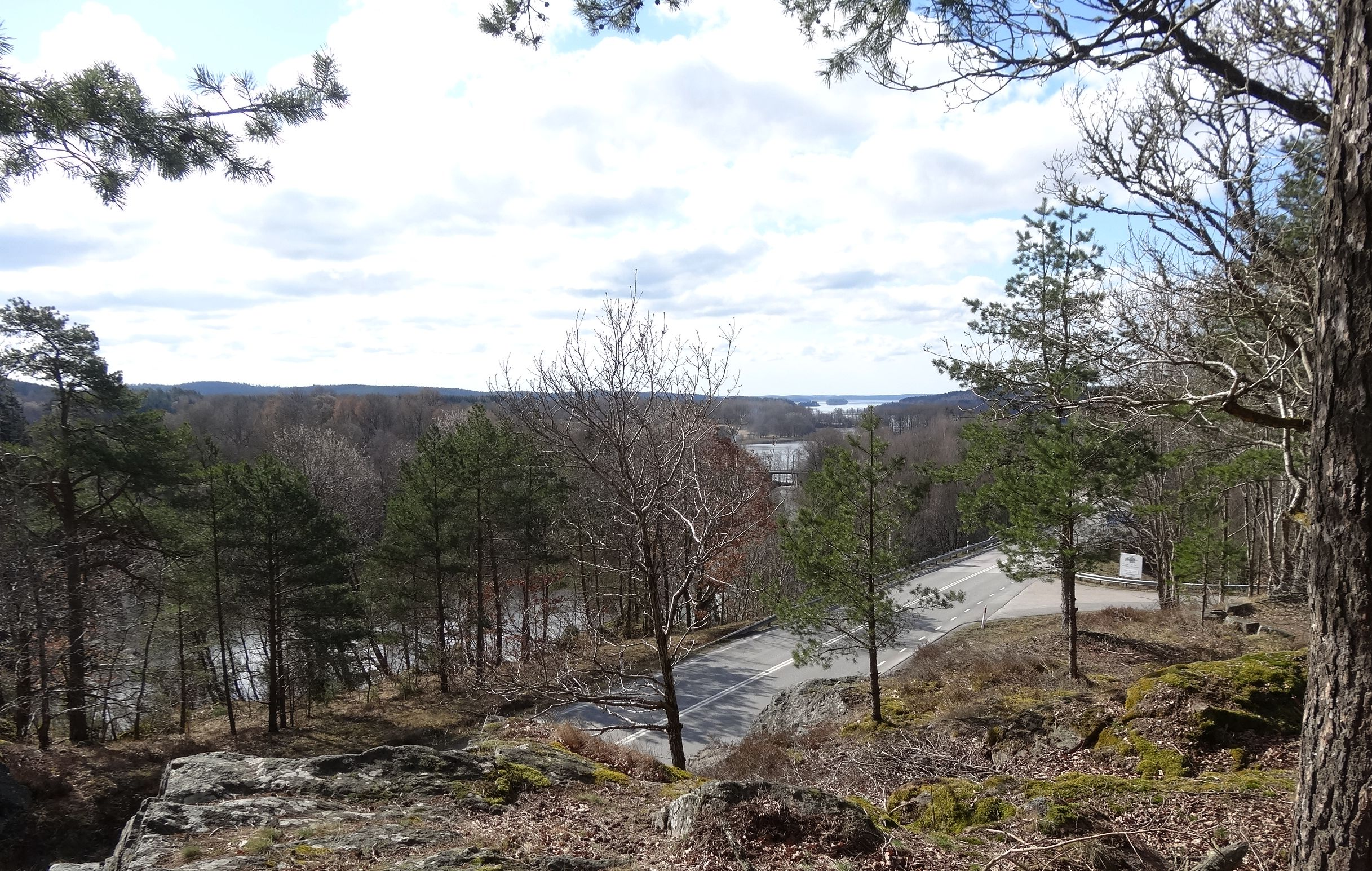
Det smala passet vid Brobacka mellan sjöarna Anten, till vänster utanför bild, och Mjörn vid horisonten. I nutid, precis som 1566, tvingas resande att sakta ner vare sig man kommer från Alingsås, över lilla bron i bildens mitt, eller färdas på vägen genom passet.

Under det nordiska sjuårskriget 1563–1570 drabbades framförallt Västergötlands sydligaste härader, Mark och Kind, som gränsade mot det danska Halland. Men även andra delar av landskapet drabbades svårt under kriget. Redan under sommaren 1563 erövrade danskarna Älvsborg, och stängde därmed Sveriges möjligheter till handel via Göta älv. Under juli 1565 härjade den danske befälhavaren Daniel Rantzaus trupper utefter älven, och bland annat brändes Gamla Lödöse. Sommaren 1566 gick Rantzau återigen in i Västergötland, nu med cirka 8 000 man och fjorton kanoner. Efter att ha bränt ner Bogesund, Falköping, Skara och Lidköping återvände danskarna mot Älvsborg. I skogarna vid Alingsås avvaktade en svensk styrka under befäl av Charles de Mornay, och i början av augusti överfölls de återvändande danskarna i vad som benämns slaget vid Brobacka. Efter striden hade danskarna förlorat sin tross och det tidigare tagna krigsbytet. Sveriges betalningsvillkor för att få tillbaka Älvsborg bestämdes vid freden i Stettin 1570, Älvsborgs första lösen, till 150 000 daler.

### Kalmarkriget

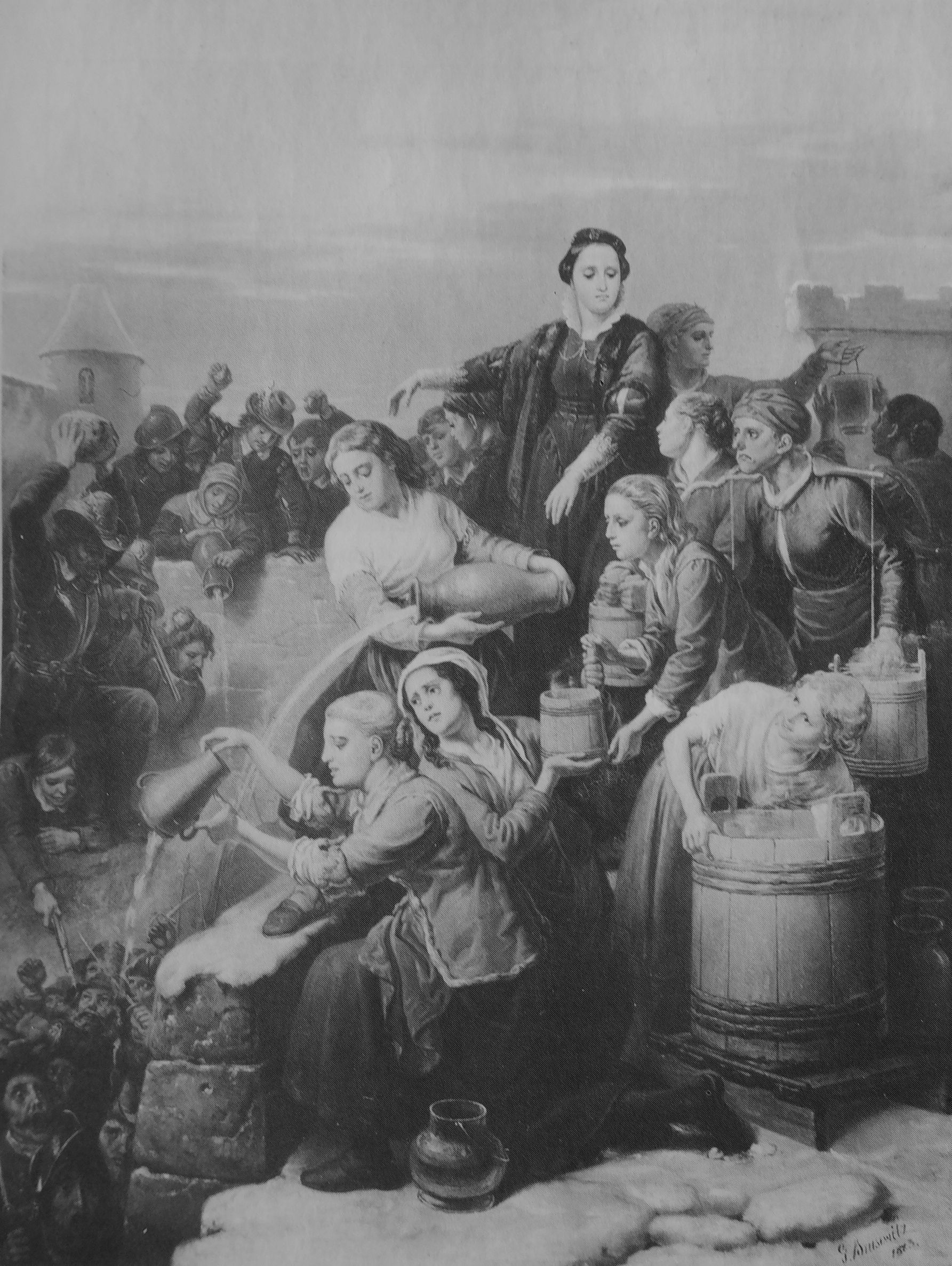
Nationalromantisk bild över belägringen av Gullberg, där Emerentia Pauli för befäl över kvinnorna som häller kokande lut över anfallande danskar. Efter målning av Gustaf Brusewitz (1873)

I början av Kalmarkriget, i Västsverige kallat Brännefejden, förstördes Karl IX:s Göteborg vid Göta älvs mynning år 1611. I januari 1612 återkom danskarna till älvmynningen, under befäl av kung Kristian IV, men nu anfölls i stället fästningen Gullberg. Enligt befälhavaren Mårten Krakows dotter Cecilia, organiserade hennes mamma Emerentia försvaret av fästningen sedan befälhavaren sårats. När danskarna sprängt porten och stormade in, möttes de av eldgivning från kanoner och nedtömd kokhet lut. Danskarna tvingades avbryta anfallet, och erövrade i stället Nya Lödöse där den manliga befolkningen dödades. Kristian fortsatte därefter med sina soldater in i Västergötland och brände Skara. Svenskarna, under ledning av Jesper Mattson Krus, återerövrade och brände ner Nya Lödöse den 26 februari.
I maj 1612 erövrade danskarna Älvsborg och Gullberg, den sistnämnda fästningen förstördes helt, och Kristian IV marscherade därefter upp längs  Göta älv och slog läger vid Tun nära Grästorp. Den 15 juni gick danskarna in i Lidköping, som var övergivet. På grund av sjukdomar och proviantbrist vände danskarna tillbaka över Alingsås, förföljda av svenska trupper under befäl av den 17-årige Gustav II Adolf. Vid freden i Knäred 1613 måste Sverige betala 1 000 000 riksdaler till Danmark inom 6 år. Under tiden lämnades Älvsborg, Nya och Gamla Lödöse samt sju närliggande härader som pant. Med stora uppoffringar lyckades Sverige att betala denna Älvsborgs andra lösen.

### Vasatidens städer
Mariestad grundades som handelsstad vid Vänern 1583 av hertig Karl, och fick namn efter hans hustru Maria av Pfalz. I Göta älvs mynning mitt emot Älvsborg fanns från 1607–1611 Karl IX:s Göteborg, som en holländsk handelsplats samtida med Nya Lödöse. Efter Kalmarkrigets pantsättning av Göta älvs mynning grundades Göteborg på sin nuvarande plats 1619, med stadsrättigheter 1621.

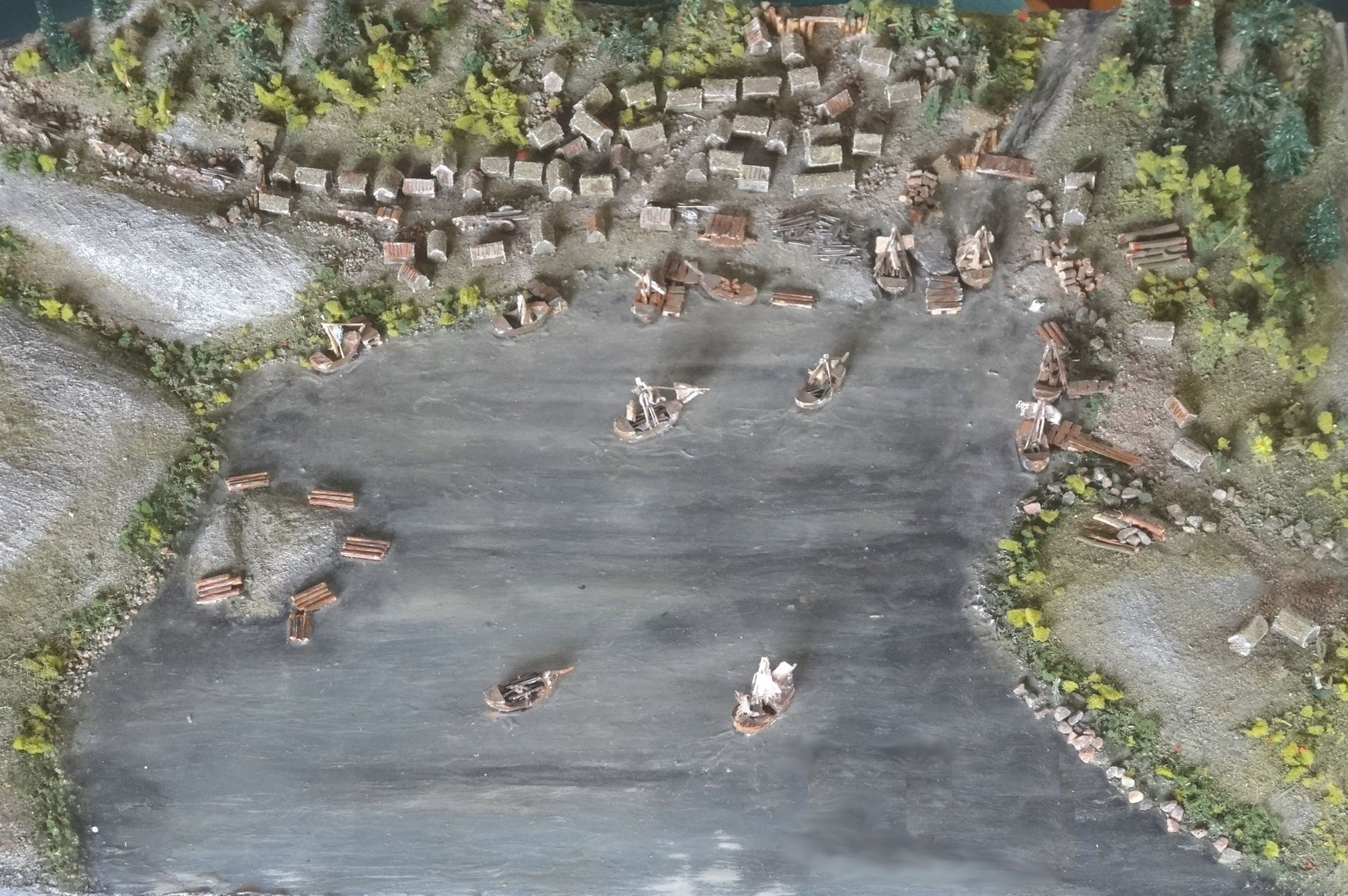
Modell av senmedeltida staden Brätte, föregångare till Vänersborg, vy från norr.

Handels- och omlastningsplatsen Vassända vid Vänerns sydspets utvecklades till staden Brätte på 1580-talet. Stadens tillkomst var bland annat ett sätt för svenska myndigheter att hindra lantbruksprodukter från Värmland, Dalsland och norra Västergötland att säljas i de norska städerna Tönsberg och Uddevalla. Vid 1500-talets slut ökade järnexporten, och stångjärn från Värmland och Dalsland transporterades till Älvsborg för vidare export utomlands. Invånarna i Brätte hade ensamrätt på landtransporten runt Trollhättefallen, den så kallade Edsvägen. Förutom transport av järn flottades stockar och plank söderut, och importvaror som sill, salt, kläde, keramik och glas transporterades åt andra hållet. På grund av det oskyddade läget och hamnens uppgrundning fick invånarna år 1642 befallning att flytta ett litet stycke norrut, och anlägga Vänersborg som fick stadsrättigheter 1644. I samband med att Nya Lödöse först brändes och sedan pantsattes till Danmark efter Kalmarkriget flyttade stadens borgare till andra närliggande svenska städer, bland annat Brätte och Alingsås. Som konsekvens av denna inflyttning fick den tidigare handelsplatsen Alingsås stadsrättigheter 1619.
På grund av klagomål på olaglig handel med hemindustriprodukter från södra Västergötland, bland annat från städer runt Mälaren och södra Västergötlands största stad Bogesund, uppmanades de kringvandrande västgötarna i ett kungligt brev 1620 att bosätta sig i en stad. Den nya staden Borås i Torpa socken fastställdes därefter i ett brev 1621. Sedan tidigare fanns i Torpa socken en form av handelscentrum för bygden runtomkring. År 1624 fick Borås unika privilegier att som enda stad i Sverige kunna bedriva gårdfarihandel över hela landet.

## Stormaktstid

### Administration

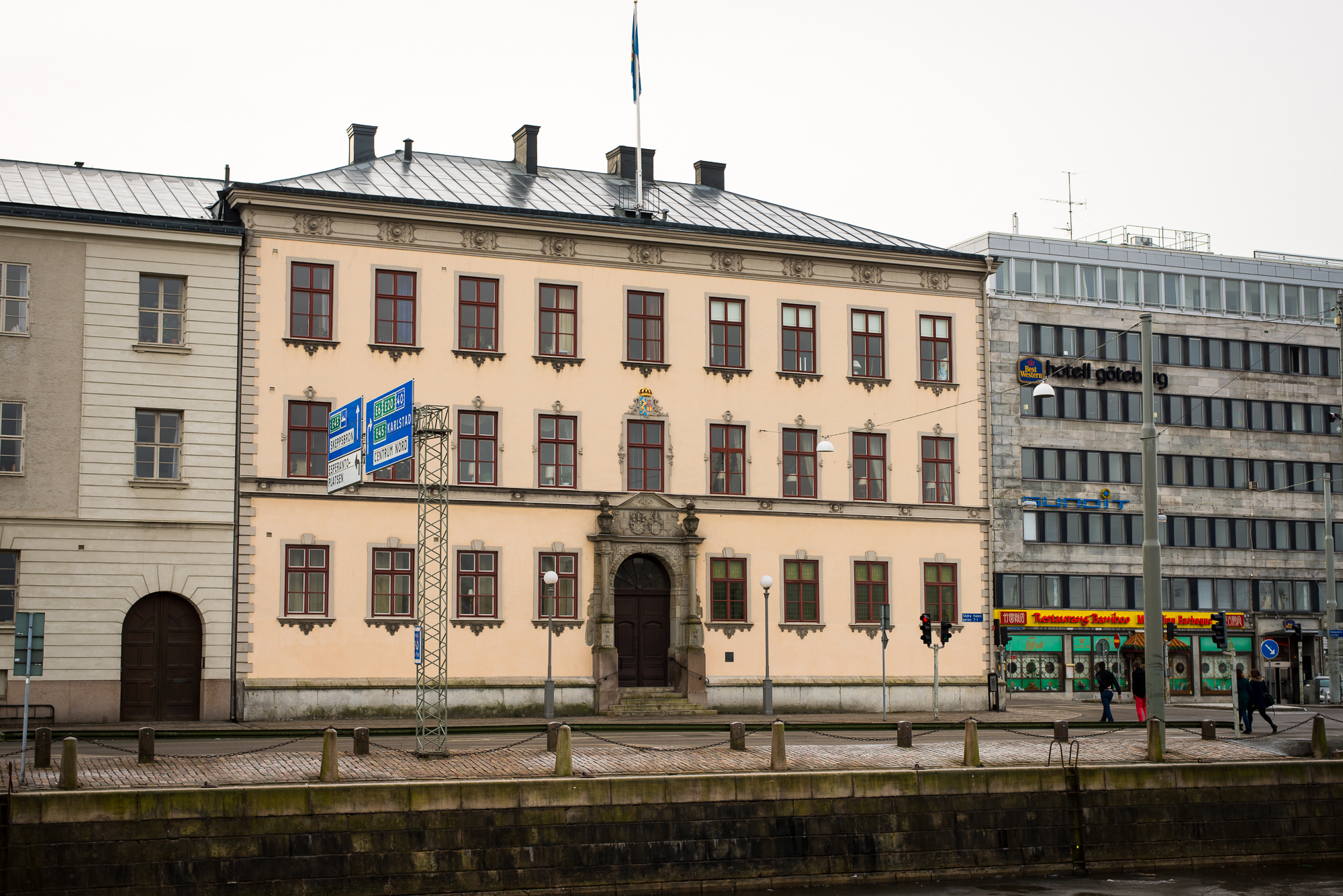
Torstenssonska palatset eller Residenset, är en av Göteborgs äldsta byggnader och platsen för Karl X Gustavs död 1660.

Under början av 1600-talet saknades bestämda former när det gällde den civila och militära ledningen av landskapet.
Den svenska länsindelningen förändrades som en konsekvens av 1634 års regeringsform, och Västergötland delades i Älvsborgs och Skaraborgs län, med landshövdingar som bara hade hand om den civila förvaltningen. Det militära försvaret skulle i Älvsborgs län  ledas av ståthållaren på Älvsborgs slott, som samtidigt var kommendant i Göteborg, och chef över alla militära trupper i länet. 
I de svenska gränslandskapen, till vilka räknades Västergötland, kunde man efter kunglig förordning vid krigshot och krig tillsätta en överlandshövding, eller generalguvernör, som både hade civila och militära befogenheter.
Åren 1648–1651 var fältmarskalk Lennart Torstensson generalguvernör över Västergötland, Dal, Värmland och Halland. Han efterträddes som generalguvernör över samma områden av Karl X Gustavs bror, hertigen Adolf Johan av Pfalz-Zweibrücken 1651–1654, och senare av riksdrotsen Magnus Gabriel De la Gardie 1654–1655. Därefter gick förvaltningen tillbaka till landshövdingarna.
Efter Karl X Gustavs död vid en riksdag i Göteborg 1660, låstes stadsportarna. För att markera sin rätt som medlem av den nya förmyndarregeringen krävde den tidigare generalguvernören och hertigen Adolf Johan att Göteborgs kommendant Carl Siöblad skulle överlämna stadsnycklarna. När kommendanten vägrade utan att först ha diskuterat detta med änkedrottningen och rådet, drog hertigen sin värja mot kommendanten som snabbt drog sin egen, varefter hertigen lugnade ner sig. Hertigen uteslöts senare ur förmyndarregeringen.

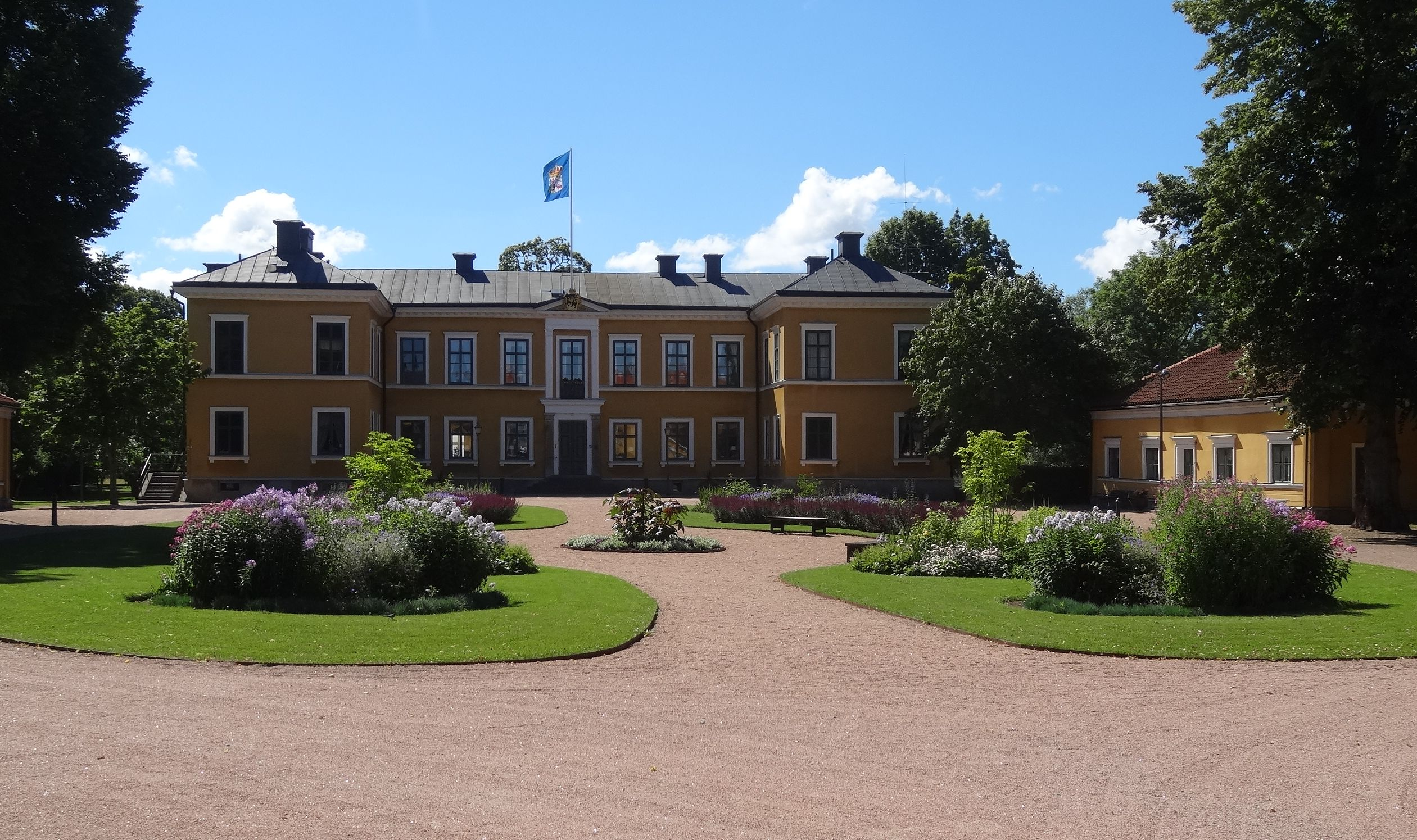
Marieholm i Mariestad, tidigare residens för landshövdingarna i Skaraborgs län.

Under och efter Gyldenløvefejden, mellan 1675 och 1693, tillsattes återigen guvernörer och generalguvernörer i Västsverige. Så skedde också en sista gång under Stora nordiska kriget då general Carl Gustaf Mörner åren 1716–1719 var generalguvernör över Göteborgs och Bohus län, Närke, Värmlands, Hallands, Skaraborgs och Älvsborgs län.
Eftersom man planerade att bygga upp det förstörda Skaraborgs slott igen, användes från 1634 först Götala kungsgård tre kilometer öster om Skara, och senare  Höjentorps kungsgård cirka en och en halv mil nordost om staden, som tillfälliga residens för landshövdingen i Skaraborgs län. Från 1660 har Marieholms kungsgård i Mariestad varit länsresidens.  
Landshövdingen i Älvsborgs län flyttade in till Göteborg när Älvsborgs slott började avvecklas 1660. Fram  till 1679 var Älvsborgs och det nya Bohus län förenade under en landshövding. Detta år bildades Göteborgs och Bohus län, och Borås föreslogs som ny residensstad för Älvsborgs län. Eftersom Dalsland tillfördes Älvsborgs län, och Borås härjades av en stadsbrand 1681 utsågs i stället Vänersborg som ny residensstad. I väntan på att det nya residenset skulle bli färdigt använde landshövdingen Henrik von Vicken gården Fänneslunda norr om Ulricehamn, och Alfhems kungsgård i Götaälvdal som tillfälliga residens. År 1699 var residenset i Vänersborg färdigbyggt, en träbyggnad som ersattes av en stenbyggnad i mitten av 1700-talet.

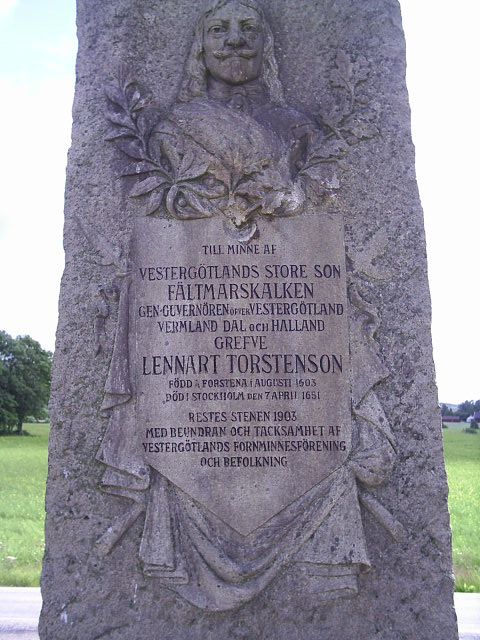
Monument över generalguvernören och fältmarskalken Lennart Torstensson från Forstena utanför Vänersborg.
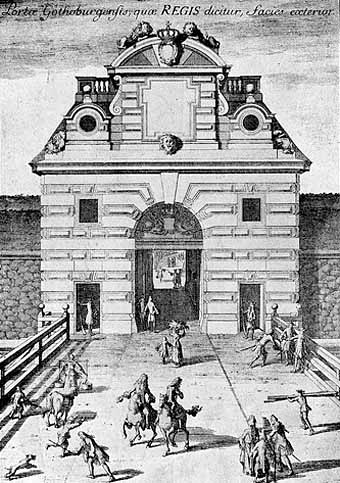
Kungsporten, Göteborgs äldsta stadsport, på kopparstick från tidigt 1700-tal. Porten kallades också Söderport eller Gamleport.

### Handel och industriverksamhet

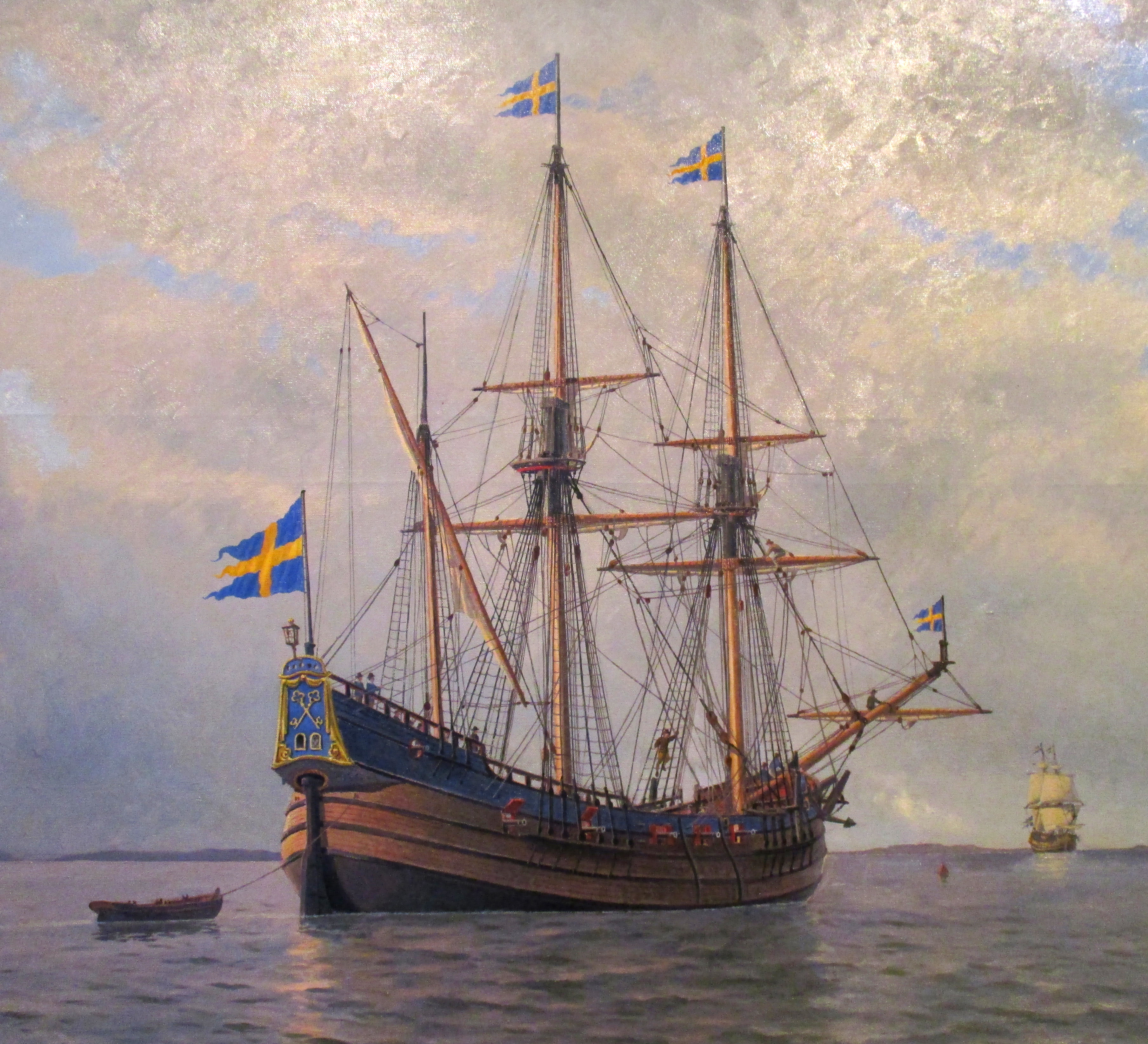
Det holländskbyggda fartyget Kalmar Nyckel på väg att lämna Göteborg 1637. Detalj från målning av Jacob Hägg.

När Göteborg fick stadsprivilegier 1621, innebar det skattefrihet för stadens borgare under de första 16 åren. Dessutom lockade möjlighet till frihandel och viss religionsfrihet framförallt holländare till staden, men där fanns förutom svenskar också skottar och tyskar. I samband med den nya svenska handelsordningen 1636 blev Göteborg en av landets sju stapelstäder, det vill säga man hade rätt att handla med utlandet. De övriga svenska städerna benämndes uppstäder och hade bara rätt att handla med andra städer inom Sverige. Från och med 1637 fick Göteborg precis som övriga stapelstäder betala tull, den så kallade Stora sjötullen, i samband med export och import. Smuggling över nationsgränserna förekom, bland annat genom att varor från Marstrand och Kungälv transporterades till Uddevalla, och därefter nattetid vidare till Vänersborg eller Lidköping.
I november 1637 lämnade fartygen Kalmar Nyckel och Fågel Grip Göteborg, för att grundlägga den svenska kolonin Nya Sverige vid Delawarefloden i Nordamerika. Ytterligare tio expeditioner gjordes till kolonin från Göteborg, innan den erövrades av holländarna 1655.
Med riksdagsbeslut 1622 bestämdes att alla varor som fördes till svenska städers torg eller marknader för att säljas skulle beläggas med tull, den så kallade Stadstullen, eller Lilla tullen. Undantaget var importerade varor, som ägaren redan betalat sjötull för. För Göteborgs del infördes inte stadstull under den tidigare delen av 1600-talet. Detta berodde dels på att man från svensk sida ville locka köpmän till staden, dels för att få bönderna i Västergötland att välja det tullfria Göteborg, i stället för närmare liggande städer i danska Halland och norska Bohuslän. Efter freden i Roskilde 1658, då bland annat Halland och Bohuslän blev svenska, behövde inte Göteborg särbehandlas och samma år kom stadstull att införas i staden.

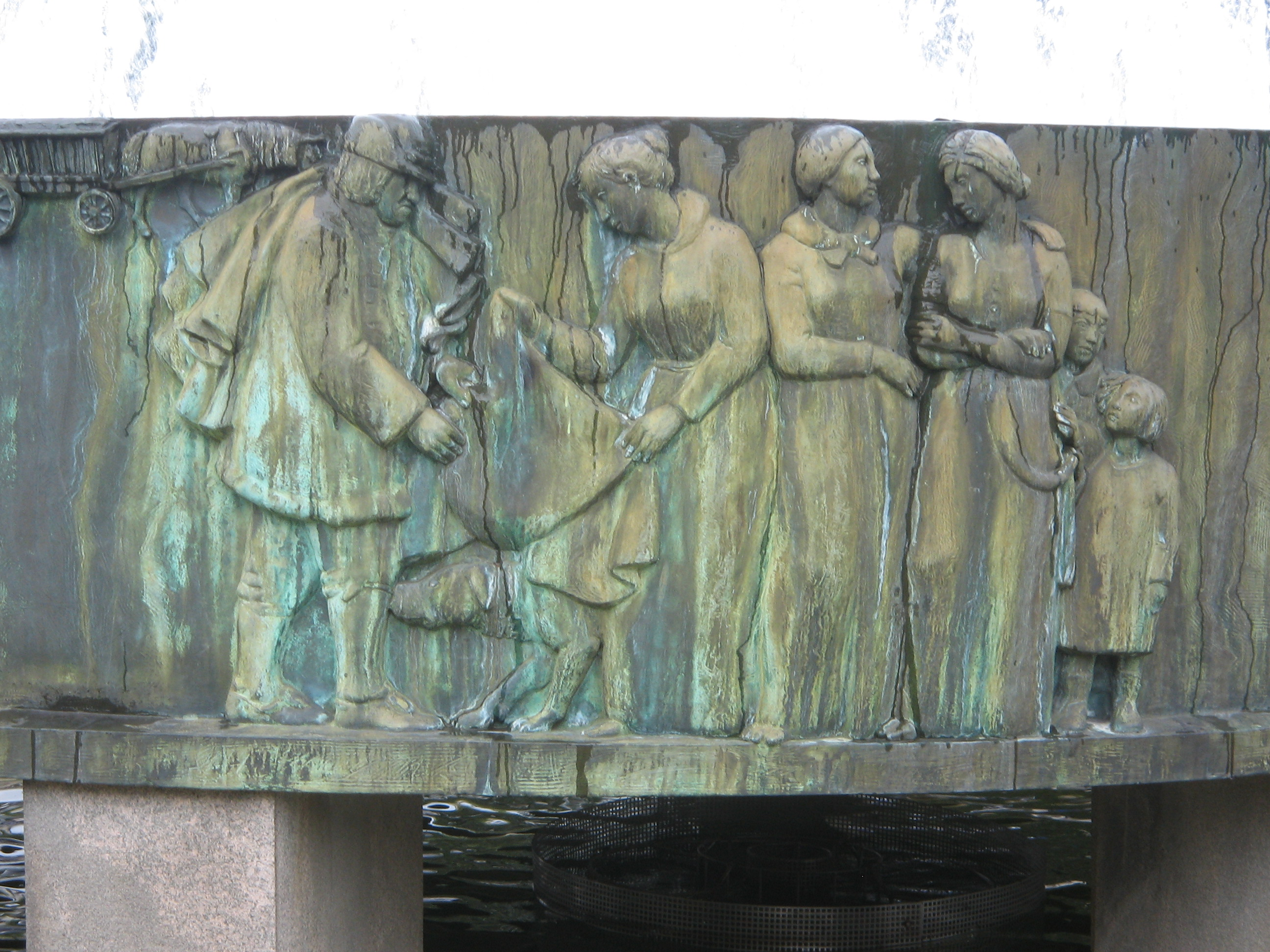
En knalle visar sina varor, detalj på Sjuhäradsbrunnen, Borås.

#### Gårdfarihandeln
Borås fick stadsprivilegier  1622, och 1624 gav Gustav II Adolf också stadens invånare unika privilegier att resa omkring och sälja sina varor i övriga Sverige som gårdfarihandlare. Detta orsakade snabbt irritation från handelsmän i andra svenska städer mot de ständigt uppdykande boråsarna. Långvariga rättsprocesser bröt ut, dels mellan Borås och den äldre handelsorten Bogesund, framförallt gällande den gamla oxhandeln, dels med de omkringliggande häradena i södra Västergötland som inte fick del av Borås förmåner. År 1650 konstaterade landshövdingen i Älvsborgs län, Per Ribbing, att Borås betalade in långt högre skatter än Alingsås och Bogesund, och till skillnad från dessa gjorde punktliga inbetalningar. De kringvandrande gårdfarihandlarna från Borås kallades knallar, och deras viktigaste varor blev, från att ha varit trä- och järnföremål efterhand mera av vävda tyger i lin och ull.

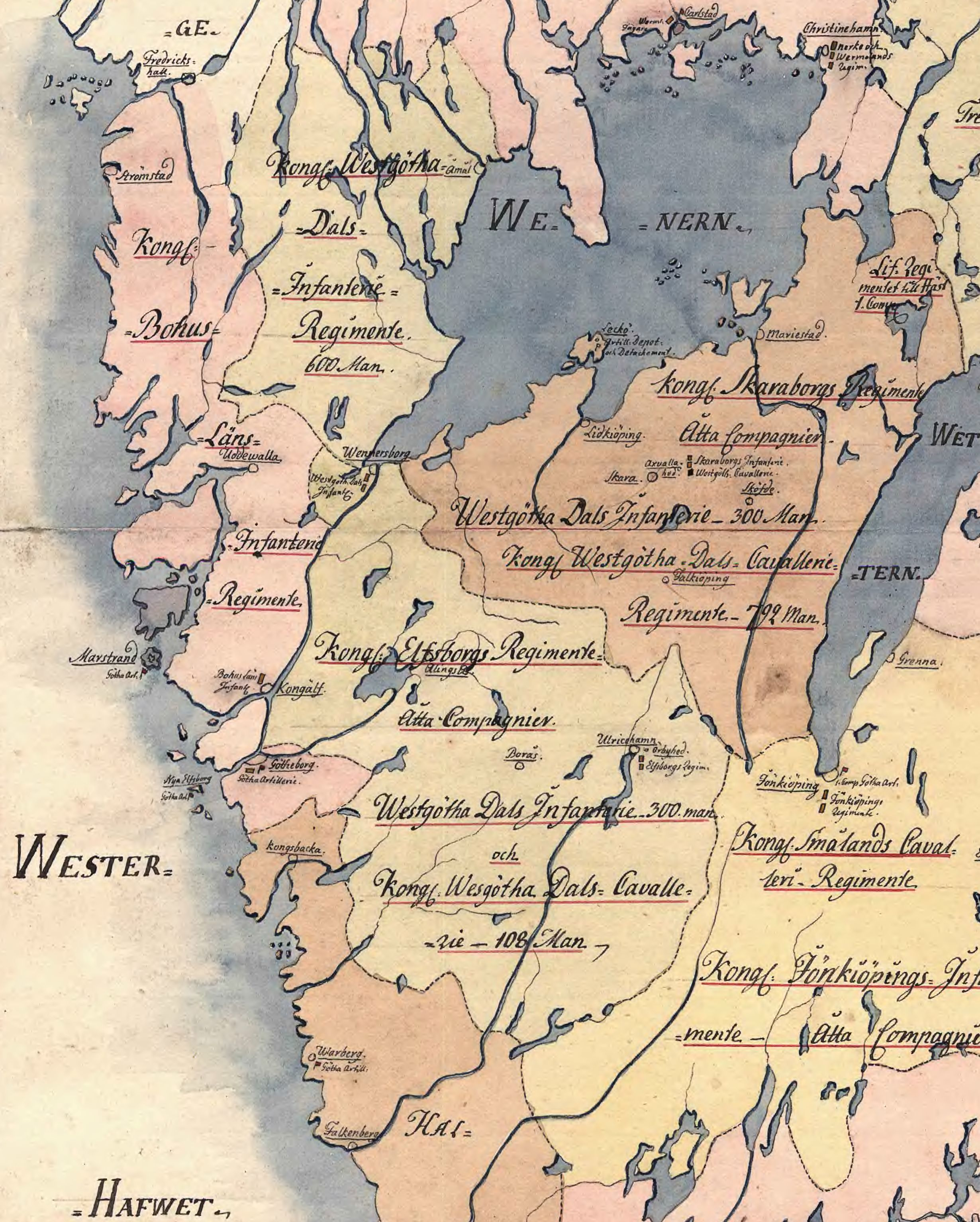
Västsvenska arméregementens indelning och övningsplatser cirka 1790.

### Landskapsregementen
En erfarenhet från Kalmarkriget i början av 1600-talet var att försvaret behövde omorganiseras. Västergötland och Dalsland delades först in i ett lands- eller storregemente, men i samband med förberedelserna inför deltagandet i Trettioåriga kriget år 1630 delades landskapets fotsoldater först in i fyra, senare tre fältregementen: Elfsborgs regemente, Skaraborgs regemente och Västgöta-Dals regemente. Landskapets ryttare blev Västgöta kavalleriregemente, förutom Vadsbo härads ryttare som först tillhörde Södermanlands och därefter Östgöta kavalleriregemente. 
Efter Skånska kriget 1675–1679 med Danmark-Norge och Brandenburg fanns återigen ett behov av att organisera om försvaret. Lösningen blev indelningsverket, där Kronan träffade avtal med varje län om tillgång till ett visst antal soldater. I Göteborg och utefter Göta älv indelades också båtsmän till flottan. Förutom de gamla landskapsregementena i Västergötland och Dalsland indelades Vadsbo härads ryttare i indelningsverket som en del av Livregementet till häst.

### Fejder med Danmark-Norge

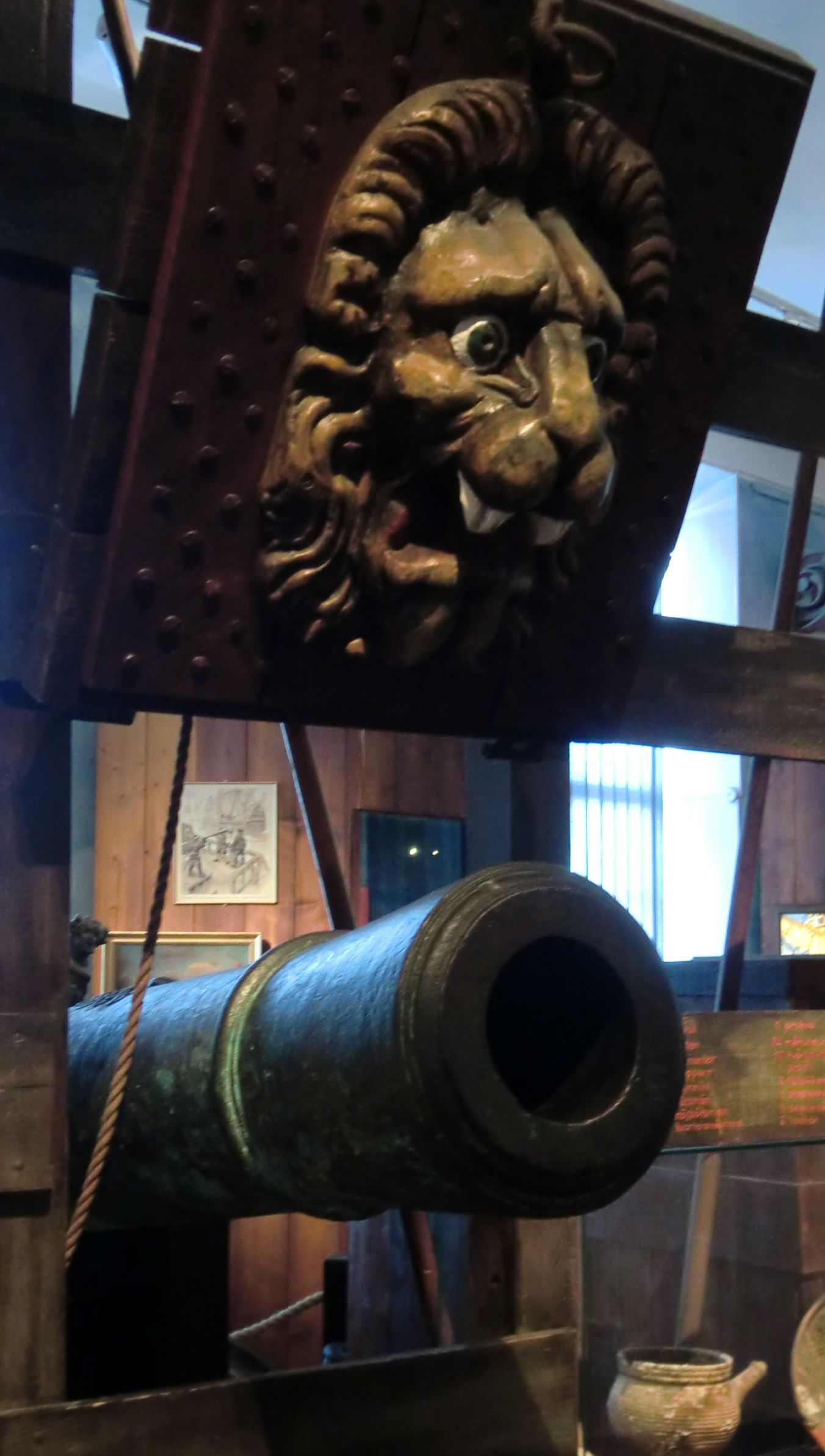
Kanonport med lejonmaskaron och 24-pundig kanon. Fynd från Stora Sofia på Sjöfartsmuseet Akvariet, Göteborg.

Den svenska armén i Tyskland genomförde 1643 ett anfall norrut mot danska Jylland, och startade därmed Torstenssonskriget. Som motdrag anföll ståthållaren i Norge, Hannibal Sehested, utefter hela svenska gränsen från Jämtland till Bohuslän i den så kallade Hannibalsfejden. De följande striderna i Västergötland berörde främst Göteborgsområdet och socknarna närmast Göta älv. Sommaren 1644 brändes det nyanlagda Vänersborg. I maj 1645 slogs en dansk invasionsflotta tillbaka i Göteborgs skärgård, av den svenske amiralen Anckarhjelm. Det danska amiralsskeppet Stora Sofia gick på grund och sjönk i skärgården i samband med hårt väder. I augusti slogs en dansk-norsk armé tillbaka norr om Göteborg i slaget vid Ranängen, bland annat med hjälp av Västgöta ryttare under befäl av överste Harald Stake. Kriget avslutades med freden i Brömsebro.
Under Karl X Gustavs första danska krig 1657–1658 återupprepades mönstret från det föregående kriget för Västergötlands del, med strider utefter Göta älv. Nu hette ståthållaren i Norge Iver Krabbe, och striderna utefter älven benämndes Krabbefejden. Den mest omfattande stridshandlingen var slaget vid Hjärtum, på västra stranden av Göta älv norr om Lilla Edet, den 25 september 1657. Bland de stupade under slaget fanns chefen för Västgöta-Dals regemente, överste Johan Stake.
Under Skånska kriget 1674–1679 anföll ståthållaren i Norge Ulrik Frederik Gyldenløve med dansk-norska trupper in i Bohuslän, och striderna i Bohuslän och runt Göta älv benämndes Gyldenløvefejden. Den 26 juni 1676 erövrade soldaterna Vänersborg, och fortsatte in i Västergötland. Med en styrka på 600 soldater och 6 000 bönder fördrevs de dansk-norska soldaterna från Västergötland under sensommaren. Den 10 september inledde Gyldenløve sitt återtåg till Norge efter att ha bränt Vänersborg.
I samband med Teaterkriget hösten 1788 fanns dansk-norska soldater en sista gång i Västergötland. Under ledning av prins Karl av Hessen marscherade en dansk-norsk armé från Norge ner genom Bohuslän. Den 3 oktober intogs också Vänersborg, och staden hölls ockuperad under cirka en månad innan de invaderande trupperna återvände till Norge.

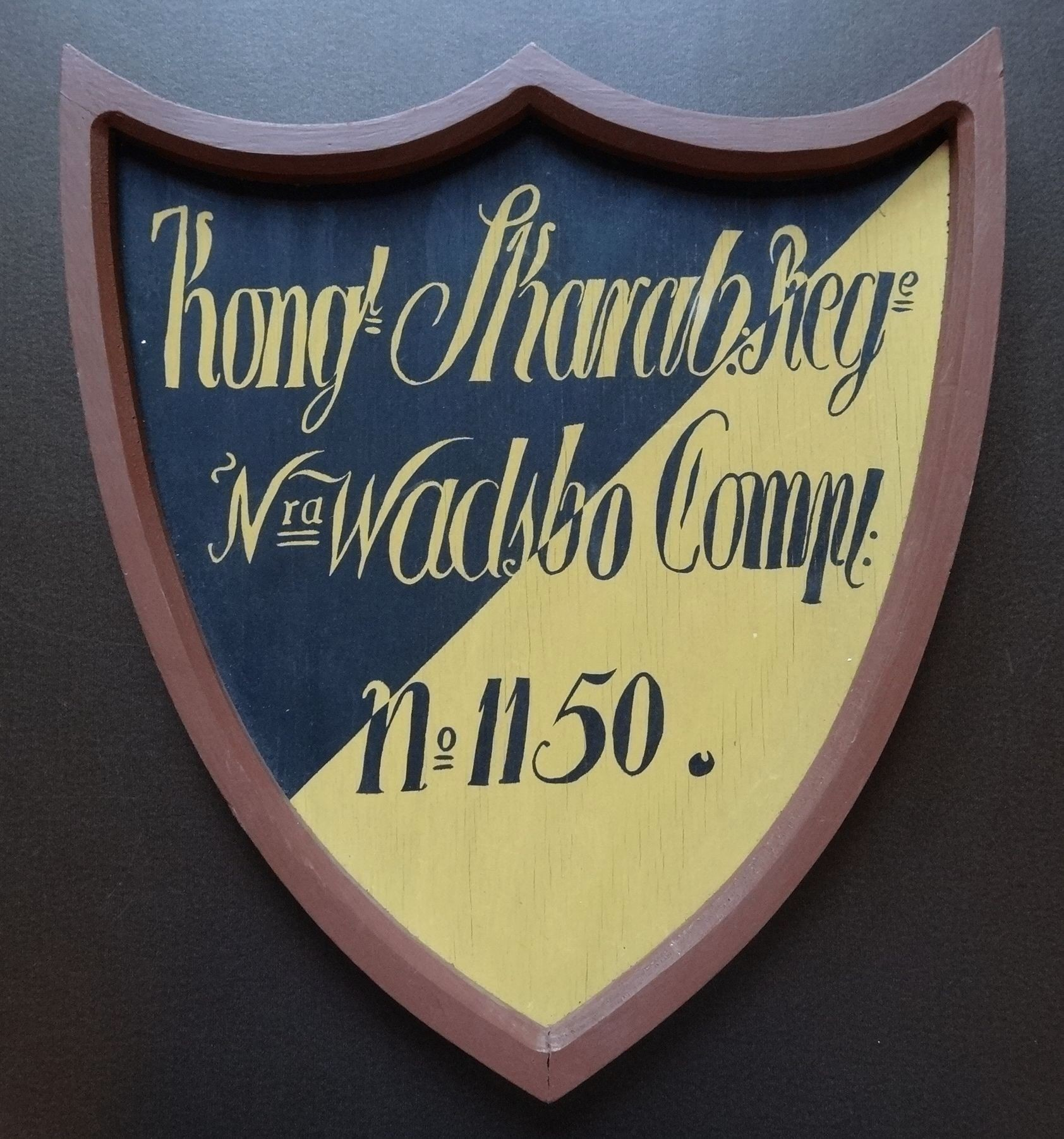
Rotetavlan hängde på soldattorp i indelningsverket, med uppgift om regemente, kompani och soldatnummer. I detta fall målad i Västergötlands färger – svart och gult.
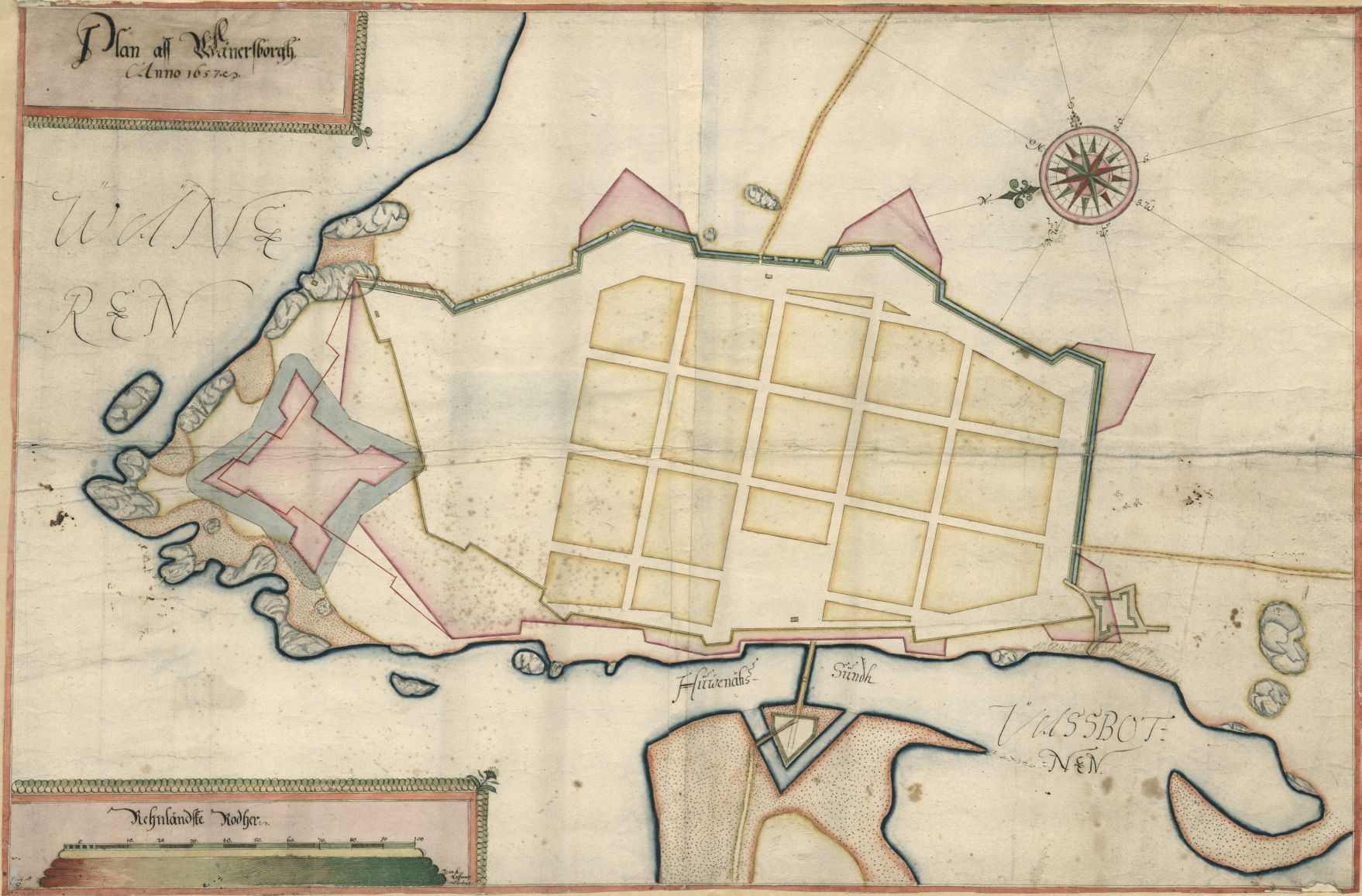
Karta över befintliga och planerade befästningar i Vänersborg år 1657. Öster är uppåt på kartan.
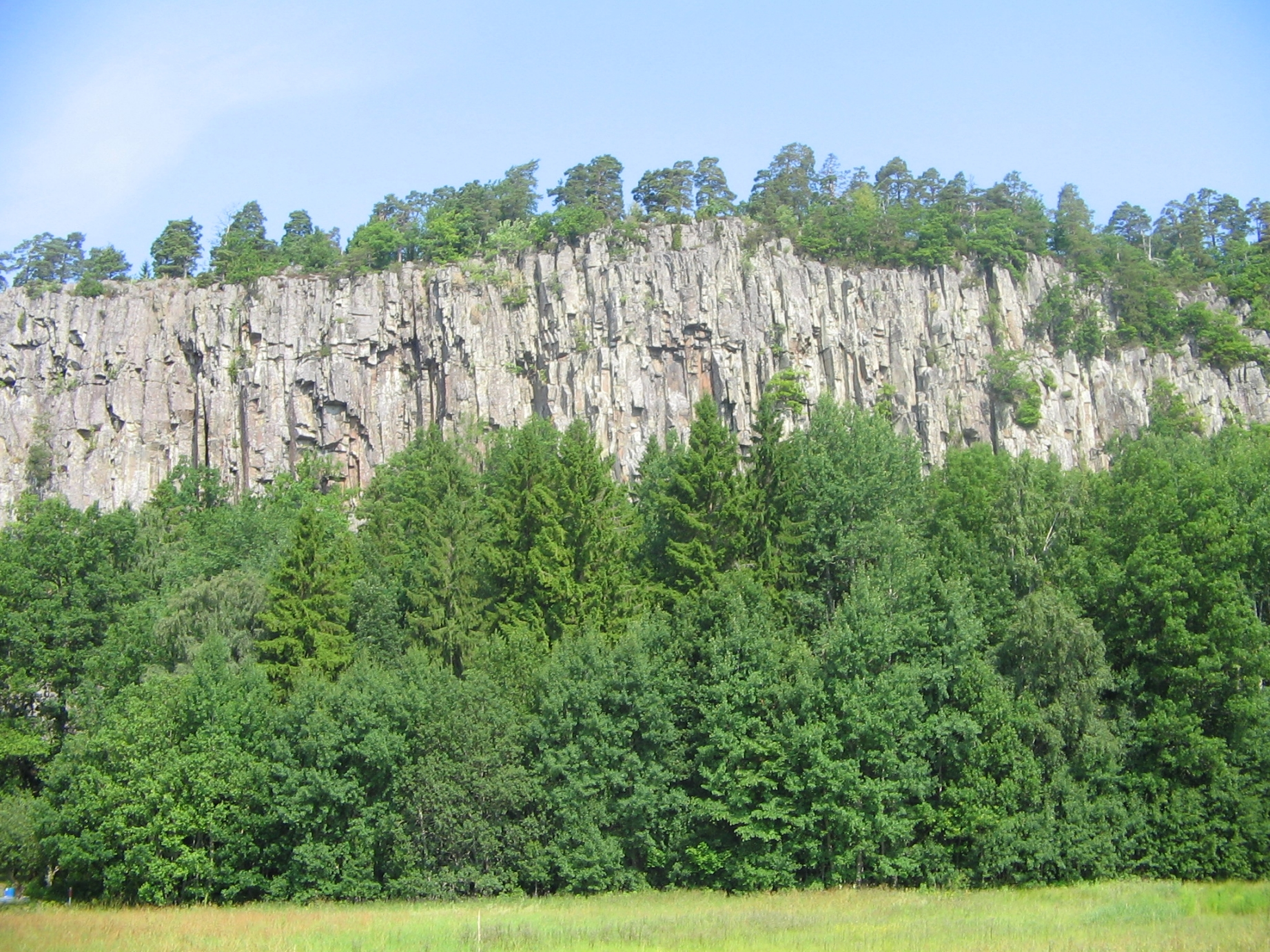
Sveriges största fornborg på Halleberg vid Vänersborg var tillflyktsort för lokalbefolkningen även under 1600-talets fejder.
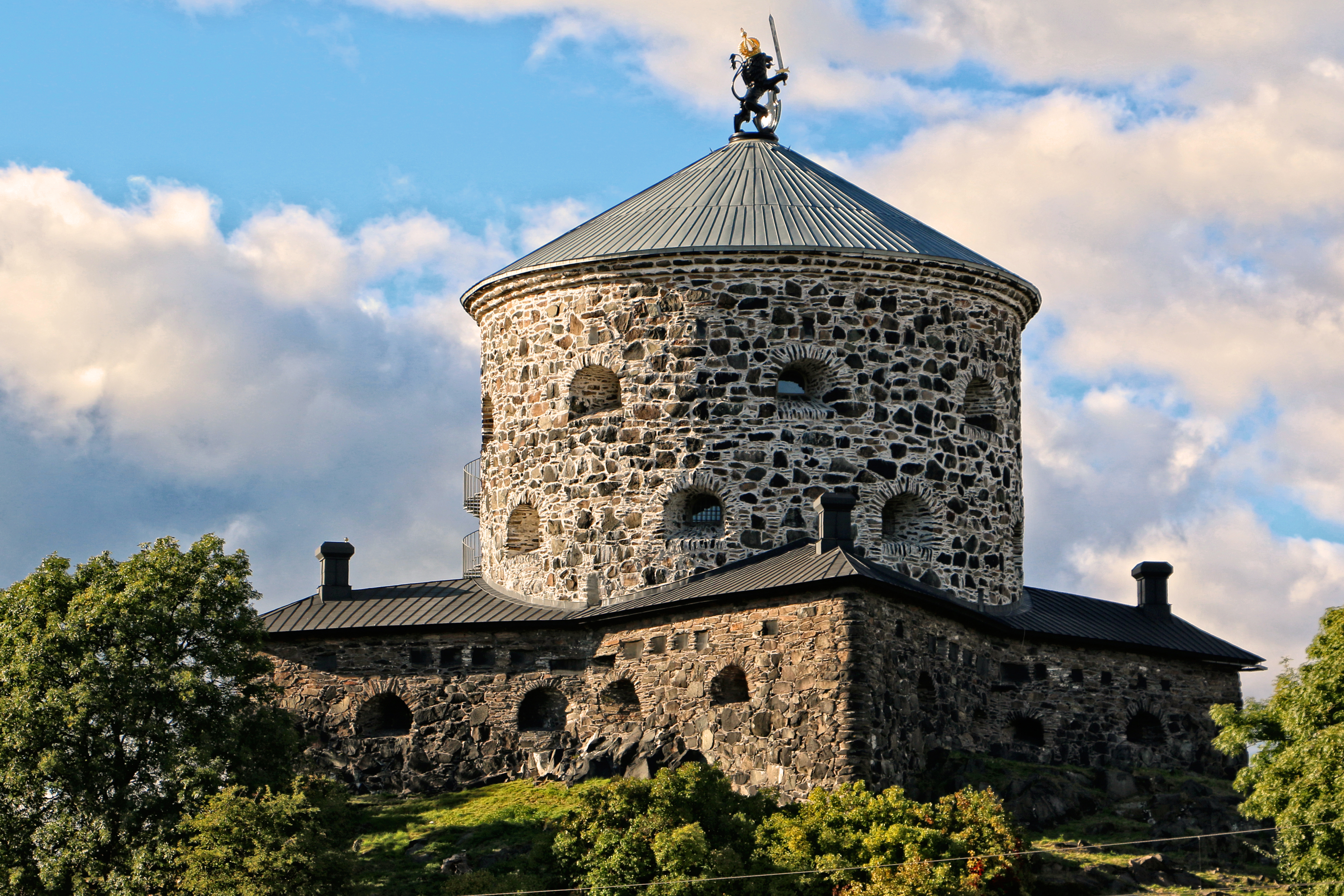
Skansen "Wästgöta Lejonet", byggd 1689 som en del av staden Göteborgs försvar.

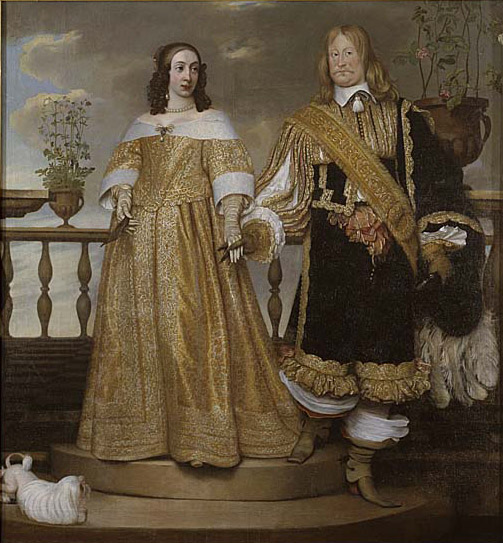
Magnus Gabriel var trots sin grevetitel lägre i rang än sin fru Maria Eufrosyne, som var prinsessa och syster till Karl X Gustav, här markerat med ett steg ner på trappan.

### Greven av Läckö
Under 1600-talet ökade adelns jordinnehav, framförallt genom förläning från Kronan. De största jordägarna i Västergötland blev ätterna Brahe och De la Gardie genom sina grevskap. År 1652 ärvde Magnus Gabriel De la Gardie Läckö grevskap, som omfattade Åse, Kållands och en del av Kinne härad söder om Vänern, och 1654 blev han generalguvernör i Västergötland. Han byggde ut och restaurerade ett antal slott och kyrkor, förutom Läckö, bland annat Varnhems klosterkyrka. En konsekvens av detta var att ett antal specialhantverkare, konstnärer och trädgårdsmästare var verksamma vid de olika projekten. Magnus Gabriel De la Gardie blev rikskansler i Karl XI:s förmyndarregering, och 1670 fick han privilegier att anlägga Nya Lidköping, som skulle ligga på älvstranden mitt emot den befintliga staden.
På grund av förmyndarregeringens roll i samband med de inledande militära motgångarna under Skånska kriget, och Magnus Gabriels bristfälliga ledning i försvaret av Västsverige, bland annat det förlorade slaget vid Uddevalla 1677, fråntogs han nästan alla sina förläningar i samband med Karl XI:s reduktion efter kriget.

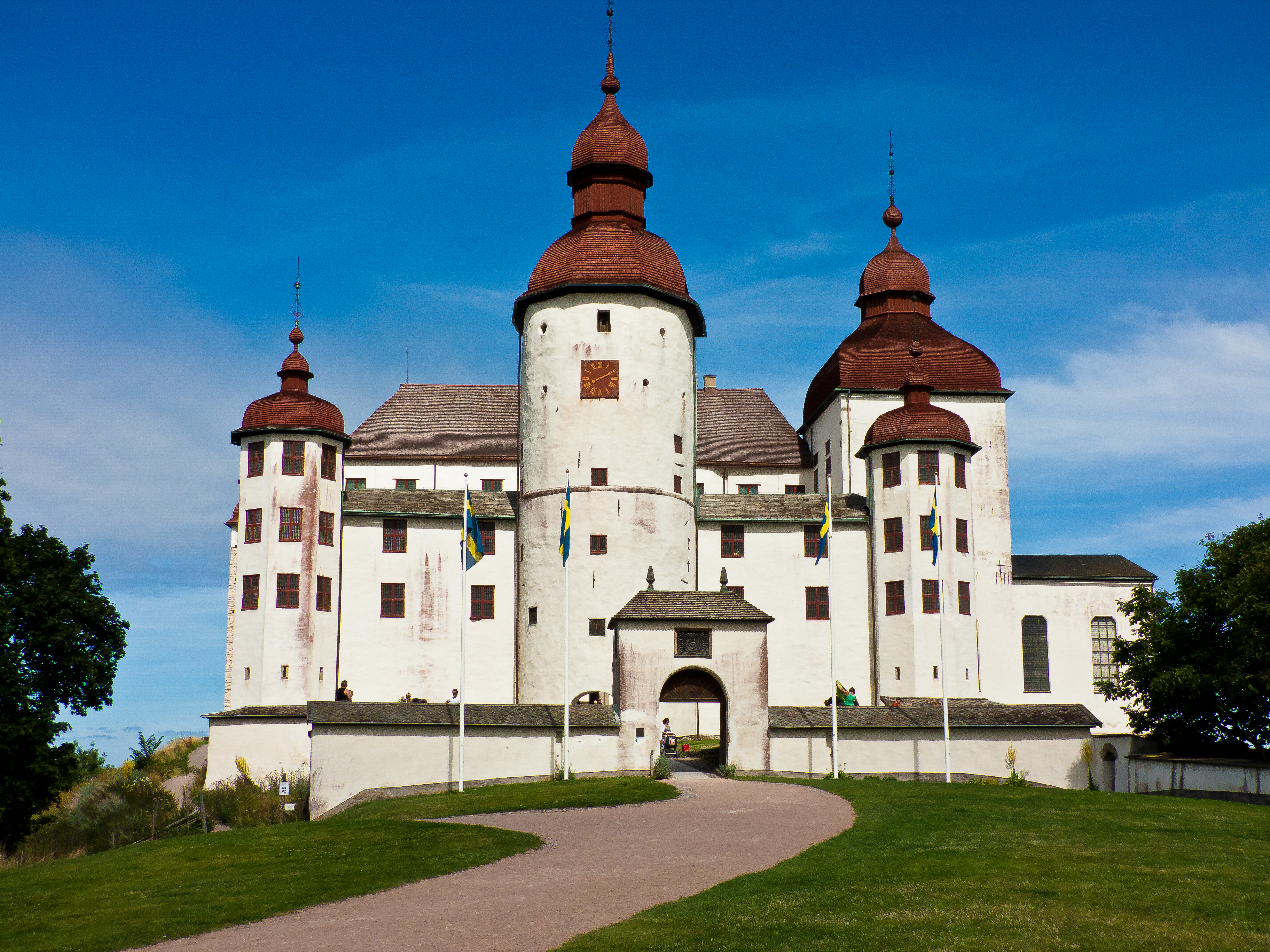
Läckö slott på Kållandsö i Vänern. Den medeltida biskopsborgen blev kraftigt om- och tillbyggd under 1600-talet.
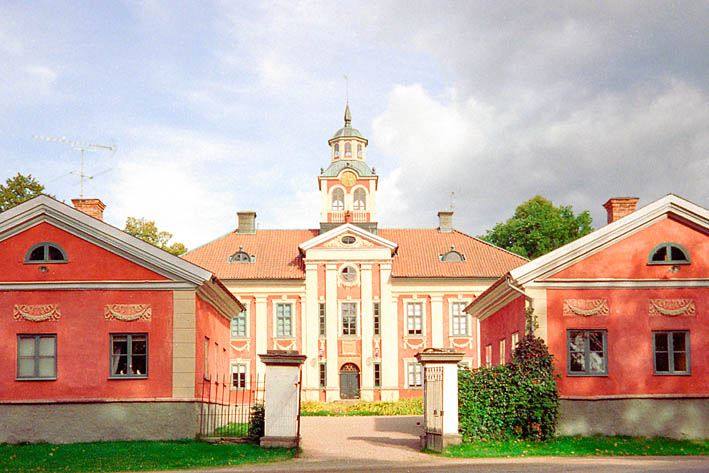
Mariedals slott mellan Skara och Götene byggdes upp av De la Gardie under senare delen av 1600-talet.
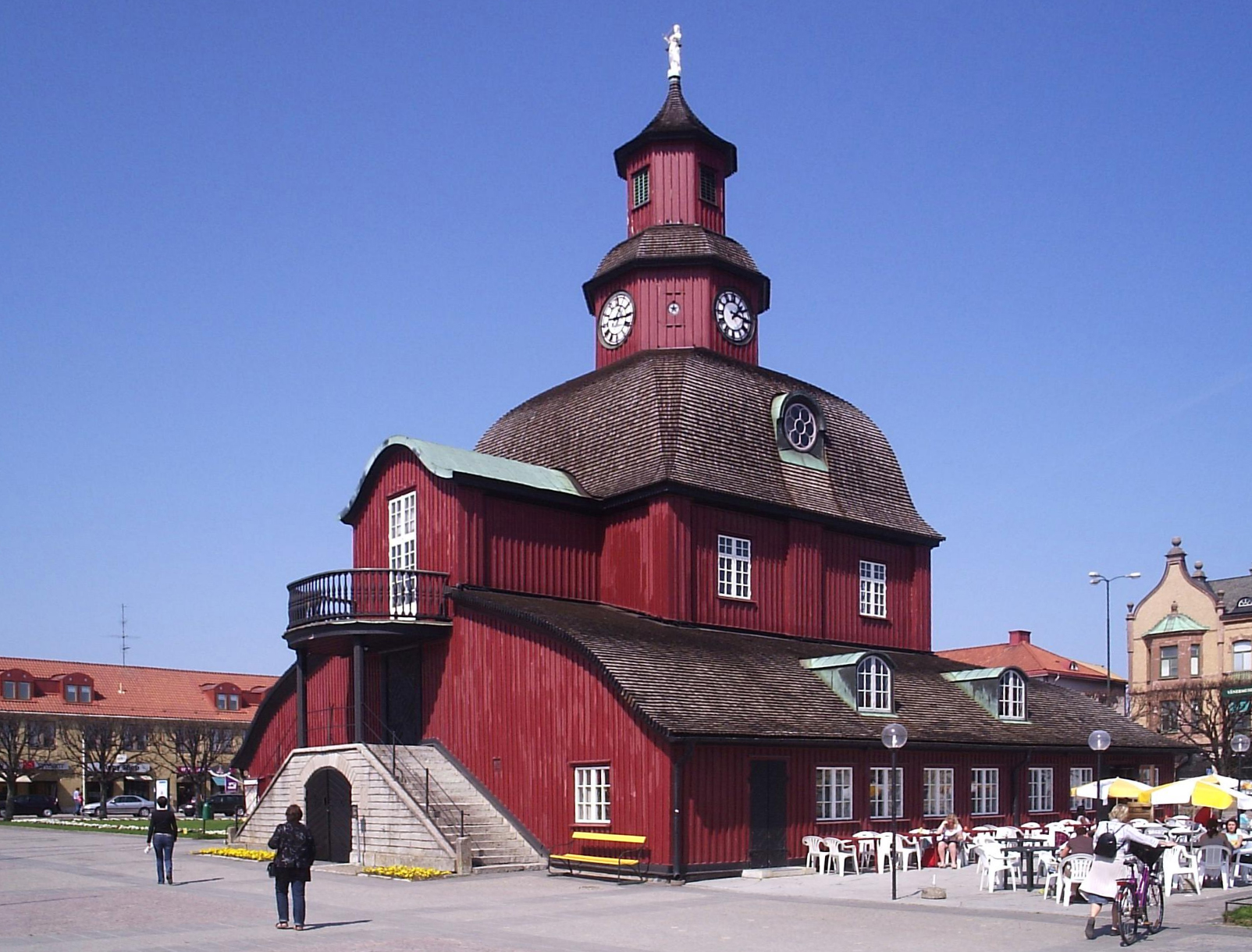
Det tidigare rådhuset på Nya stadens torg i Lidköping var från början jaktslott åt Magnus Gabriel De la Gardie.
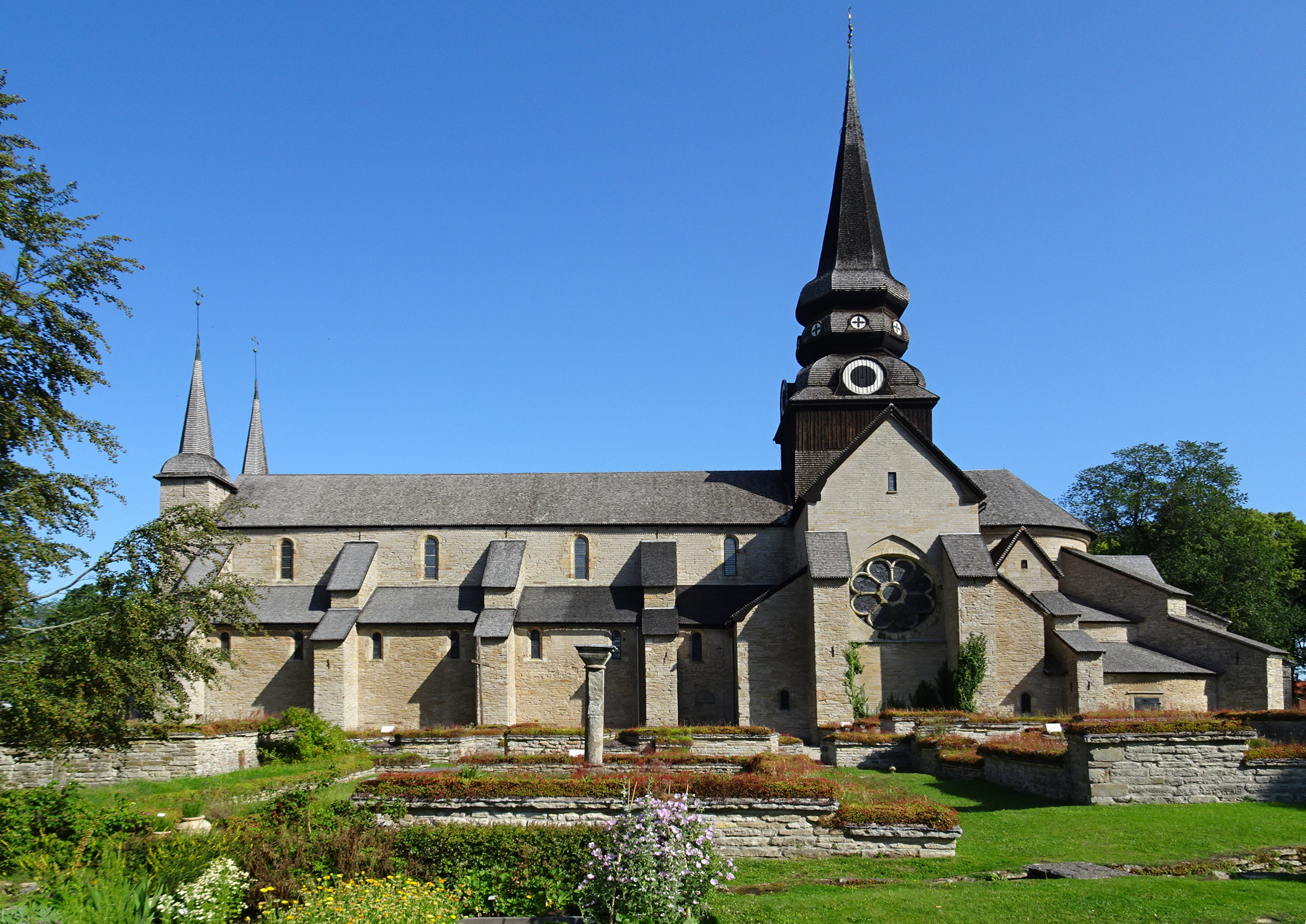
Varnhems klosterkyrka är också gravkyrka för Magnus Gabriel och sonen Gustav Adolf De la Gardie.

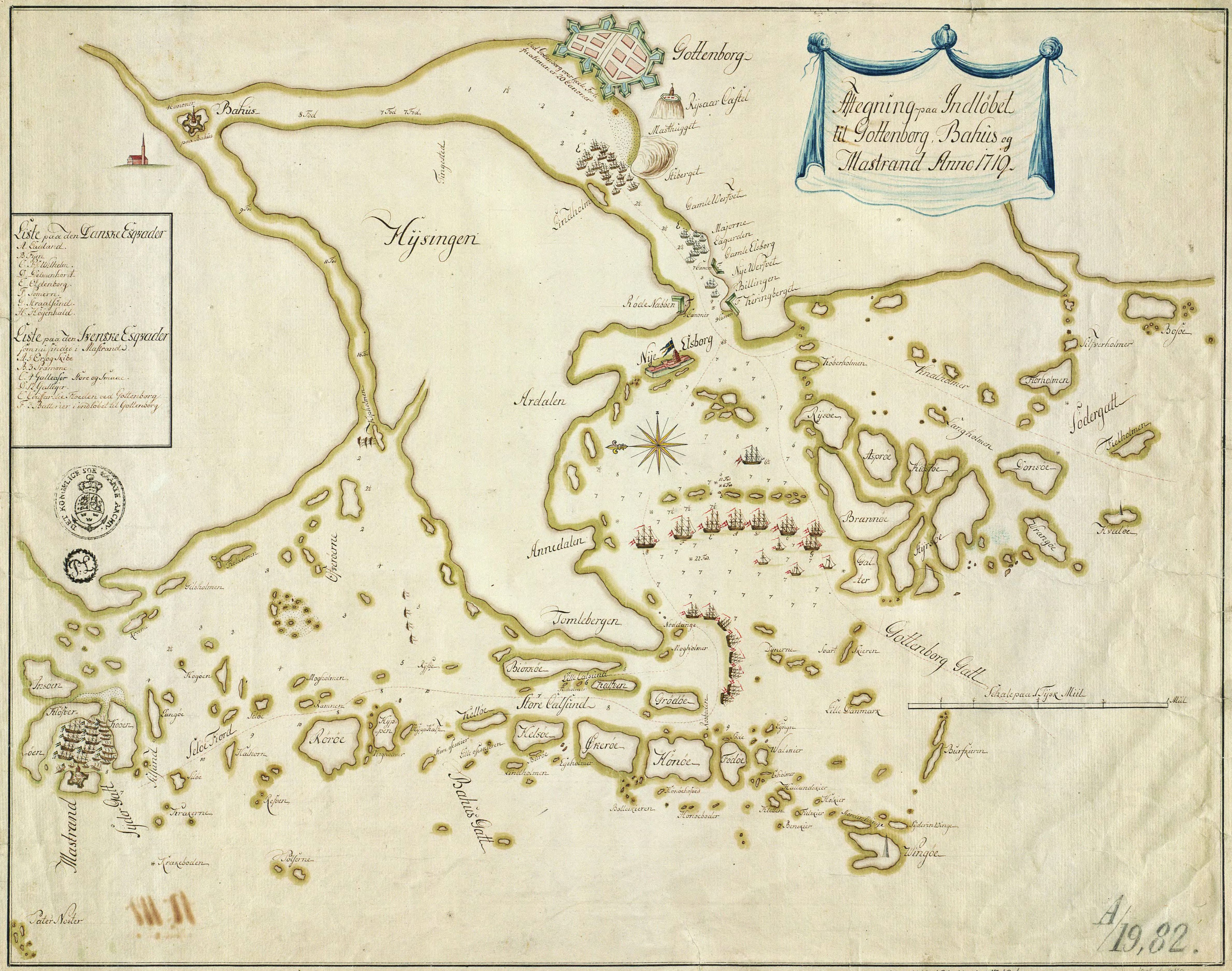
Dansk situationskarta över området mellan Göteborg och Marstrand våren 1719. Kalvsund och Rivöfjorden spärras av danska örlogsfartyg. Handelsfartyg och kapare på Göta älv kommer inte ut. Den svenska örlogsflottans fartyg ligger orustade i Marstrand.

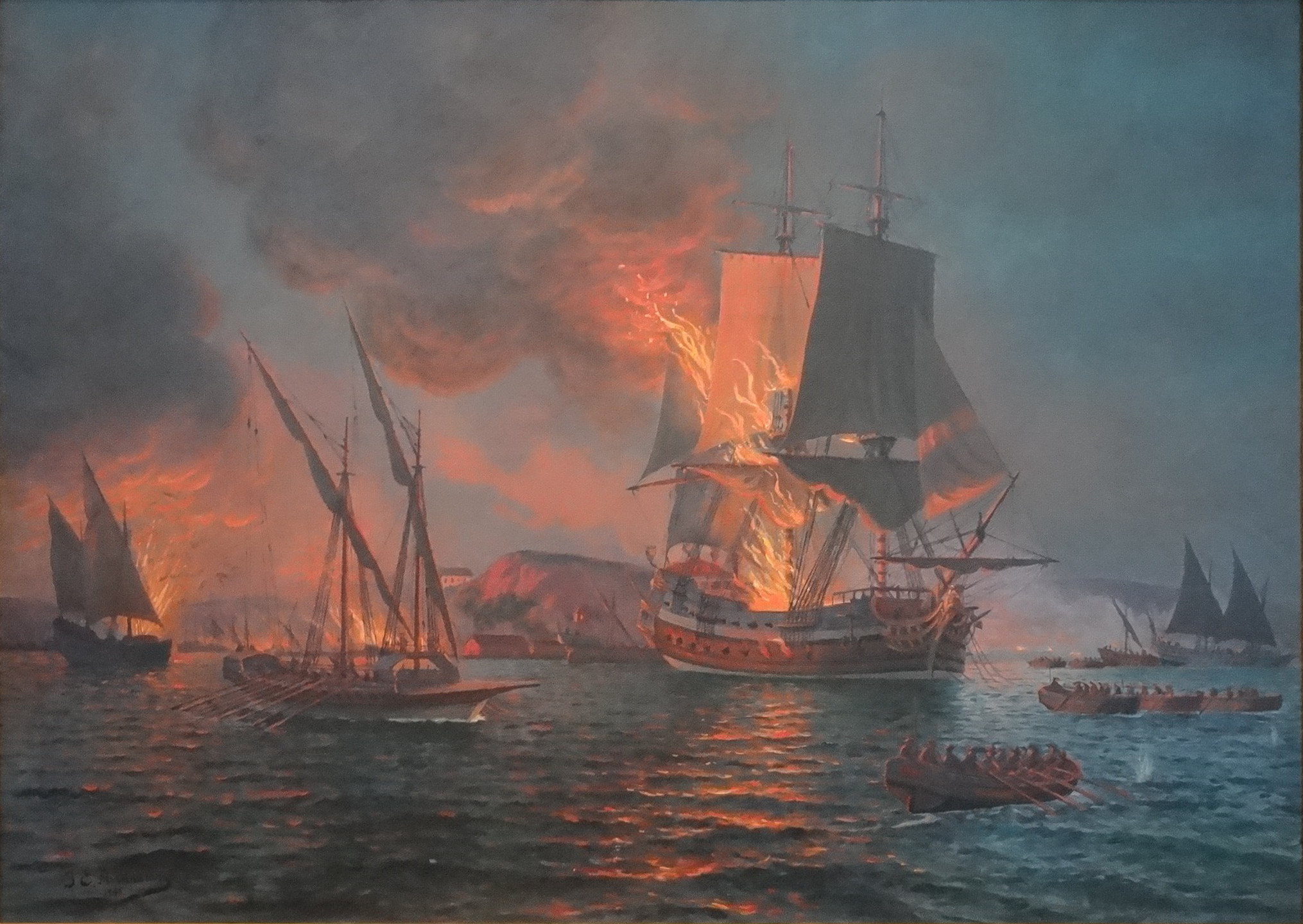
Gatenhielms kaparfregatt Le Comte de Mörner brinner på Göta älv, sedan amiral Tordenskjold överraskande anfallit flottbasen Nya Varvet vid Göteborg på natten till 27 september 1719.

### Kaparverksamheten i Göteborg
Under senare delen av Stora nordiska kriget innebar den allt sämre svenska ekonomin stora svårigheter att bemanna och utrusta örlogsflottan på västkusten. I stället utfärdade svenska myndigheter kaparbrev till privatägda beväpnade svenska fartyg. Detta innebar att besättningarna på dessa kaparfartyg, med statligt godkännande, kunde erövra fartyg från länder som Sverige var i krig med och som "god pris" sälja de på västkusten erövrade fartygens last i Göteborg. Efter att Kronan tagit tio procent kunde övriga deltagande kapare dela på återstoden av vinsten. Från 1710 gjorde den mycket inkomstbringande kaparverksamheten att kaparrederier byggdes upp. Det mest framgångsrika leddes av Lars Gathenhielm. Möjligheten till snabba vinster lockade många affärsmän, däribland den unge entreprenören Jonas Alström, senare adlad Alströmer, från Alingsås.
Den stora mängden kapade handelsfartyg innebar att dansk-norska örlogsfartyg ledda av den unge amiralen Peder Tordenskjold aktivt försökte hindra kaparna att lämna Göteborg, dels genom att blockera Göta älv, dels genom att försöka anfalla och förstöra kaparfartygen och varvsanläggningarna i staden.

## 1700-talet och framåt

### Handel och industriverksamhet

#### Svenska Ostindiska Kompaniet

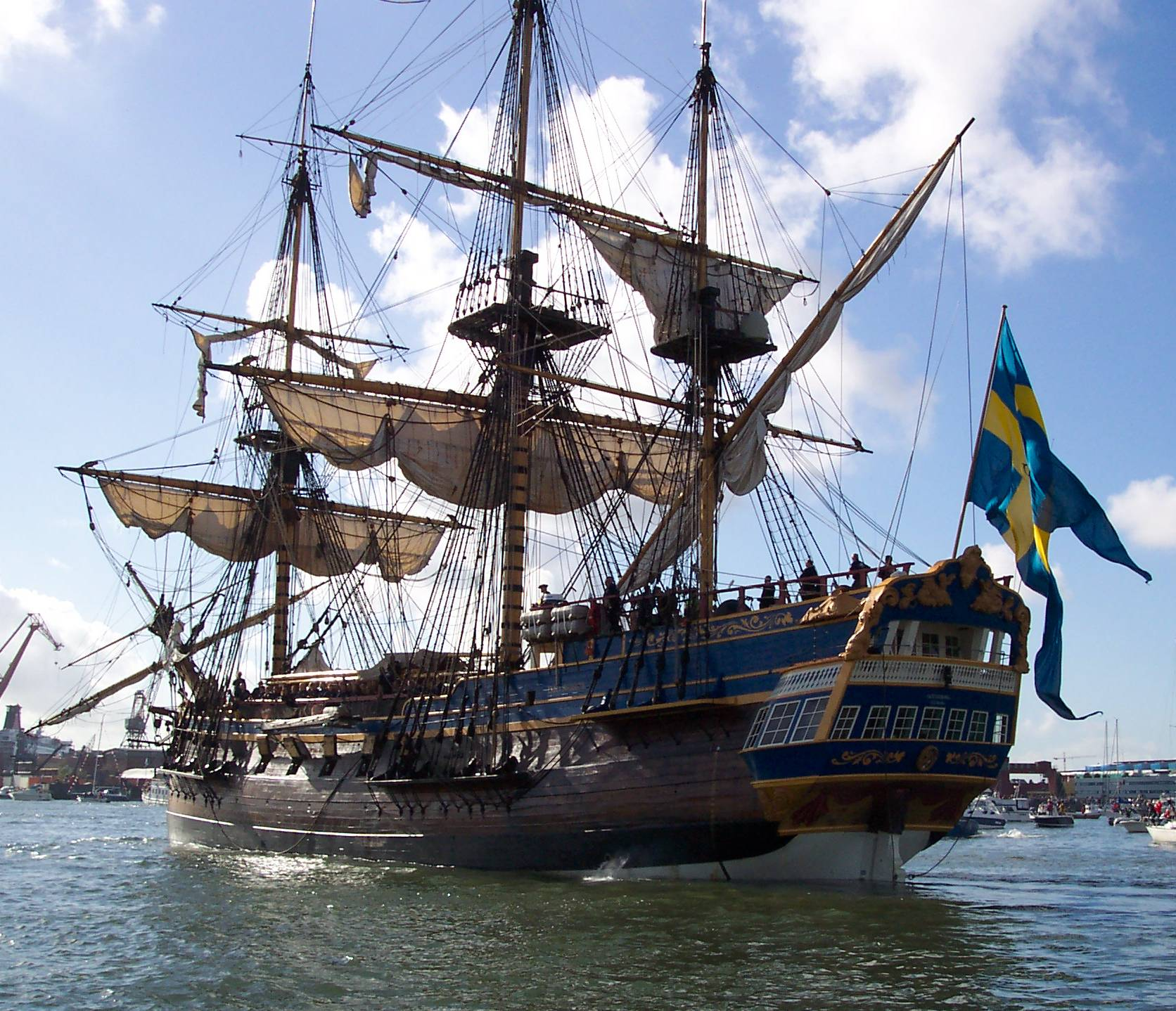
Nybyggda ostindiefararen Götheborg avseglar till Kina i oktober 2005.

Mellan åren 1731 och 1813 verkade olika sammanslutningar av handelsmän som gavs oktrojer, det vill säga ensamrätt på all handel öster om Godahoppsudden under avgränsade tidsperioder. I villkoren ingick att Göteborg skulle vara avseglings-  och ankomsthamn. Bland de varor som importerades från Kina och Indien med Ostindiska Kompaniets fartyg fanns te, siden, porslin, kryddor och arrak. Efter auktion av lasten vid hemkomsten kunde delar av den återigen exporteras ut i Europa. Te och siden exporterades från Göteborg till framförallt Amsterdam och Hamburg. Bland de affärsmän i Göteborg som grundlade stora förmögenheter under denna period fanns Colin Campbell, Niclas Sahlgren och William Chalmers. Efter Nordamerikanska frihetskriget försämrades affärerna för Ostindiska Kompaniet, och varor från Orienten började alltmer komma till Europa med amerikanska fartyg.

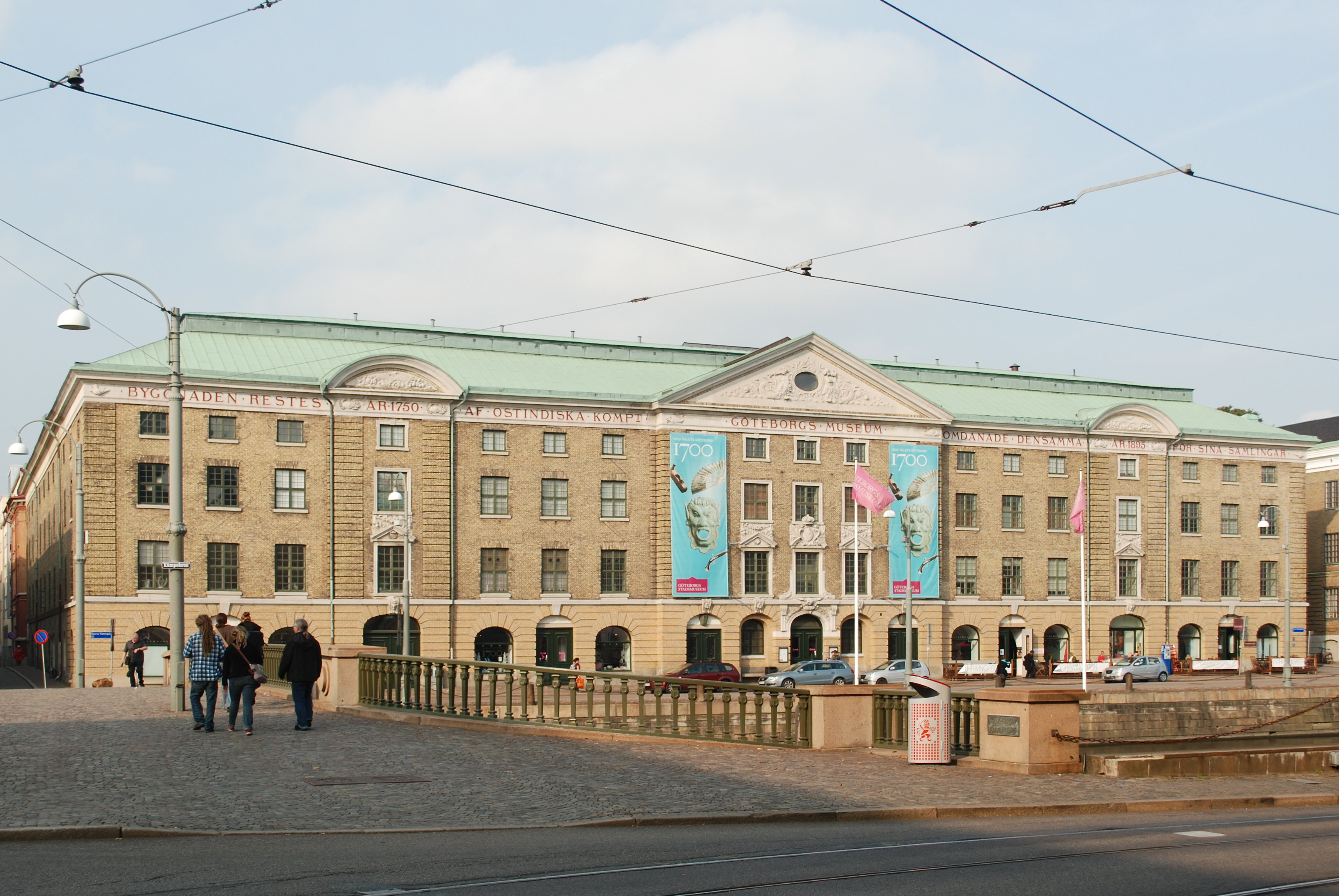
Ostindiska huset i Göteborg, byggt på 1750-talet, var lagerlokal och auktionskammare för Ostindiska Kompaniet.
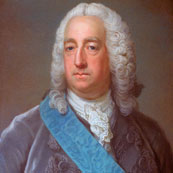
Niclas Sahlgren, direktör för Ostindiska kompaniet 1733–1768, porträtt av Jakob Björck.

#### Textilindustrin

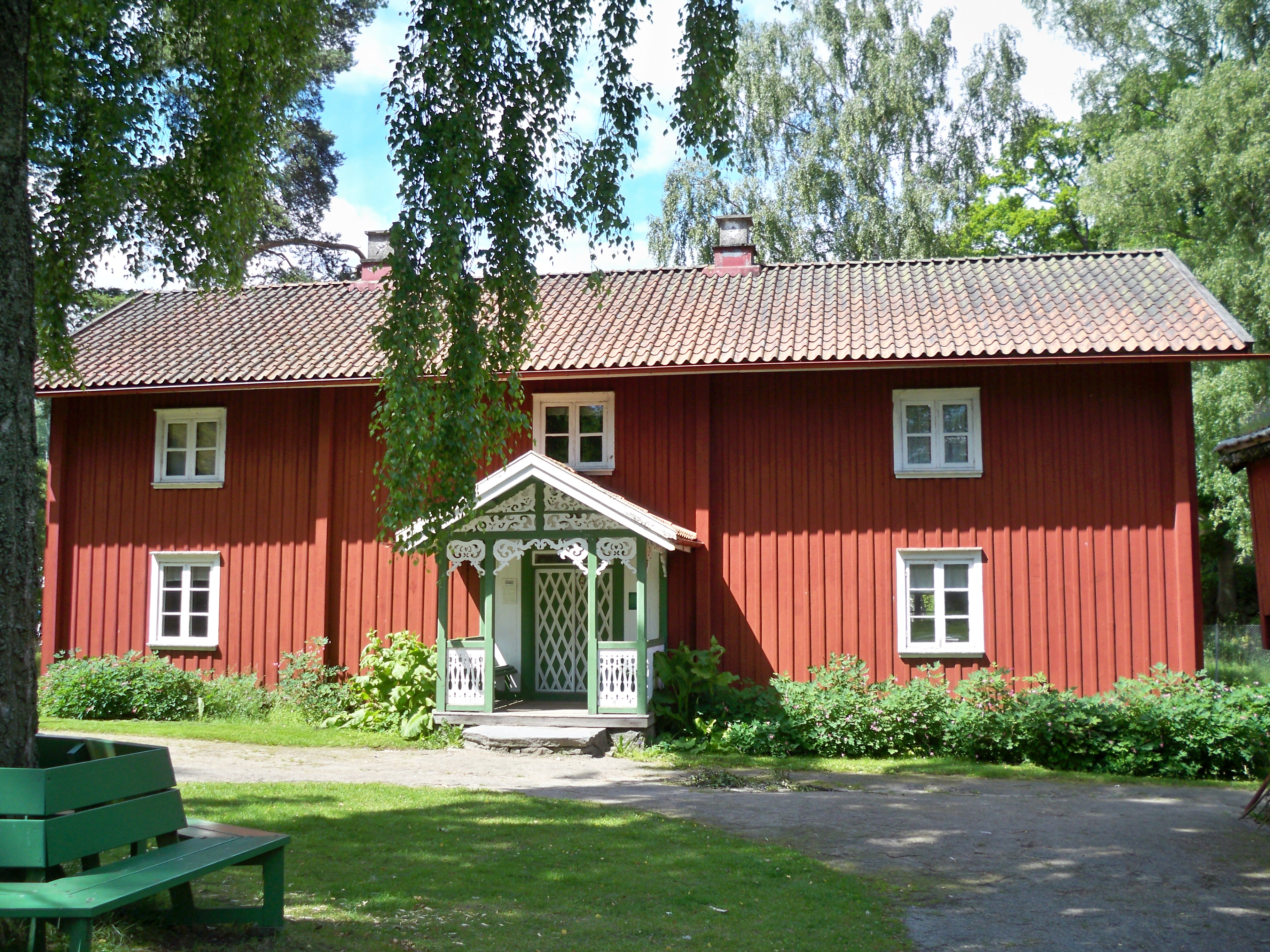
Förläggargård byggd 1795 i Holsljunga socken, numera på friluftsmuseet Ramnaparken i Borås.

År 1724 startades Alingsås manufakturverk av Jonas Alström, som använde maskiner och kunskaper från England vid tillverkningen. Stödet från statsmakten var stort med kungen, flera riksråd och ämbetsmän som delägare. Tillverkningen bestod av bland annat vävda textilier i ull och bomull, hattar och tobak. Antalet anställda var 1 389 år 1760.
På 1740-talet startades också ett ylleväveri i Mariestad av Christopher Zackau och Per Svanberg, med ett 35-tal anställda. Ett mindre sidenväveri startades i samma stad 1758, men lades ner redan i mitten av 1760-talet.
Under slutet av 1700-talet förändrades hemvävningen i de södra delarna av Västergötland till ett förläggarsystem. Vissa av bönderna började lämna ut råvaran, lin eller ull, till framförallt den fattigare delen av befolkningen, som mot betalning fortsatte förädlingen med kardning, spinning och vävning. Bonden kunde därefter sälja det färdiga tyget med förtjänst. Under 1820-talet blev bomull allt vanligare och förläggarsystemet utvecklades. Hemväverskorna fick bomullsgarn av förläggaren, ofta en bonde i trakten, och fick sedan betalt av samma person beroende på hur mycket tyg man vävt. Det färdiga tyget såldes slutligen av gårdfarihandlare.
År 1795 startade handelsmannen Fredrik Hummel, med ekonomiskt stöd från William Chalmers med flera Gamlebo Kullens Bomullsspinneri, Sveriges första mekaniska bomullsspinneri, nära nuvarande Stenkullen vid Säveån. För mekaniken ansvarade konstruktören Henrik Strimberg, som också tillsammans med handelsmannen Wilhelm Gyzander var delaktig i anläggandet av Sveriges andra bomullsspinneri i Sjuntorp, söder om Trollhättan år 1813. 
I Rydboholm utanför Borås startades Sveriges första mekaniserade väveri, Rydboholms Konstväveribolag, år 1834 av Sven Erikson. Han startade också ett bomullsspinneri i näraliggande Rydal 1853, för att få egen tillgång till bomullstråd. Efter 1881 fick bara vuxna och barn över tolv år arbeta i spinneriet. Företagen utvecklades snabbt i området runt Viskafors med hjälp av god tillgång på vattenkraft, och senare även järnvägen mellan Varberg och Borås, Viskadalsbanan. Stora textilföretag med anknytning till Boråstrakten under 1900-talet har varit Borås Wäfveri, Algots och Eiser.

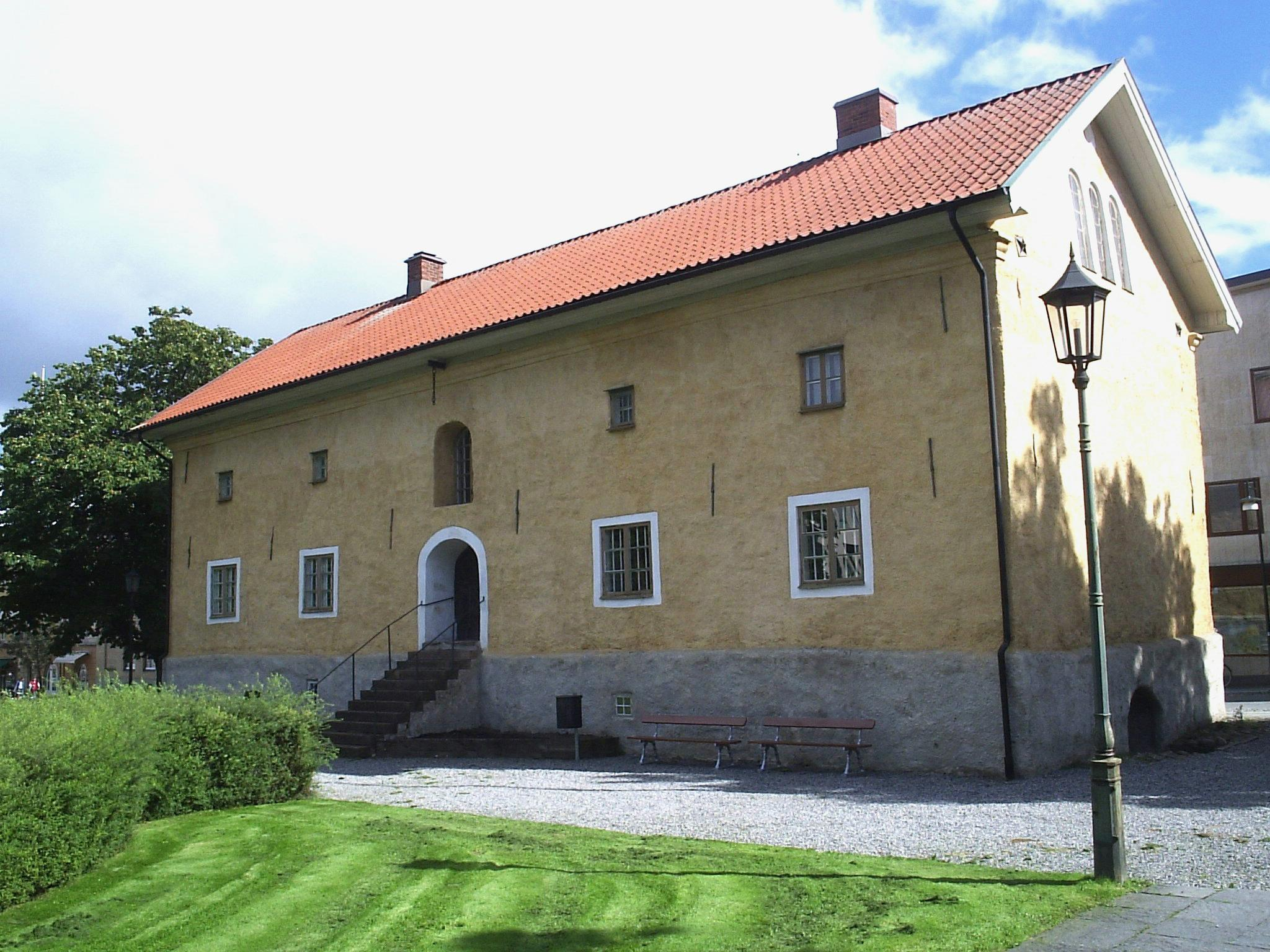
Alstömerska magasinet, byggt cirka 1730 av Jonas Alströmer, är Alingsås äldsta ickekyrkliga byggnad.
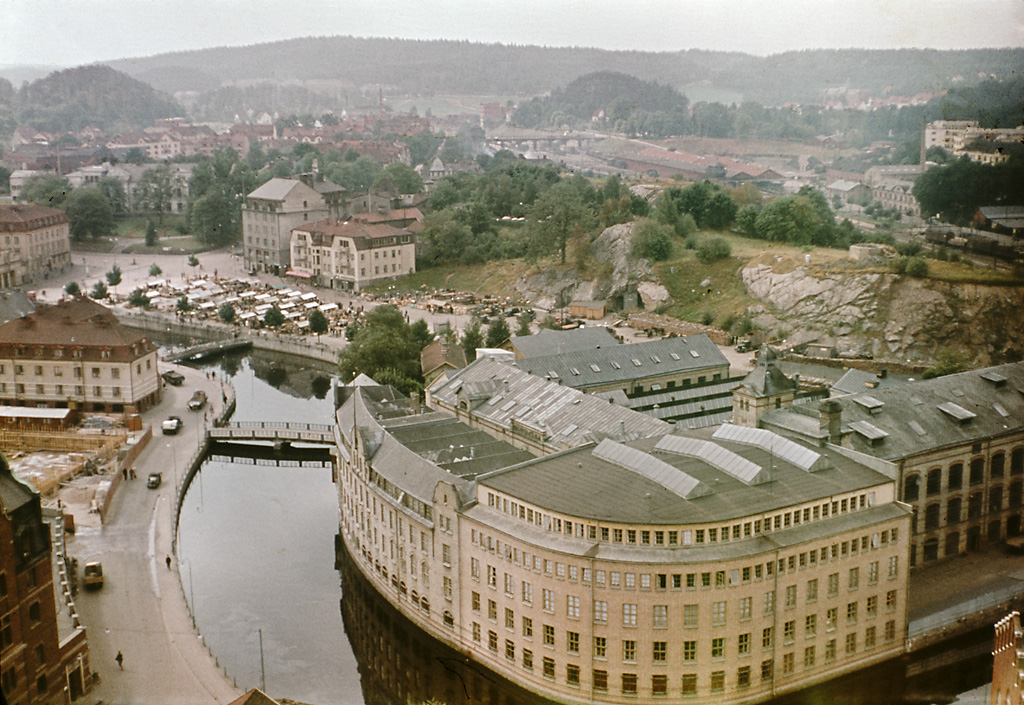
Borås Wäfveri vid Viskan på foto från 1944.
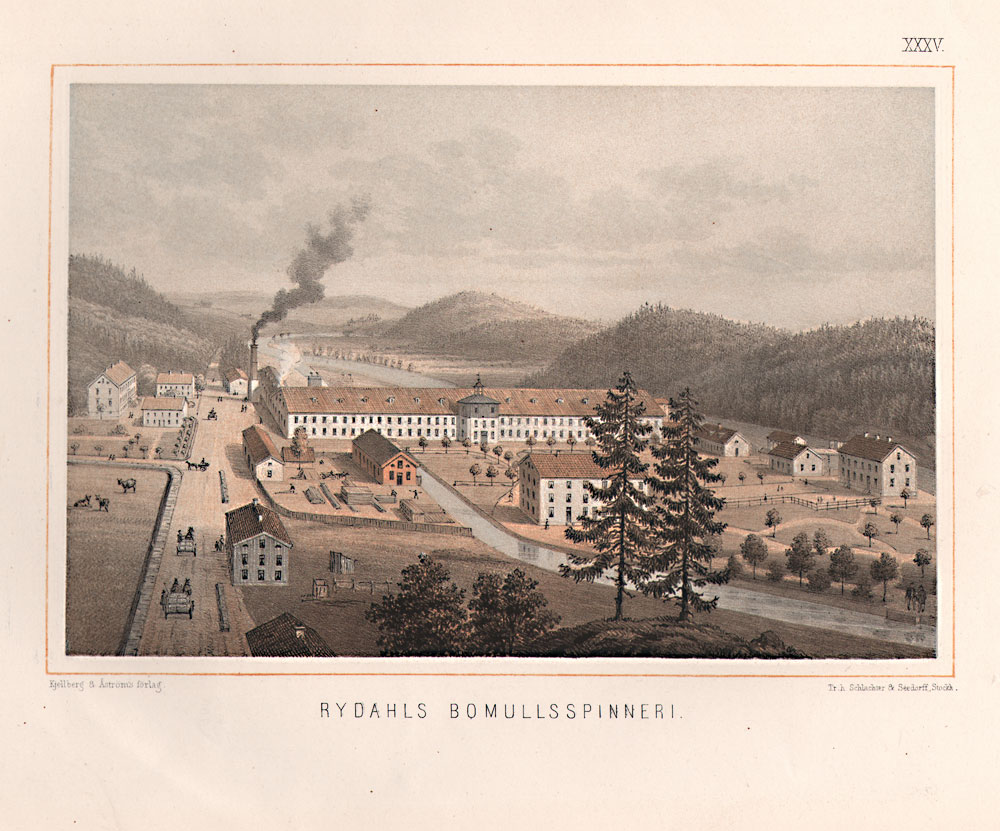
Rydals bomullsspinneri, på litografi från 1870.

#### Pappers- och träindustri

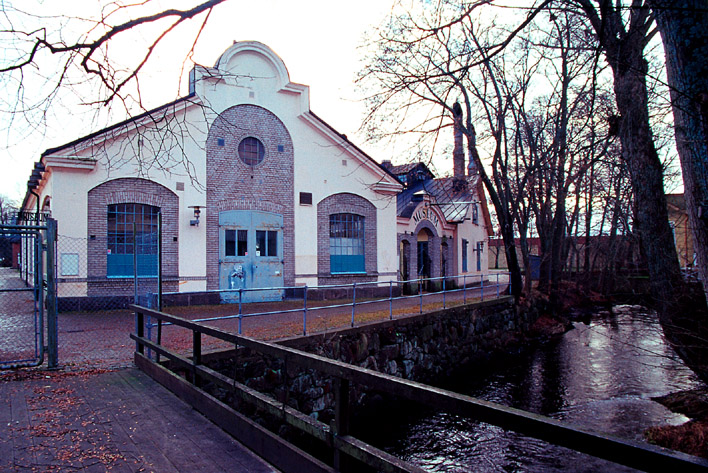
Tändsticksfabriken Vulcan, Tidaholm.

Skogsbruket har i alla tider varit Västergötlands främsta naturtillgång, och skogen upptar nära hälften (48,8 procent), av landskapets landareal. Störst andel skog finns i landskapets södra delar. Sedan man i mitten av 1800-talet experimenterat fram metoder att göra pappersmassa av träflis, startades senare under 1800-talet bland annat pappersbruken Wargöns AB vid Vänersborg, Edet bruk och det näraliggande Göta Bruk nedströms vid Göta älv, och AB Papyrus vid Mölndalsån.
År 1765 startade Katrinefors bruk vid Tidan utanför Mariestad tillverkning av handgjort papper, men verksamheten gick i konkurs 1869. Efter att nya ägare investerat i för tiden moderna pappersmaskiner startade återigen produktion i nya Katrinefors Aktiebolag år 1872. Efter misslyckade experiment med utveckling av drivremmar av papper, startades Aktiebolaget Tidan som dotterbolag i slutet av 1890-talet för att tillverka produkter i det lätta, vattentäta och stöttåliga materialet vulkanfiber, tillverkat av vulkaniserad bomullslump med handelsnamnet Unica. Väskor, lådor, kugghjul, hjälmar och skydd är exempel på produkter som tillverkades av Unica-fiber fram till 1958, då plast konkurrerade ut materialet.
Tändsticksfabriken Vulcan anlades år 1868 på en ö i ån Tidan, vid nuvarande Tidaholm, och utvecklades till en av världens största inom sitt område. Det monotona arbetet med tändstickor utfördes mestadels av flickor i 18-årsåldern men även yngre flickor förekom i arbetet. Den giftiga och brandfarliga fosforn i tändstickorna orsakade också många bränder. Tidigt på morgonen den 18 februari 1875 bröt elden ut i en av fabrikens byggnader, och det snabba brandförloppet gjorde att 46 unga kvinnor och flickor innebrändes. Den äldsta av de omkomna var 26 år, men åldersuppgift saknas på  14 av flickorna, eventuellt för att dölja att de var under 12 år. Barnarbete var förbjudet enligt lag sedan 1846, men ingen kontroll av detta förekom.
Tjär- och virkesproduktionen i Kyrkefalla socken öster om Skövde utvecklades under 1800-talet till en småskalig möbelindustri, vilken expanderade kraftigt med järnvägens tillkomst 1876 runt det nya stationssamhället Tibro.

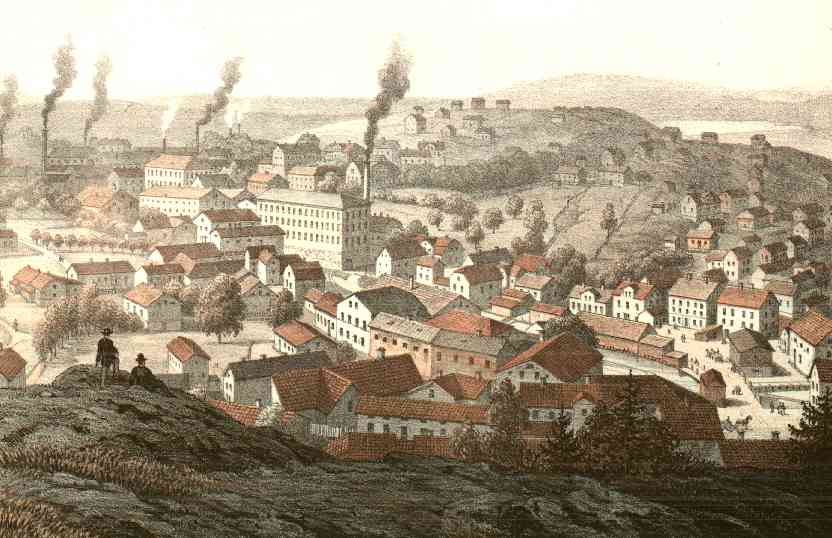
Mölndals Kvarnby år 1870 med bland annat Korndals pappersbruk, senare pappersfabriken Papyrus.
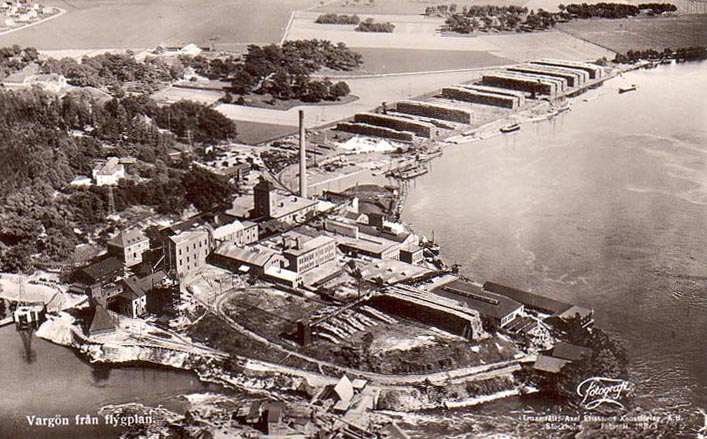
Vargöns bruk vid Vänersborg på flygfoto från 1930-talet.
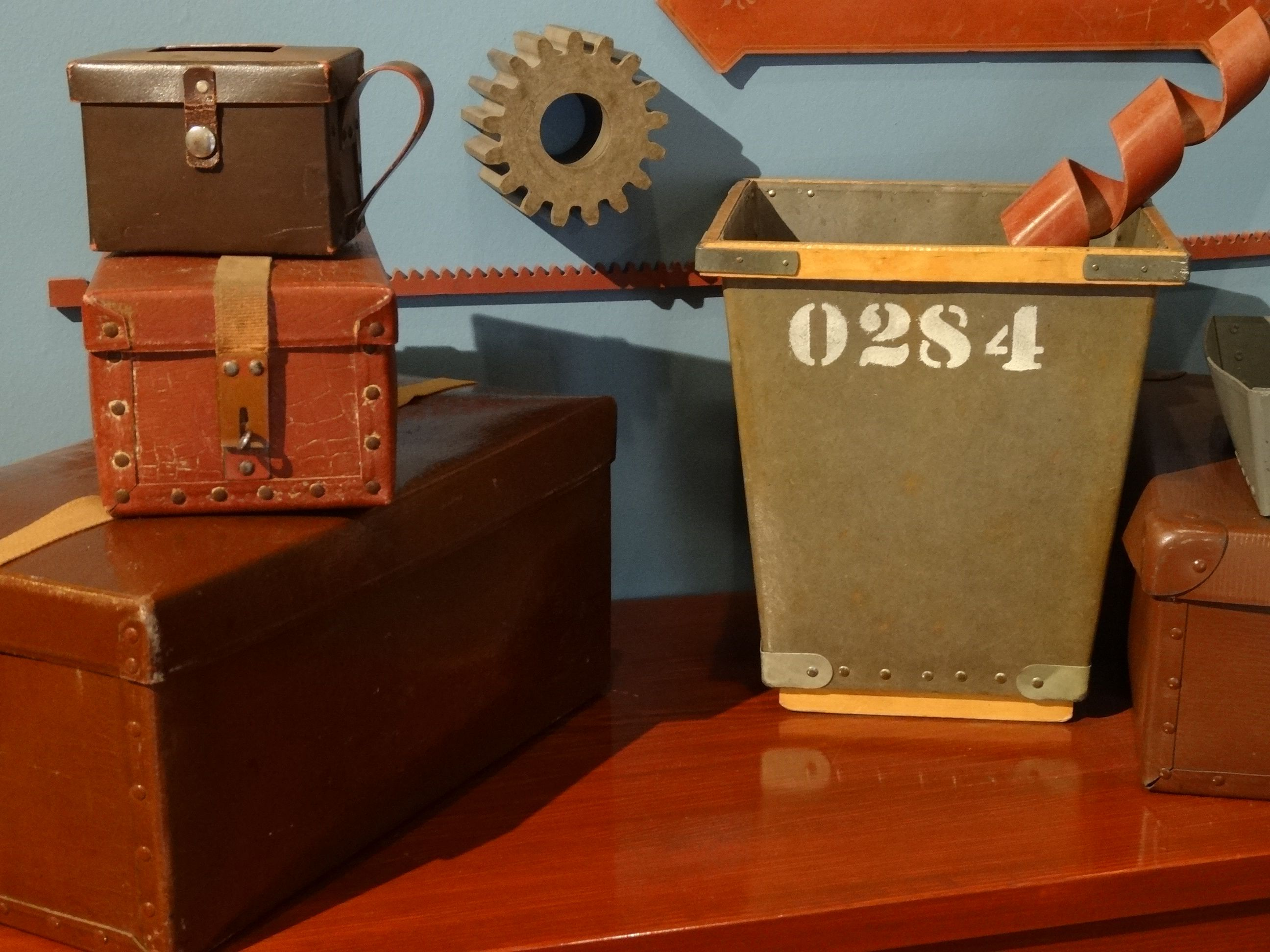
Boxar, korgar, drev och kuggstänger i materialet Unica, Vadsbo museum, Mariestad.
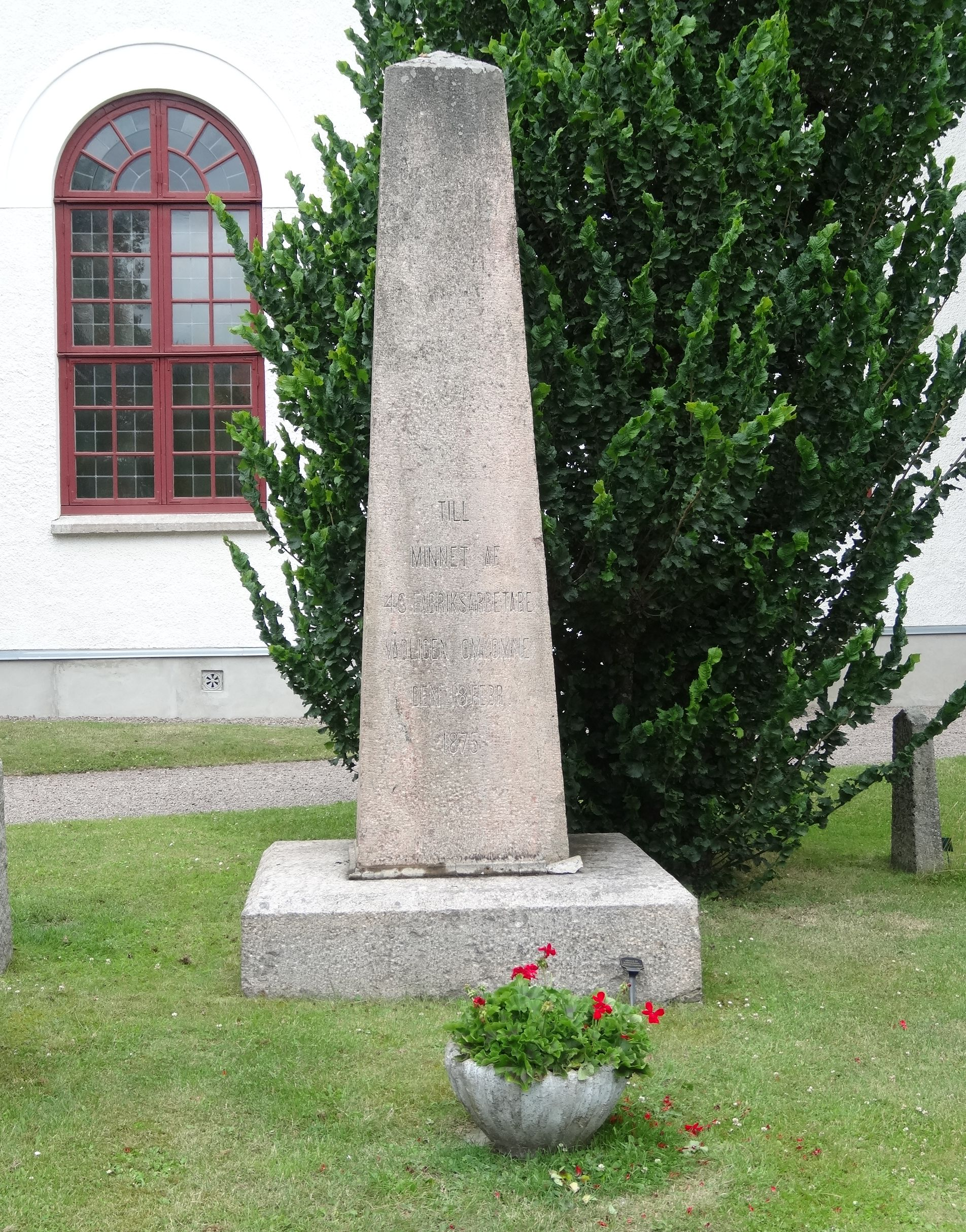
Massgrav på Tidaholms kyrkogård med 46 flickor och unga kvinnor, "vådligen omkomne" vid fabriksbrand 18 februari 1875.
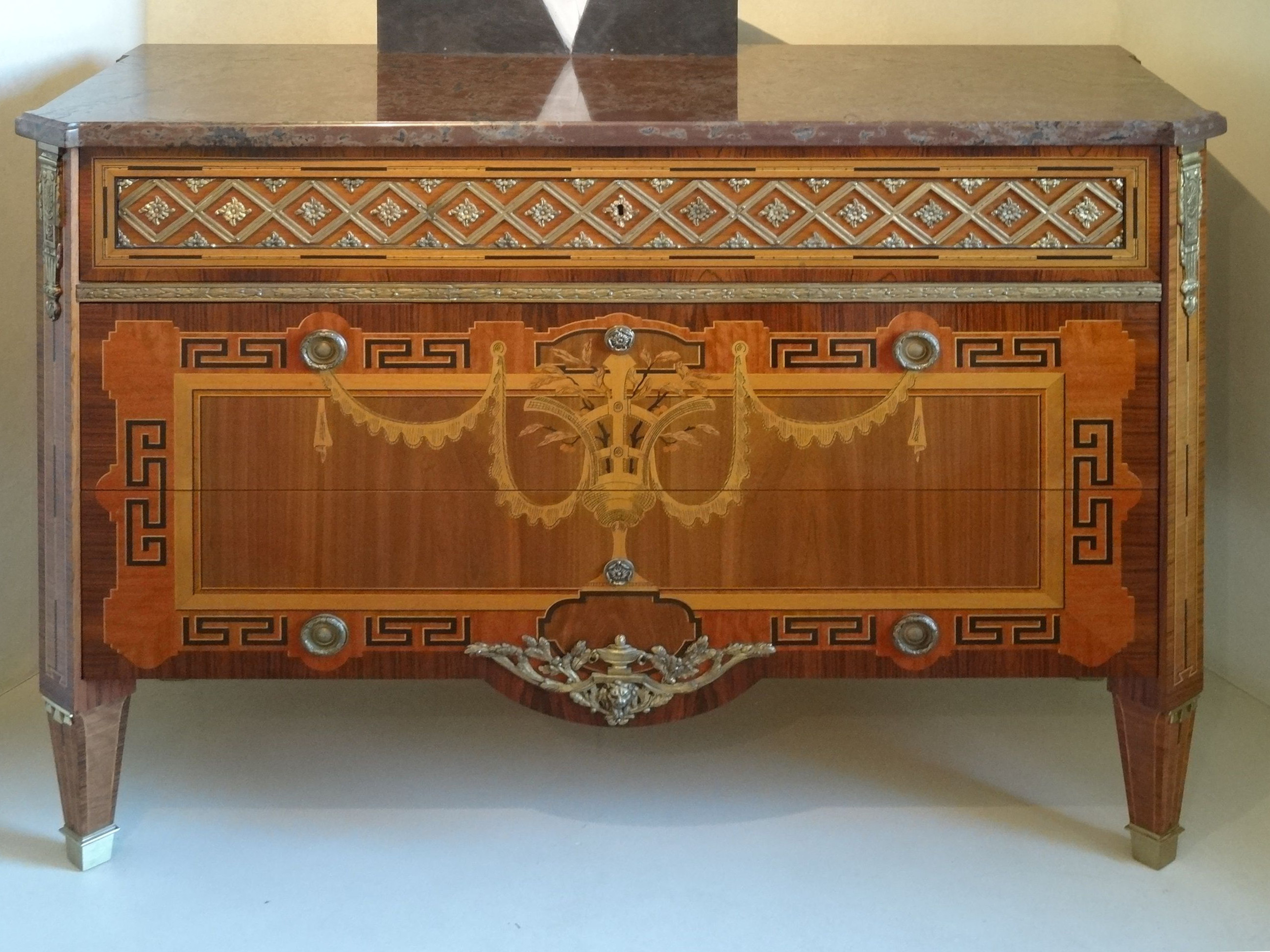
Byrå tillverkad i Tibro under tidigt 1900-tal, rikligt dekorerad med intarsia. Tibro museum.

#### Järnbruk och mekanisk industri
Det har funnits ett tjugotal järnbruk i landskapet, alla numera nerlagda. Bland de äldsta av dessa var Forsviks bruk nära nuvarande Karlsborg, med järnbruksprivilegier 1686 men med kvarn-, såg- och smidesverksamhet sedan medeltiden. I samma område fanns Lagerfors bruk med privilegier 1762. Ryfors bruk, beläget vid Mullsjö i gränstrakterna mot Småland, startade under tidigt 1700-tal och omfattade bland annat 1 200 tunnland skog. Skagersholms bruk i Finnerödja socken i nordöstra delen av landskapet fick privilegier 1672.
På säteriet Tidaholms ägor anlades Tidaholms Jernbruk, som fick privilegier 1799. Bruket tillverkade under 1800-talet bland annat jordbruksredskap, möbler och hästkärror. I oktober 1903 tillverkades den första bilen, den så kallade "Tidaholmaren". Den snabba utvecklingen gjorde att orten Tidaholm utvecklades till köping 1895, och stad 1910.
I Jonsered vid Säveån startade de skotska köpmännen William Gibson och Alexander Keiller industriverksamhet på 1830-talet. Efter att ha avbrutit kompanjonskapet startades Keillers mekaniska verkstad på Södra Älvstranden i Göteborg 1841, och företagets första järnångfartyg gick av stapeln 1847. Företaget ombildades till Göteborgs Mekaniska Verkstads AB 1867, och till Götaverken år 1916.
För att lösa problem med återkommande driftstopp vid Gamlestadens Fabriker i Göteborg, uppfann företagets driftingenjör Sven Wingqvist det sfäriska kullagret år 1907, och samma år startades dotterbolaget Svenska Kullagerfabriken (SKF). År 1926 beslöt SKF:s ledning att starta biltillverkning och det nya dotterbolaget fick namnet Volvo, efter ett handelsnamn på kullager som tidigare avsetts för amerikanska marknaden. Motorn till den första Volvo-modellen "Jakob", kom från Pentaverken i Skövde.

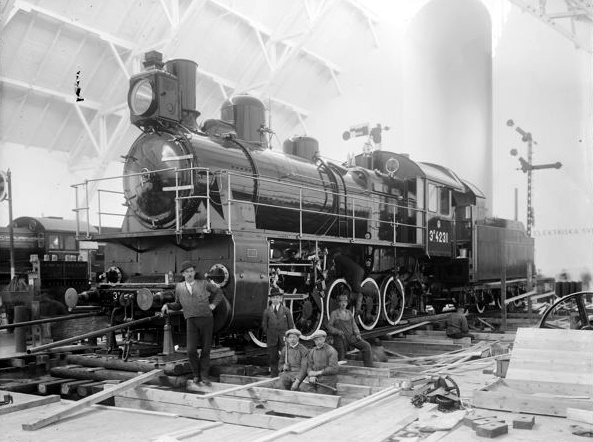
NOHAB visar ett av sina lok på Jubileumsutställningen i Göteborg 1923.

År 1848 startade Johan Lidström, Antenor Nydqvist och Carl Olof Holm företaget Trollhätte Mekaniska Werkstad. Sedan Lidström avlidit ändrades namnet efter 1850 till Nydqvist & Holm, senare som aktiebolag NOHAB. Företaget tillverkade tidigt vattenturbiner eller "strömsnurror", och specialiserade sig efter hand på ångdrivna maskiner, framförallt ånglok. Mellan åren 1921 och 1924 levererades en order på 500 ånglok till Ryska SFSR, de så kallade "ryssloken", och arbetsstyrkan på företaget var då över 2 000 personer. År 1930 bildades Nohab Flygmotor AB, som senare köptes av Volvo, och 1937 bildades Svenska Aeroplan AB (SAAB) för flygplanstillverkning, med NOHAB som en av delägarna.
Under senare delen av 1800-talet kom förslag, bland annat från professor Carl Ångström, på hur man kunde utnyttja Trollhättefallen för produktion av mekanisk kraft. Efter åratal av tvister om vatten- och strandrätt, kom bygget av en större elkraftstation i Trollhättan igång 1906. År 1909 bildades det statliga affärsverket Kungliga Vattenfallsstyrelsen, föregångare till nutida Vattenfall, som huvudman för byggprojektet. År 1910 kunde de fyra första aggregaten invigas i Olidans kraftverk, och 1921 var kraftverket färdigbyggt med totalt tretton aggregat. Senare byggdes också kraftverk i Lilla Edet, Hojum och Vargön.
De olika byggprojekten, NOHAB och andra industrietableringar, gjorde att stadens befolkning växte och 1915, efter en tjugotre år lång utredning, fick Trollhättan stadsrättigheter.

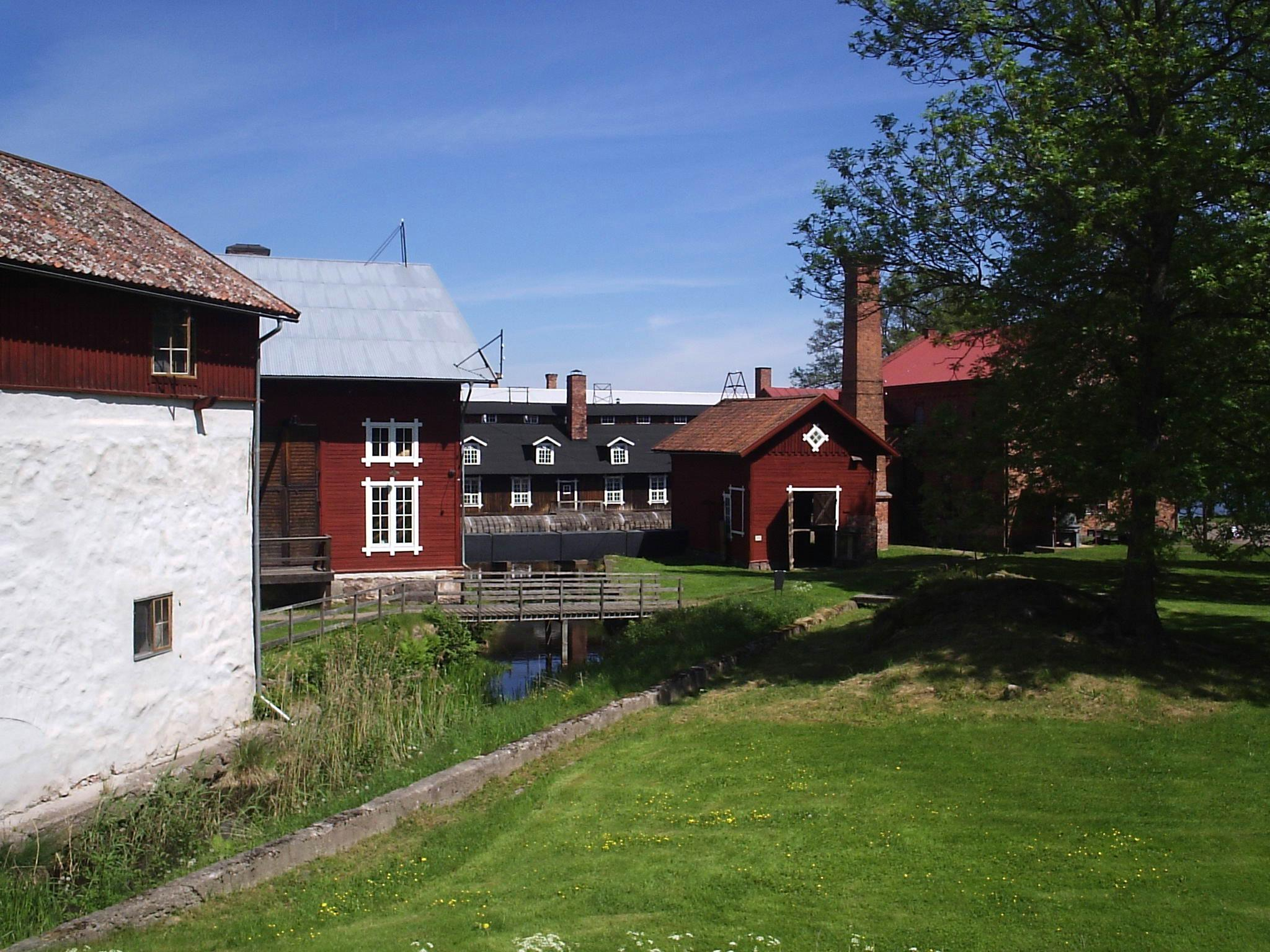
Forsviks bruk vid Göta kanal, numera industriminne.
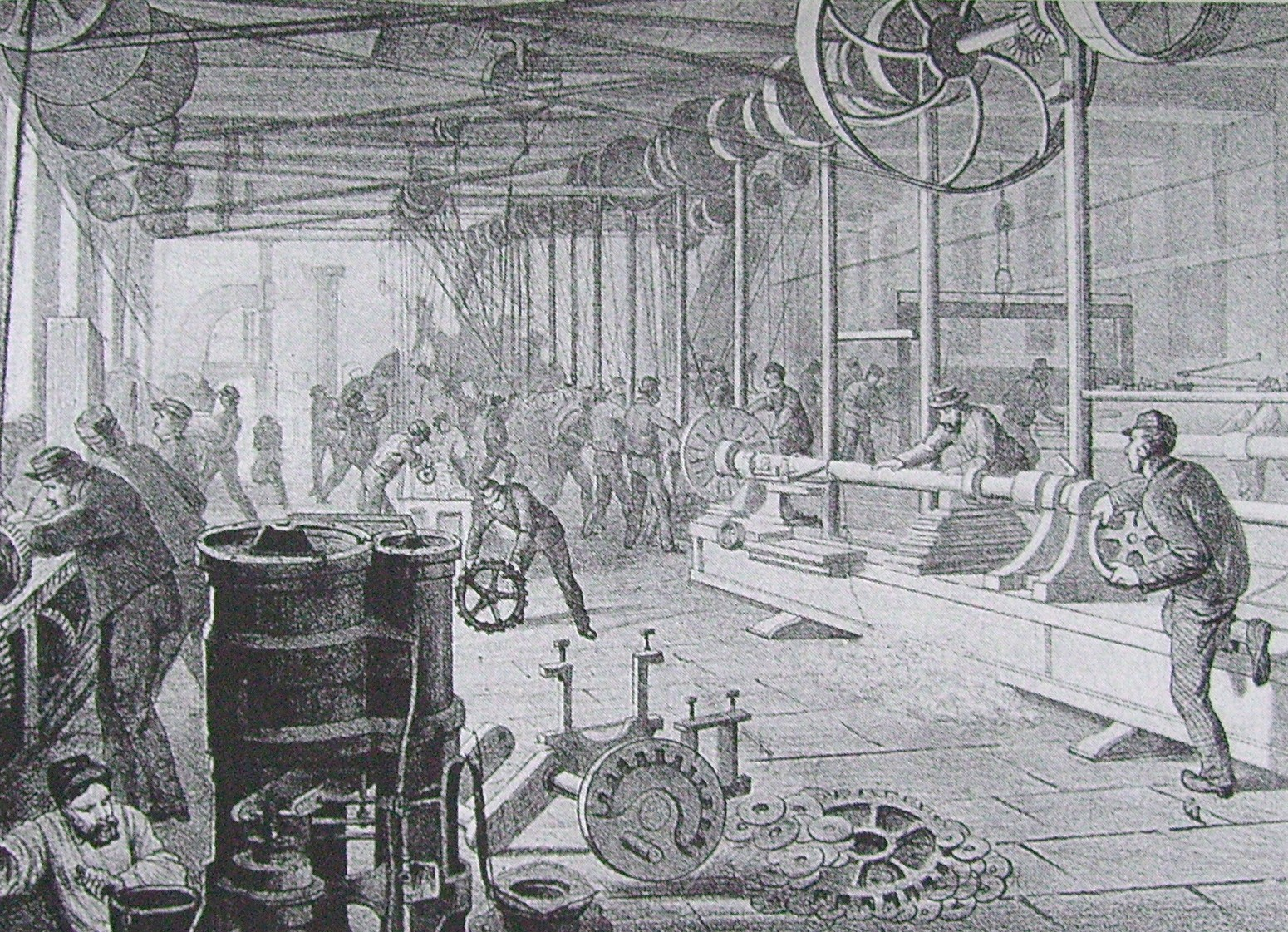
Interiör från Göteborgs Mekaniska Verkstad 1873.
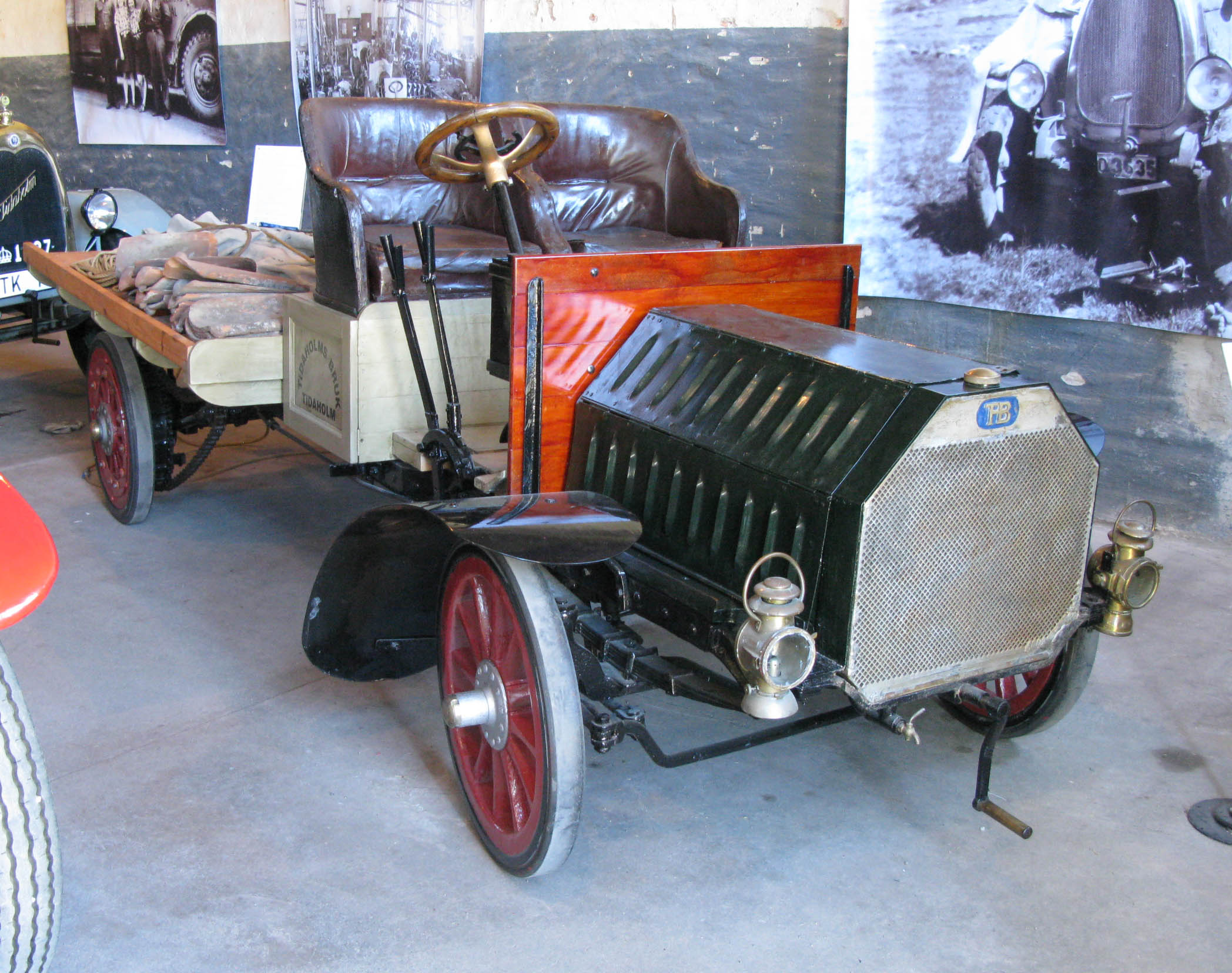
Den äldsta bevarade lastbilen från Tidaholms Bruk, en "kombinerad person och lastautomobil", tillverkad år 1907.
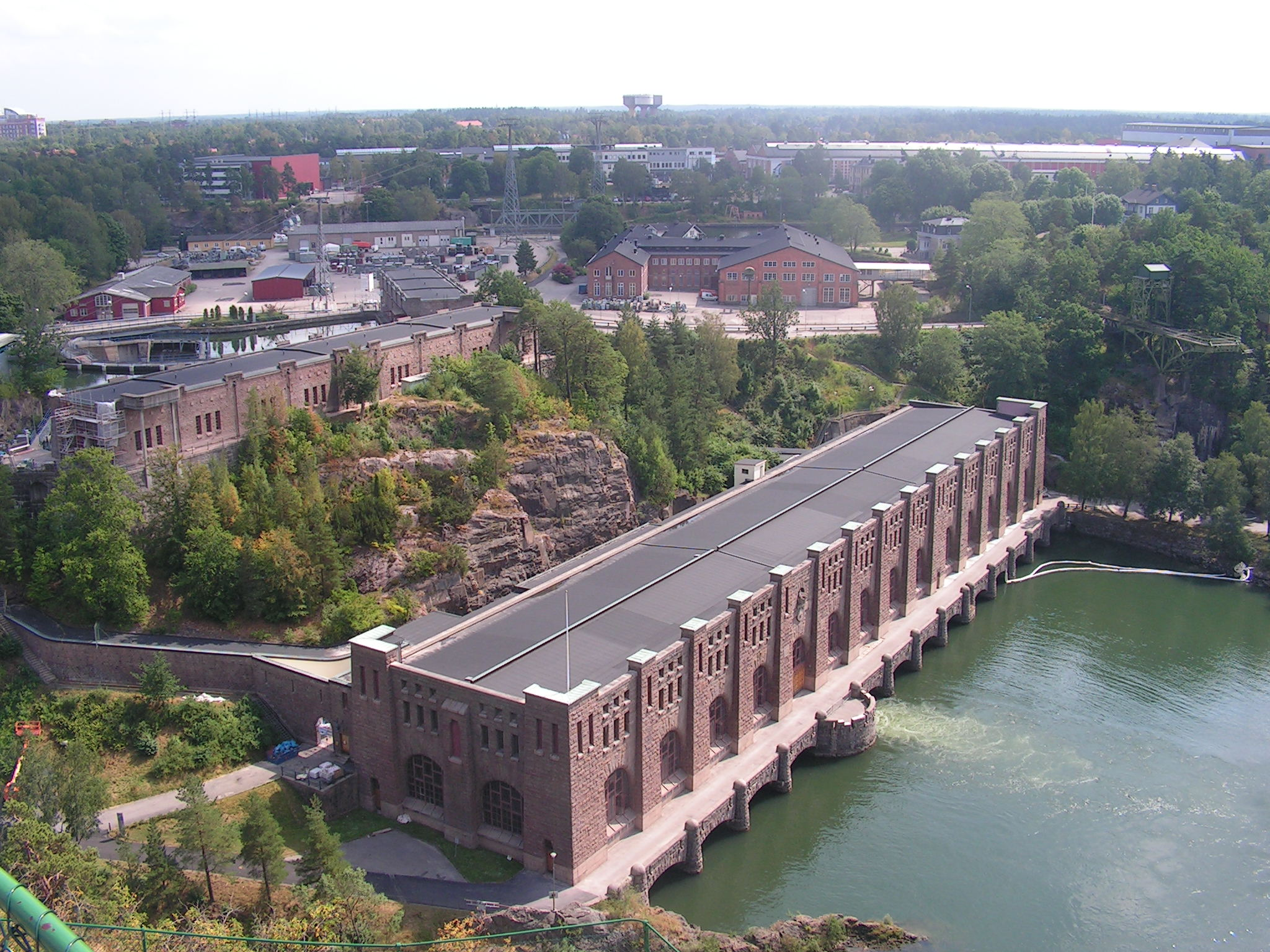
Olidans kraftverk sett från utsiktspunkten Kopparklinten i Trollhättan.

### Linnés Västgötaresa

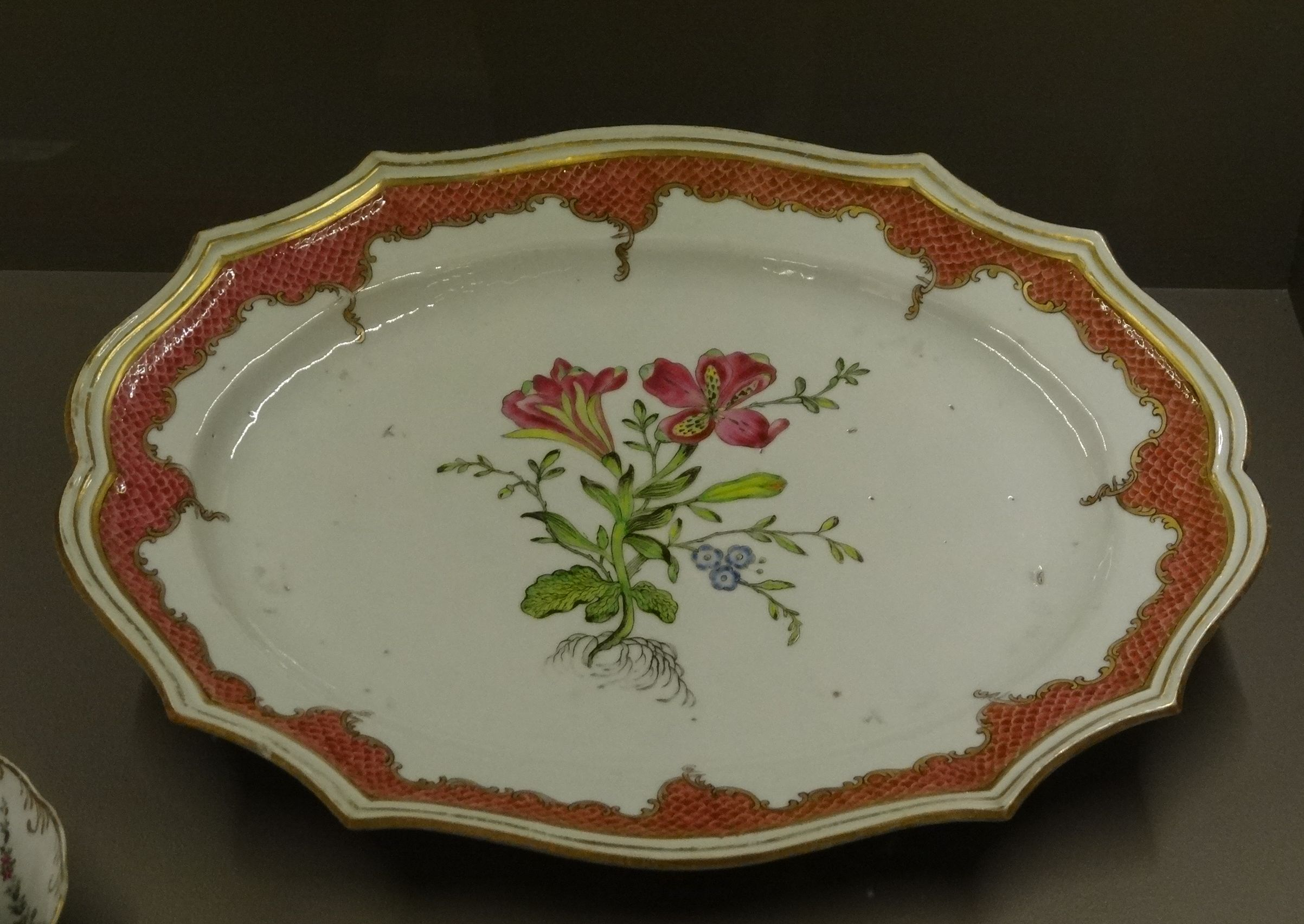
Porslinsfat dekorerad med den sydamerikanska liljan Alstroemeria pelegrina. Växtsläktet namngavs av Carl von Linné som tack för familjen Alströmers stöd till den botaniska forskningen.

Sommaren 1746 genomförde Carl von Linné en resa genom Västergötland, och skrev ner iakttagelser om bland annat geografi, botanik, städer och verksamheter. Hans intryck om Skara var "... liten och illa byggd med irreguljära, sumpiga och ojämna gator, samt mycket tyst och olustig." Göteborg, däremot var enligt Linné "..den täckaste (vackraste) stad ibland alla i Riket." I Alingsås besökte han ett 30-tal manufakturer, och såg också Alströmers privata pipbruk.

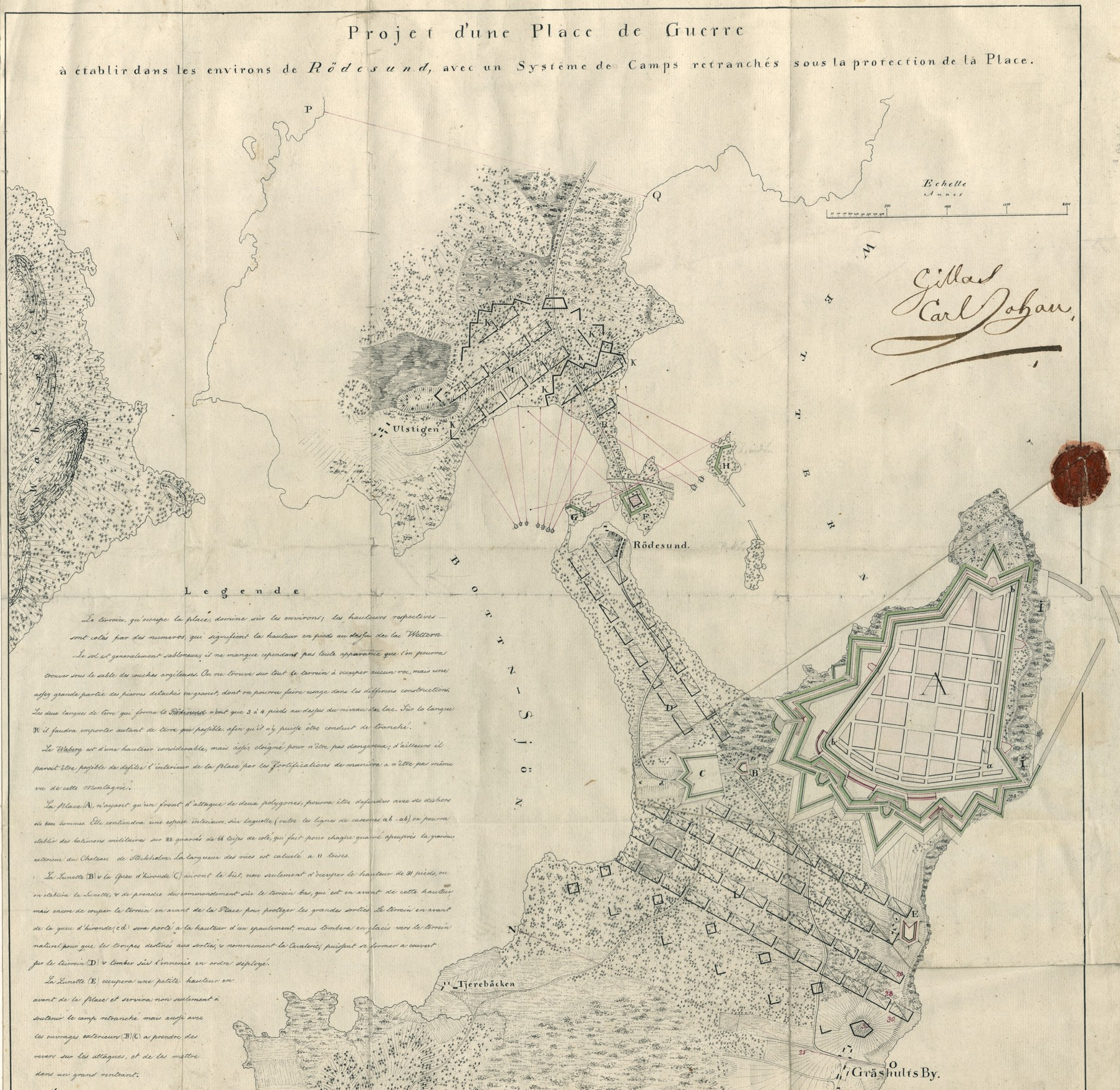
En av de ursprungliga projektplanerna för Karlsborgs fästning, "gillad" av Karl XIV Johan år 1819.

| ”                                                    | Göken sades sällan höras på slätten, emedan han inga träd har att sitta uti. | „ |
| – Carl von Linné på Falbygden i slutet av juni 1746. |                                                                              |   |

| ”                                                   | ..för dem som sett de Lapske fall och forsar är detta ett barneverk. | „ |
| – En måttligt imponerad Linné vid Trollhättefallen. |                                                                      |   |

### Karlsborgs fästning
Sedan Sverige i början av 1800-talet förlorat Finland, planerade den svenska militärledningen för försvar med befästningar inne i landet, ett centralförsvar. Amiral Baltzar von Platen tog initiativ till en större försvarsanläggning på Vanäs udde på västra stranden av Vättern, senare kallad Karlsborgs fästning. Platsen ansågs lättförsvarad, och var nära den nya kommunikationsvägen Göta kanal. Fästningen, med en planerad byggtid på tio år, skulle vara Sveriges reservhuvudstad i orostider med plats för 6 000–8 000 soldater, kungahus, riksdag, regering och guldreserv. Bygget startade 1819, men planerna fick ändras upprepade gånger i takt med den tekniska utvecklingen under 1800-talet. 
| ”                                                                  | Är denna fästning byggd av sten, jag trodde den var byggd av guld. | „ |
| – Kommentar från kung Karl XV angående kostnaderna för fästningen. |                                                                    |   |

Mellan åren 1844 och 1866 byggdes det 678 meter långa slutvärnet, en av Europas längsta uppvärmda byggnader. När fästningen förklarades färdigbyggd 1909 hade utvecklingen redan gjort fästningen omodern, och den ströks som aktiv försvarsanläggning 1925.

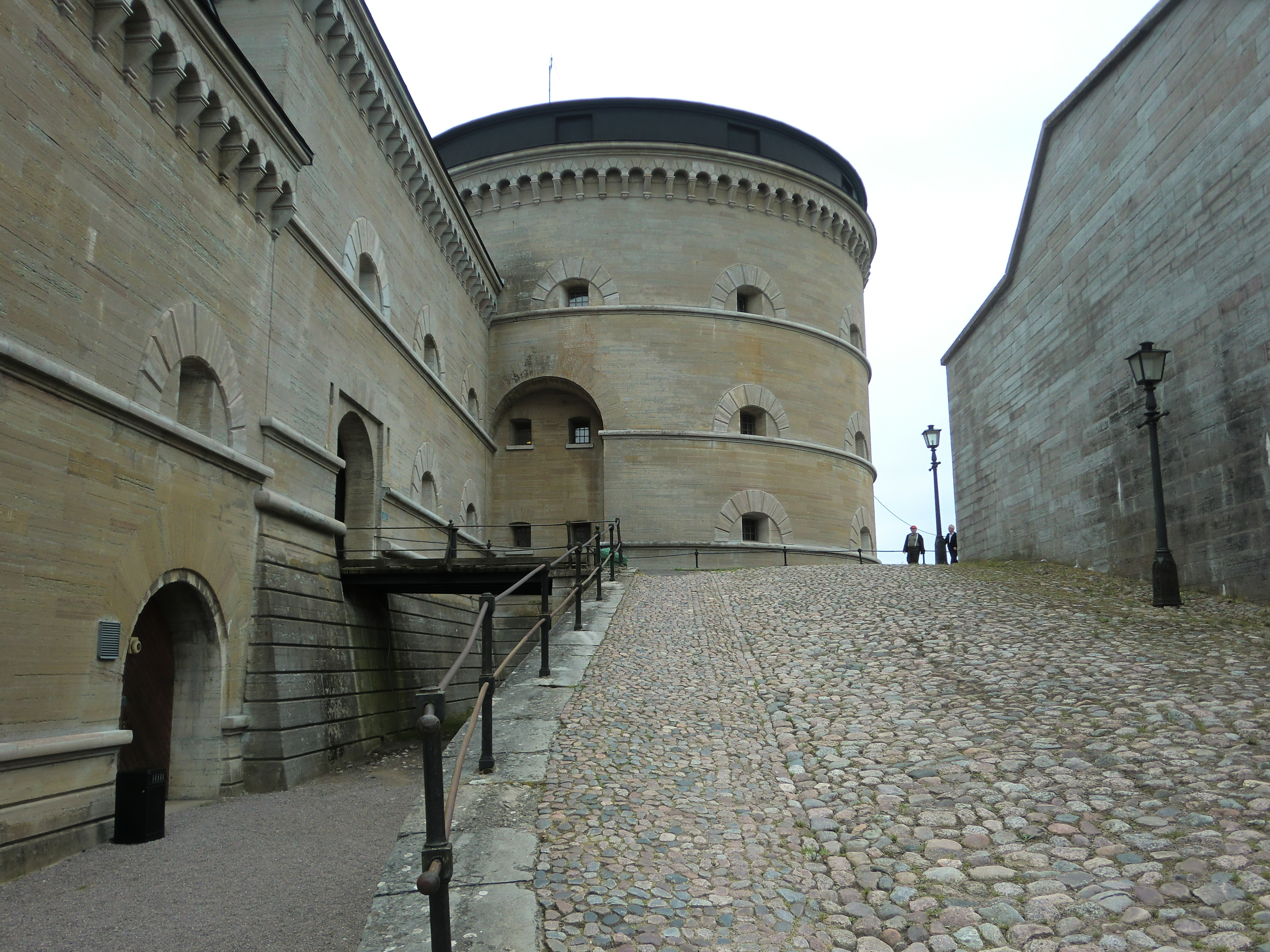
En utstickande kaponjär, som en del av slutvärnet på Karlsborgs fästning.
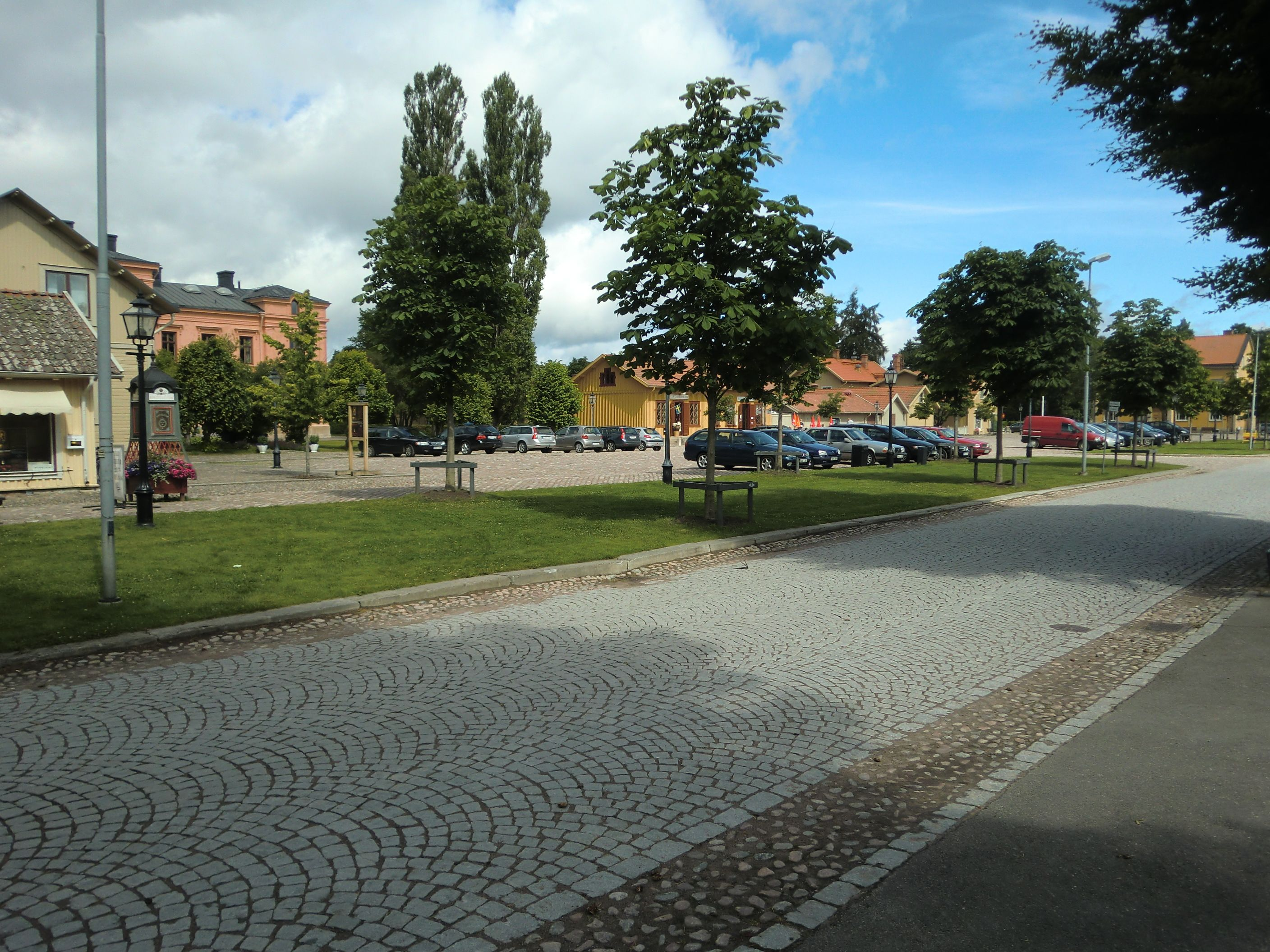
Vid fästningstorget inne i fästningen fanns post, bank, telegraf med mera under senare delen av 1800-talet.
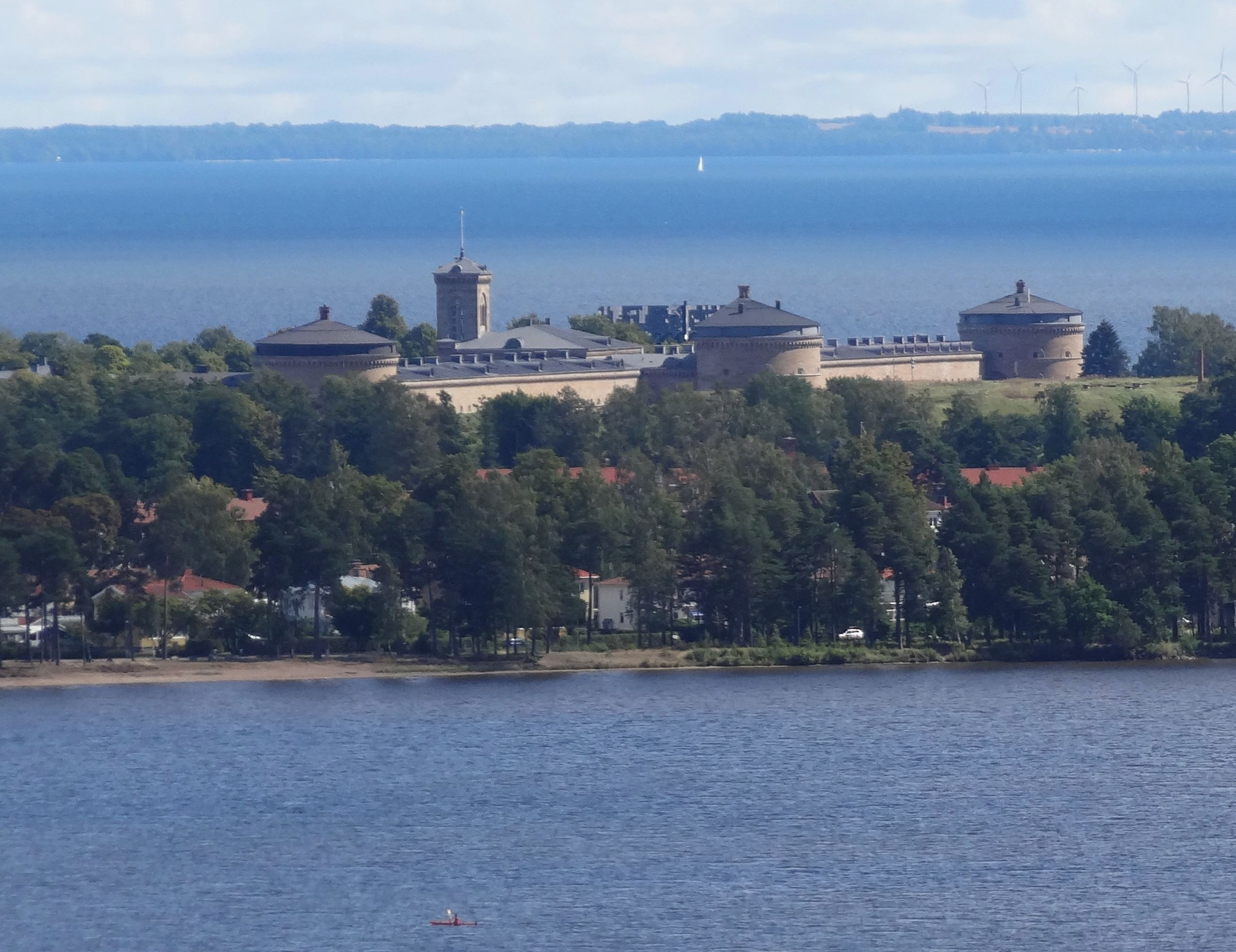
Det 678 meter långa slutvärnet på Karlsborgs fästning, sett från näraliggande Vabergets utsiktsplats.

### Jordbruk

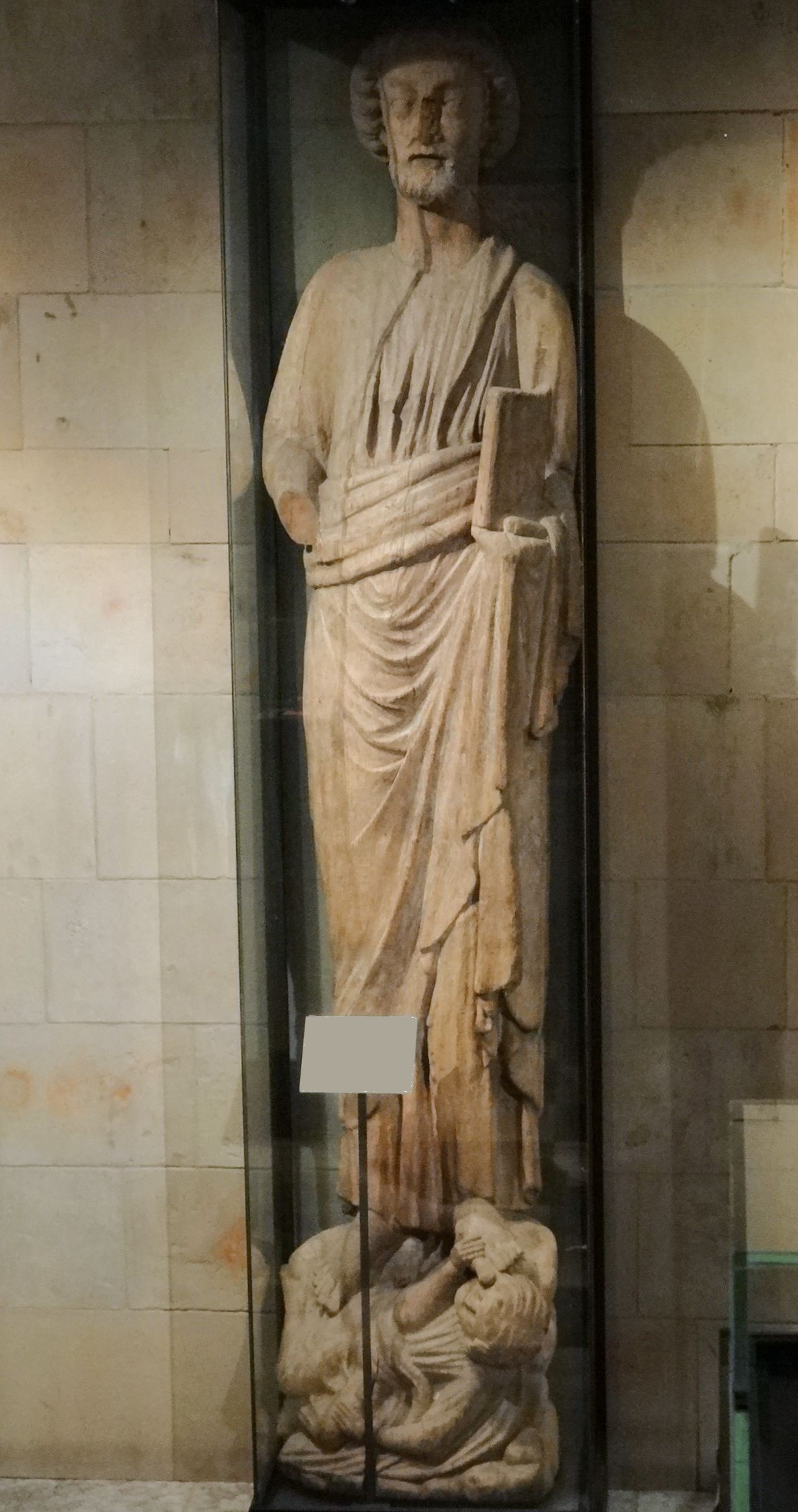
Kornguden från Norra Vånga på Västergötlands museum, är en helgonbild som bars runt åkrarna enligt medeltida sed. Trästatyn fick enligt uppgift näsan avslagen i samband med missväxt 1826.

Under sen medeltid var jordbruket i Västergötland mera inriktat på djuruppfödning än spannmålsodling, och avkastningen redovisades i smör. Olaus Magnus beskrev 1555 västgötarna som bäst i Norden på ostberedning. Den spannmål som odlades i Skaraborgs län bestod år 1571 till 76 % av korn, 21,3 % av råg och 2,6 % av havre. År 1805 hade fördelningen ändrats till 10 % korn, 19,9 % råg och 46,4 % havre. Efter ett antal år av missväxt i början av 1800-talet, bland annat 1812, 1818 och 1826 tvingades befolkningen i Västergötland be statsmakterna om ekonomisk hjälp. Detta orsakade kritik från den svenska statsledningen.
| ”                                                                        | ..icke blott den i sitt jordbruk mest efterblivna utan även i sig själv den klenaste och vekligaste i riket. | „ |
| – Baltzar von Platen i ett uttalande om befolkningen på Västgötaslätten. | |   |

Jordbruket utvecklades under 1800-talet, bland annat med hjälp av jordreformer som laga skiftet, och nya idéer och odlingstekniker. Järnplogar, som underlättade nyodling, började användas mera allmänt i Västergötland vid samma tid, en kunskap som troligen kommit via Dalarna och Värmland. Hjulaxlar av järn i stället för trä började användas i slutet av 1700-talet, och underlättade långväga transporter. En av pionjärerna för det moderna lantbruket var Edward Nonnen, som 1833 startade Sveriges första lantbruksinstitut på gården Degeberg utanför Lidköping. Information om ny teknik, till exempel täckdikning, spreds runt om i landet med hjälp av Hushållningssällskap. Dessa bildades i Skaraborgs län 1807, och i Älvsborgs län 1812. 
Potatis såväl odlades som förespråkades av Jonas Alströmer redan på 1720-talet, men slog inte igenom som livsmedel förrän i början av 1800-talet.  Potatisen fick störst betydelse i Västergötlands skogsbygder, eftersom den växte bra på sandiga och magra jordar, och gav mer livsmedel per odlad areal än vad spannmål gjorde. Ökad hållbarhet genom lagring i jordkällare, och möjlighet att använda den som råvara vid brännvinsbränning ökade dess popularitet.
Efterhand började spannmål från Västgötaslätten gå på export till näraliggande områden med underskott, till exempel Småland och Värmland. När Storbritannien i mitten av 1800-talet upphävde sina spannmålstullar öppnade sig en ny stor marknad, framförallt för export av havre. Göteborg var största exporthamn, som tvåa kom till en början Helsingborg, senare Uddevalla. En anledning till den stora havreexporten från Uddevalla, var anläggandet av en ny järnvägslinje Uddevalla–Vänersborg–Herrljunga (UWHJ), som invigdes 1867 och kallades "havrebanan" på grund av sin stora betydelse för exporten av sädesslaget. Från och med mitten av 1880-talet minskade havreexporten till England från Sverige, eftersom billigare spannmål från USA ledde till dumpade priser.

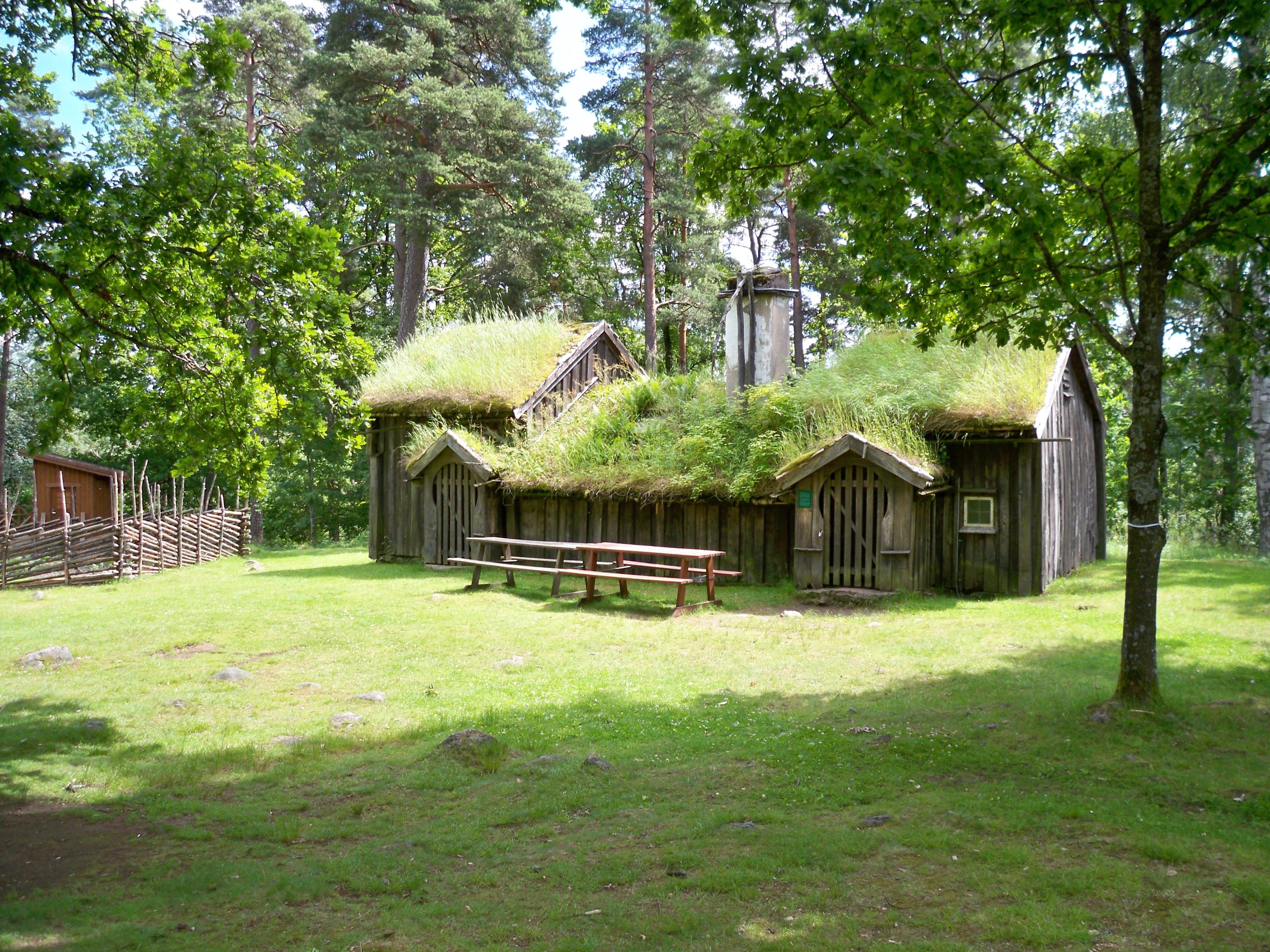
Marbostugan i Ramnaparken visar en vanlig hustyp i södra Västergötland från medeltiden till 1800-talet. En ryggåsstuga byggdes till med tvåvåningsloft och två ingångar med nyckelhålsformade "skonkar".
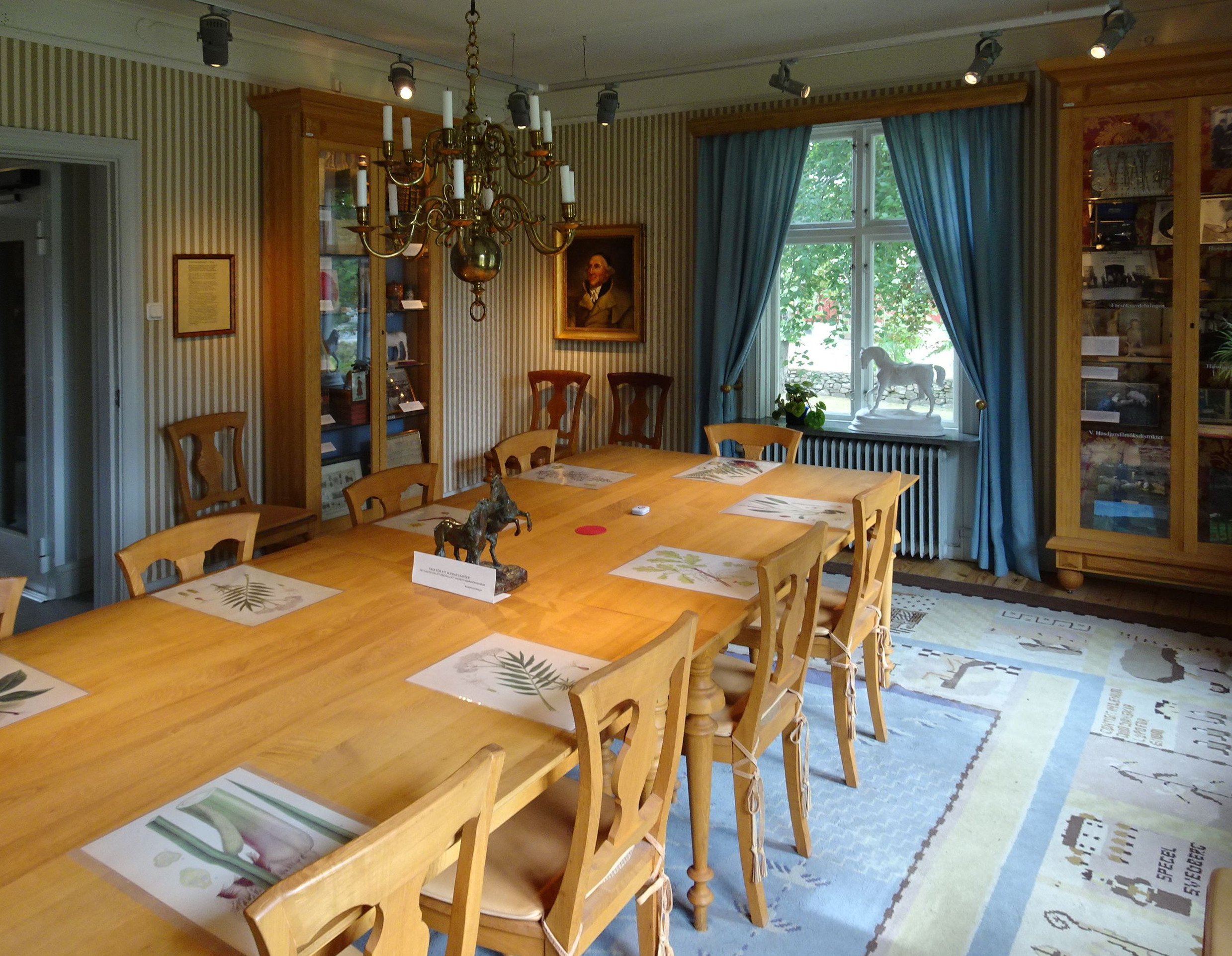
Brogården i Skara. Här grundades Sveriges första veterinärutbildning 1775 av Peter Hernquist.
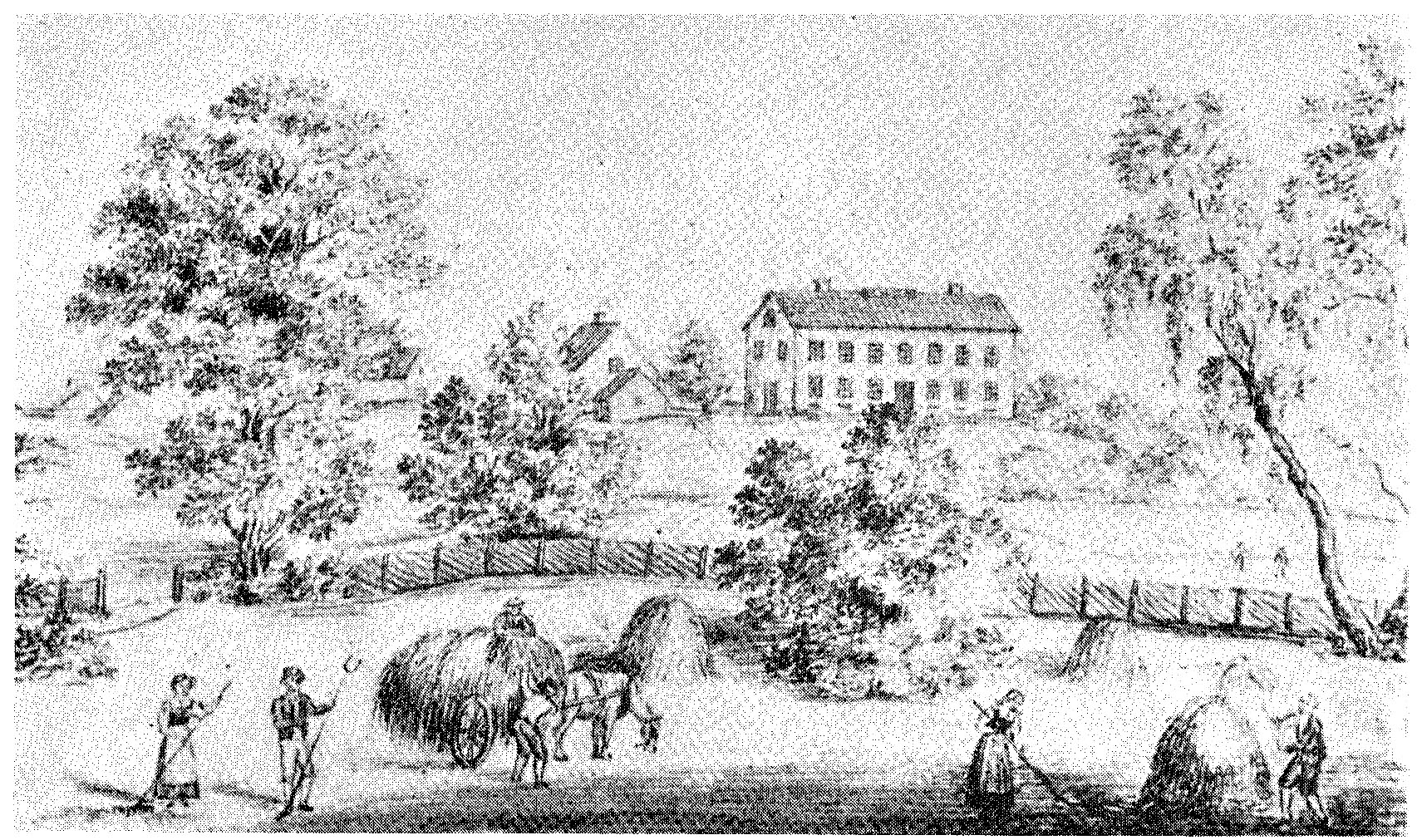
Degeberg tecknat 1835 av Emily Nonnen.
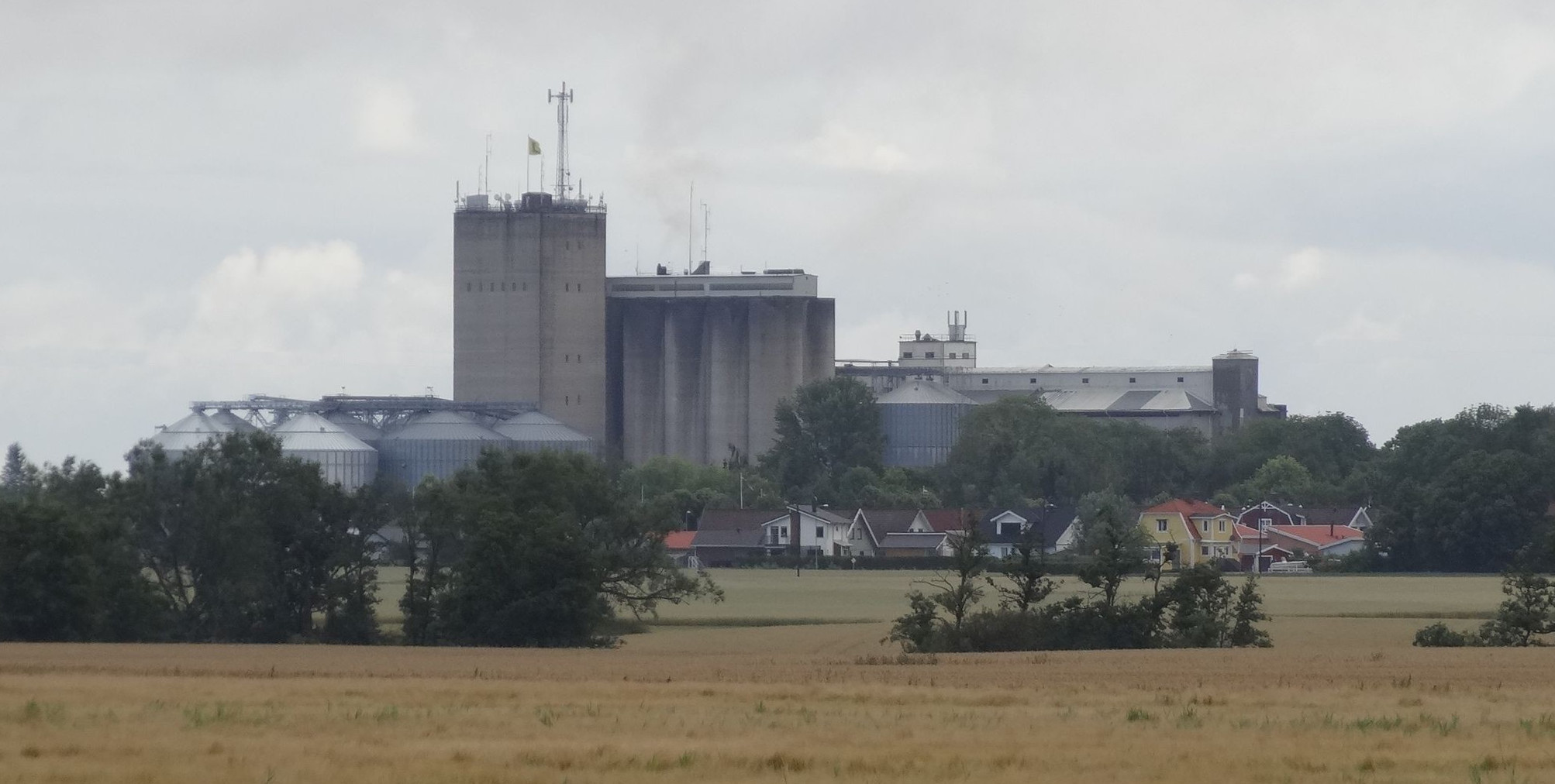
Lagerhuset i Vara kommun, är ett landmärke på Västgötaslätten.

### Kommunikation

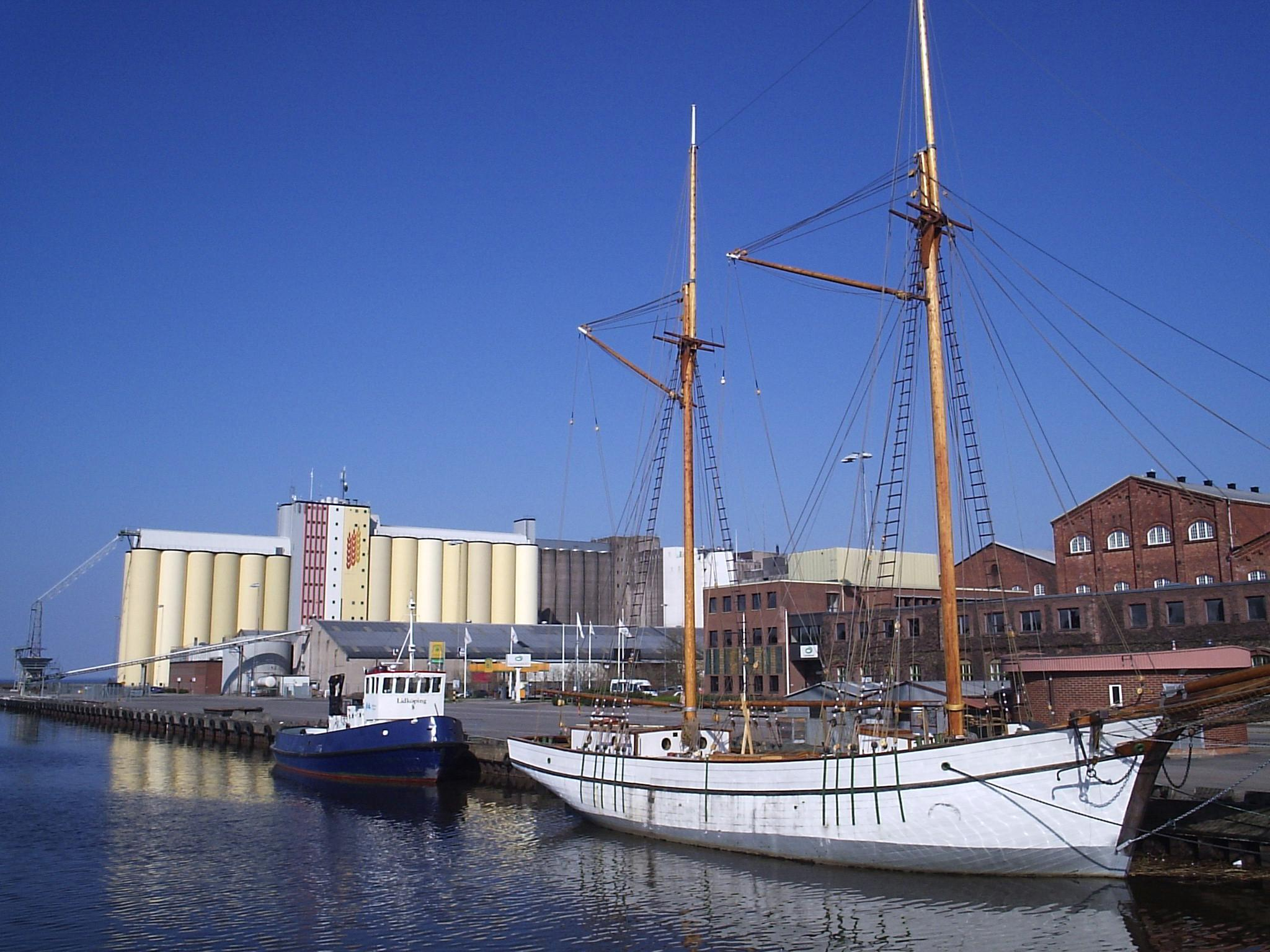
Vänergaleasen Mina, byggd 1878 på Torsö, ligger förtöjd i Östra hamnen i Lidköping.

#### Vänersjöfarten
En tidig typ av fraktfartyg på Vänern var blockskutan som var, förutom i fören och aktern, ett odäckat fartyg med råsegel. De mindre blockskutorna användes för järntransport, och de större för timmer in på 1800-talet, men riggen moderniserades efterhand. Under 1600-talet blev den holländska bojorten en vanlig fartygstyp på Vänern. Den var flatbottnad, lastdryg, och mer lätthanterlig än den klumpigare blockskutan. En bojort ingår bland annat i Vänersborgs stadsvapen. Under 1700-talet började segelfartygens riggar att bli högre och segelytorna större. Vanliga fartygstyper var galeaser, skonare, slupar och jakter. Vänergaleasen var en fartygstyp som anpassats för förhållandena i Vänern, och senare också för storleken på slussarna i Göta och Trollhätte kanal.

#### Edsvägen och Trollhätte kanal
För att kunna frakta varor via Göta älv, krävdes omlastning mellan sjö- och landtransport för att komma förbi forsarna i älvens övre lopp, i synnerhet de 32 meter höga Trollhättefallen. Transportvägen förbi forsarna kallades Edsvägen, och framförallt transporterades stångjärn söderut. Efter omlastning till häst och kärra vid Brätte, senare Korseberg, vid viken Vassbotten i Vänern transporterades godset på Edsvägen. 
Efter färdigställandet av Sveriges första sluss vid Lilla Edet 1607, kunde fartyg ta sig upp till Intagan vid Åkerström söder om Trollhättefallen, där varorna norrifrån återigen lastades på fartyg. Omlastningsproceduren blev överflödig sedan alla slussar i Trollhätte kanal färdigställts i augusti 1800 och möjliggjorde fartygstrafik utefter hela Göta älv. Fartyg med last upp till 140 ton och två meters djupgående kunde passera slussarna. Byggandet av den nya Göta kanal innebar att slussarna i Trollhättan också måste byggas ut, och en ny slussled var klar 1844. Det innebar att fartyg med last upp till 300 ton och tre meters djupgående därefter kunde passera. En tredje slussled var färdig 1916, och efter den sista utbyggnaden av Trollhätte kanal år 1975 kan fartyg med 5,3 meters djupgående och 3 500 ton last passera.

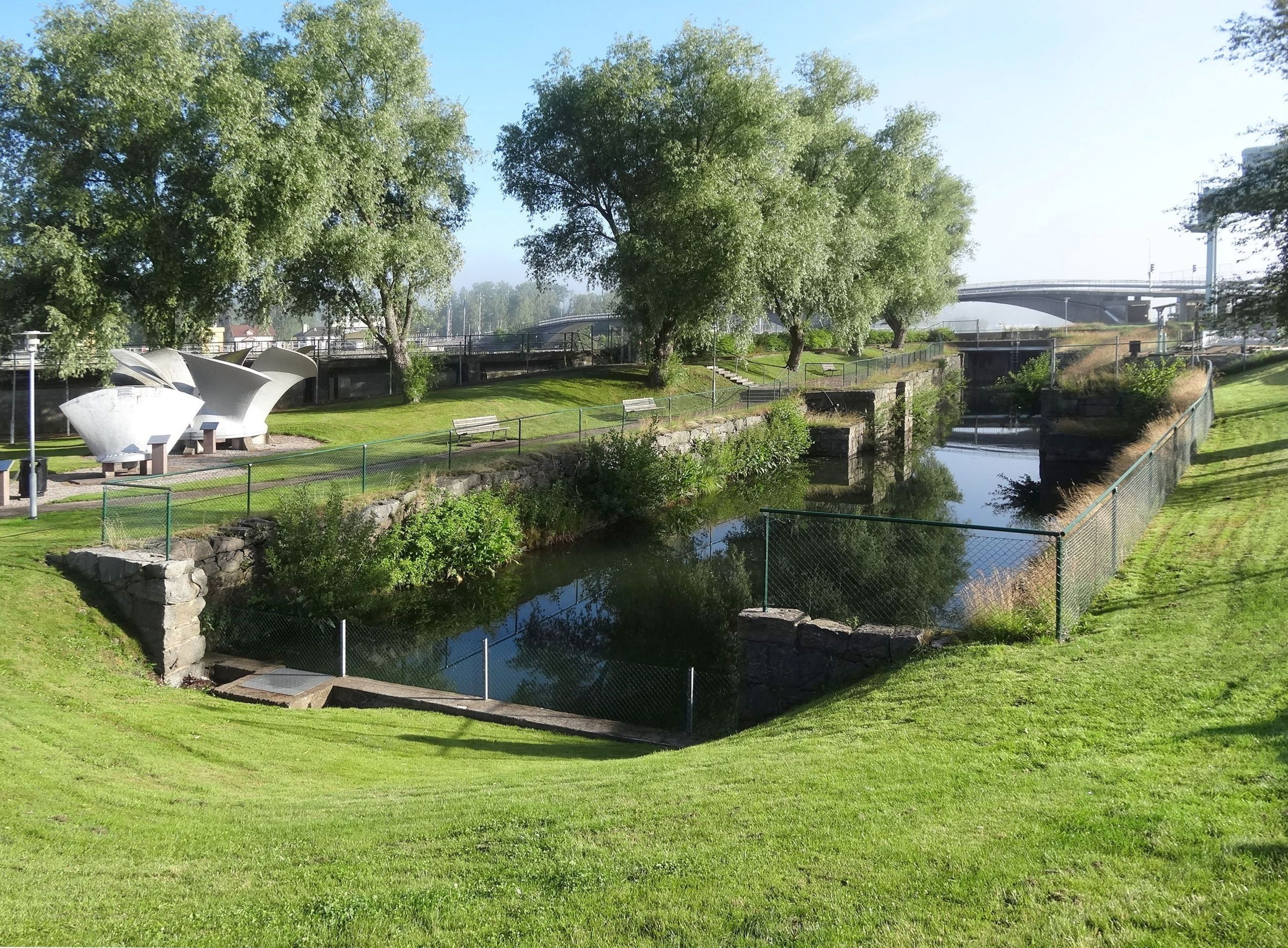
En av Sveriges äldsta slussar vid Lilla Edet i Göta älv. Byggnationen av den påbörjades på 1580-talet och den togs i drift 1607.
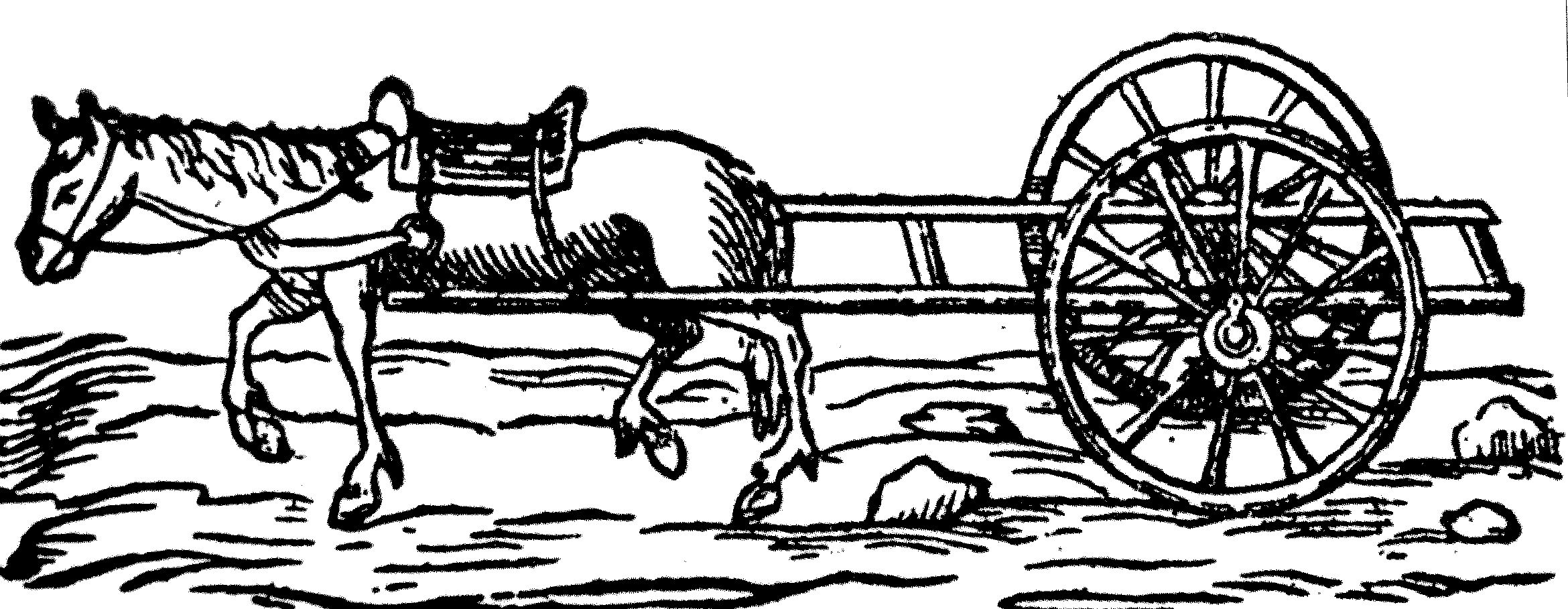
Edsmärr, hästtransport på Edsvägen vid Trollhättefallen, tecknad av Carl von Linné sommaren 1746.
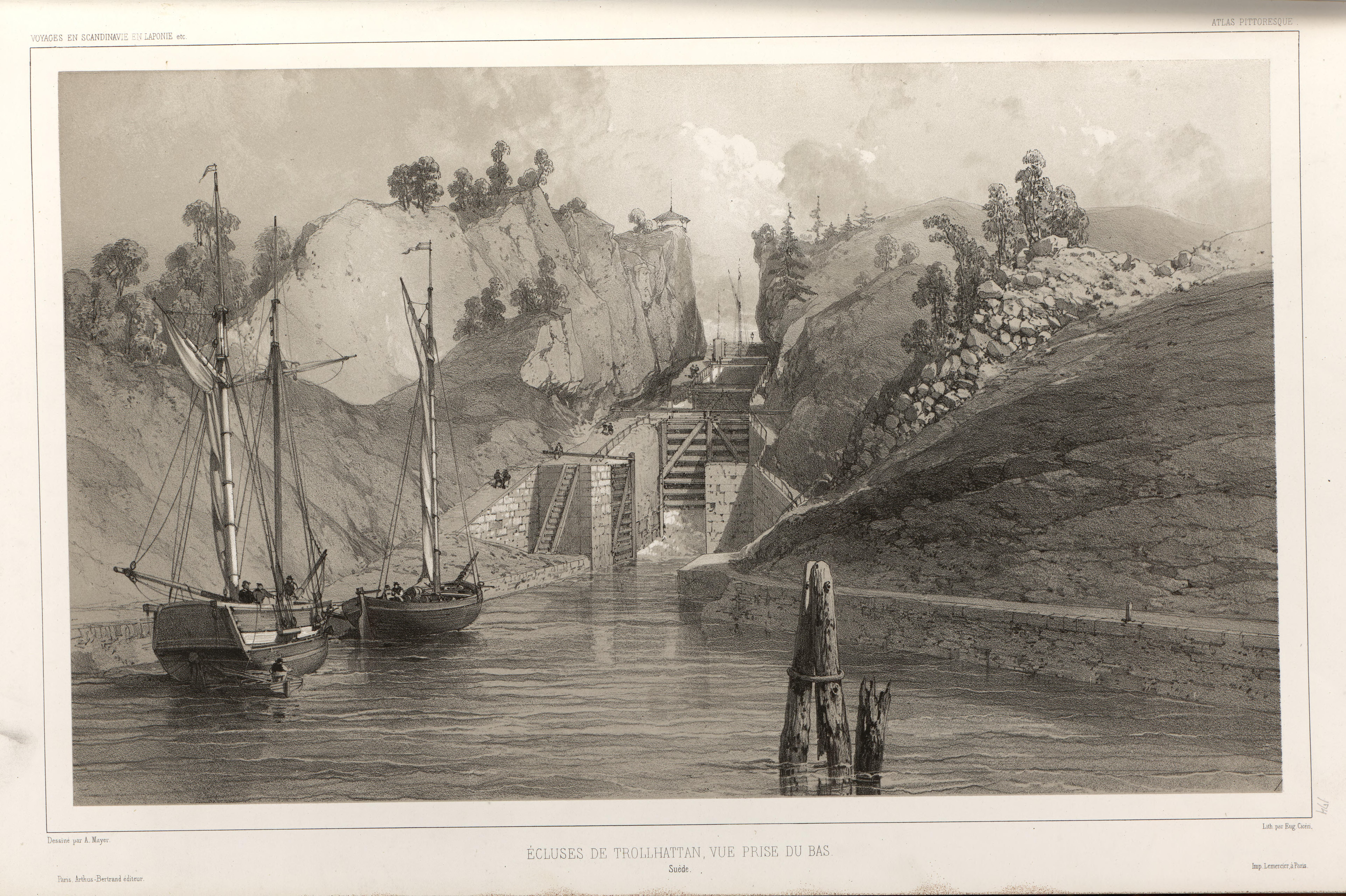
Segelskutor väntar på slussning i Trollhätte kanals äldsta slussled, ur reseskildring från mitten av 1800-talet.

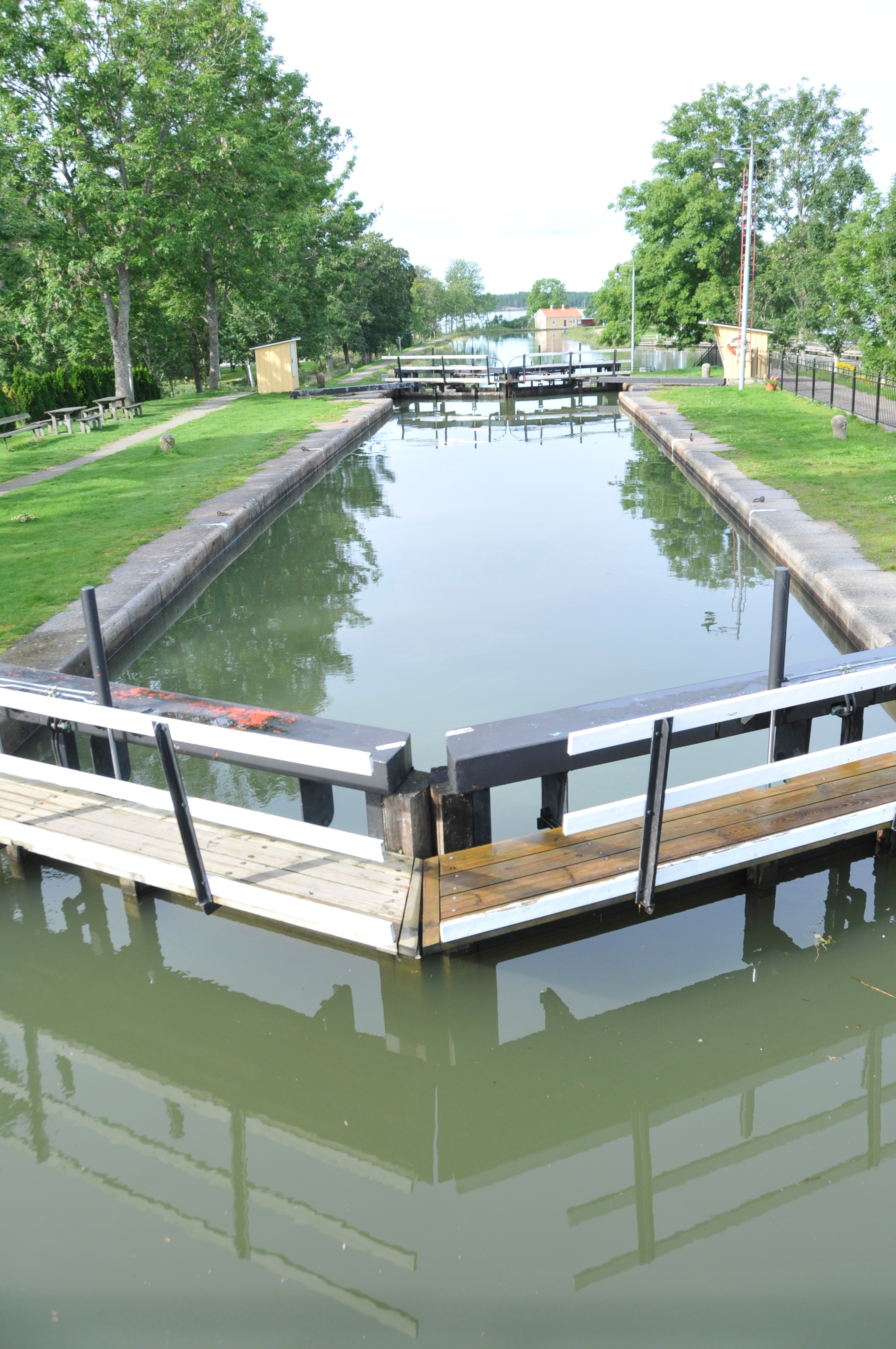
En av slussarna i Göta kanal vid Sjötorp.

#### Göta kanal
År 1806 gav Baltzar von Platen, sjömilitär och medlem av styrelsen för Trollhätte kanal, ut en skrift om möjligheten att bygga en kanal mellan Vänern och Östersjön. Regeringen tog beslut om byggnation av Göta kanal 1810, och samma år påbörjades kanalbygget. I Forsvik nära Karlsborg invigdes kanalens första sluss, och Sveriges första klaffbro av järn år 1813. Västgötadelen av kanalen, mellan Sjötorp vid Vänern, och Karlsborg vid Vättern invigdes 1822 och har 21 slussar, varav 8 ligger i Sjötorp. Östgötadelen av kanalen var klar 1832.

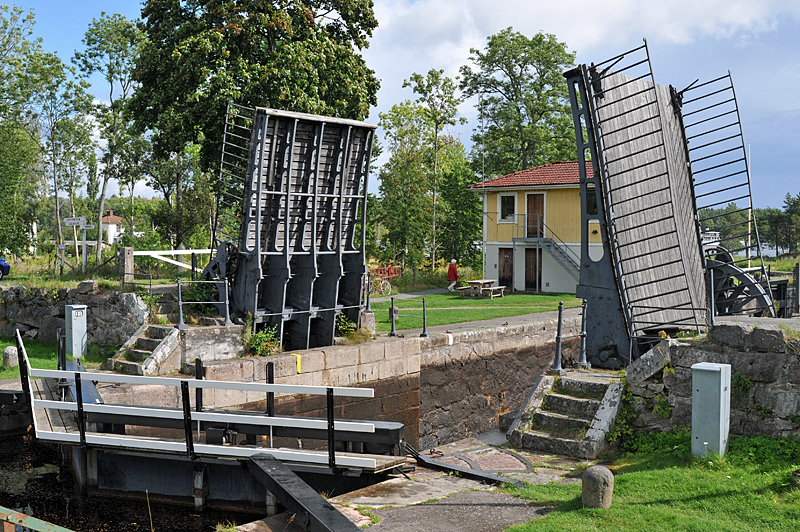
Göta kanals äldsta sluss vid Forsvik, och Sveriges äldsta klaffbro av järn, båda invigda 1813.
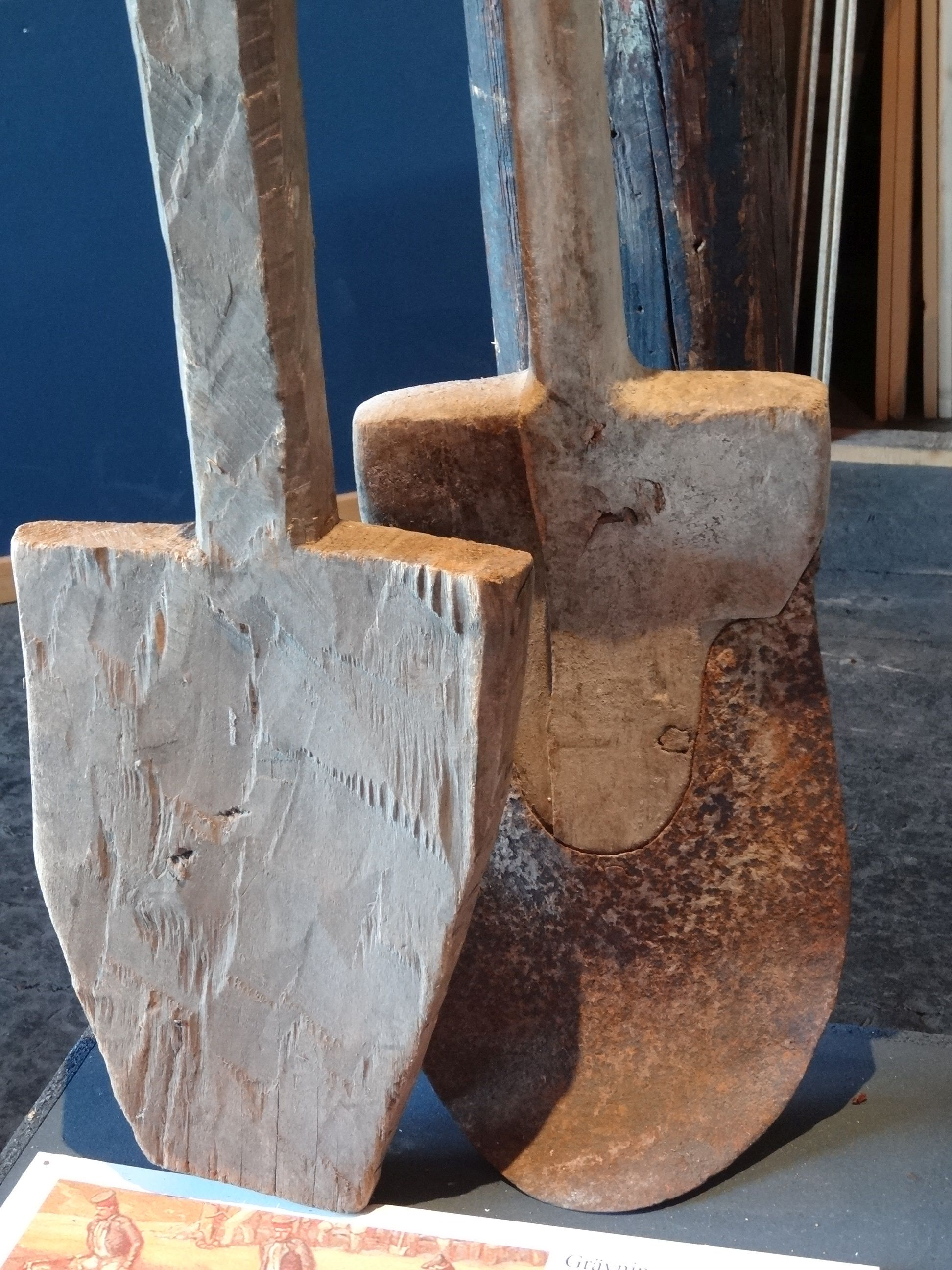
Till höger en spade som användes vid arbetet med Göta kanal. Till vänster ett ämne till en ny spade. Kanalmuseet Sjötorp.

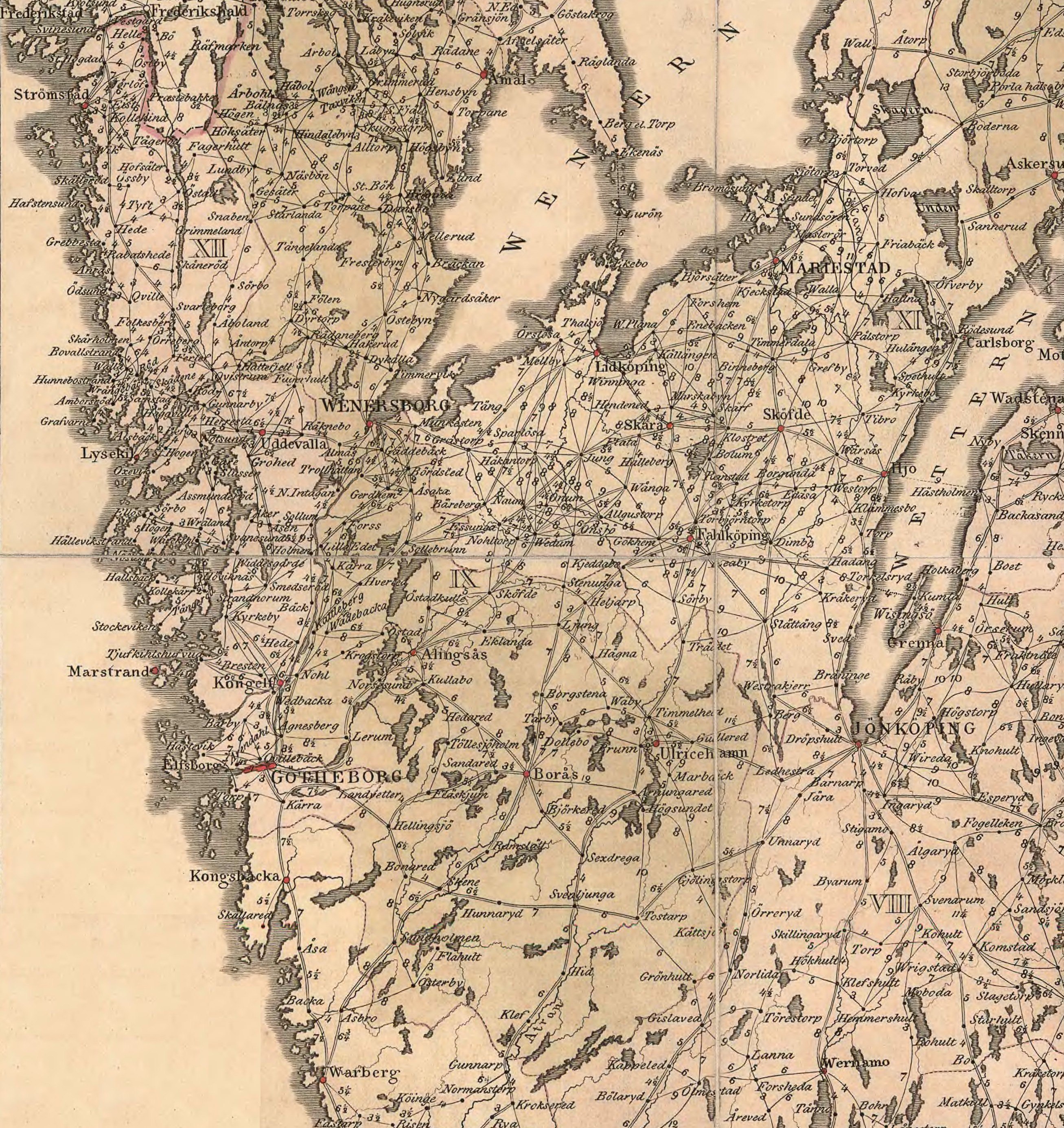
Kommunikationskarta över västra Sverige 1853 med diligenslinjer och värdshus. Avstånd anges i fjärdedels gammal svensk mil, en fjärdingsväg.

#### Landsvägar
Sedan tidig medeltid användes landsvägen mellan Lödöse, vid Göta älv, och Skara. Tidigt under medeltiden användes också Eriksgatuleden mellan Jönköping och Falköping, vars spår kan ses vid Sandhem nära Mullsjö.
Gustav Vasa utfärdade ett brev 1540, med föreskrifter om "de allmänna landsvägarna" i Västergötland. Tre av de sju vägarna utgick från Nya Lödöse, den första utefter Göta älv mot Lidköping, dagens E45 och riksväg 44. Den andra via Alingsås till Skara, dagens E20. Den tredje söderut till Varberg i danska Halland, dagens E6. Från Varberg utgick också en väg utefter Viskan genom Marks härad, Viskastigen, vidare till Skara. Dessutom genom Kinds härad till Jönköping. Från danska Falkenberg gick en väg utefter Ätran, Ätrastigen eller Redvägen, över Bogesund och Falköping till Skara. Slutligen gick en väg från norska Uddevalla över Vassända-Naglum vid Göta älv till Lidköping, dagens riksväg 44.

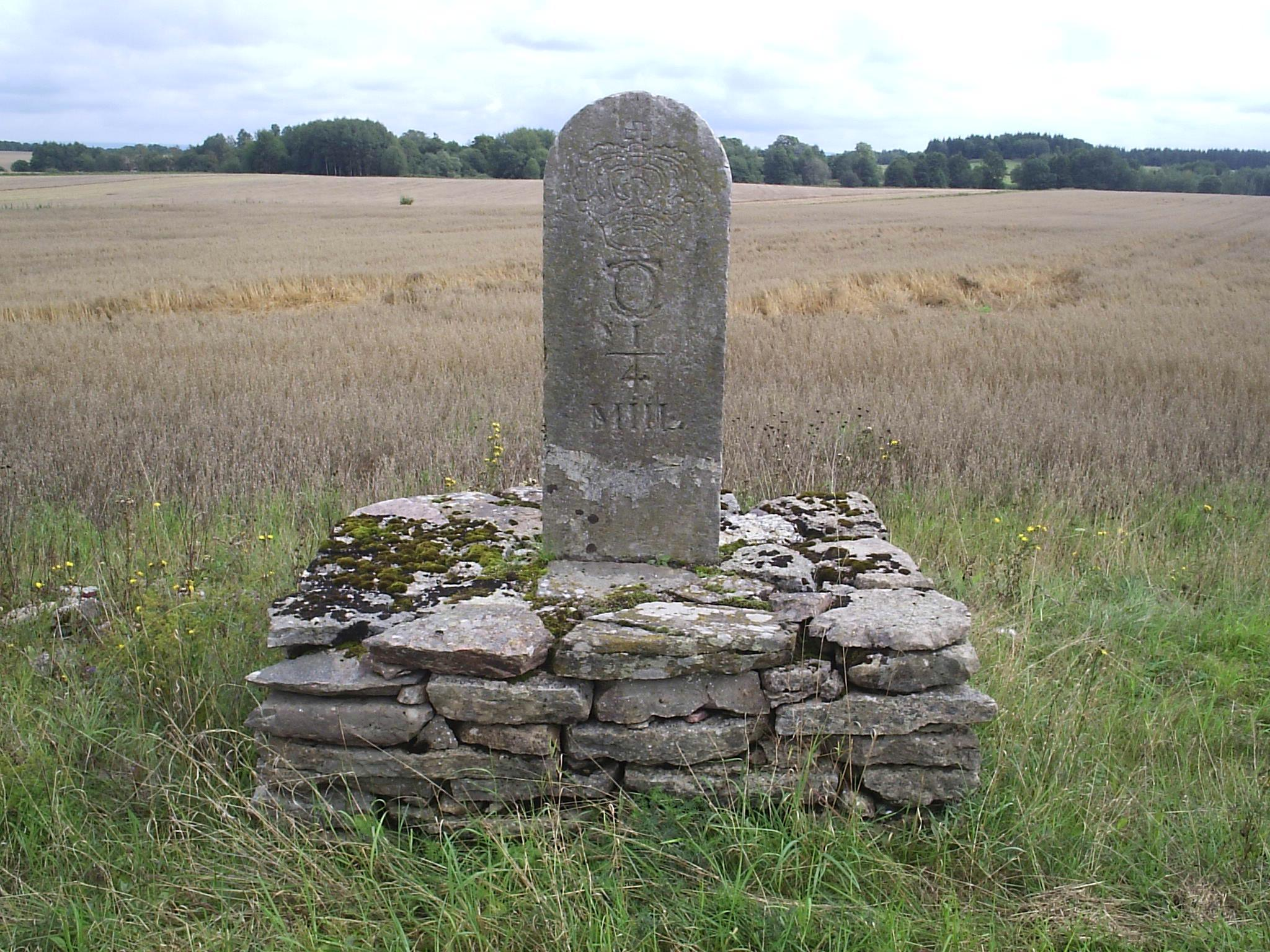
Milsten vid Dimbo nära Tidaholm.
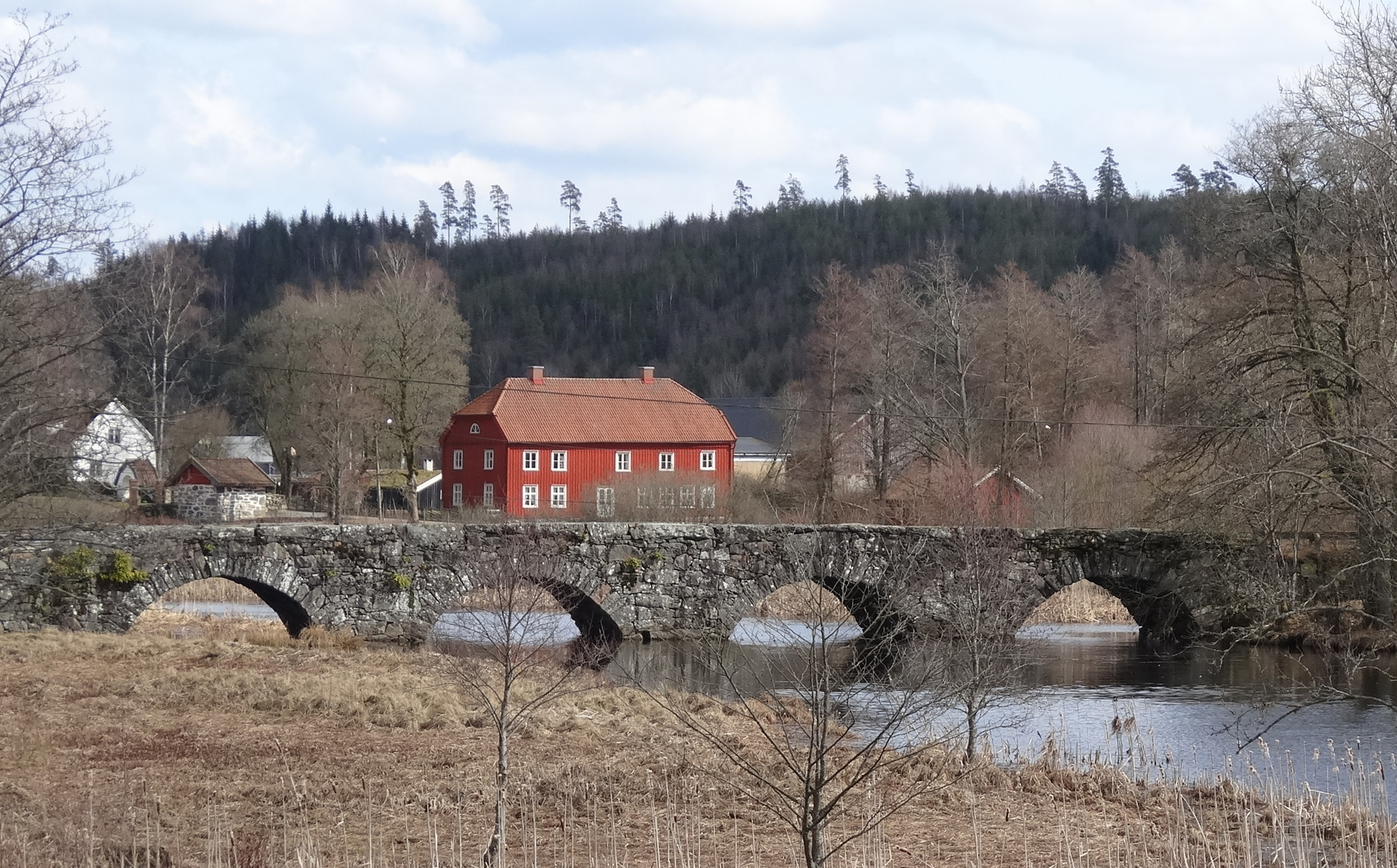
Stenvalvsbro över Viskan vid Seglora söder om Borås. Den tidigare näraliggande träkyrkan finns sedan 1918 på Skansen i Stockholm.
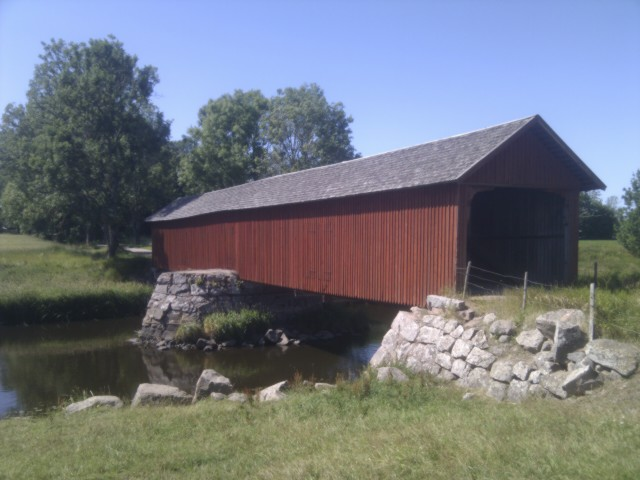
Vaholms bro är en övertäckt träbro från 1800-talet nära samhället Tidan i Skövde kommun.
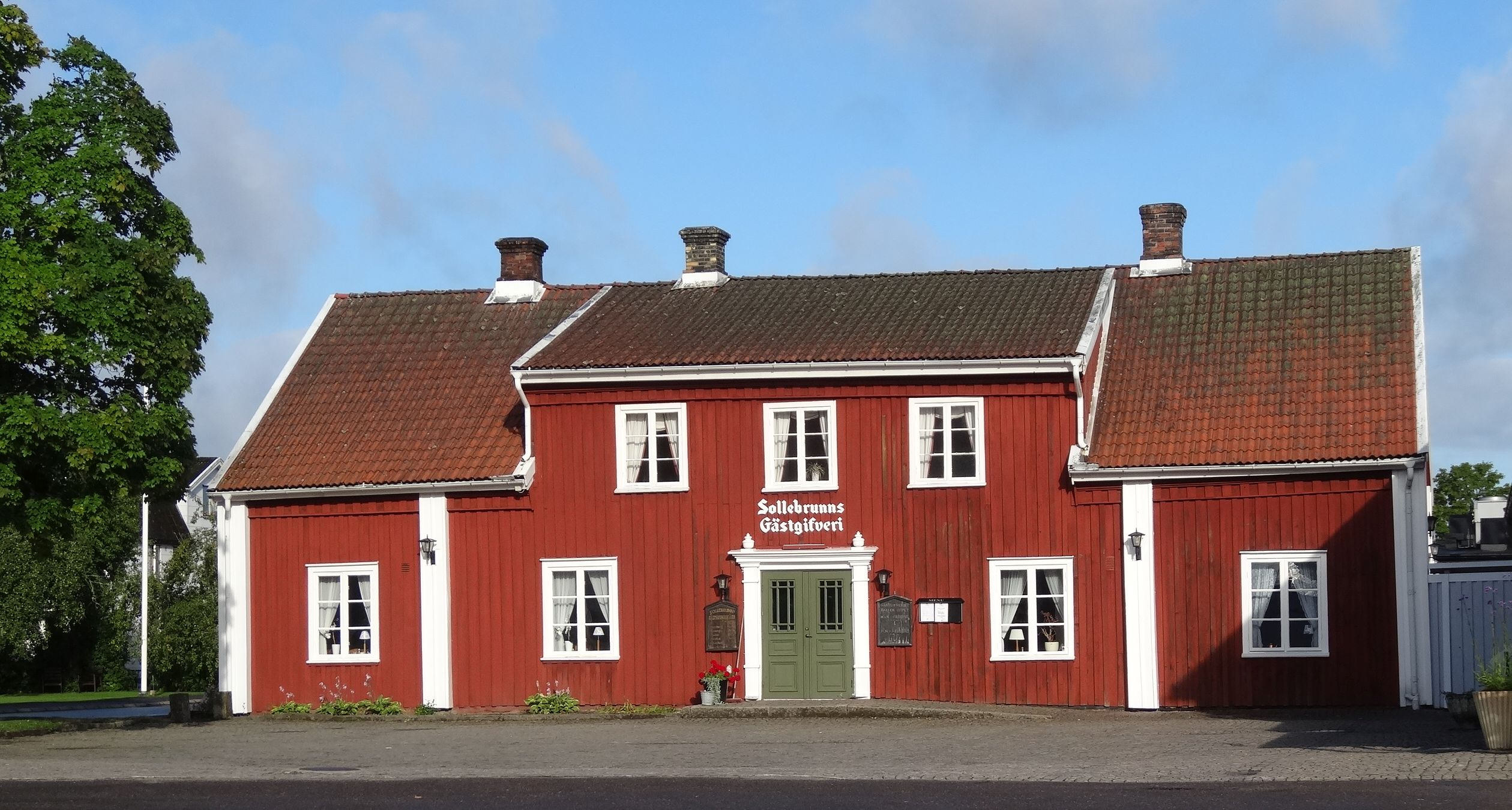
Gästgiveriet i Sollebrunn mellan Alingsås och Trollhättan. Platsen var tidigare en viktig vägknut, och första övernattning för diligenslinjen Göteborg–Stockholm.

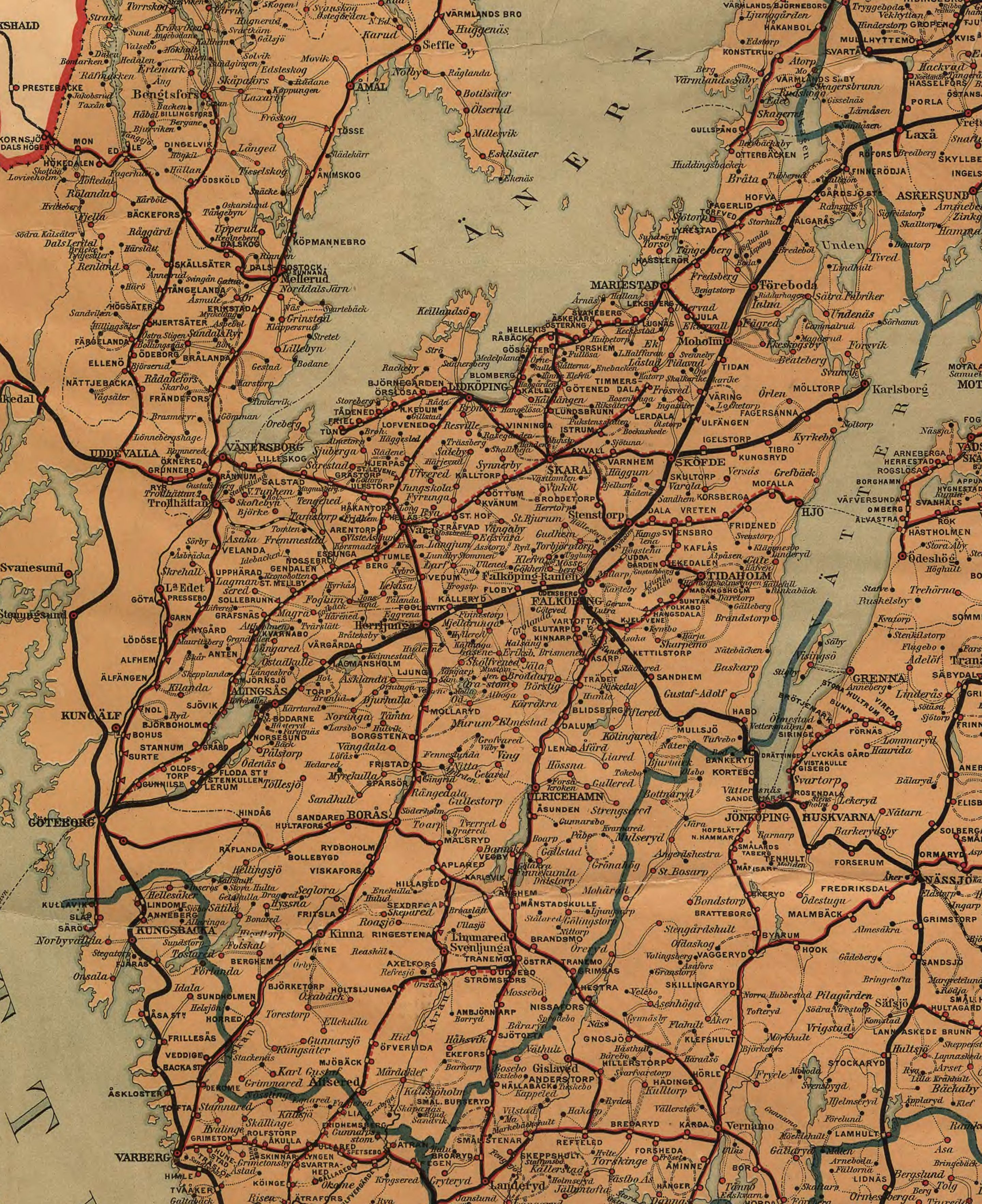
Post och järnvägskarta över västra Sverige 1914. Röd prick/röd triangel=Postkontor, Svart prick=Ändpunkt lantbrevbärarlinje, Bred svart linje=Statlig järnväg med normalspår, Svart+Röd heldragen linje=Privat järnväg med normalspår, Svart+Röd streckad linje=Privat järnväg med smalspår.

#### Järnväg
Riksdagen beslutade om utbyggnad av ett statligt järnvägsnät med så kallade stambanor 1854. Som ansvarig för genomförandet utsågs Nils Ericson, och år 1856 öppnade den första stambanesträckan mellan Göteborg och Jonsered. Västra stambanan mellan Göteborg och Stockholm invigdes i augusti 1862. Eftersom de stora infrastrukturprojekten Göta kanal och Västra stambanan möttes i Töreboda, förutspåddes en snabb utveckling av orten, och järnvägsstationen byggdes väl tilltagen. Det mindre järnvägsnätet i landskapet byggdes samtidigt ut med privat kapital, av sparsamhetsskäl ofta som smalspårig järnväg.
| ”                                         | Såsom en skärningspunkt för Göta Kanal och Jernvägen kan Töreboda sägas vara den knut som sammanbinder Sveriges svarta och blåa band eller ett handslag mellan Platen och Nils Ericson. | „ |
| – Citat från Illustrerad Tidning år 1865. | |   |

Järnvägen öppnade upp förbättrade möjligheter till industriverksamhet i Sjuhäradsbygden, med normalspårslinjen Borås-Herrljunga som öppnades 1874,  och Viskadalsbanan Borås–Varberg 1880. På motsvarande sätt utvecklade linjen Skövde–Karlsborg, som öppnade 1876, möbelindustrierna kring det nya stationssamhället Tibro.
Efterhand övertogs de mindre järnvägarna av bolaget Västergötland–Göteborgs Järnvägar (VGJ). När det smalspåriga järnvägsnätet i Västergötland var som tätast på 1930-talet omfattade det drygt 55 mil, och Skara berördes av fem smalspåriga linjer. År 1948 förstatligades alla VGJ:s järnvägar, och vid mitten av 1970-talet hade alla smalspåriga järnvägar i landskapet lagts ner förutom några museijärnvägar, och sträckan Håkantorp-Gårdsjö som breddats till normalspår och numera kallas Kinnekullebanan.

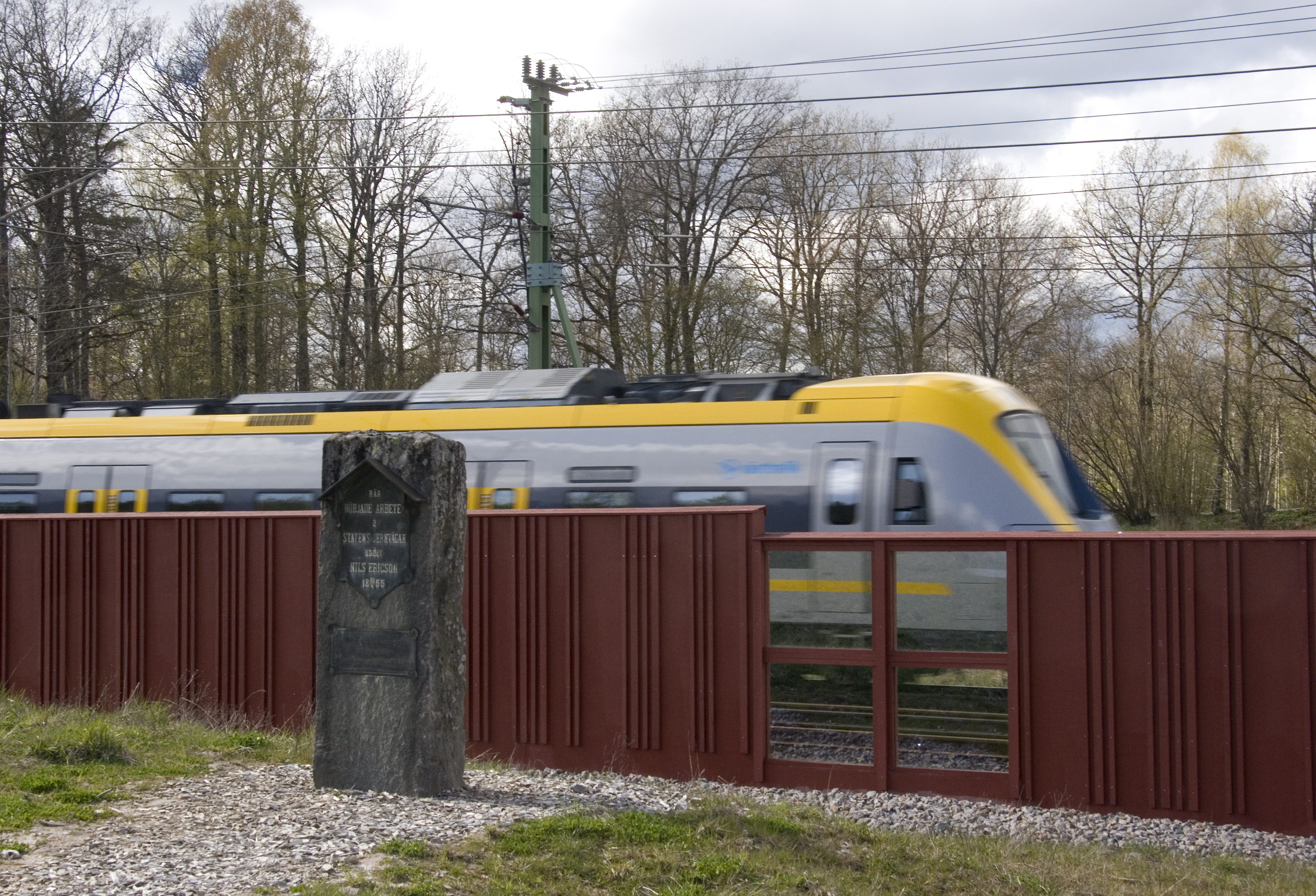
Minnessten vid Skaveryd sydväst om Alingsås, till minne av byggstarten för det svenska stambanenätet den 30 april 1855.
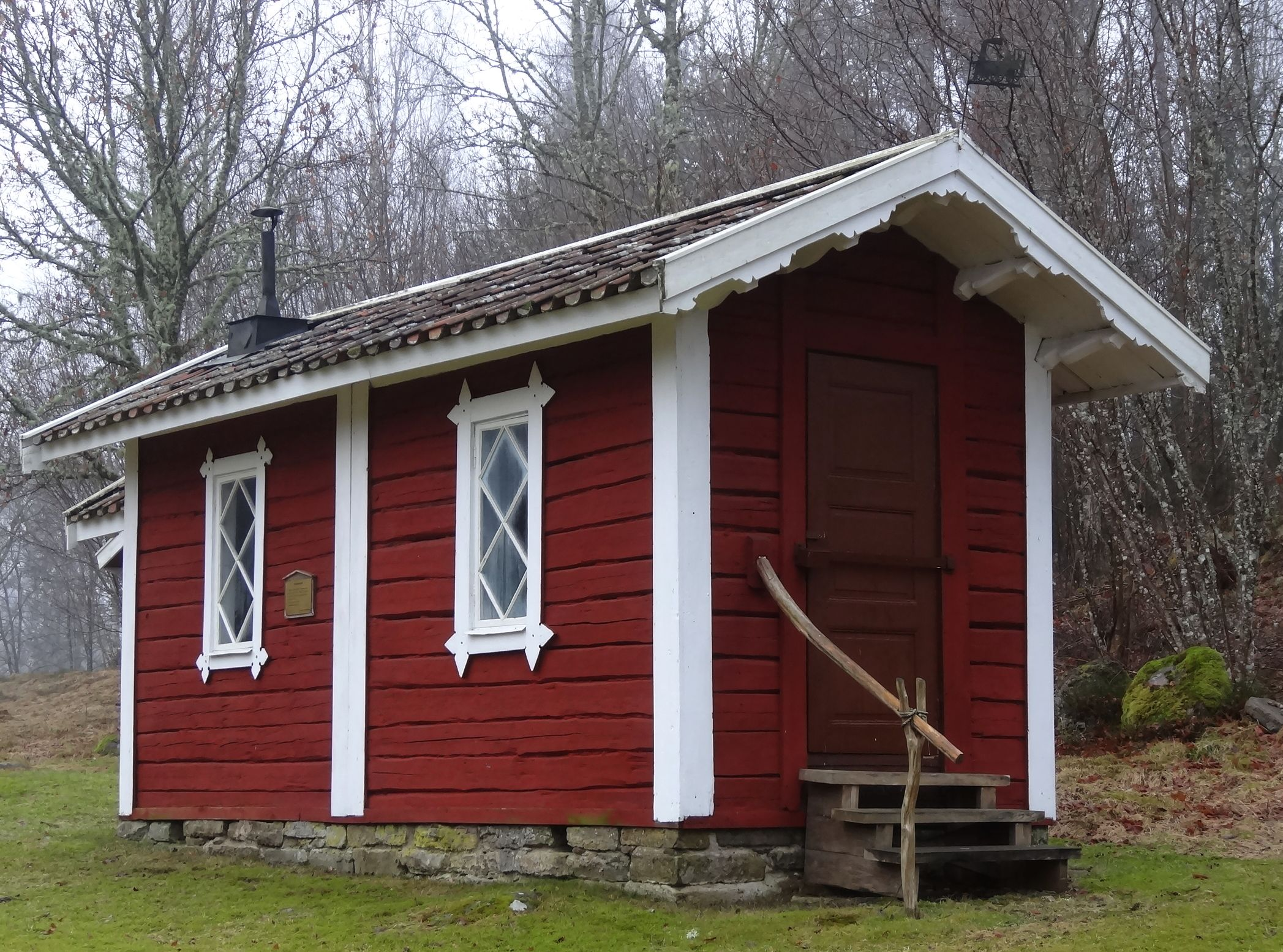
Ett av Sveriges första stationshus, byggt vid Bokedalen, Jonsered år 1856. Flyttat till järnvägsknuten Herrljunga 1862-1863, där en väntsal byggdes till. Sedan 1959 placerat i Hembygdsparken, Herrljunga.
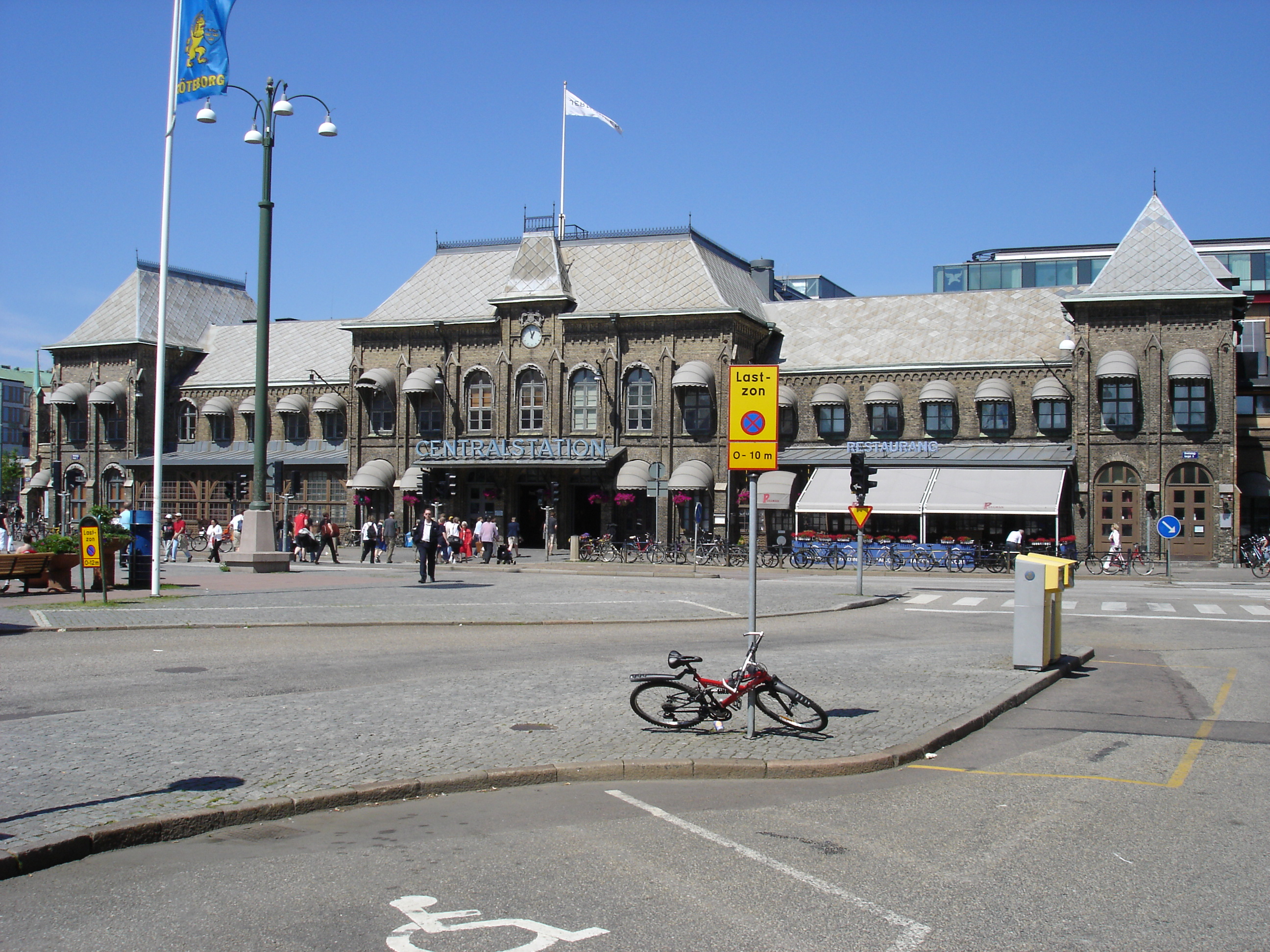
Göteborgs Centralstations äldsta del, invigd 1858, var från början placerad parallellt med spåren som en genomgångsstation.
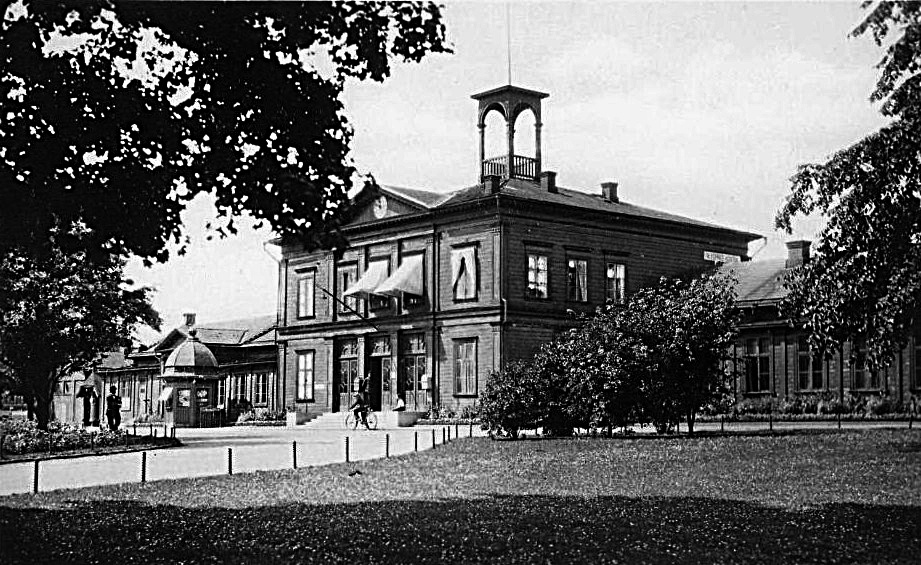
Stationen Falköping-Ranten, senare omdöpt till Falköpings centralstation, var knutpunkt mellan Västra och Södra stambanan. Resande Stockholm–Malmö fick fram till 1874 byta tåg i Falköping.
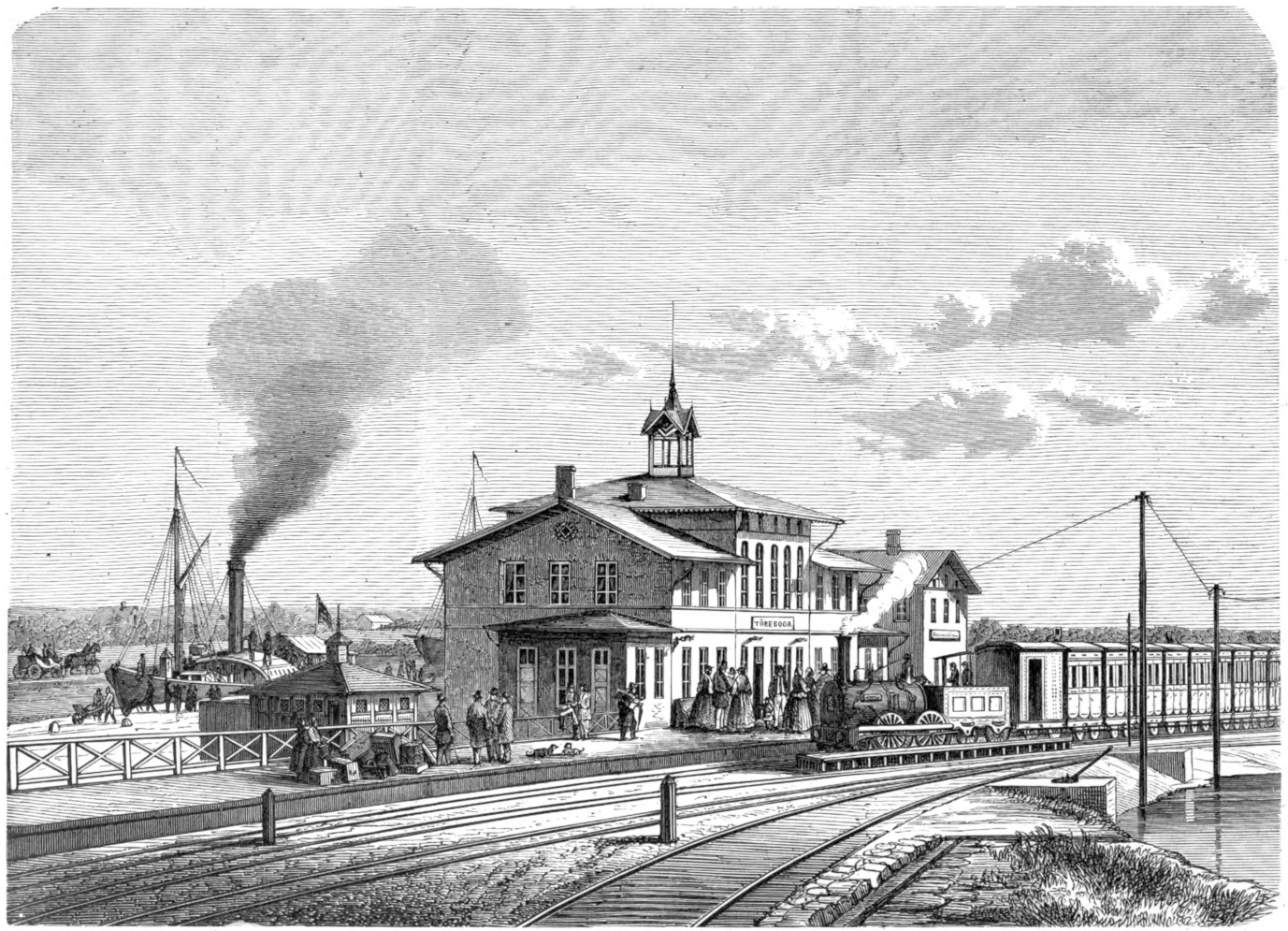
Stationen i Töreboda med Västra stambanan på den ena sidan, och Göta kanal på den andra.
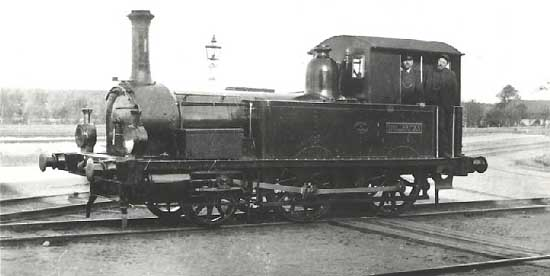
Loket "Trollhättan", tillverkat som första lok av Nydqvist & Holm, till Uddevalla-Vänersborg-Herrljunga Järnväg (UWHJ) år 1865.
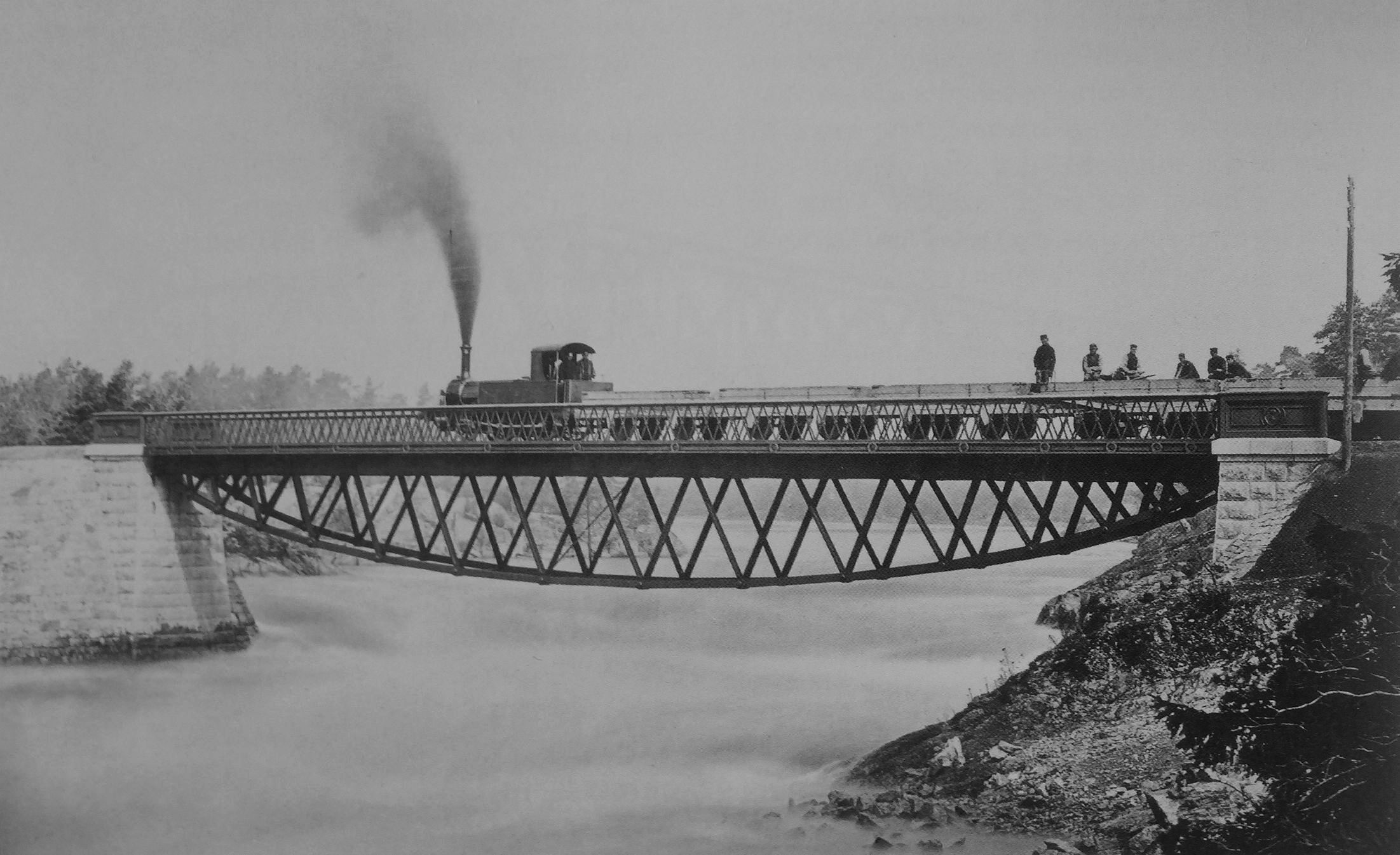
Europas första stålbro, konstruerad av Claes Adelsköld och invigd 1866 över Göta älv vid Rånnum öster om Vänersborg.